# Miskolc köztéri szobrai
Miskolcon számos nívós képzőművészeti alkotás található. Ezek közül itt a köztéri szobrokat mutatjuk be. A Miskolci Egyetemen található műalkotásokat külön szócikk mutatja be.

## A belváros

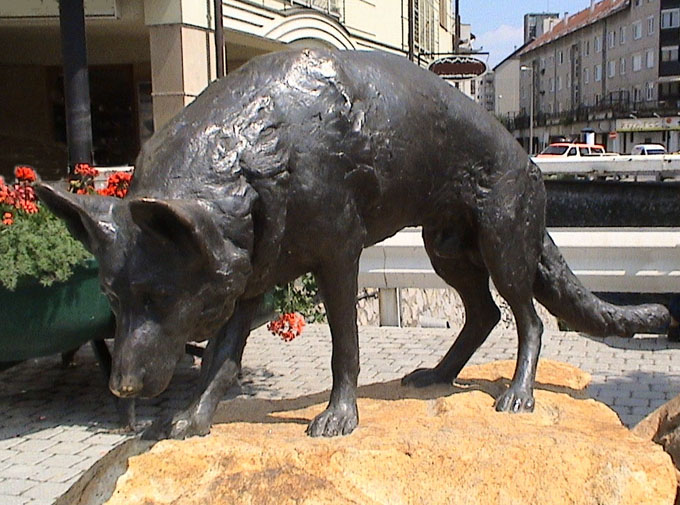

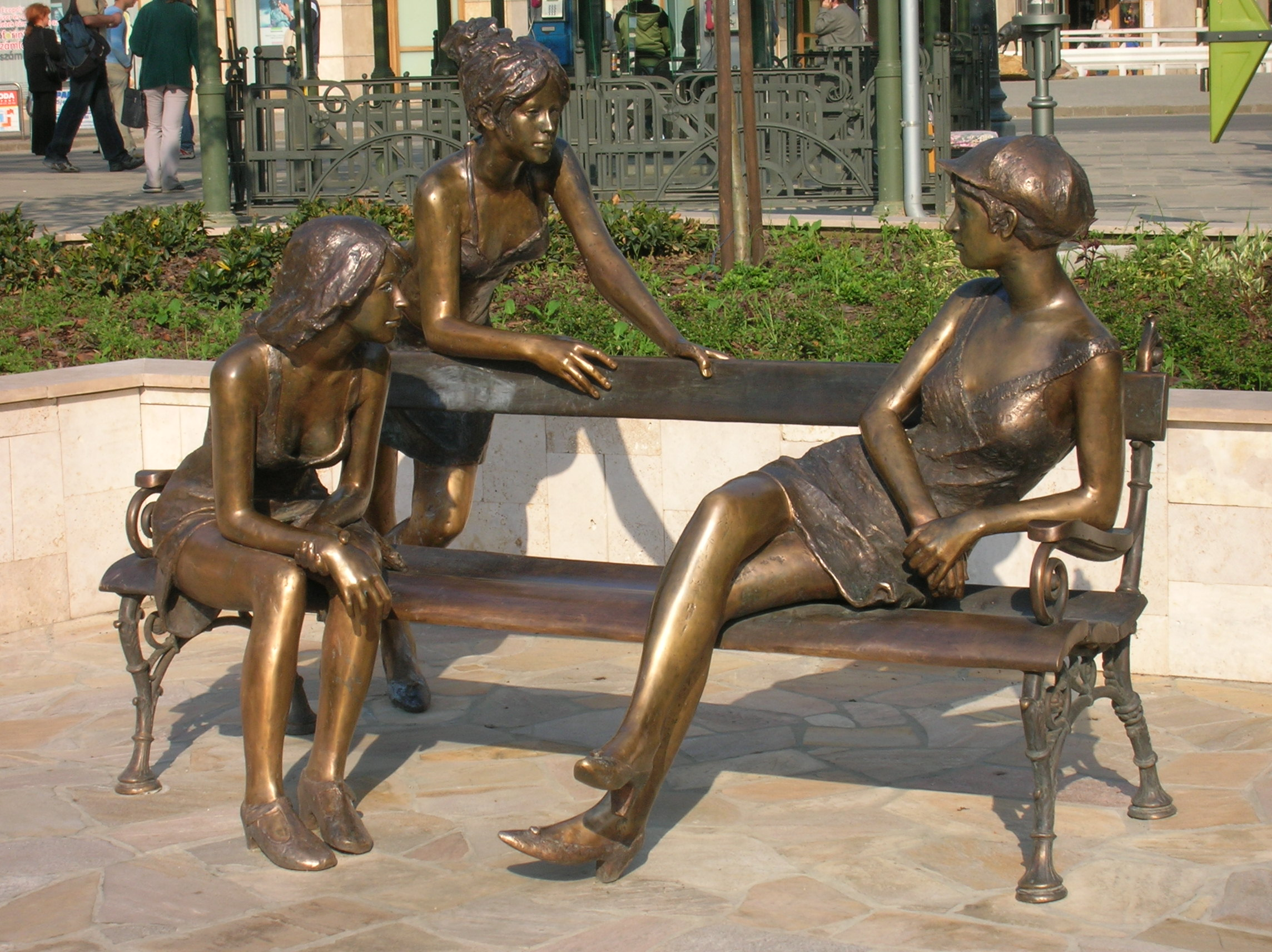

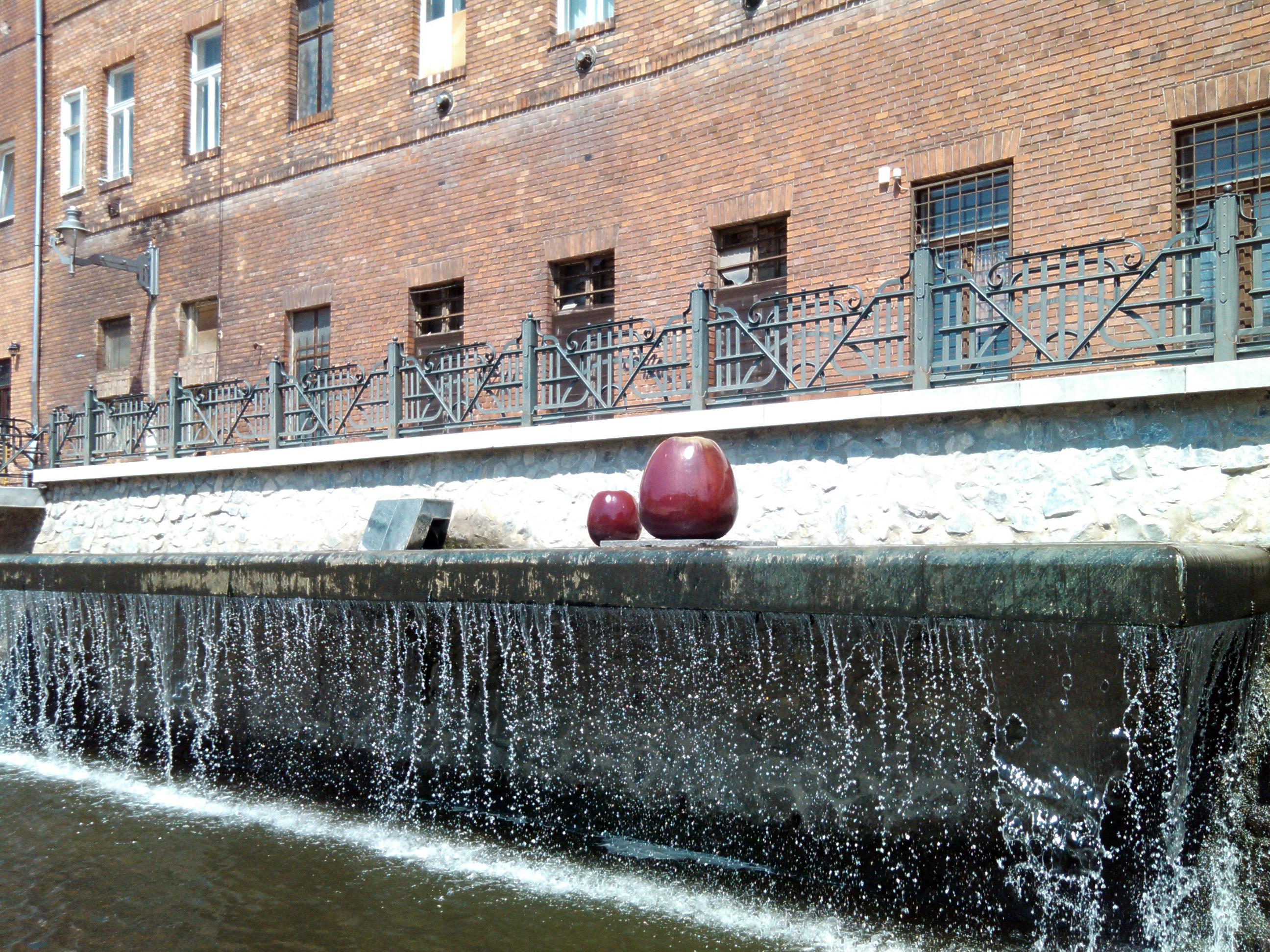

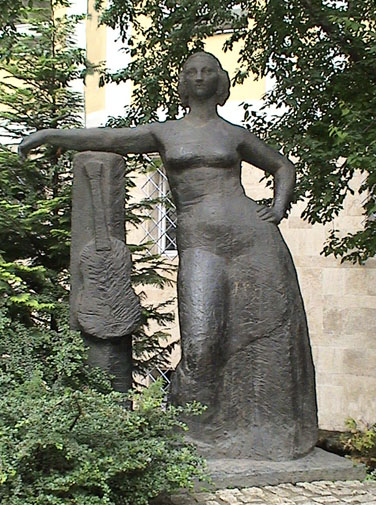

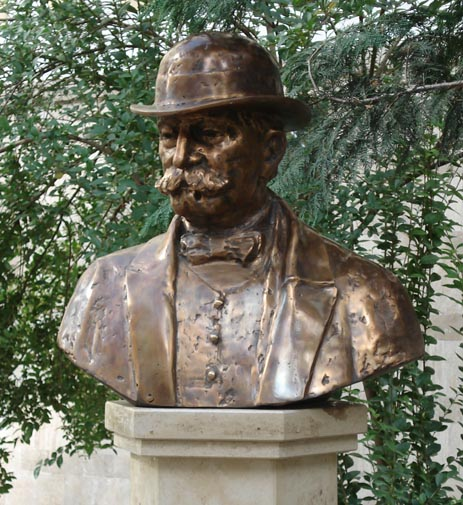

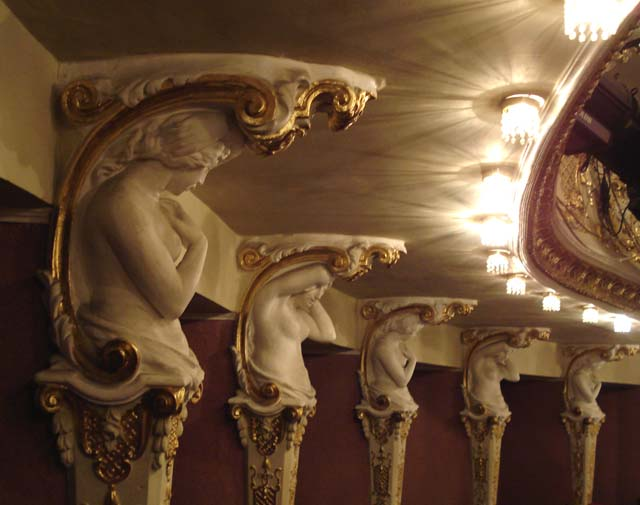

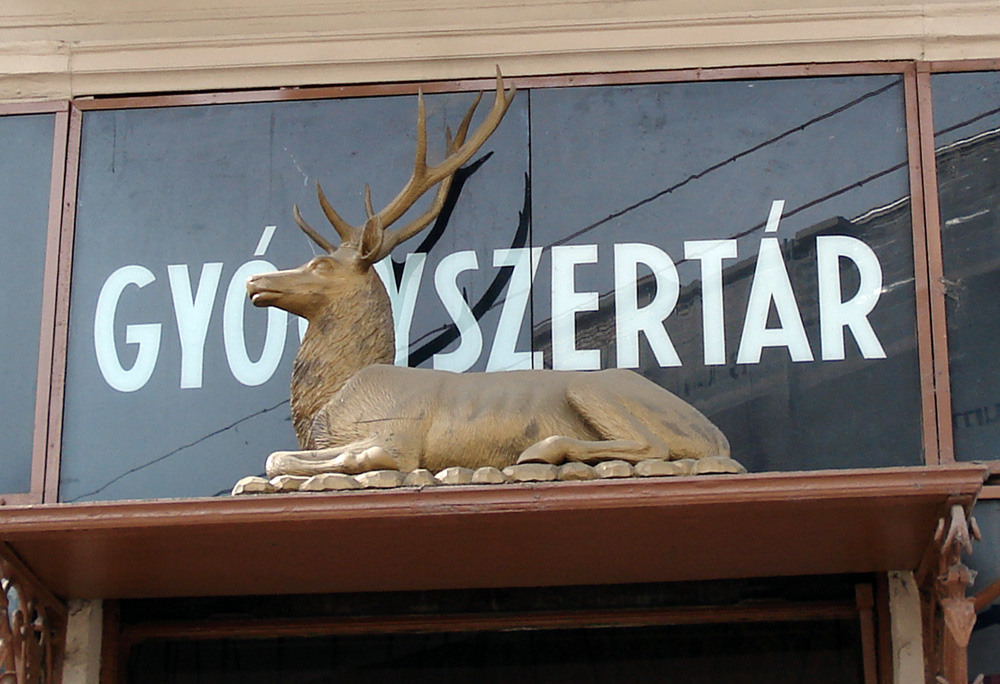

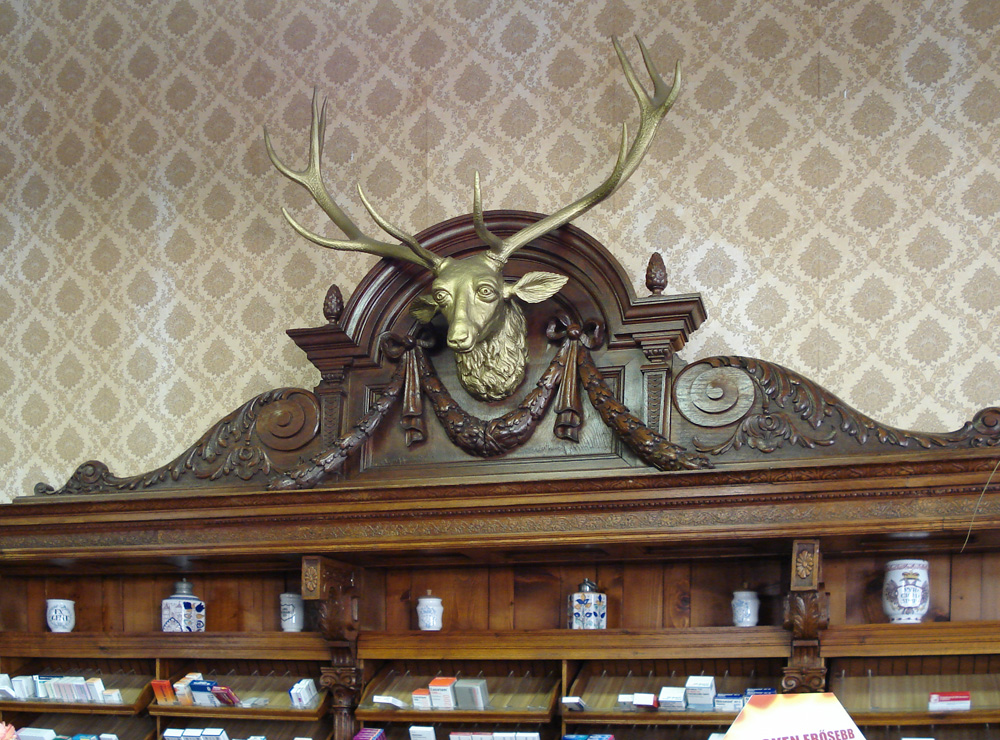

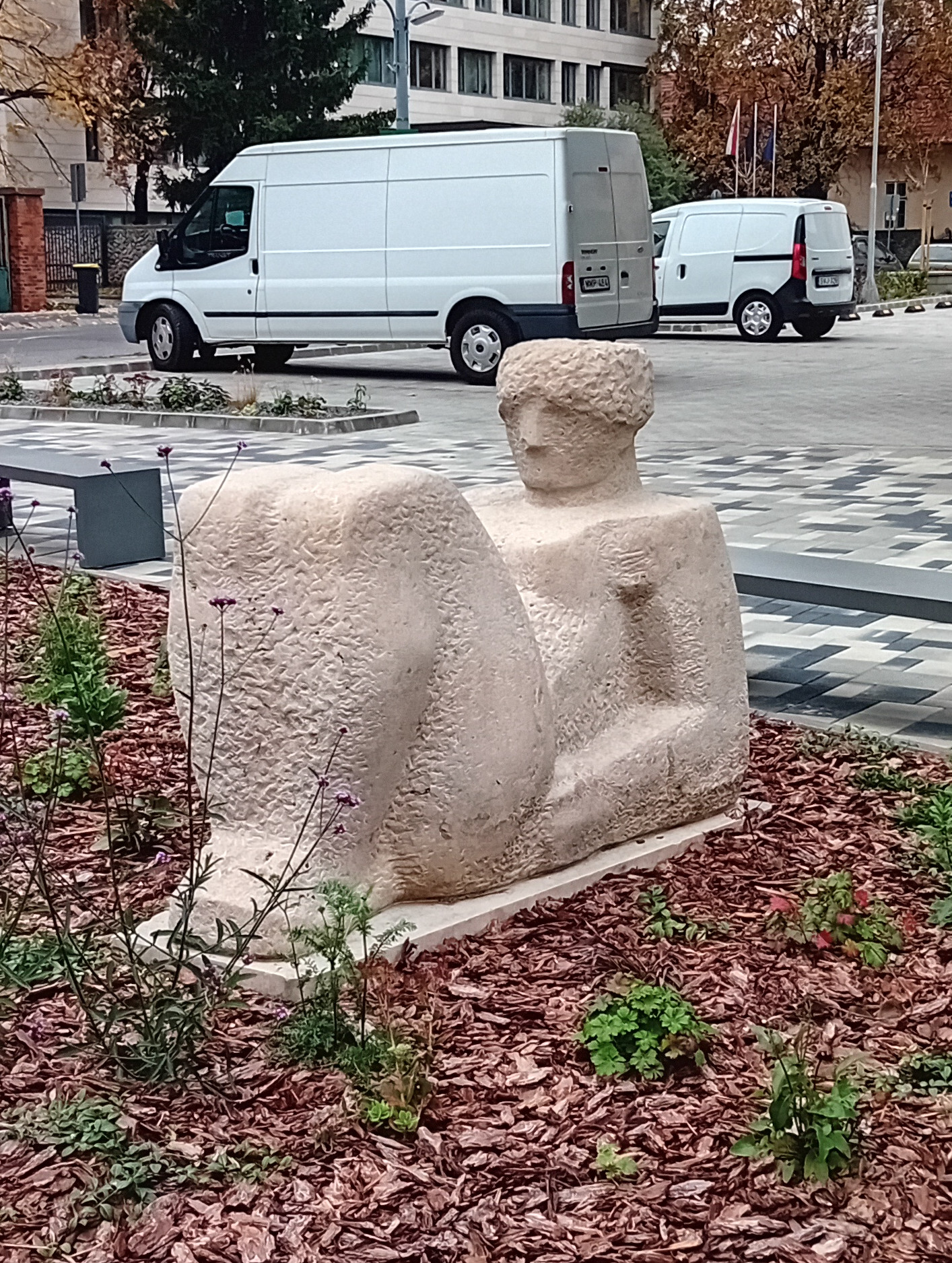

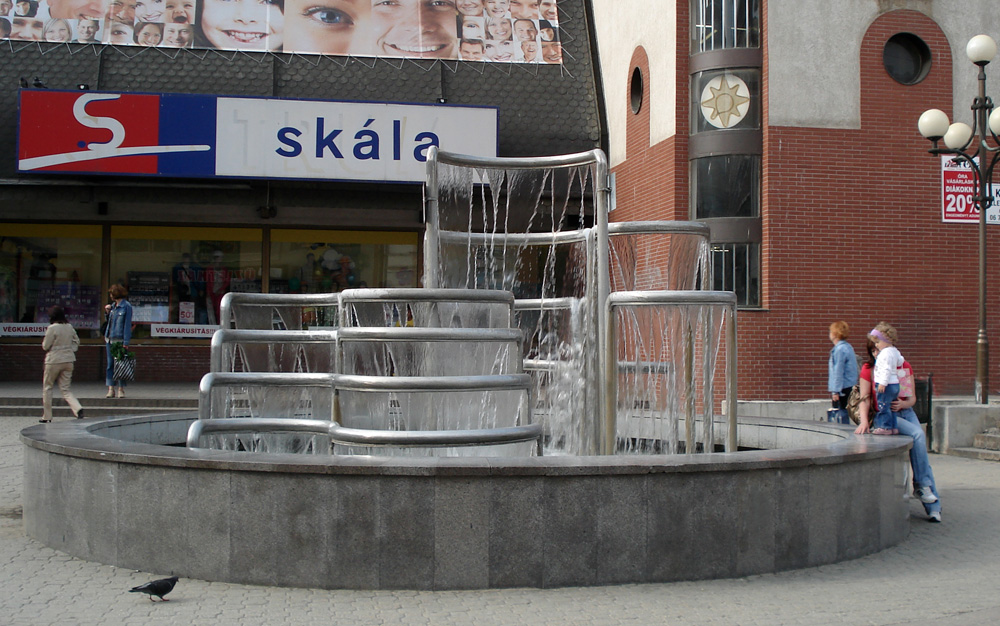

| | Szanyi Borbála: Mancs Mancs egy életmentő német juhászkutya volt, a Miskolci Speciális Felderítő és Mentőcsapat híres tagja, „aki” a hazai mentőakciókon kívül számos katasztrófa sújtotta országban dolgozott. Szobrát 2004 decemberében avatták fel a Széchenyi és a Szemere utcák kereszteződésénél, a Szinva-hídon. | Szanyi Borbála: Mancs Mancs egy életmentő német juhászkutya volt, a Miskolci Speciális Felderítő és Mentőcsapat híres tagja, „aki” a hazai mentőakciókon kívül számos katasztrófa sújtotta országban dolgozott. Szobrát 2004 decemberében avatták fel a Széchenyi és a Szemere utcák kereszteződésénél, a Szinva-hídon.                | | Kutas László: Miskolci lányok A Szinva teraszon elhelyezett kedves szoborcsoportot 2006-ban avatták fel. Mögöttük, az úton átsétálva található Mancs szobra. | Kutas László: Miskolci lányok A Szinva teraszon elhelyezett kedves szoborcsoportot 2006-ban avatták fel. Mögöttük, az úton átsétálva található Mancs szobra. |
| Kraitz Gusztáv: Almák A kerámiaalmák a Szinva teraszon, a vízesés medencéjében láthatók. | Kraitz Gusztáv: Almák A kerámiaalmák a Szinva teraszon, a vízesés medencéjében láthatók. | | Schaár Erzsébet: Déryné Déry Istvánné Széppataki (Schenbach) Róza (1793–1872) a magyar színészet és a magyar operajátszás nagy alakja. Már a kőszínház megépülte előtt is több ízben játszott Miskolcon, majd itt élt és halt meg. Sírja a Szent Anna temetőben van. A szobor a Miskolci Nemzeti Színház udvarán áll. | Schaár Erzsébet: Déryné Déry Istvánné Széppataki (Schenbach) Róza (1793–1872) a magyar színészet és a magyar operajátszás nagy alakja. Már a kőszínház megépülte előtt is több ízben játszott Miskolcon, majd itt élt és halt meg. Sírja a Szent Anna temetőben van. A szobor a Miskolci Nemzeti Színház udvarán áll.                                                                      | |

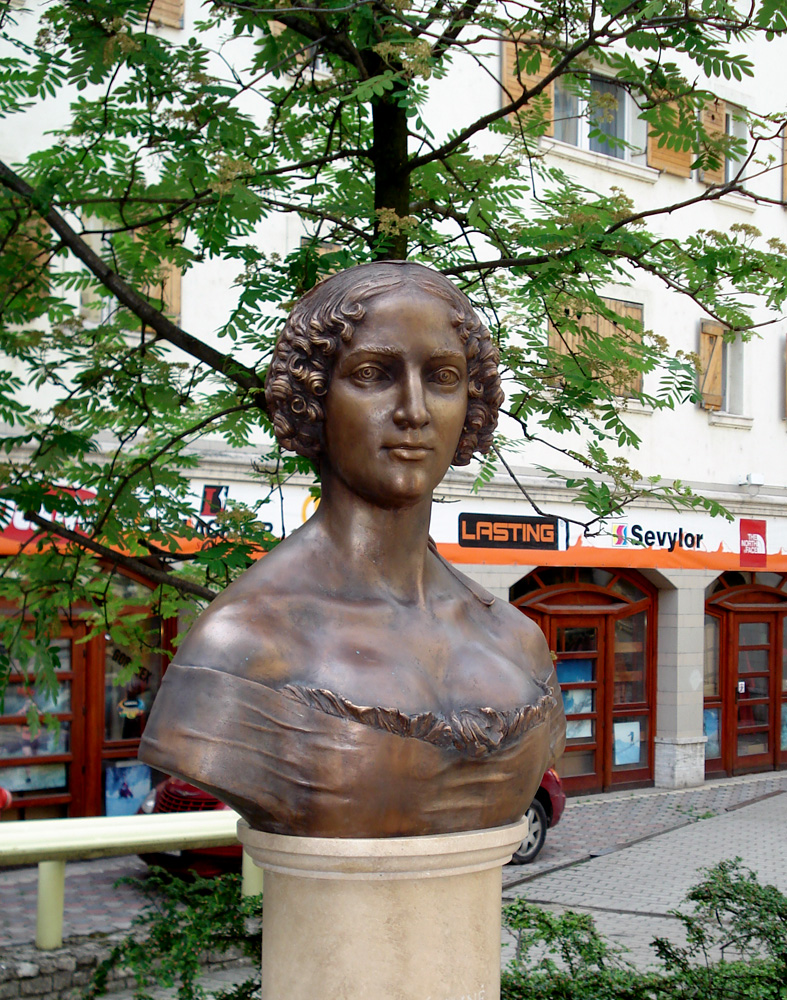

| | Varga Éva: Latabár Endre Latabár Endre (1811–1873) színész, rendező, színházigazgató, a legnevesebb magyar színészdinasztia megalapítója. Sírja az avasi temetőben található. A szobor a Miskolci Nemzeti Színház udvarán található, 2007. szeptember 3-án avatták. | Varga Éva: Latabár Endre Latabár Endre (1811–1873) színész, rendező, színházigazgató, a legnevesebb magyar színészdinasztia megalapítója. Sírja az avasi temetőben található. A szobor a Miskolci Nemzeti Színház udvarán található, 2007. szeptember 3-án avatták.                                                                    | | Szanyi Borbála: Jókainé Laborfalvi Róza A szobrot a Miskolci Nemzeti Színház udvarának szoborparkjában 2010-ben állították fel. | Szanyi Borbála: Jókainé Laborfalvi Róza A szobrot a Miskolci Nemzeti Színház udvarának szoborparkjában 2010-ben állították fel. |

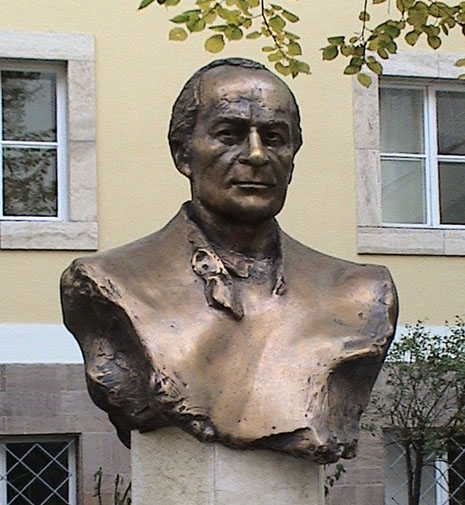

| Balogh Géza: Nagy Attila A szobrot 2006. október 23-án, az 1956-os forradalom 50. évfordulóján avatták. Az 1956-ban miskolci színész Nagy Attila tevékeny részese volt a forradalom helyi eseményeinek. A szobor a színház udvarán áll. | Balogh Géza: Nagy Attila A szobrot 2006. október 23-án, az 1956-os forradalom 50. évfordulóján avatták. Az 1956-ban miskolci színész Nagy Attila tevékeny részese volt a forradalom helyi eseményeinek. A szobor a színház udvarán áll. | | Szanyi Borbála: Jenbach Béla Jenbach Béla, a Csárdáskirálynő szövegírója Miskolcon született, Ausztriában ért el sikereket. Szobrát 2024-ben állították fel a színház szoborparkjában. | Szanyi Borbála: Jenbach Béla Jenbach Béla, a Csárdáskirálynő szövegírója Miskolcon született, Ausztriában ért el sikereket. Szobrát 2024-ben állították fel a színház szoborparkjában. | |

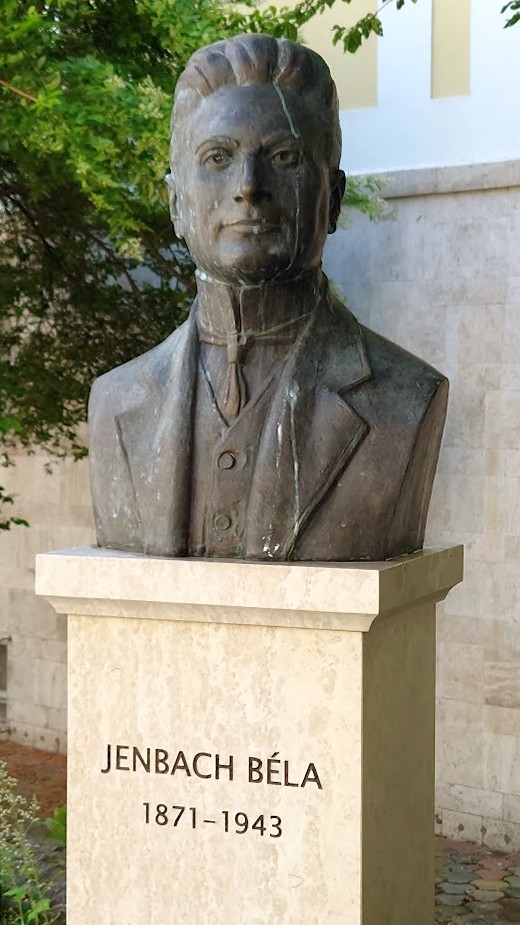

| | | | Schrammel Imre: Dumuzi A kerámia (samott) szobor a Miskolci Nemzeti Színház földszint jobb oldali társalgójában áll. Dumuzi sumer isten, a színházi istenek egyike. | | |
| | Kariatidák A szobrok a színház páholysorát díszítik. | Kariatidák A szobrok a színház páholysorát díszítik. | | José Sacal Micha: Concierto Az 1997-ben felállított alkotás a Miskolci Nemzeti Színház Játékszíne és Kamaraszínháza közös előcsarnokában található. A szobor mögötti tábla szövege: „A művész Miskolc városának, a magyar nép iránti szeretete jeléül adományozott alkotása.” Spanyolul: „Obra donada por el artista a la ciudad de Miskolc, como muestra de su afecto al pueblo Húngaro.” | José Sacal Micha: Concierto Az 1997-ben felállított alkotás a Miskolci Nemzeti Színház Játékszíne és Kamaraszínháza közös előcsarnokában található. A szobor mögötti tábla szövege: „A művész Miskolc városának, a magyar nép iránti szeretete jeléül adományozott alkotása.” Spanyolul: „Obra donada por el artista a la ciudad de Miskolc, como muestra de su afecto al pueblo Húngaro.” |
| Hajdú Sándor: Egressy Gábor A szobor a Színháztörténeti és Színészmúzeum bejáratánál áll. | Hajdú Sándor: Egressy Gábor A szobor a Színháztörténeti és Színészmúzeum bejáratánál áll. | | Palotay Gyula: Id. Lendvay Márton A márványszobor a Színháztörténeti és Színészmúzeum bejáratánál áll. | Palotay Gyula: Id. Lendvay Márton A márványszobor a Színháztörténeti és Színészmúzeum bejáratánál áll. | |
| | ifj. Szabó István: Latabár Endre A márványszobor a Színháztörténeti és Színészmúzeum (Déryné utca 3.) bejáratánál áll. | ifj. Szabó István: Latabár Endre A márványszobor a Színháztörténeti és Színészmúzeum (Déryné utca 3.) bejáratánál áll. | | Vasas Károly: Kántorné Engelhardt Anna A szobor a Színháztörténeti és Színészmúzeum bejáratánál áll. | Vasas Károly: Kántorné Engelhardt Anna A szobor a Színháztörténeti és Színészmúzeum bejáratánál áll. |
| Somogyi Árpád: Szerdahelyi Kálmán A szobor a Színháztörténeti és Színészmúzeum lépcsőfeljárójánál áll. | Somogyi Árpád: Szerdahelyi Kálmán A szobor a Színháztörténeti és Színészmúzeum lépcsőfeljárójánál áll. | | Halmágyi István: Benke József A szobor a Színháztörténeti és Színészmúzeum bejáratánál áll. | Halmágyi István: Benke József A szobor a Színháztörténeti és Színészmúzeum bejáratánál áll. | |

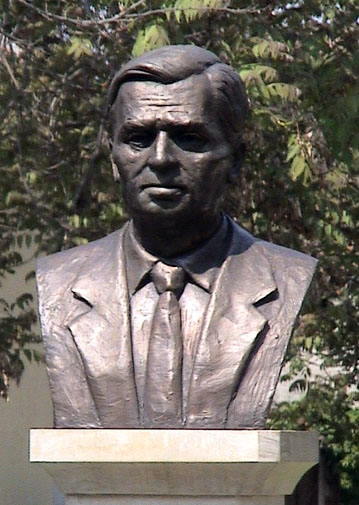

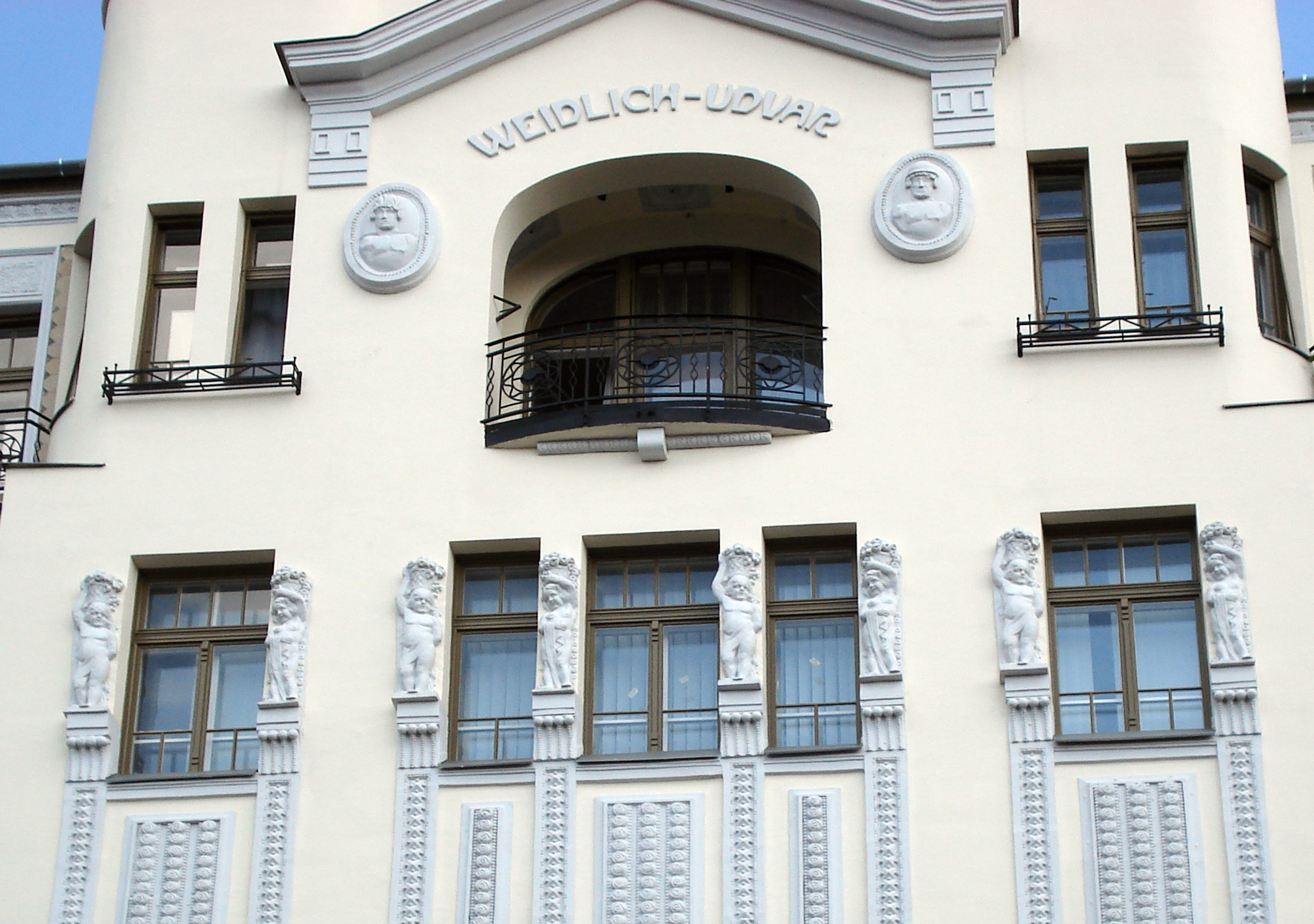

| | Jószay Zsolt: Antall József A szobrot 2003-ban állították fel a Színház, illetve a Weidlich-palota mögötti kis terecskén, amit egyúttal dr. Antall Józsefről neveztek el. | Jószay Zsolt: Antall József A szobrot 2003-ban állították fel a Színház, illetve a Weidlich-palota mögötti kis terecskén, amit egyúttal dr. Antall Józsefről neveztek el. | | A Weidlich-palota homlokzati díszei A ház 2011-es felújítása után váltak láthatóvá az egykori üzlet- és lakóház homlokzatán lévő szobrok és domborművek. | A Weidlich-palota homlokzati díszei A ház 2011-es felújítása után váltak láthatóvá az egykori üzlet- és lakóház homlokzatán lévő szobrok és domborművek. |
| Varga Éva: Millecentenáriumi emlékmű Az alkotást 1996-ban avatták a honfoglalás 1100. évfordulója emlékére. A Kossuth utca Széchenyi utca felőli végén áll. | Varga Éva: Millecentenáriumi emlékmű Az alkotást 1996-ban avatták a honfoglalás 1100. évfordulója emlékére. A Kossuth utca Széchenyi utca felőli végén áll. | | Varga Éva: Vasfű Az öntöttvas alkotás a Miskolci Galéria udvarán áll. 2008-ban állították a helyére. | Varga Éva: Vasfű Az öntöttvas alkotás a Miskolci Galéria udvarán áll. 2008-ban állították a helyére. | |

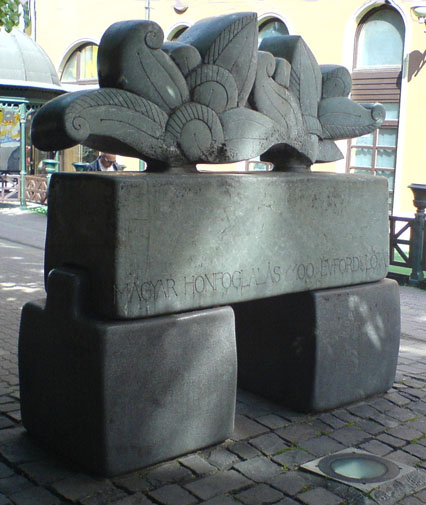

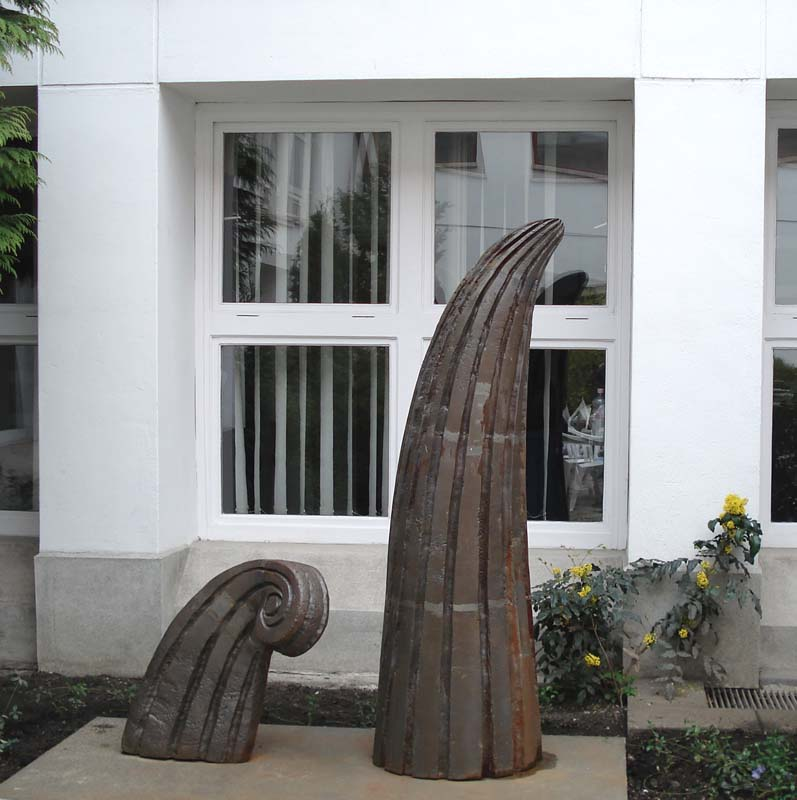

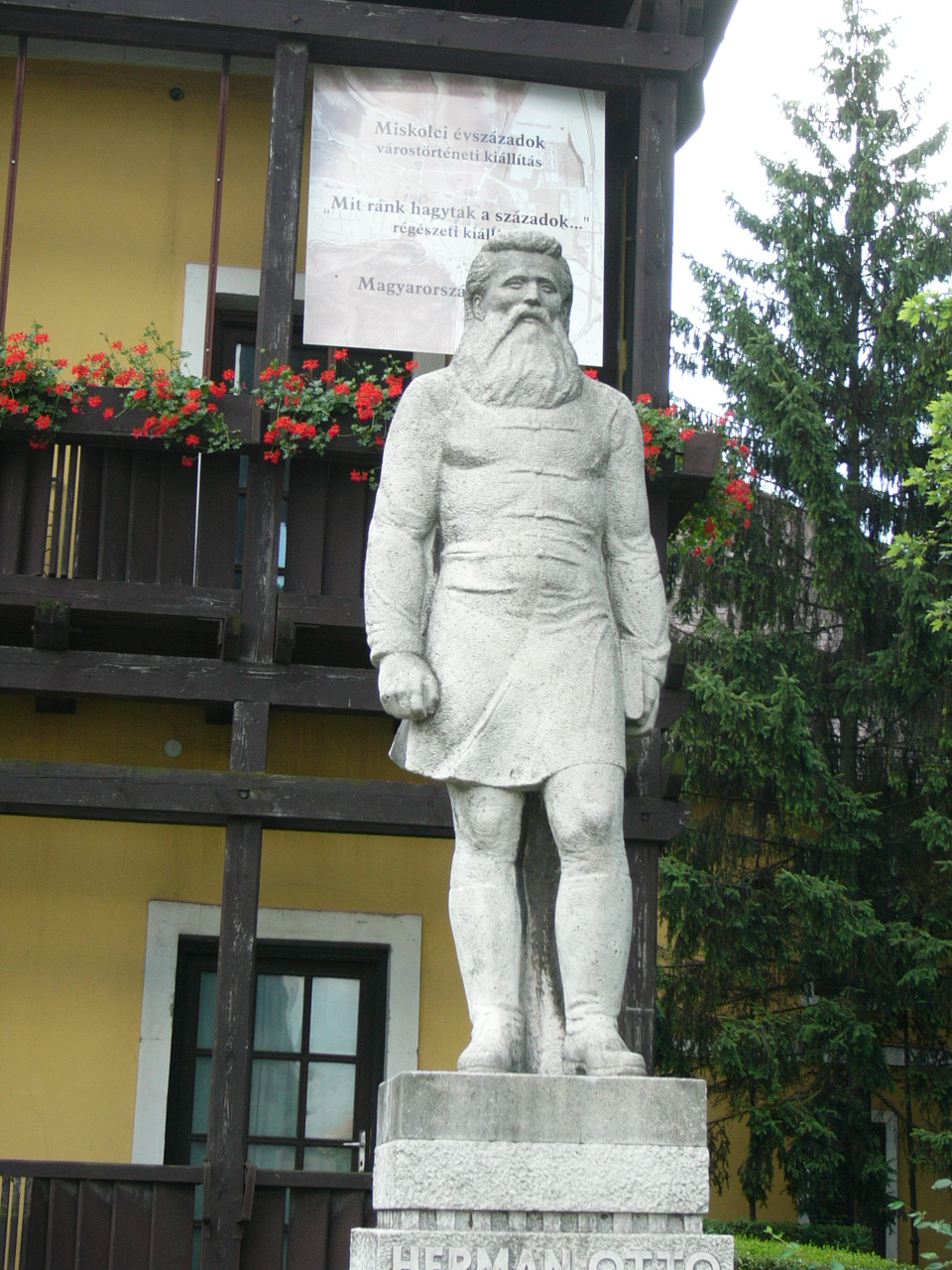

| | Medgyessy Ferenc: Herman Ottó A mészkőből faragott szobor a Herman Ottó Múzeum papszeri kiállítóhelye előtt áll. Feltehetően ez volt Medgyessy Ferenc utolsó szobra. | Medgyessy Ferenc: Herman Ottó A mészkőből faragott szobor a Herman Ottó Múzeum papszeri kiállítóhelye előtt áll. Feltehetően ez volt Medgyessy Ferenc utolsó szobra. | | Épületszobrok A két alak a Széchenyi utca 8. számú ház homlokzatát díszíti. | Épületszobrok A két alak a Széchenyi utca 8. számú ház homlokzatát díszíti. |

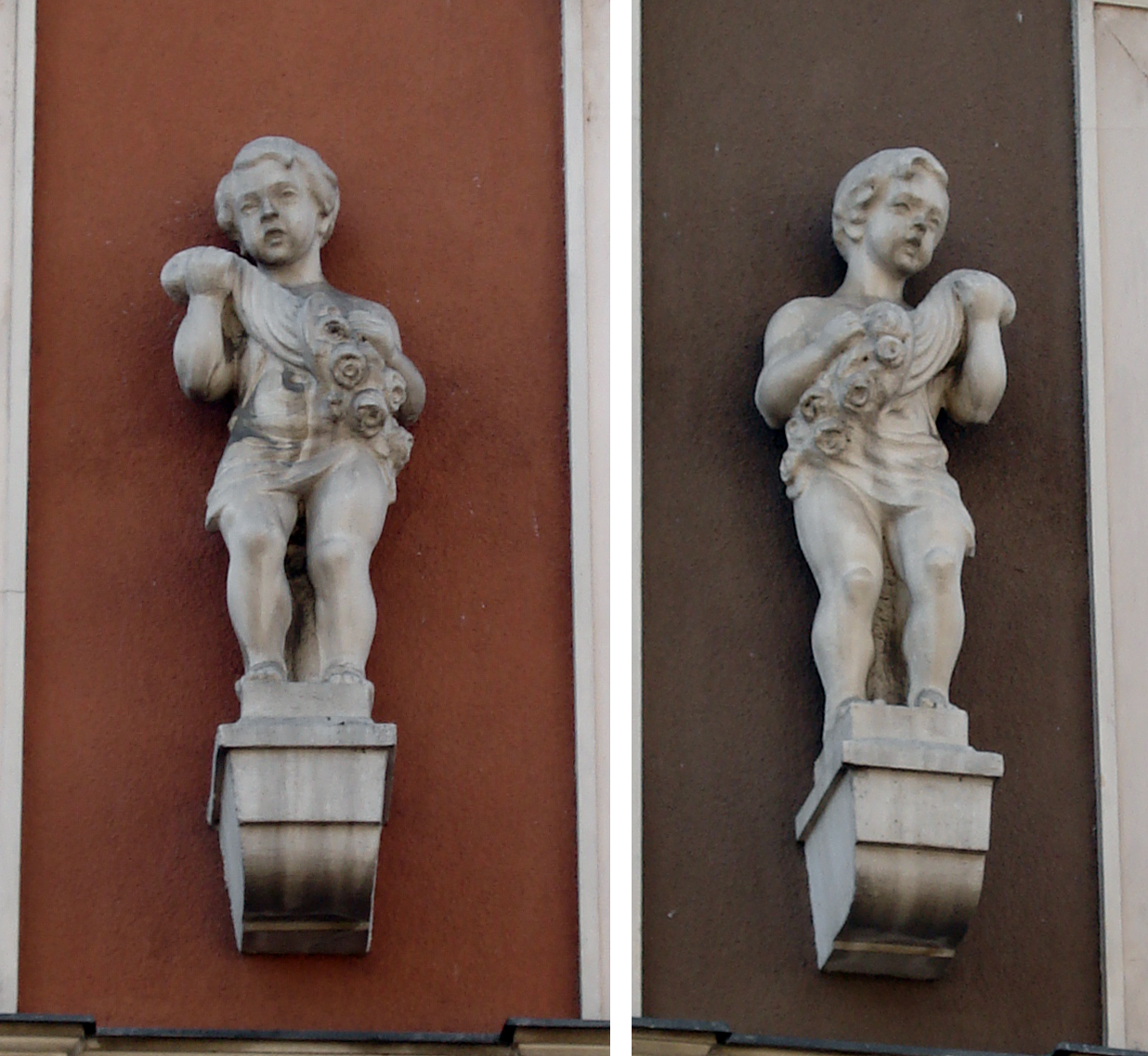

| Róna József: Kossuth Lajos A szabadságharc 50. évfordulóján, 1898-ban állította Miskolc a szobrot. Ez volt az országban az első egész alakos köztéri Kossuth-szobor. A szobor leleplezése országos esemény volt: országgyűlési képviselők, politikusok és más hírességek jelentek meg. Itt volt a nagy államférfiú húga, Ruttkayné Kossuth Lujza és fia, Kossuth Ferenc, Herman Ottó és Lévay József is. Fontos előzmény: Miskolc már 1886-ban díszpolgárává választotta azt a Kossuth Lajost, aki 1879-ben elvesztette magyar állampolgárságát. A szobor az Erzsébet téren áll, építésze Kis István. | Róna József: Kossuth Lajos A szabadságharc 50. évfordulóján, 1898-ban állította Miskolc a szobrot. Ez volt az országban az első egész alakos köztéri Kossuth-szobor. A szobor leleplezése országos esemény volt: országgyűlési képviselők, politikusok és más hírességek jelentek meg. Itt volt a nagy államférfiú húga, Ruttkayné Kossuth Lujza és fia, Kossuth Ferenc, Herman Ottó és Lévay József is. Fontos előzmény: Miskolc már 1886-ban díszpolgárává választotta azt a Kossuth Lajost, aki 1879-ben elvesztette magyar állampolgárságát. A szobor az Erzsébet téren áll, építésze Kis István. | | Arany szarvas A fából készült, aranyozott szarvas az Arany Szarvas Gyógyszertár cégére. | Arany szarvas A fából készült, aranyozott szarvas az Arany Szarvas Gyógyszertár cégére. | |

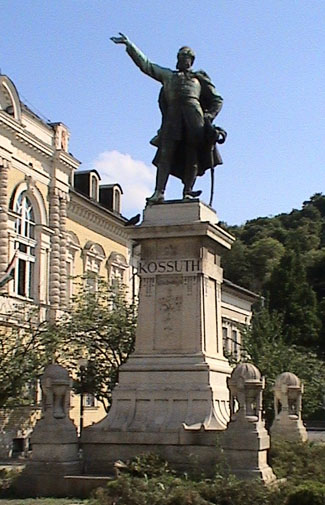

| | Arany szarvas A Arany Szarvas Gyógyszertár belső terében található szobor. | Arany szarvas A Arany Szarvas Gyógyszertár belső terében található szobor. | | Varga Éva: Oroszlános kút Az alkotás a Miskolci Akadémiai Bizottság székházának földszintjén található. | Varga Éva: Oroszlános kút Az alkotás a Miskolci Akadémiai Bizottság székházának földszintjén található. |
| Kiss Nagy András: Madách Imre A bronzból készült szobor a MAB-székház első emeletén van. | Kiss Nagy András: Madách Imre A bronzból készült szobor a MAB-székház első emeletén van. | | Borbás Tibor: Deák Ferenc A bronz mellszobor a MAB-székház első emeletén található. | Borbás Tibor: Deák Ferenc A bronz mellszobor a MAB-székház első emeletén található. | |

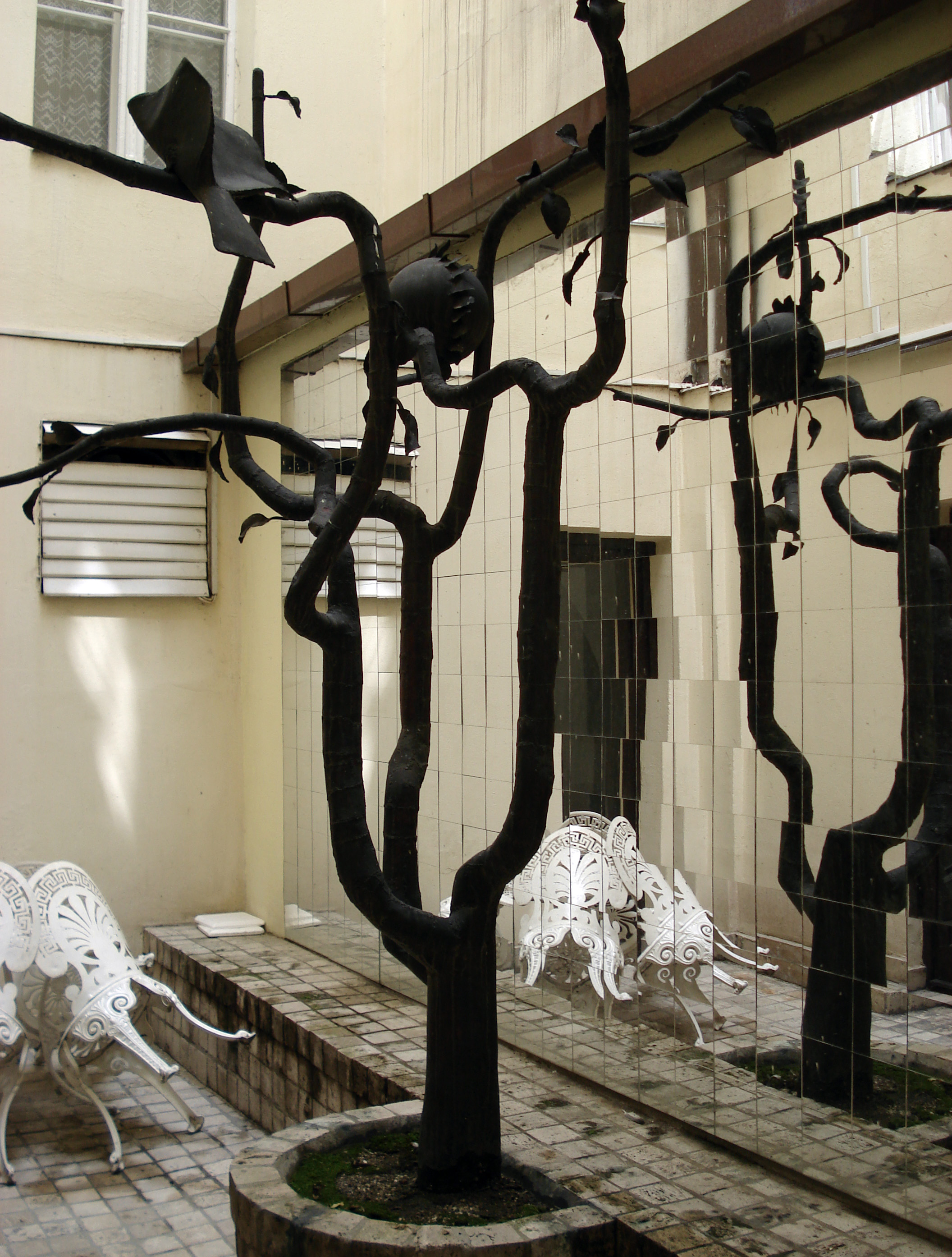

| | Szanyi Péter: Életfa A vörösréz-lemezből készült alkotás a MAB-székház tükörudvarában áll. | Szanyi Péter: Életfa A vörösréz-lemezből készült alkotás a MAB-székház tükörudvarában áll. | | Gulácsy Horváth Zsolt: Széchenyi István Bronz mellszobor, az Akadémiai Bizottság földszintjén áll. | Gulácsy Horváth Zsolt: Széchenyi István Bronz mellszobor, az Akadémiai Bizottság földszintjén áll. |
| Drozsnyik István: A létra mindig megmarad Az alkotás az Almássy-kúria (Európa-ház) udvarán állt (Városház tér 13.). A szobrokat építkezés miatt ideiglenesen (?) eltávolították. | Drozsnyik István: A létra mindig megmarad Az alkotás az Almássy-kúria (Európa-ház) udvarán állt (Városház tér 13.). A szobrokat építkezés miatt ideiglenesen (?) eltávolították. | | Márkus Péter: Ollókezű Az alkotás az Almássy-kúria (Európa-ház) udvarán állt (Városház tér 13.). A szobrokat építkezés miatt ideiglenesen (?) eltávolították. | Márkus Péter: Ollókezű Az alkotás az Almássy-kúria (Európa-ház) udvarán állt (Városház tér 13.). A szobrokat építkezés miatt ideiglenesen (?) eltávolították. | |

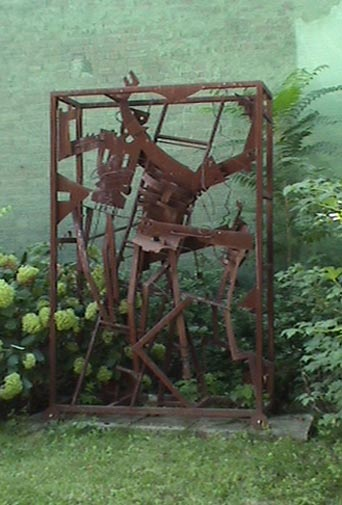

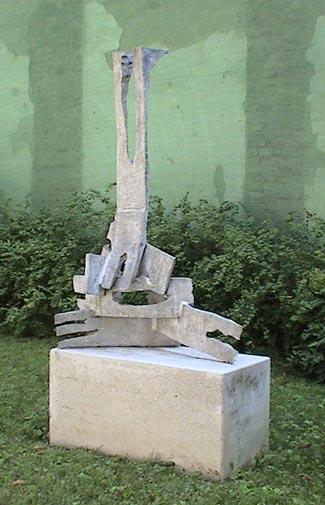

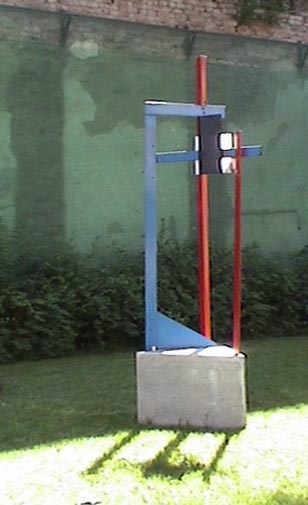

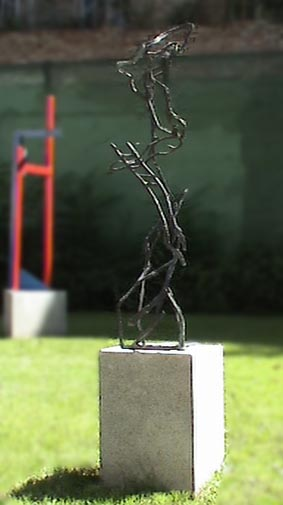

| | Ézsiás István: Hommage a Kassák Az alkotás az Almássy-kúria (Európa-ház) udvarán állt (Városház tér 13.). A szobrokat építkezés miatt ideiglenesen (?) eltávolították. | Ézsiás István: Hommage a Kassák Az alkotás az Almássy-kúria (Európa-ház) udvarán állt (Városház tér 13.). A szobrokat építkezés miatt ideiglenesen (?) eltávolították. | | B. Laborcz Flóra: Térrajz Az alkotás az Almássy-kúria (Európa-ház) udvarán állt (Városház tér 13.). A szobrokat építkezés miatt ideiglenesen (?) eltávolították. | B. Laborcz Flóra: Térrajz Az alkotás az Almássy-kúria (Európa-ház) udvarán állt (Városház tér 13.). A szobrokat építkezés miatt ideiglenesen (?) eltávolították. |

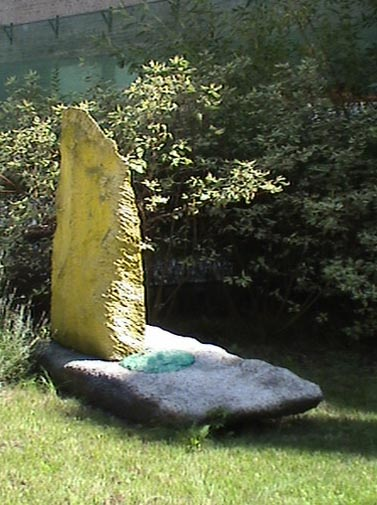

| Várnagy Ildikó: Nap és víz Az alkotás az Almássy-kúria (Európa-ház) udvarán állt (Városház tér 13.). A szobrokat építkezés miatt ideiglenesen (?) eltávolították. | Várnagy Ildikó: Nap és víz Az alkotás az Almássy-kúria (Európa-ház) udvarán állt (Városház tér 13.). A szobrokat építkezés miatt ideiglenesen (?) eltávolították. | | Melocco Miklós: Széchenyi István A süttői kőből készült emlékművet 1994. október 23-án avatták fel a Városház téren. Az alkotás az idős, megtört Széchenyit ábrázolja. | Melocco Miklós: Széchenyi István A süttői kőből készült emlékművet 1994. október 23-án avatták fel a Városház téren. Az alkotás az idős, megtört Széchenyit ábrázolja. | |

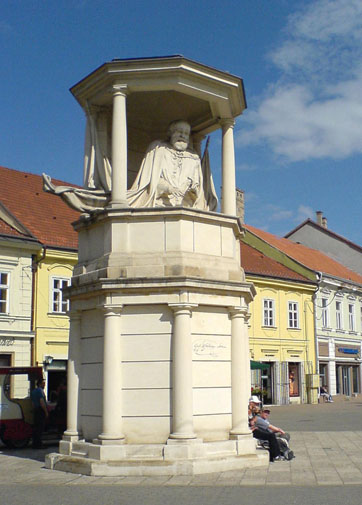

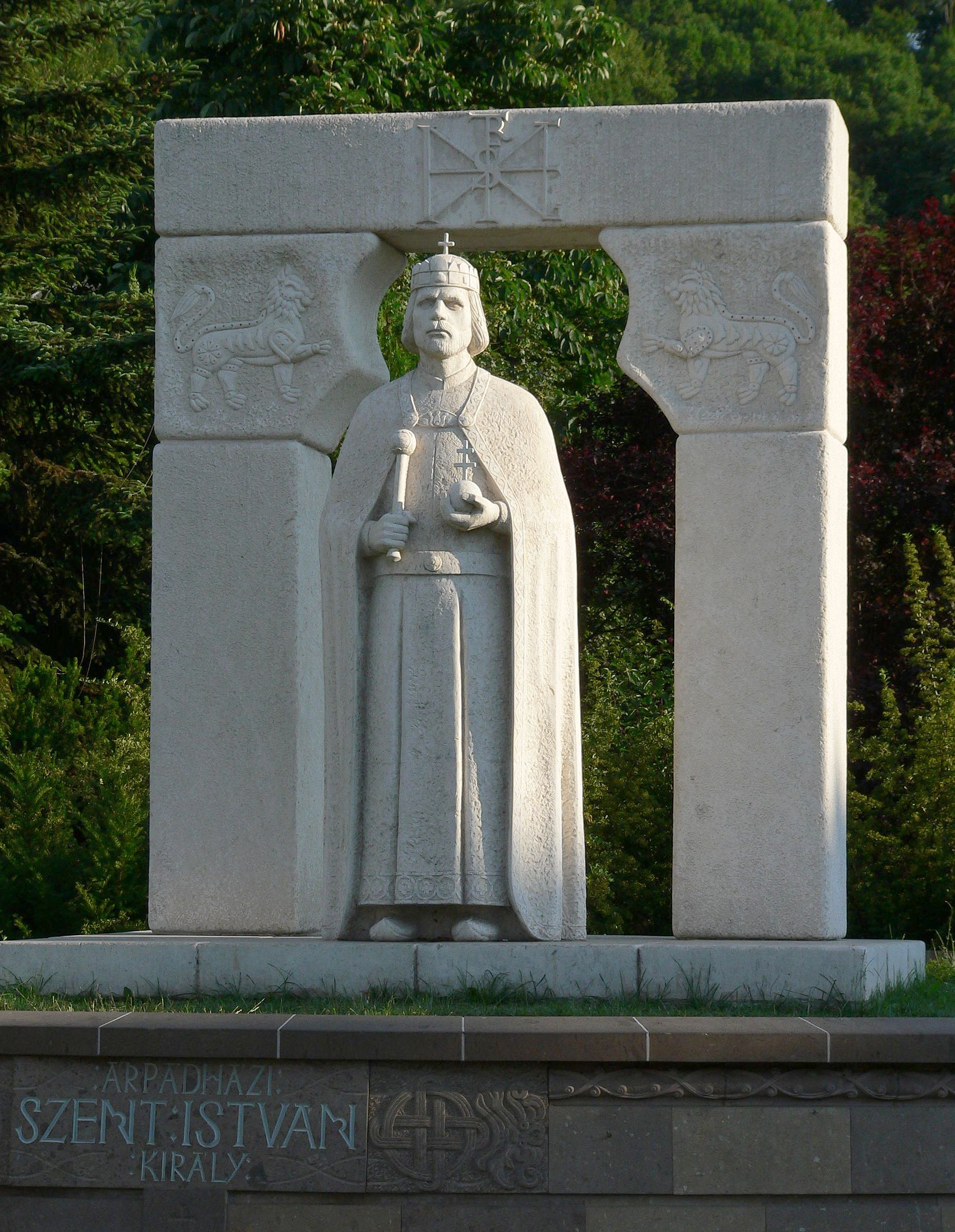

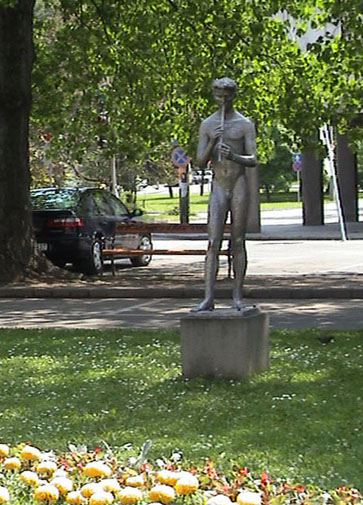

| | Jószay Zsolt: Szent István A szobor a Szent István téren, a Városház tér mellett áll. 2000-ben avatták fel. | Jószay Zsolt: Szent István A szobor a Szent István téren, a Városház tér mellett áll. 2000-ben avatták fel. | | Somogyi Árpád: Furulyázó fiú A szobor a Zenepalota előtti Bartók téren áll. | Somogyi Árpád: Furulyázó fiú A szobor a Zenepalota előtti Bartók téren áll. |
| Ligeti Miklós: Hubay Jenő A világhírű hegedűművész szobra a Zenepalota hangversenyterme előcsarnokában áll. | | | | | |

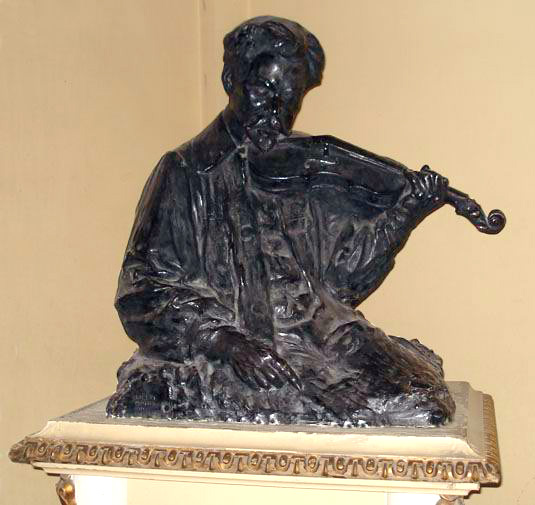

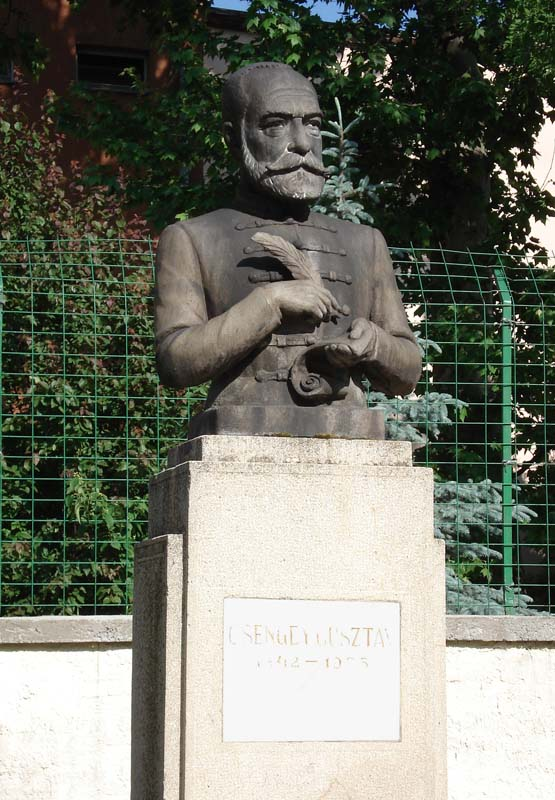

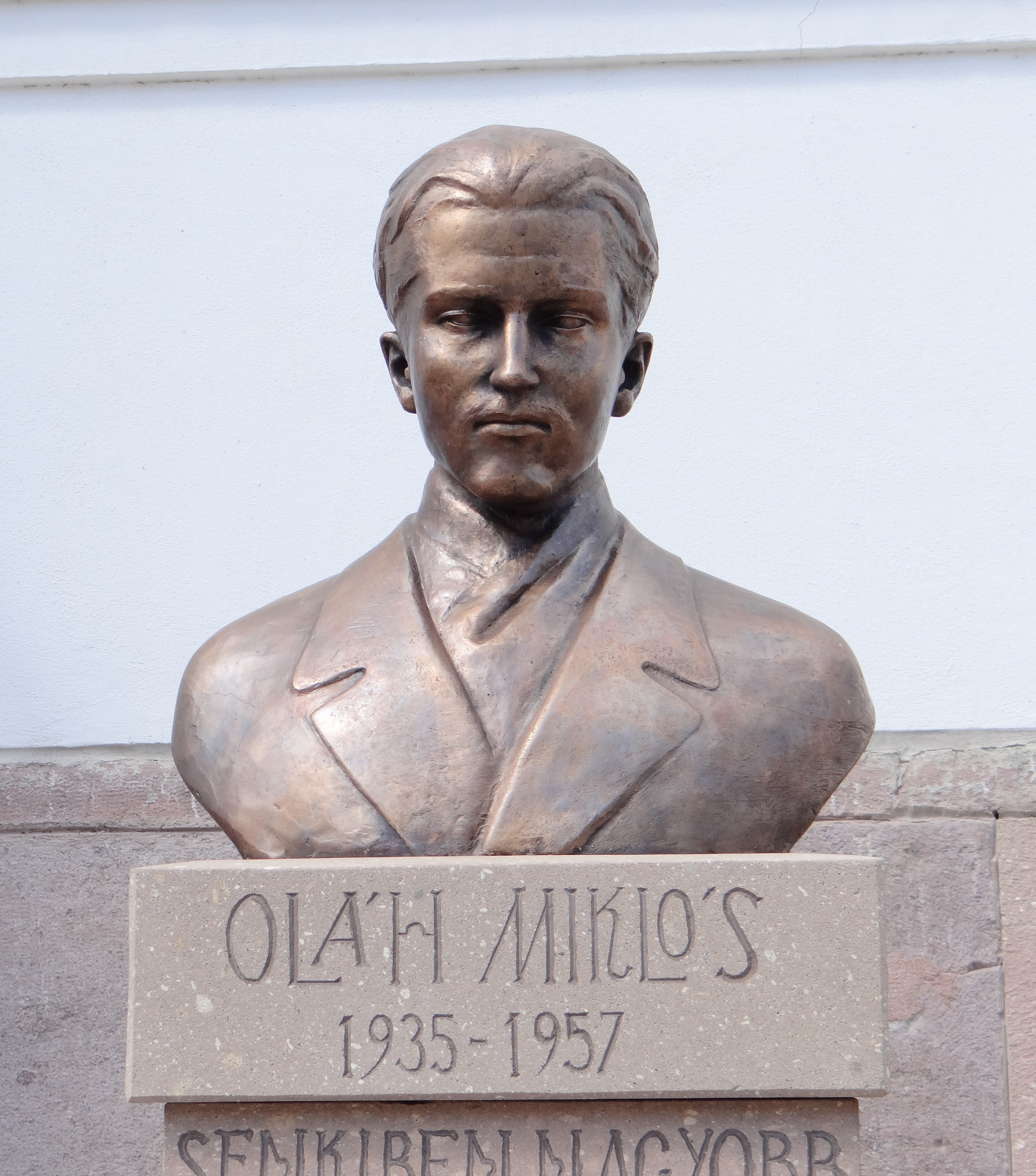

| | Borsodi Bindász Dezső: Csengey Gusztáv Csengey Gusztáv (1842–1925) evangélikus teológus, tanár, költő volt. Szobra a Belvárosi evangélikus templom udvarán áll. | Borsodi Bindász Dezső: Csengey Gusztáv Csengey Gusztáv (1842–1925) evangélikus teológus, tanár, költő volt. Szobra a Belvárosi evangélikus templom udvarán áll. | | Balogh Zsófia: Oláh Miklós Az '56-os mártír szobra a Belvárosi református templom előtt áll, 2017-ben állították fel. | Balogh Zsófia: Oláh Miklós Az '56-os mártír szobra a Belvárosi református templom előtt áll, 2017-ben állították fel. |

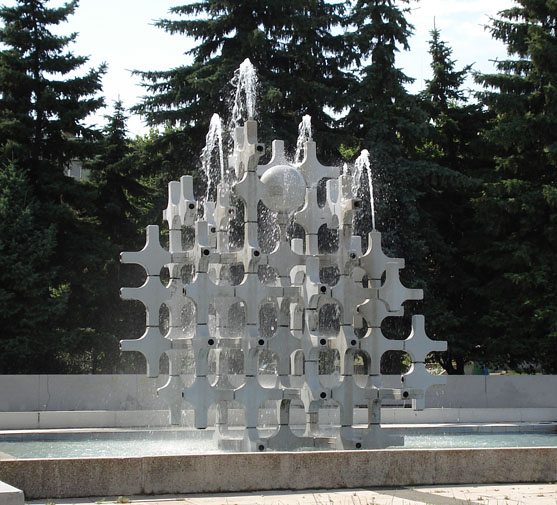

| Szökőkút A remek kompozíció a Tízes honvéd és a Szent István utcák között nyíló Dísz téren áll. | Szökőkút A remek kompozíció a Tízes honvéd és a Szent István utcák között nyíló Dísz téren áll. | | Sóváry János: Anya fiával A rózsaszínes kőből készült szobor a Városháza udvarán állt. A Városháza átépítése kapcsán egyelőre raktárba került. | Sóváry János: Anya fiával A rózsaszínes kőből készült szobor a Városháza udvarán állt. A Városháza átépítése kapcsán egyelőre raktárba került. | |

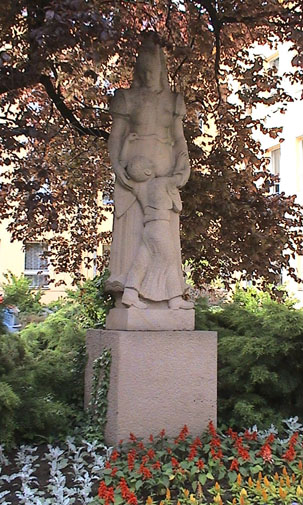

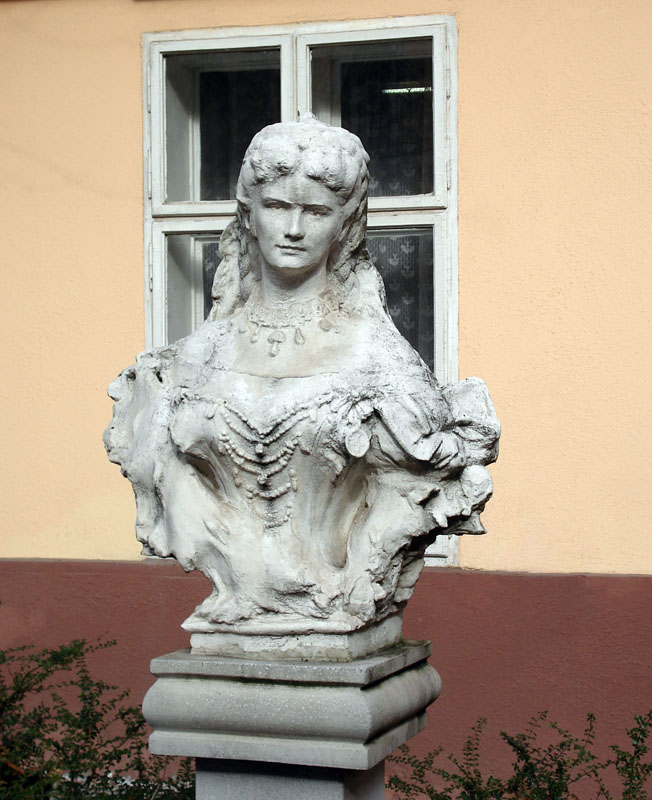

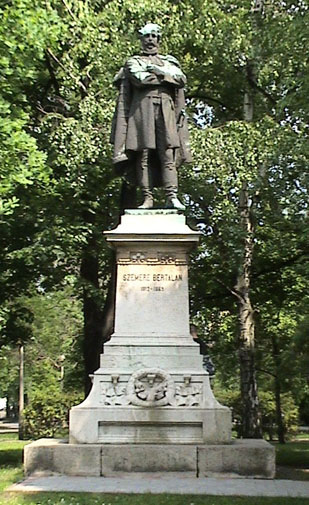

| | Strobl Alajos: Erzsébet királyné A szobrot Erzsébet királyné halálának 100. évfordulóján állították fel a Városháza udvarán. A Városháza átépítése miatt új helyre került, a görömbölyi közösségi ház udvarán helyezték el. A szobor eredetije a Herman Ottó Múzeumban van, másolata áll még a Népkertben és az Erzsébet kórházban is. | Strobl Alajos: Erzsébet királyné A szobrot Erzsébet királyné halálának 100. évfordulóján állították fel a Városháza udvarán. A Városháza átépítése miatt új helyre került, a görömbölyi közösségi ház udvarán helyezték el. A szobor eredetije a Herman Ottó Múzeumban van, másolata áll még a Népkertben és az Erzsébet kórházban is. | | Róna József: Szemere Bertalan A szobor a Szemere-kertben áll, 1906-ban avatták. Szemere Bertalan (1812–1869) 1848-ban belügyminiszter, majd a Honvédelmi Bizottmány tagja volt. A világosi fegyverletétel után ő menekítette a Szent Koronát, és elásatta Orsován, egy kolostor udvarán.                                                                                                   | Róna József: Szemere Bertalan A szobor a Szemere-kertben áll, 1906-ban avatták. Szemere Bertalan (1812–1869) 1848-ban belügyminiszter, majd a Honvédelmi Bizottmány tagja volt. A világosi fegyverletétel után ő menekítette a Szent Koronát, és elásatta Orsován, egy kolostor udvarán.                                                                                                   |
| Nagy István: Fekvő nő A volt Leánykollégium előtt (a Palóczy és a Dózsa György u. sarkán) fekszik. | Nagy István: Fekvő nő A volt Leánykollégium előtt (a Palóczy és a Dózsa György u. sarkán) fekszik. | | Kőgriffek A szobrok a Széchenyi utca 56. szám alatti ház kapubejáratát díszítik. 2010 körül kerültek a helyükre. | Kőgriffek A szobrok a Széchenyi utca 56. szám alatti ház kapubejáratát díszítik. 2010 körül kerültek a helyükre. | |

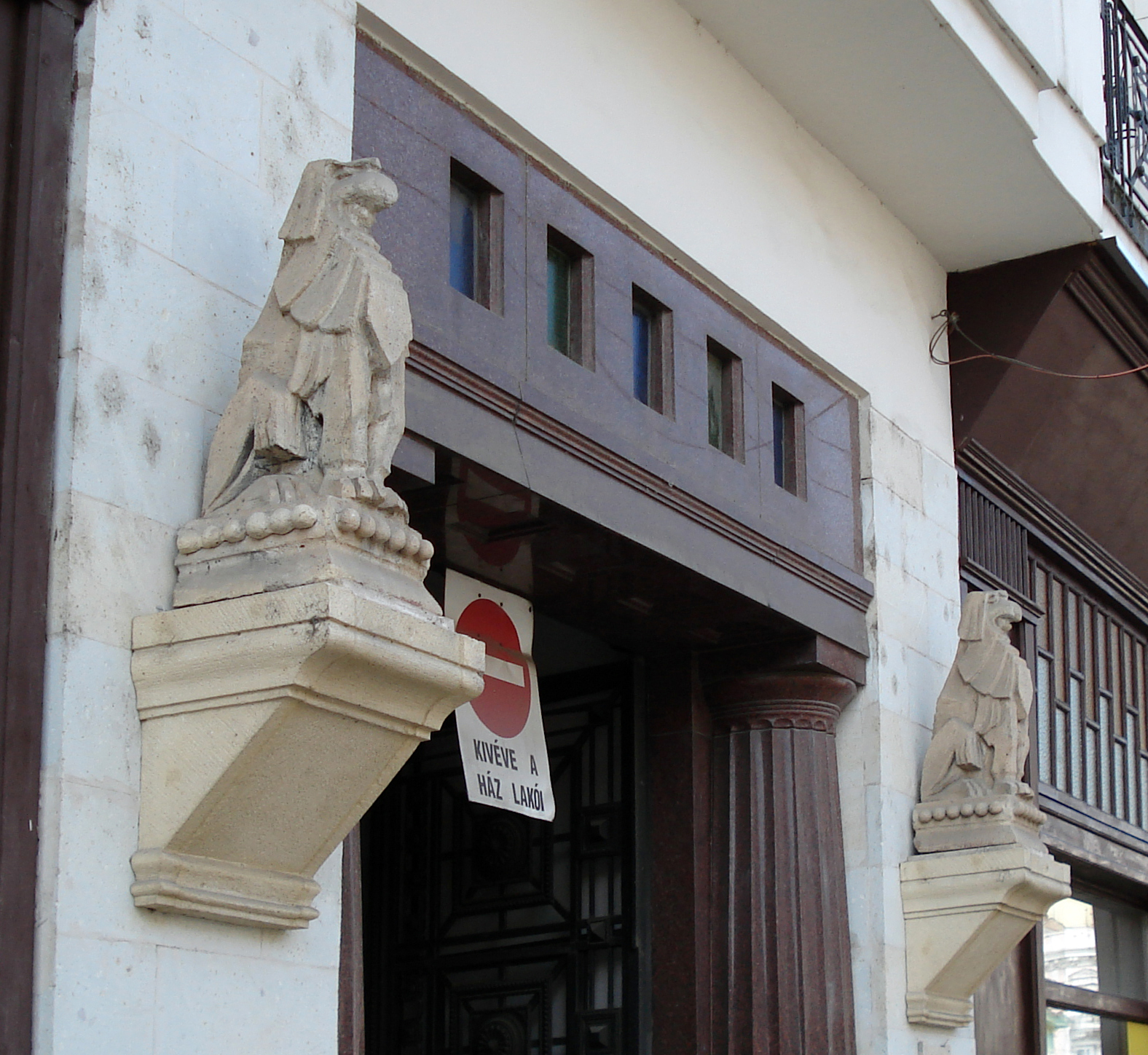

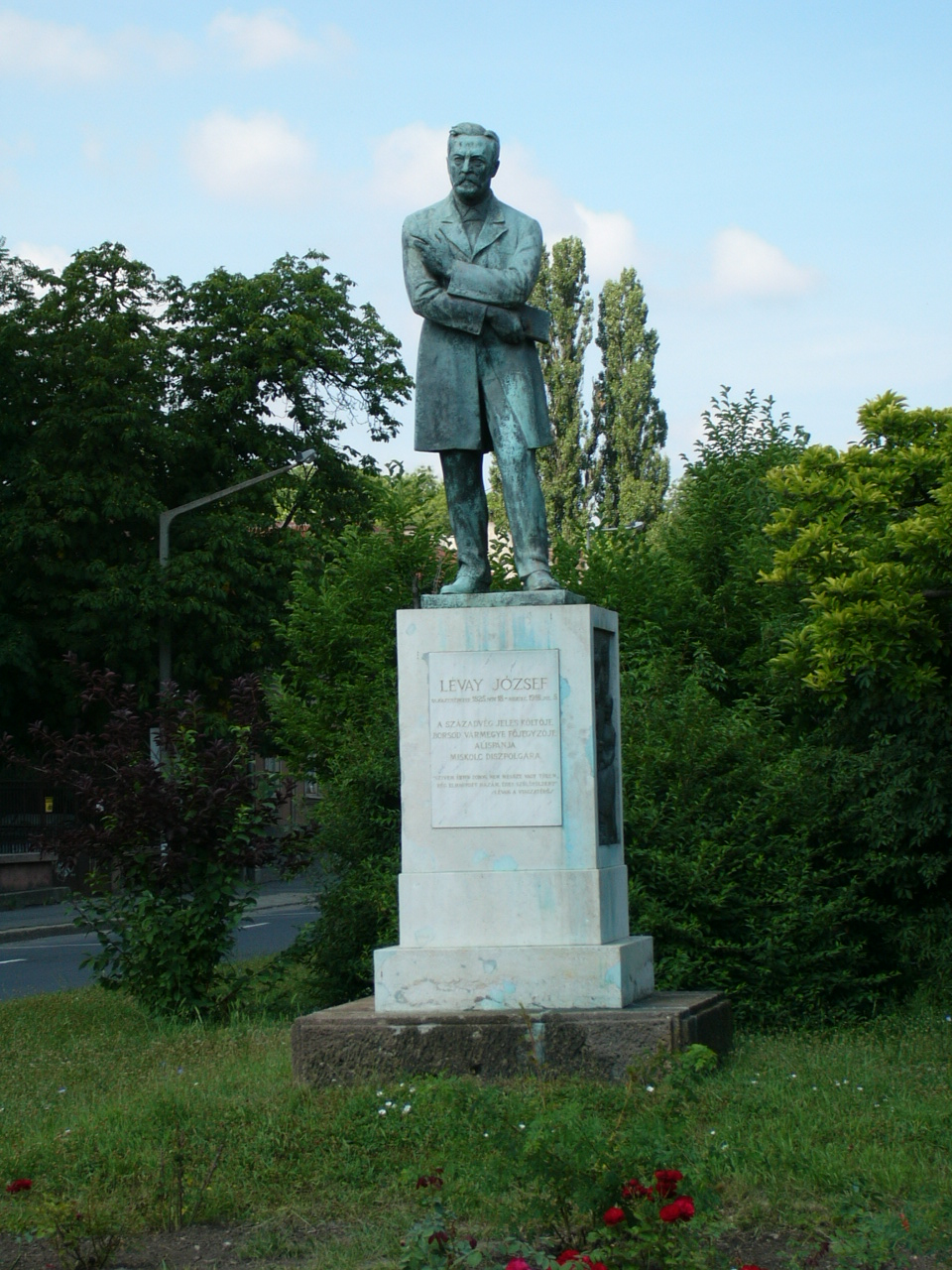

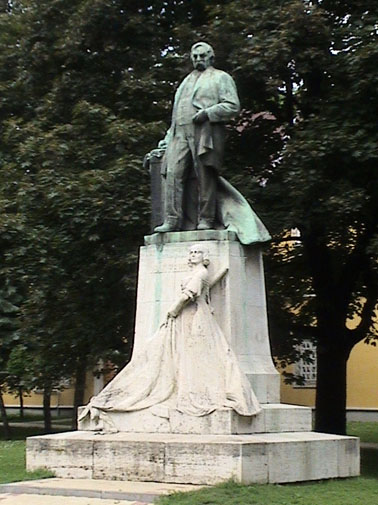

| | Borsodi Bindász Dezső: Lévay József A szobor a Palóczy utca Kossuth utcai torkolatánál, a Deák tér mellett áll. Lévay József (1825–1918) költő, Borsod megyei alispán volt. | Borsodi Bindász Dezső: Lévay József A szobor a Palóczy utca Kossuth utcai torkolatánál, a Deák tér mellett áll. Lévay József (1825–1918) költő, Borsod megyei alispán volt. | | Gárdos Aladár: Deák Ferenc A szobrot 1925-ben avatták fel a mai Deák téren. A főváros után a magyar városok közül elsőként Miskolc adott helyet Deák-szobornak. Ez volt a város harmadik szobra, s Miskolc ilyen sorrendet állított: Kossuth Lajos, Szemere Bertalan, Deák Ferenc. | Gárdos Aladár: Deák Ferenc A szobrot 1925-ben avatták fel a mai Deák téren. A főváros után a magyar városok közül elsőként Miskolc adott helyet Deák-szobornak. Ez volt a város harmadik szobra, s Miskolc ilyen sorrendet állított: Kossuth Lajos, Szemere Bertalan, Deák Ferenc. |

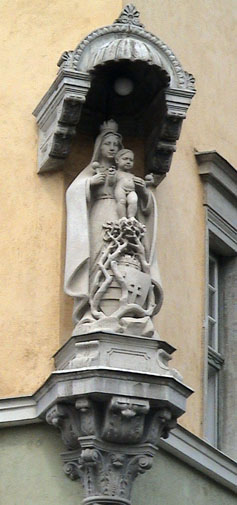

| Betlen Gyula, Gabay Sándor: Patrona Hungariae A Deák tér 1. alatti épület, ami az Erdőgazdaság tulajdona, sarkán elhelyezett szobor a Madonnát és a gyermekét ábrázolja. A Madonna lábainál lévő tövisbokorral átfont országcímer a trianoni gondolatra utal. A szobor másolat, Kovács István és felesége, miskolci kőszobrász- és restaurátorok munkája. | Betlen Gyula, Gabay Sándor: Patrona Hungariae A Deák tér 1. alatti épület, ami az Erdőgazdaság tulajdona, sarkán elhelyezett szobor a Madonnát és a gyermekét ábrázolja. A Madonna lábainál lévő tövisbokorral átfont országcímer a trianoni gondolatra utal. A szobor másolat, Kovács István és felesége, miskolci kőszobrász- és restaurátorok munkája. | | Szanyi Péter: Miskolc város elesett hősei Az emlékmű a Hősök terén áll. | Szanyi Péter: Miskolc város elesett hősei Az emlékmű a Hősök terén áll. | |

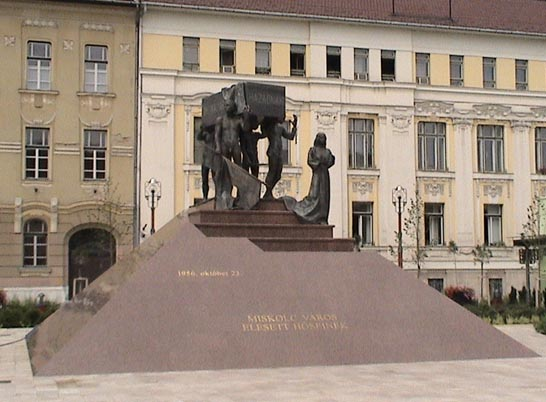

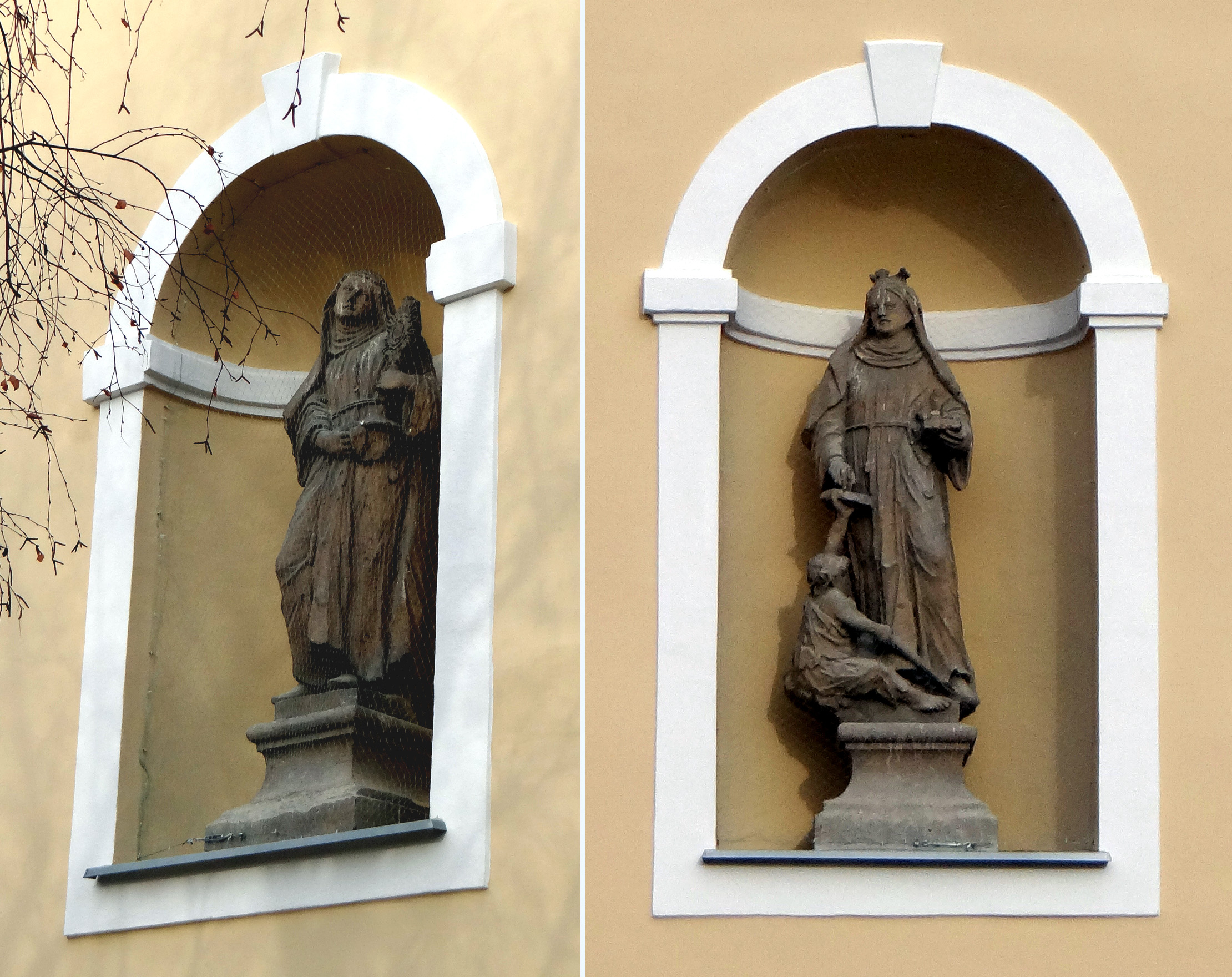

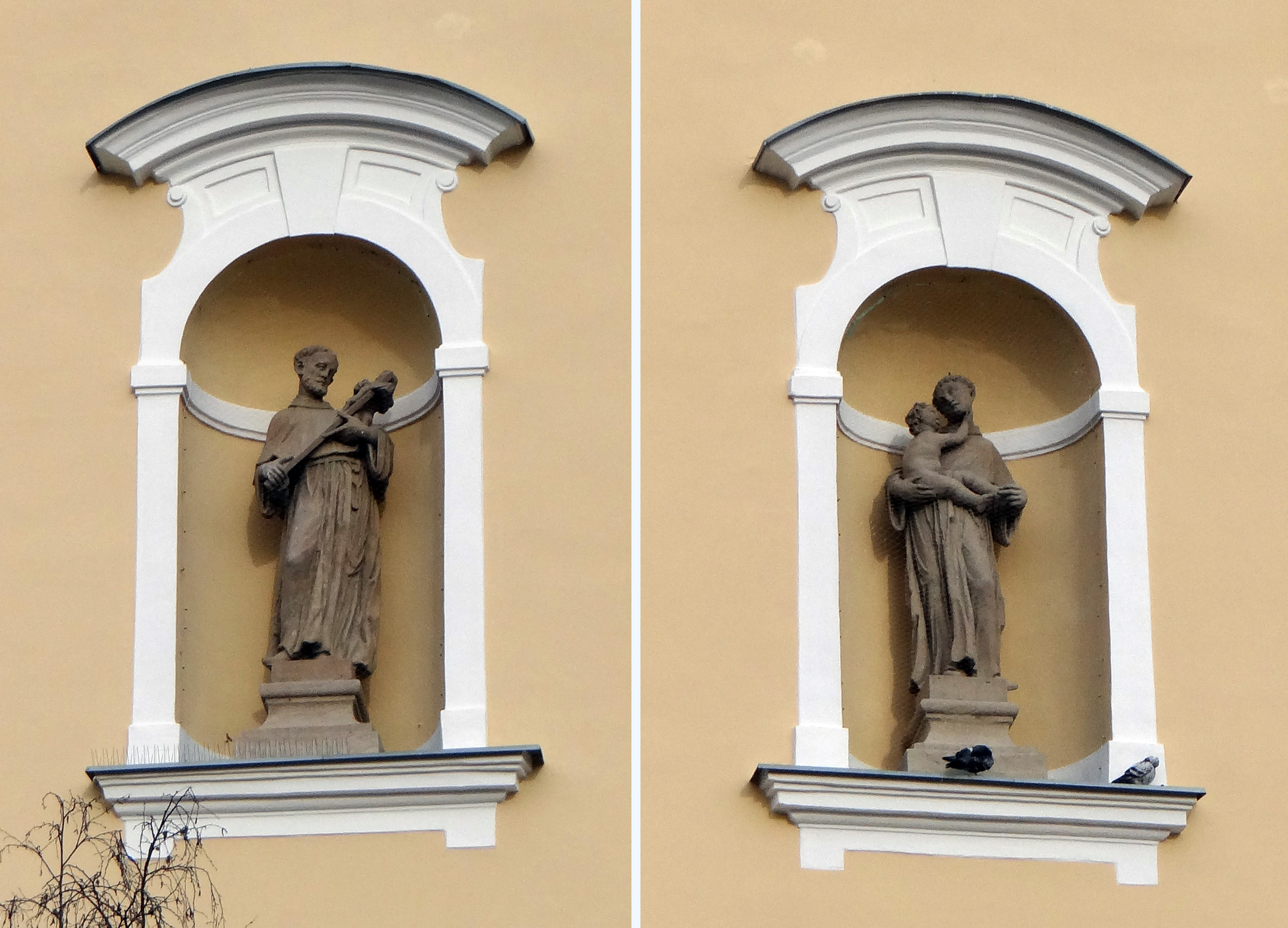

| | A Minorita templom szobrai 1 A templom homlokzatának első szintjén Assisi Szent Klára és Szent Erzsébet szobrait helyezték el. | A Minorita templom szobrai 1 A templom homlokzatának első szintjén Assisi Szent Klára és Szent Erzsébet szobrait helyezték el. | | A Minorita templom szobrai 2 A templom homlokzatának második szintjén Assisi Szent Ferenc és Páduai Szent Antal szobrai láthatók. | A Minorita templom szobrai 2 A templom homlokzatának második szintjén Assisi Szent Ferenc és Páduai Szent Antal szobrai láthatók. |

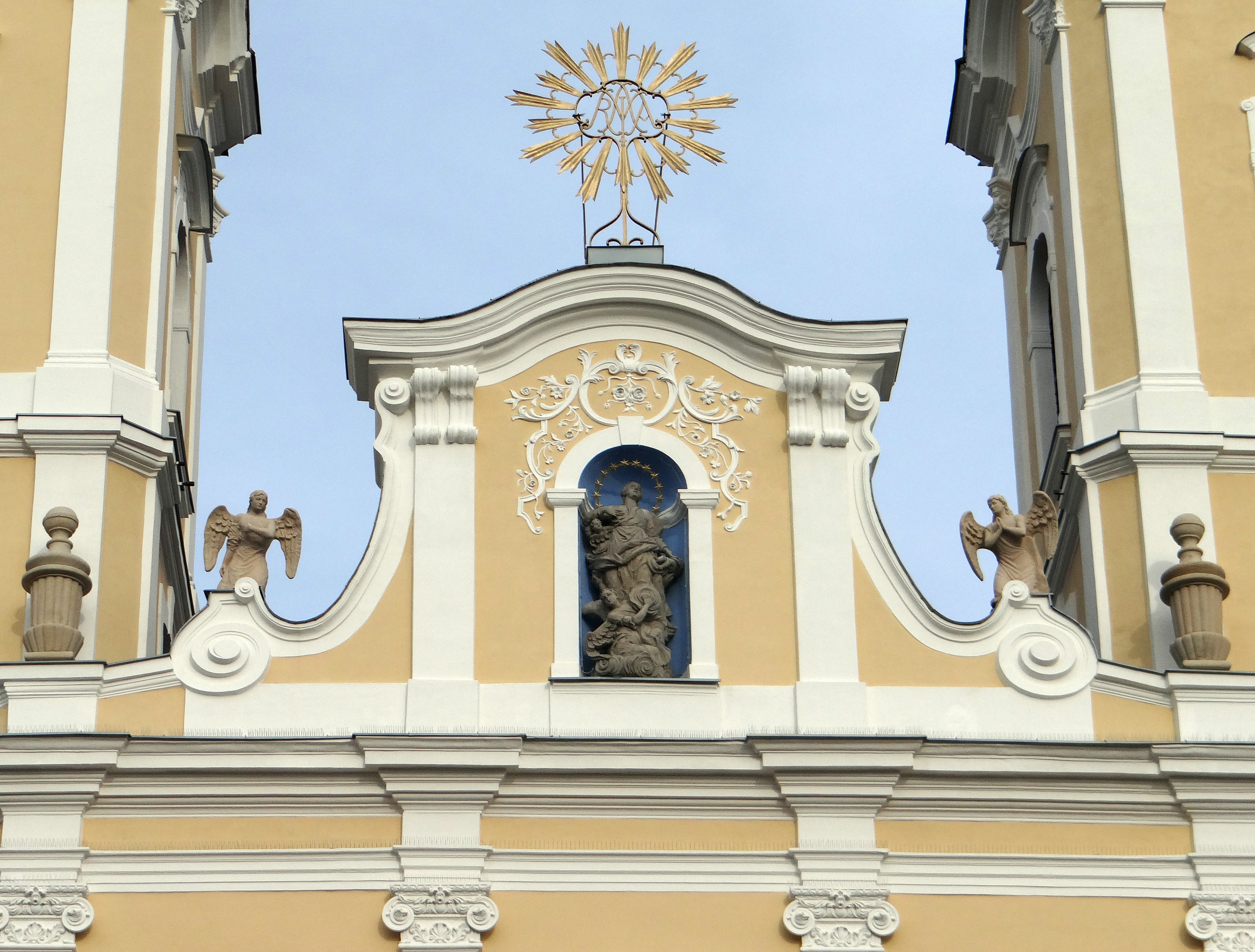

| A Minorita templom szobrai 3 A fölső részen, kék hátterű szoborfülkében Szűz Mária szobra áll. | A Minorita templom szobrai 3 A fölső részen, kék hátterű szoborfülkében Szűz Mária szobra áll. | | Balatoni Klára: Szökőkút Az alkotás a Centrum áruház előtt áll. | Balatoni Klára: Szökőkút Az alkotás a Centrum áruház előtt áll. | |

## A belvárostól északra

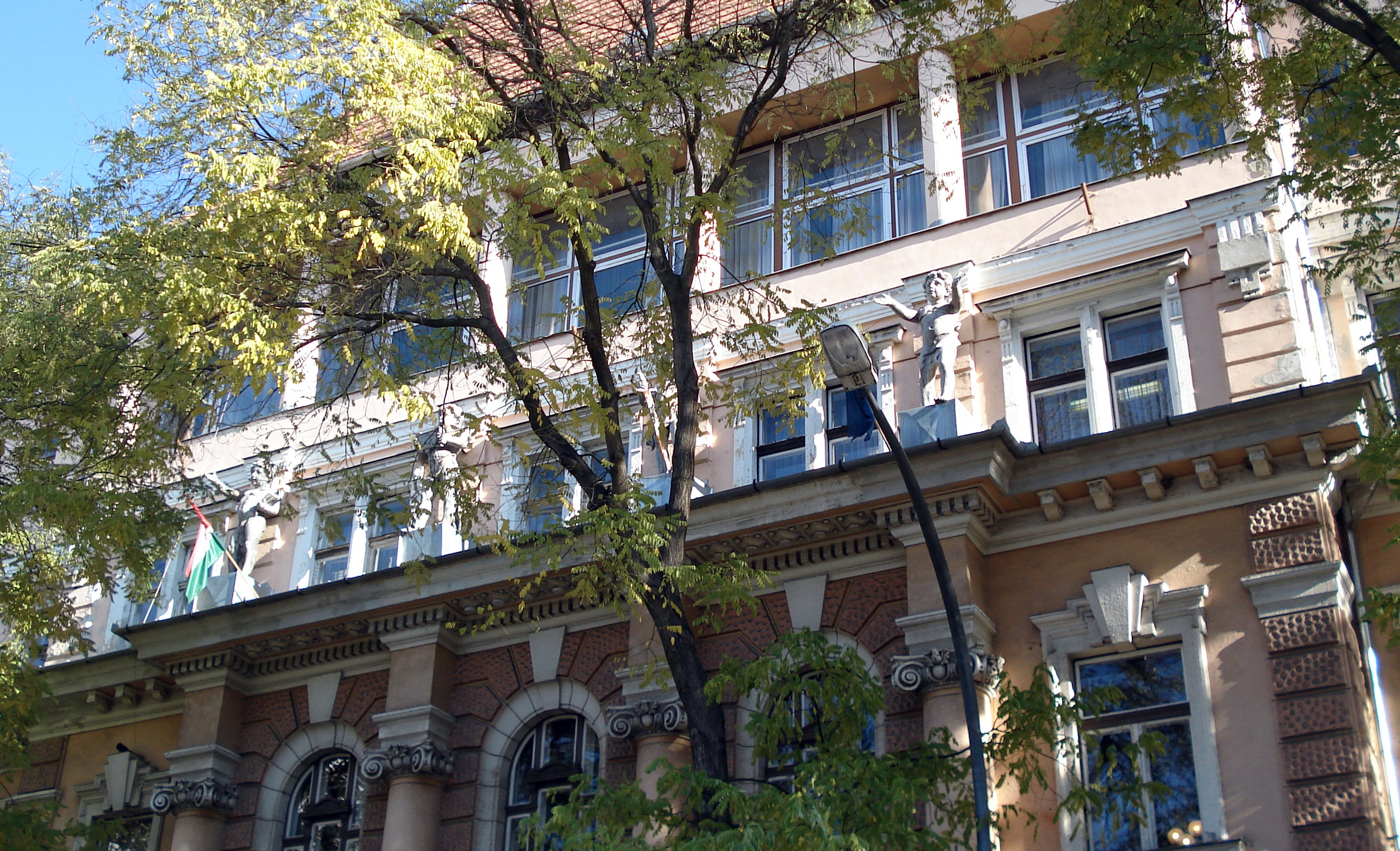

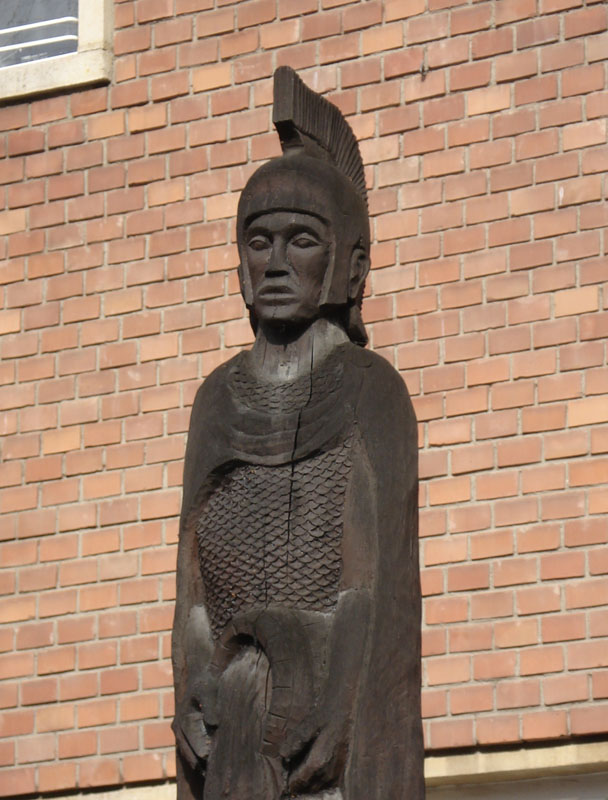

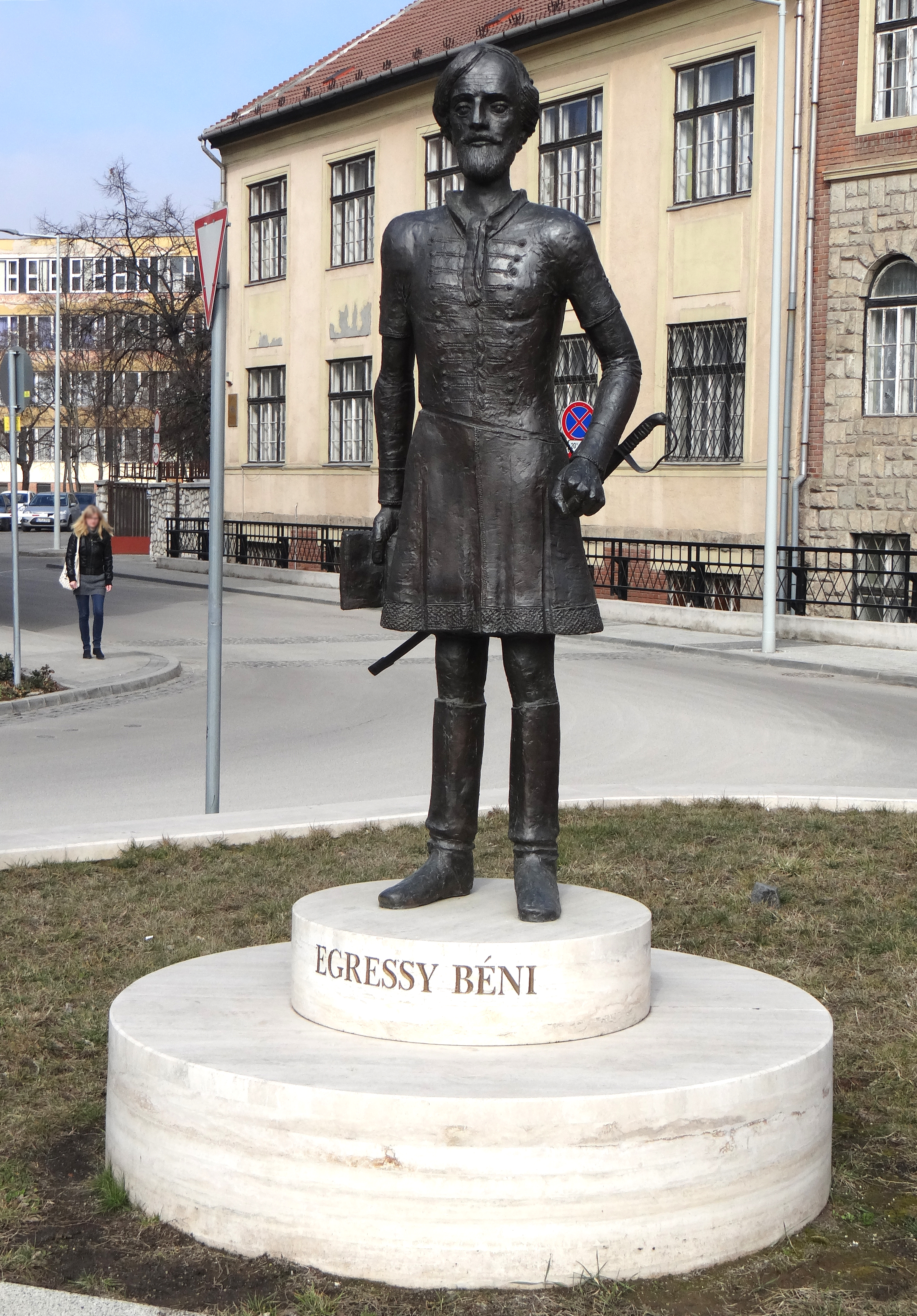

| | A törvényszék szobrai Az épület a Dózsa György út 4. alatt található, homlokzati szobrai a fák miatt nehezen láthatók. | A törvényszék szobrai Az épület a Dózsa György út 4. alatt található, homlokzati szobrai a fák miatt nehezen láthatók.                                                           | | Szent Flórián A Tűzoltóság Dózsa György úti épülete előtt található. | Szent Flórián A Tűzoltóság Dózsa György úti épülete előtt található.                                                                                                   |

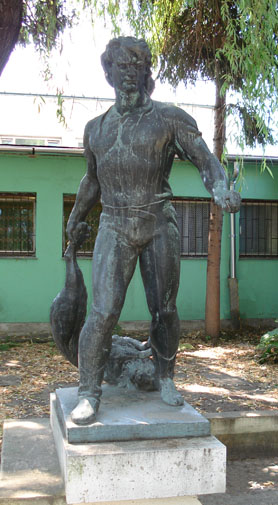

| Grantner Jenő: Toldi Miklós A Fazekas utcai Általános Iskola udvarán áll. | Grantner Jenő: Toldi Miklós A Fazekas utcai Általános Iskola udvarán áll. | | Andreasz Papakrisztosz: Alak A kis kőszobor a Fazekas utca és a Fábián-malom között áll a parkban. | Andreasz Papakrisztosz: Alak A kis kőszobor a Fazekas utca és a Fábián-malom között áll a parkban. | |

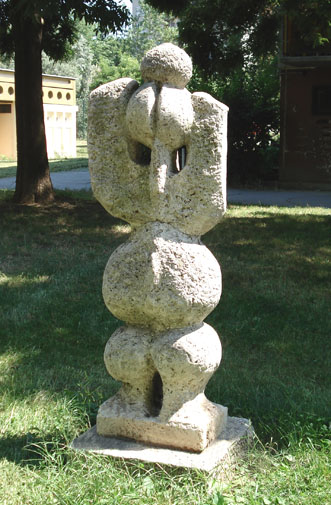

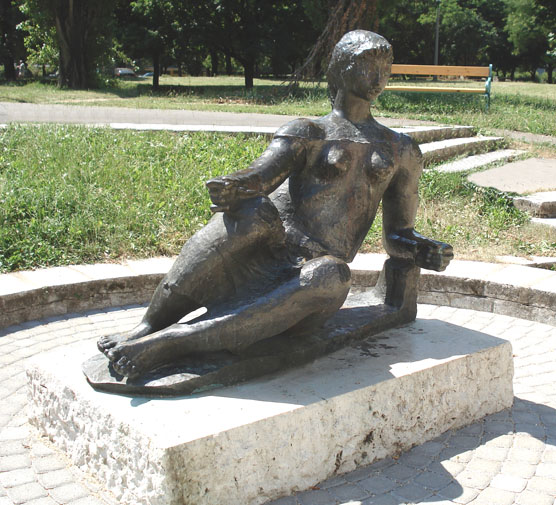

| | Kerényi Jenő: Fekvő nő A Fábián-malom előtt, a Pallos utca–Fazekas utca között található. | Kerényi Jenő: Fekvő nő A Fábián-malom előtt, a Pallos utca–Fazekas utca között található.                                                                                        | | Kő Pál: Egressy Béni A szobor a Patak utcán, az Egressy Gábor Zeneiskola előtti téren áll. 2016-ban állították. | Kő Pál: Egressy Béni A szobor a Patak utcán, az Egressy Gábor Zeneiskola előtti téren áll. 2016-ban állították.                                                        |
| Kocsis András: Petőfi Sándor A szobor a Petőfi téren áll, 1951-ben avatták fel. | Kocsis András: Petőfi Sándor A szobor a Petőfi téren áll, 1951-ben avatták fel. | | Jószay Zsolt: Főnix A fából készült alkotás a Deszkatemplom szószékének koronáján áll. | Jószay Zsolt: Főnix A fából készült alkotás a Deszkatemplom szószékének koronáján áll. | |

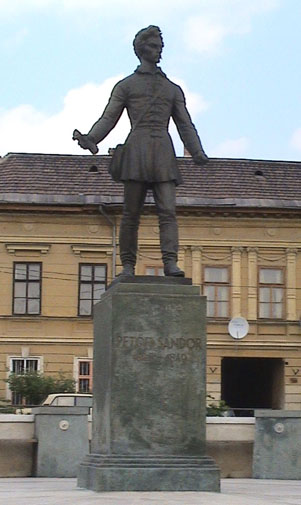

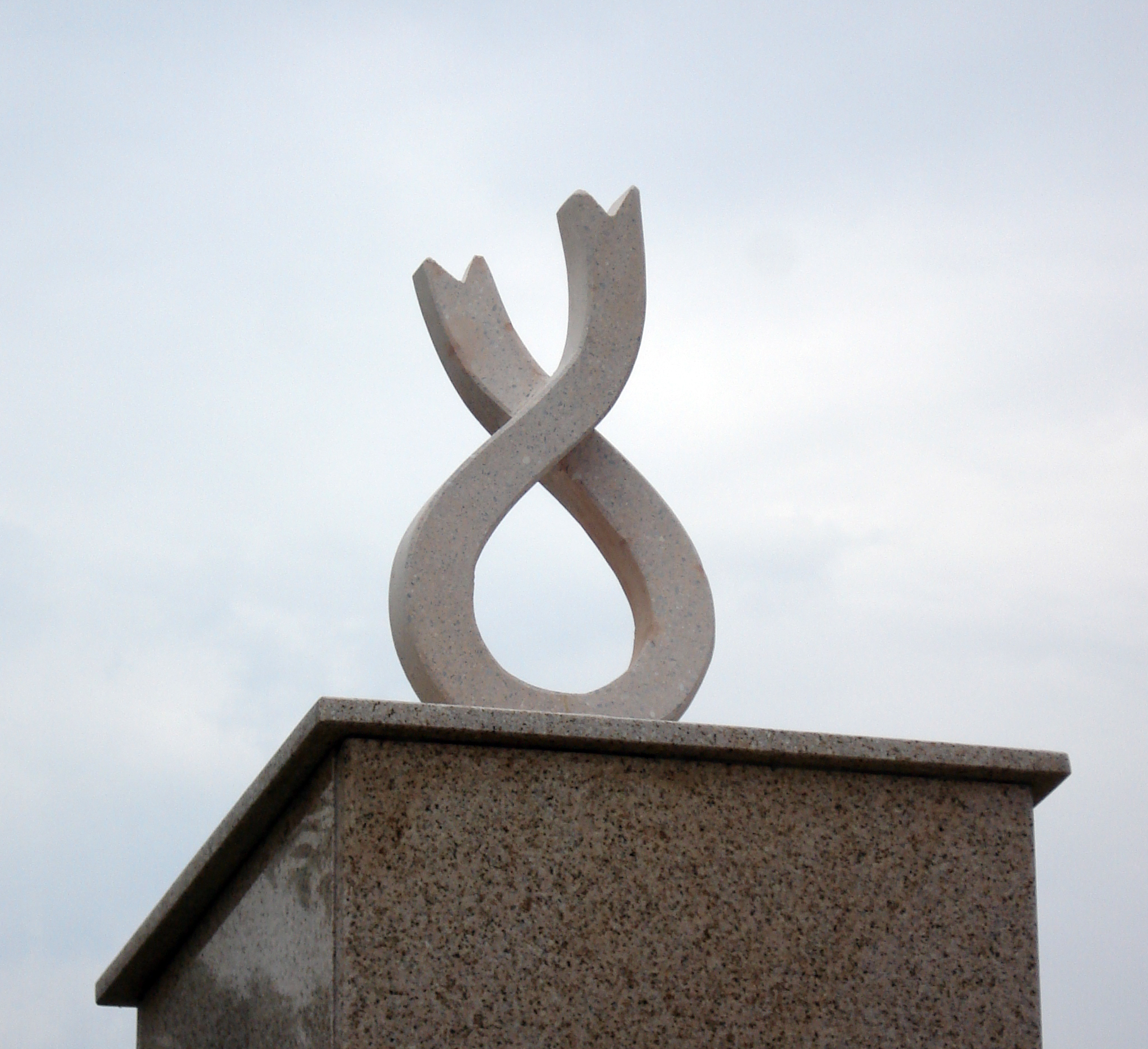

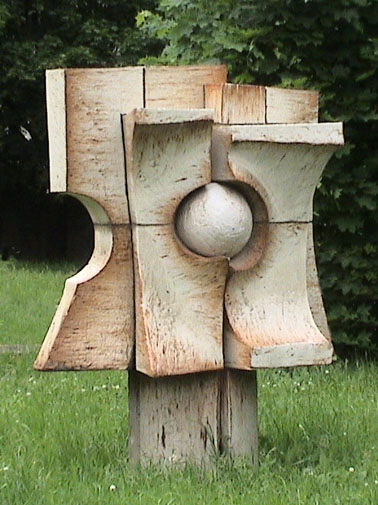

| | Máger Ágnes: Romek Strzałkowski emlékoszlop Az emlékmű a Szentpéteri kapuban, a toronyház melletti téren áll. Kőfaragó mestere Gyöngyösi László. | Máger Ágnes: Romek Strzałkowski emlékoszlop Az emlékmű a Szentpéteri kapuban, a toronyház melletti téren áll. Kőfaragó mestere Gyöngyösi László.                                 | | Majoros Hédi: Kerámia plasztika Az alkotás a Szentpéteri kapuban, a kórházzal szembeni kis parkrészben áll. | Majoros Hédi: Kerámia plasztika Az alkotás a Szentpéteri kapuban, a kórházzal szembeni kis parkrészben áll.                                                            |

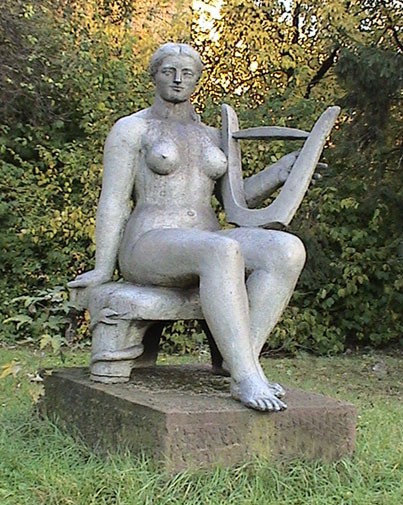

| Illés Ferenc: Epione A szobor a Szentpéteri kapuban, a megyei kórház főbejárata előtti parkban áll. Epione Aszklépiosz, a gyógyítás és gyógyulás görög istenének felesége volt, ez indokolja a kórház előtti elhelyezését. Ő csillapította a sérülési és a szülési fájdalmakat, és a nevéből származik az ópium elnevezése. | Illés Ferenc: Epione A szobor a Szentpéteri kapuban, a megyei kórház főbejárata előtti parkban áll. Epione Aszklépiosz, a gyógyítás és gyógyulás görög istenének felesége volt, ez indokolja a kórház előtti elhelyezését. Ő csillapította a sérülési és a szülési fájdalmakat, és a nevéből származik az ópium elnevezése. | | Kiss Kovács Gyula: Fürdőzők (Két nő) A kettős szobor a Szentpéteri kapui kórház (teljes és hivatalos nevén Borsod-Abaúj-Zemplén Megyei Kórház és Egyetemi Oktató Kórház) udvarán, a főbejárattal szembeni parkban áll. | Kiss Kovács Gyula: Fürdőzők (Két nő) A kettős szobor a Szentpéteri kapui kórház (teljes és hivatalos nevén Borsod-Abaúj-Zemplén Megyei Kórház és Egyetemi Oktató Kórház) udvarán, a főbejárattal szembeni parkban áll. | |

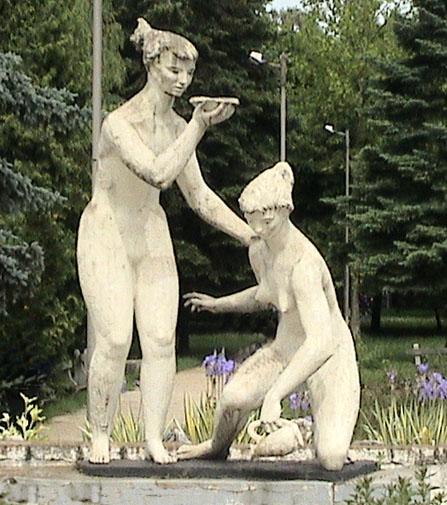

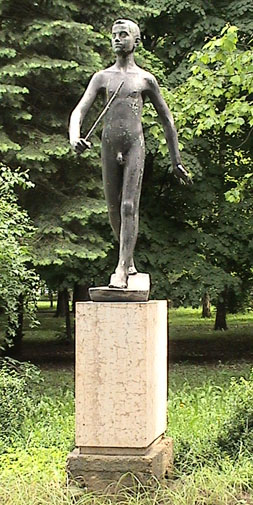

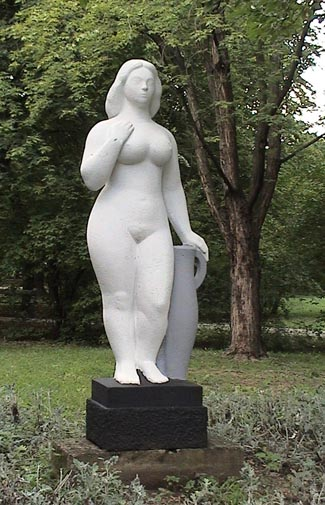

| | Laborcz Ferenc: Botos fiú A szobor a megyei kórház parkjában, a sebészeti épület közelében, a park fái között állt (építkezési munkák miatt egyelőre eltávolították a helyéről). | Laborcz Ferenc: Botos fiú A szobor a megyei kórház parkjában, a sebészeti épület közelében, a park fái között állt (építkezési munkák miatt egyelőre eltávolították a helyéről). | | Melocco Miklós: Nő, az egészség jelképe A megyei kórház parkja, az Ideggyógyászat közelében állt (építkezési munkálatok miatt ideiglenesen eltávolították a helyéről).                                                 | Melocco Miklós: Nő, az egészség jelképe A megyei kórház parkja, az Ideggyógyászat közelében állt (építkezési munkálatok miatt ideiglenesen eltávolították a helyéről). |

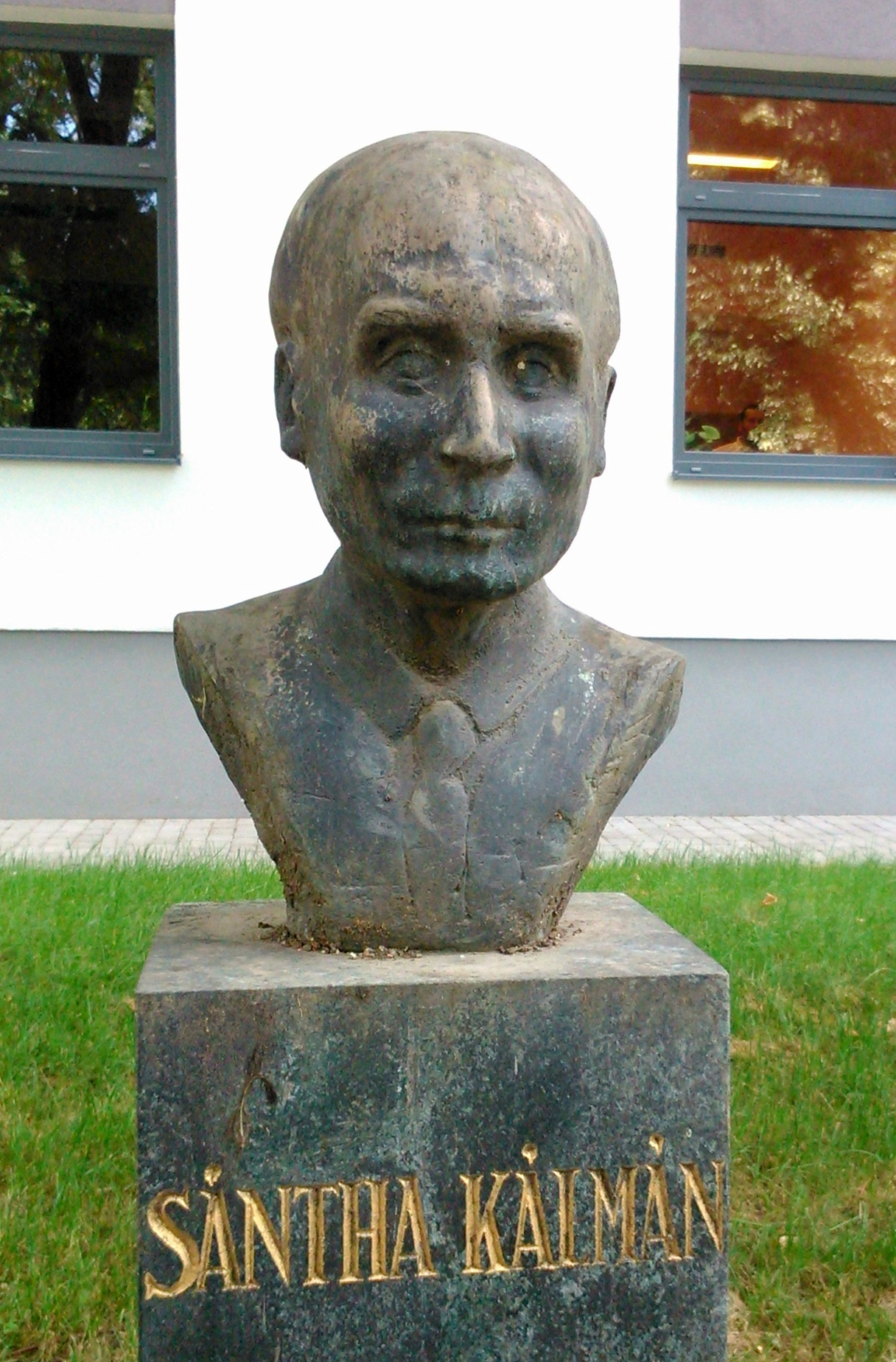

| Sántha Kálmán A bronz mellszobor a korábbi pszichiátria előtt áll. | Sántha Kálmán A bronz mellszobor a korábbi pszichiátria előtt áll. | | Melocco Miklós: Szülő nő (Fájdalom) A Szentpéteri kapui kórház parkjában található. | Melocco Miklós: Szülő nő (Fájdalom) A Szentpéteri kapui kórház parkjában található. | |

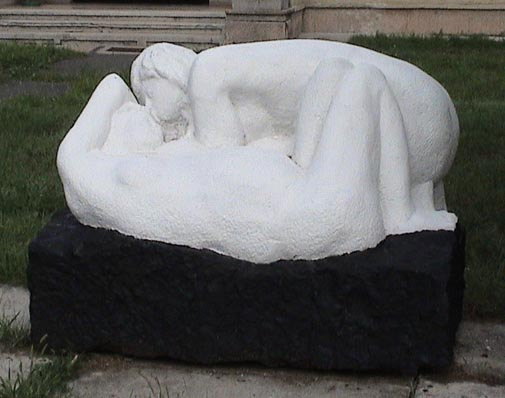

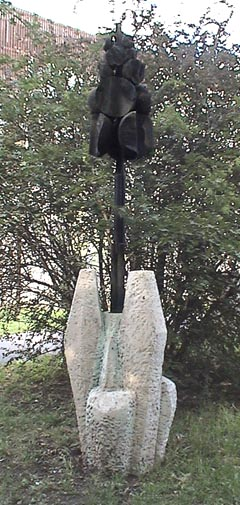

| | Jel szobor A bronz-kő alkotás Szentpéteri kapui kórházban, a Gyermekkórház előtt áll. | Jel szobor A bronz-kő alkotás Szentpéteri kapui kórházban, a Gyermekkórház előtt áll.                                                                                            | | Szabó Virág: Dr. Velkey László A Gyermekkórház alapítójának mellszobra a GYEK belső terében található. | Szabó Virág: Dr. Velkey László A Gyermekkórház alapítójának mellszobra a GYEK belső terében található.                                                                 |

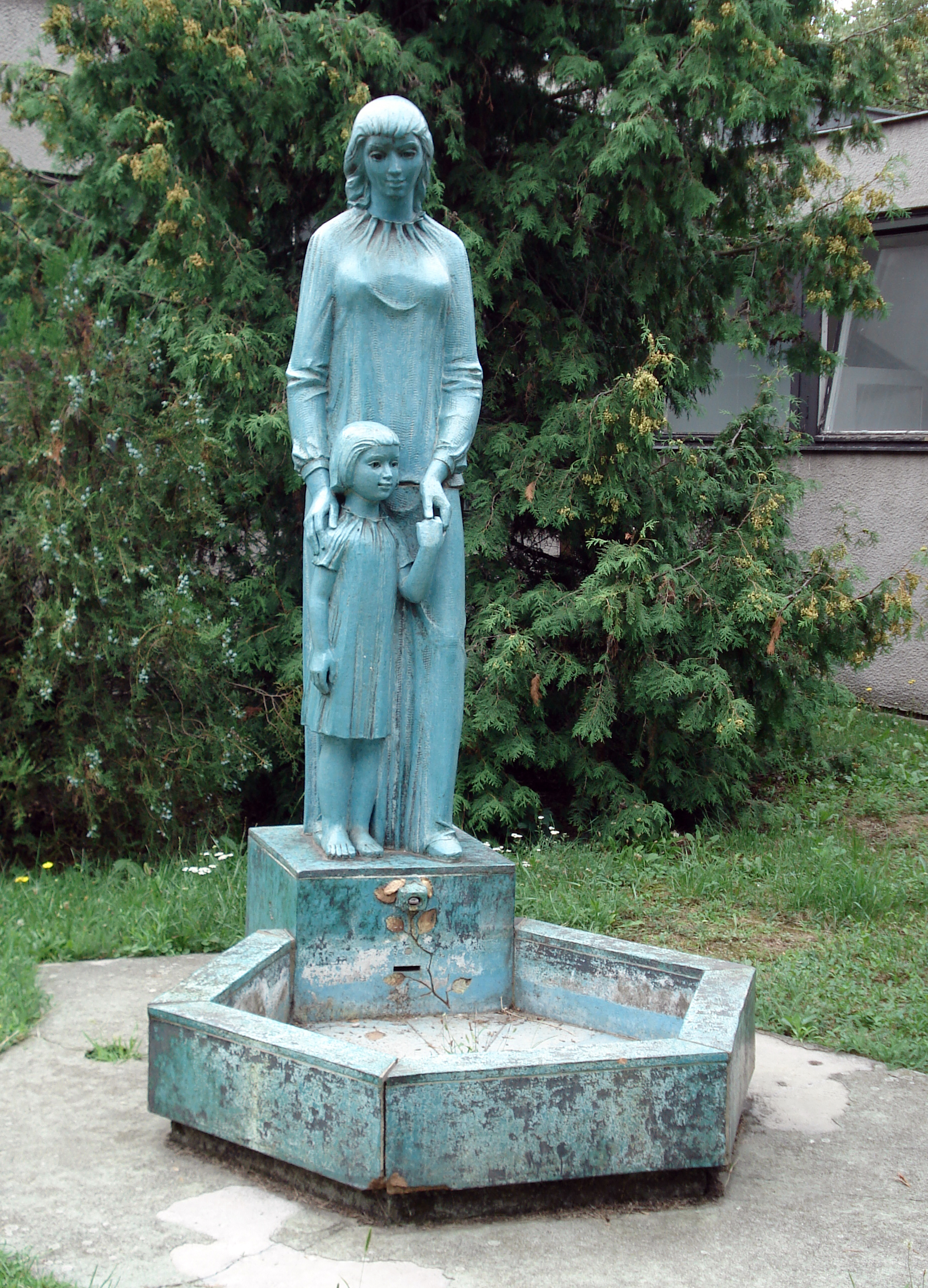

| Anya lányával A szobor (korábban csobogó volt) a Gyermekkórház belső udvarán áll. | Anya lányával A szobor (korábban csobogó volt) a Gyermekkórház belső udvarán áll. | | V. Majzik Mária: Leány virággal A kerámiaszobor a Gyermekkórház belső terében áll, egy szoborfülkében. | V. Majzik Mária: Leány virággal A kerámiaszobor a Gyermekkórház belső terében áll, egy szoborfülkében. | |

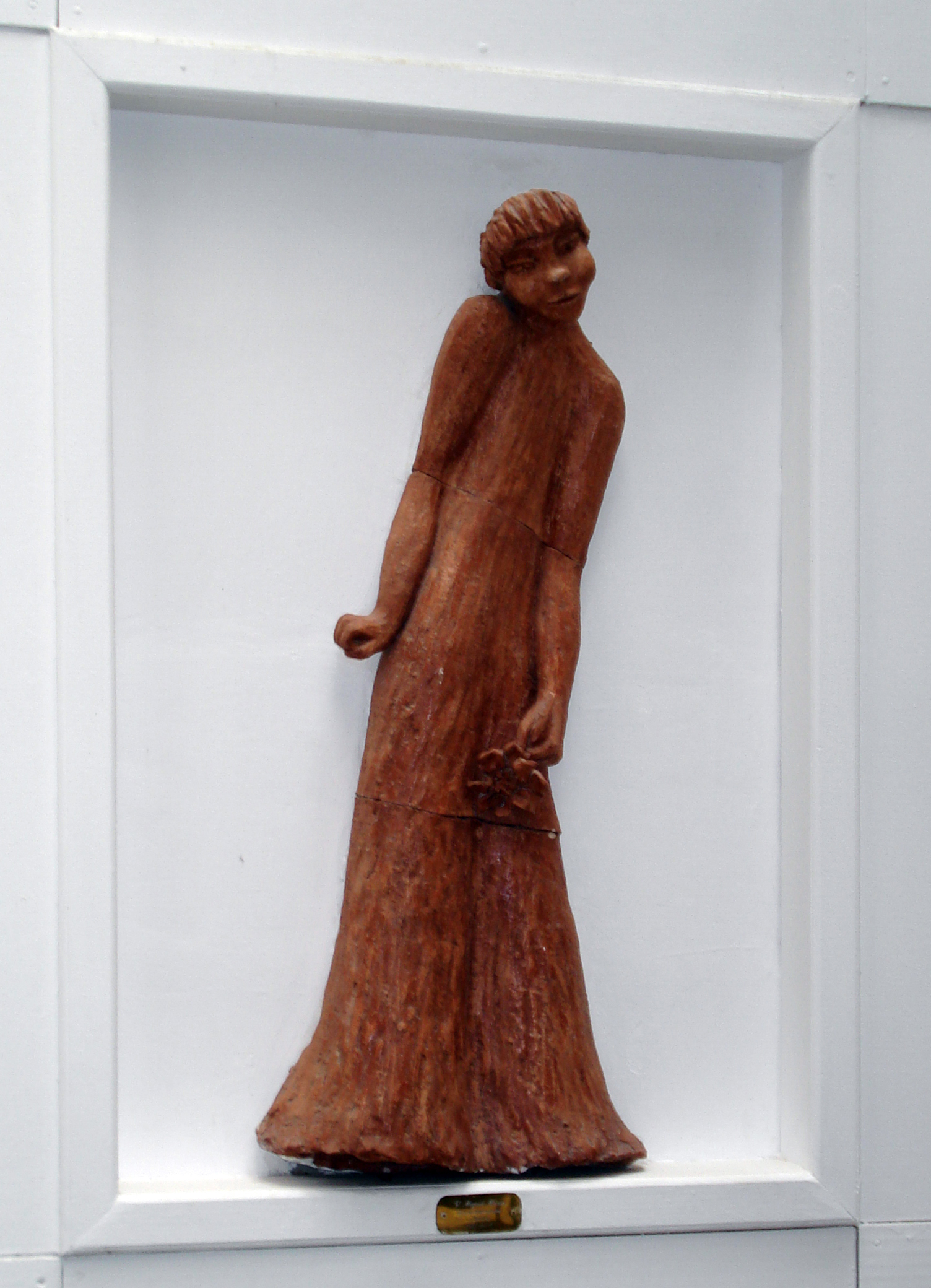

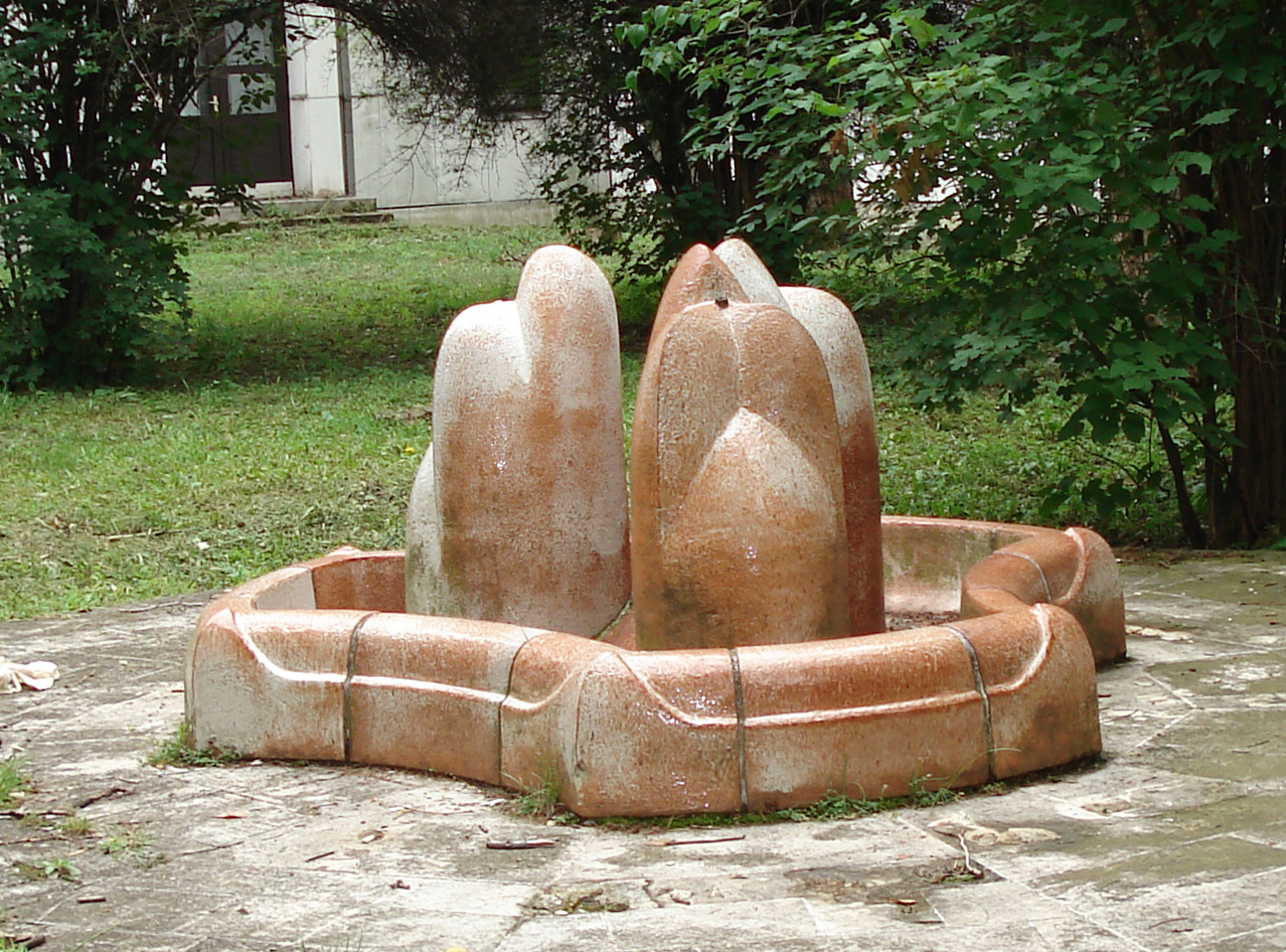

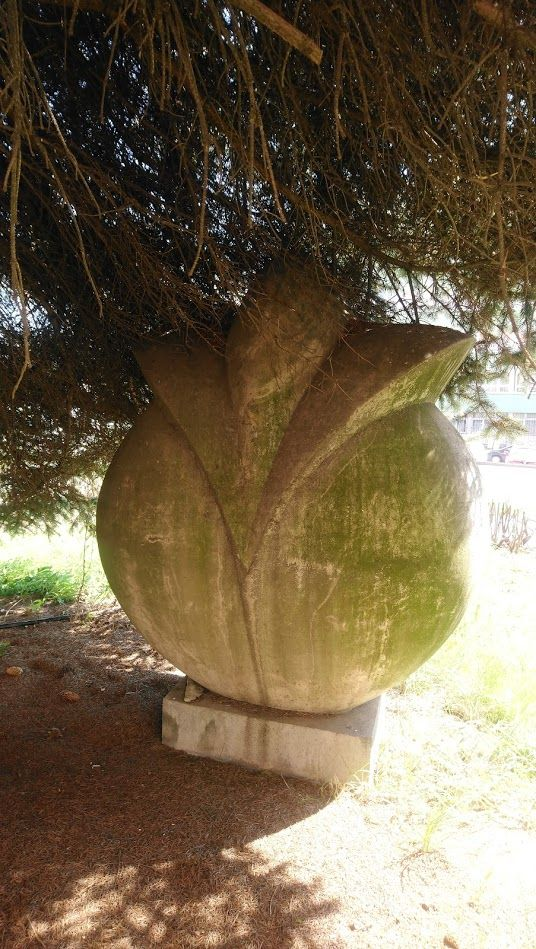

| | Díszkút A kerámia alkotás a GYEK melletti parkban található. | Díszkút A kerámia alkotás a GYEK melletti parkban található. | | Varga Miklós: Kibontakozás II. A Földhivatal előtt, egy fenyőfa benőtte, alig észrevehető. | Varga Miklós: Kibontakozás II. A Földhivatal előtt, egy fenyőfa benőtte, alig észrevehető.                                                                             |

## Belváros és dél-délkeleti irány

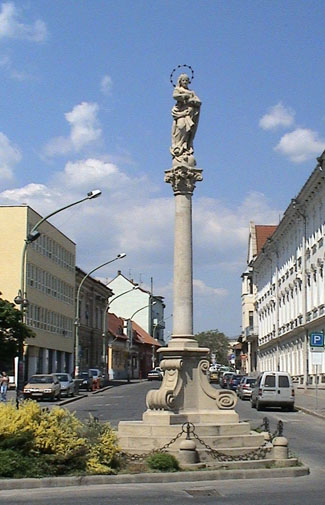

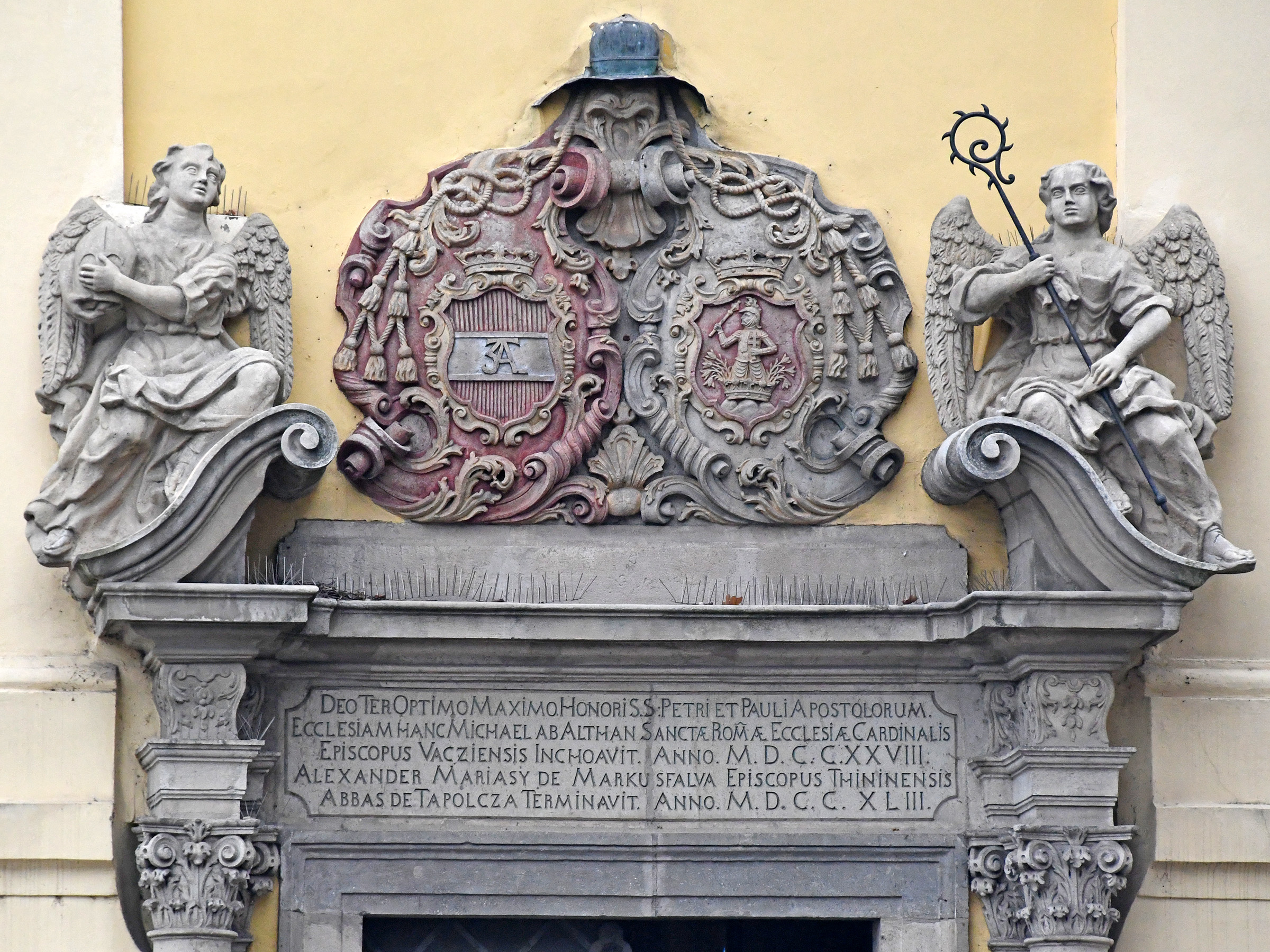

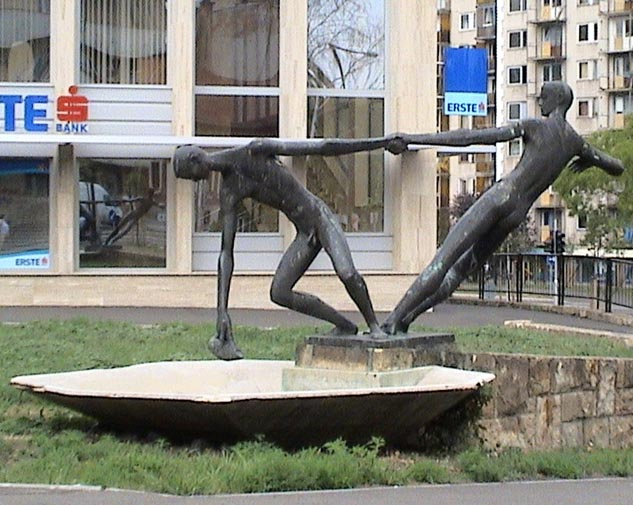

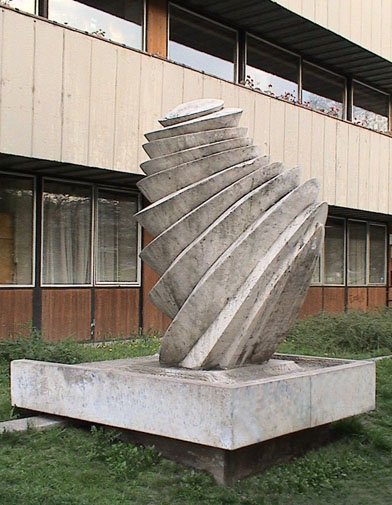

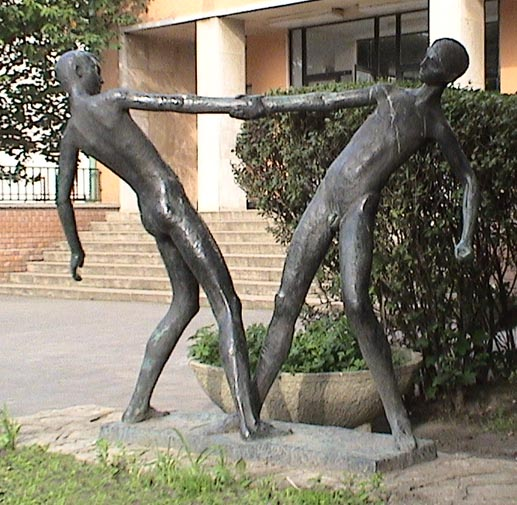

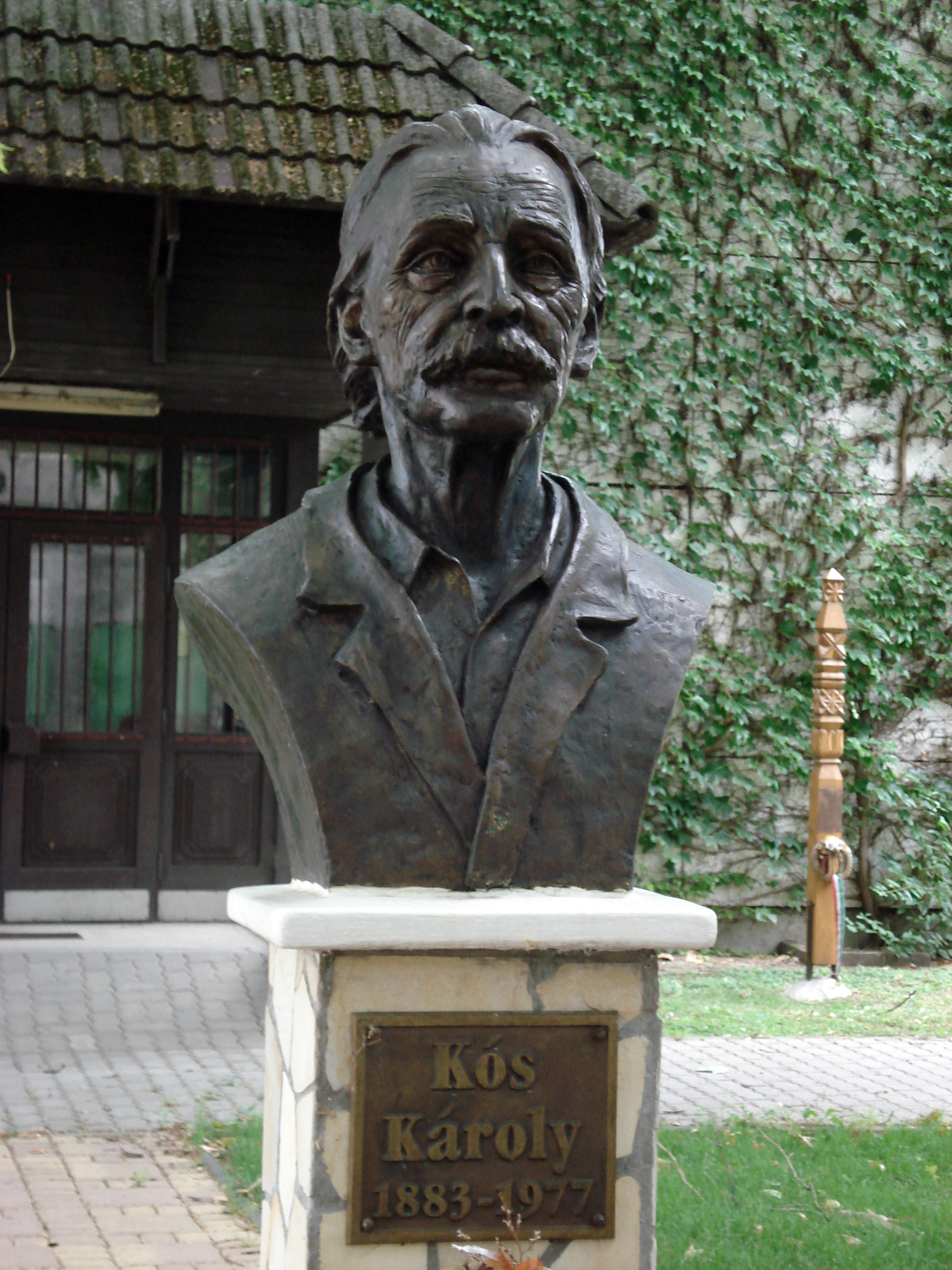

| | Mária-oszlop A miskolciak által „Csupros Mária” néven emlegetett emlékművet a pestisjárványtól megmenekülő város lakói emelték 1738-ban. „Csúfneve” onnan ered, hogy régen a szobor közelében volt a piac, és a környék fazekasai a szobrot körülvevő kovácsoltvas kerítésre akasztották ki portékájukat. Az oszlop a Mindszenti templom előtti kis terecskén áll (Mindszent tér).                          | Mária-oszlop A miskolciak által „Csupros Mária” néven emlegetett emlékművet a pestisjárványtól megmenekülő város lakói emelték 1738-ban. „Csúfneve” onnan ered, hogy régen a szobor közelében volt a piac, és a környék fazekasai a szobrot körülvevő kovácsoltvas kerítésre akasztották ki portékájukat. Az oszlop a Mindszenti templom előtti kis terecskén áll (Mindszent tér).                          | | A Mindszenti templom bejárata A Mindszenti templom két korinthoszi oszlop által közrefogott bejárata fölötti kronosztikonon az építés ideje és az építtetők nevei olvashatók, fölötte angyalszobrok között az építtetők domborműves címere látható. | A Mindszenti templom bejárata A Mindszenti templom két korinthoszi oszlop által közrefogott bejárata fölötti kronosztikonon az építés ideje és az építtetők nevei olvashatók, fölötte angyalszobrok között az építtetők domborműves címere látható. |

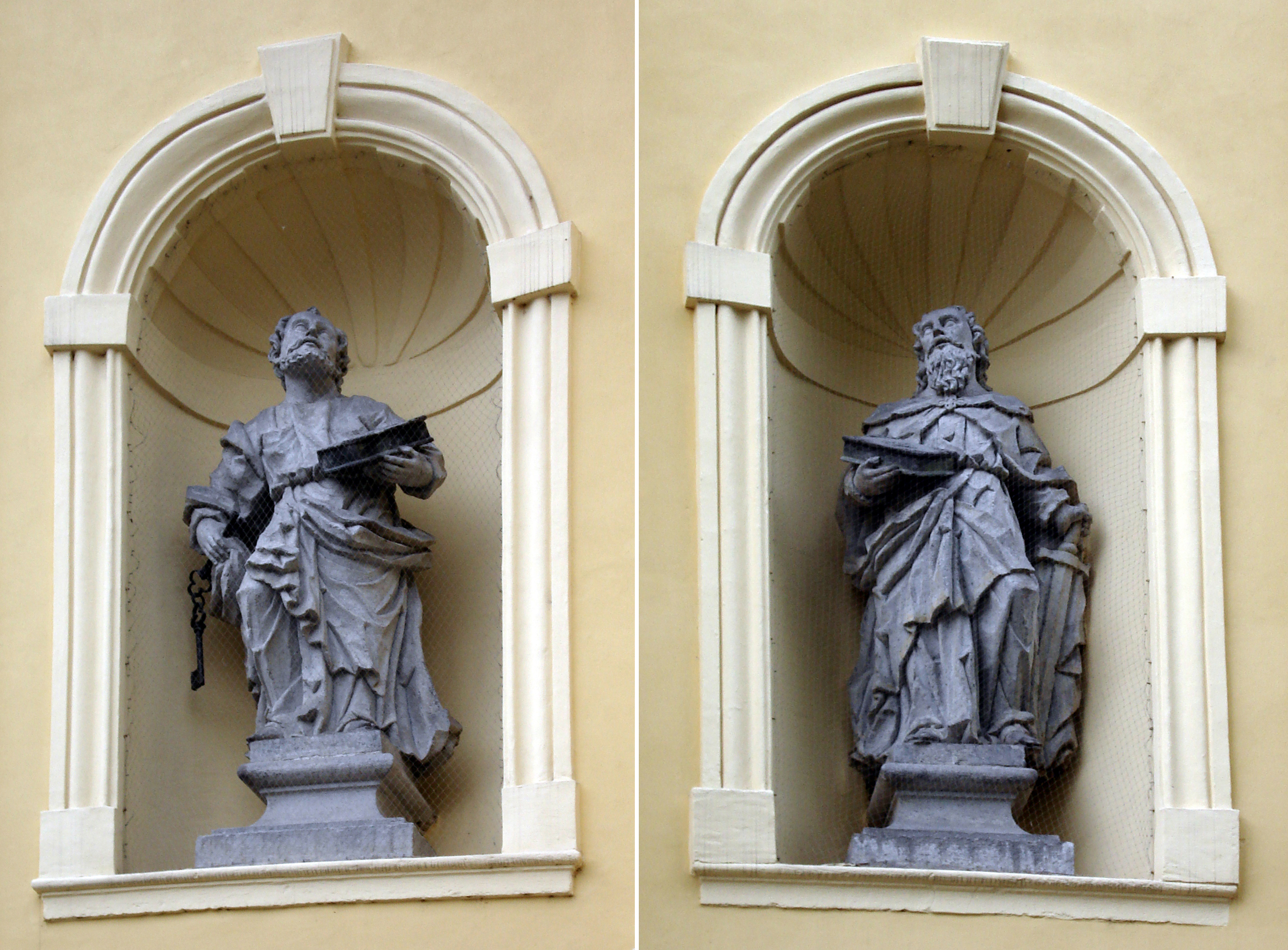

| Szent Péter és Szent Pál A szobrok a Mindszenti templom homlokzatát díszítik. | Szent Péter és Szent Pál A szobrok a Mindszenti templom homlokzatát díszítik. | | Szűz Mária és a szent királyok A szobrok a Mindszenti templom homlokzatán láthatók. Máriát Szent István és Szent László királyok alakjai fogják közre.                                   | Szűz Mária és a szent királyok A szobrok a Mindszenti templom homlokzatán láthatók. Máriát Szent István és Szent László királyok alakjai fogják közre.                                                                                              | |

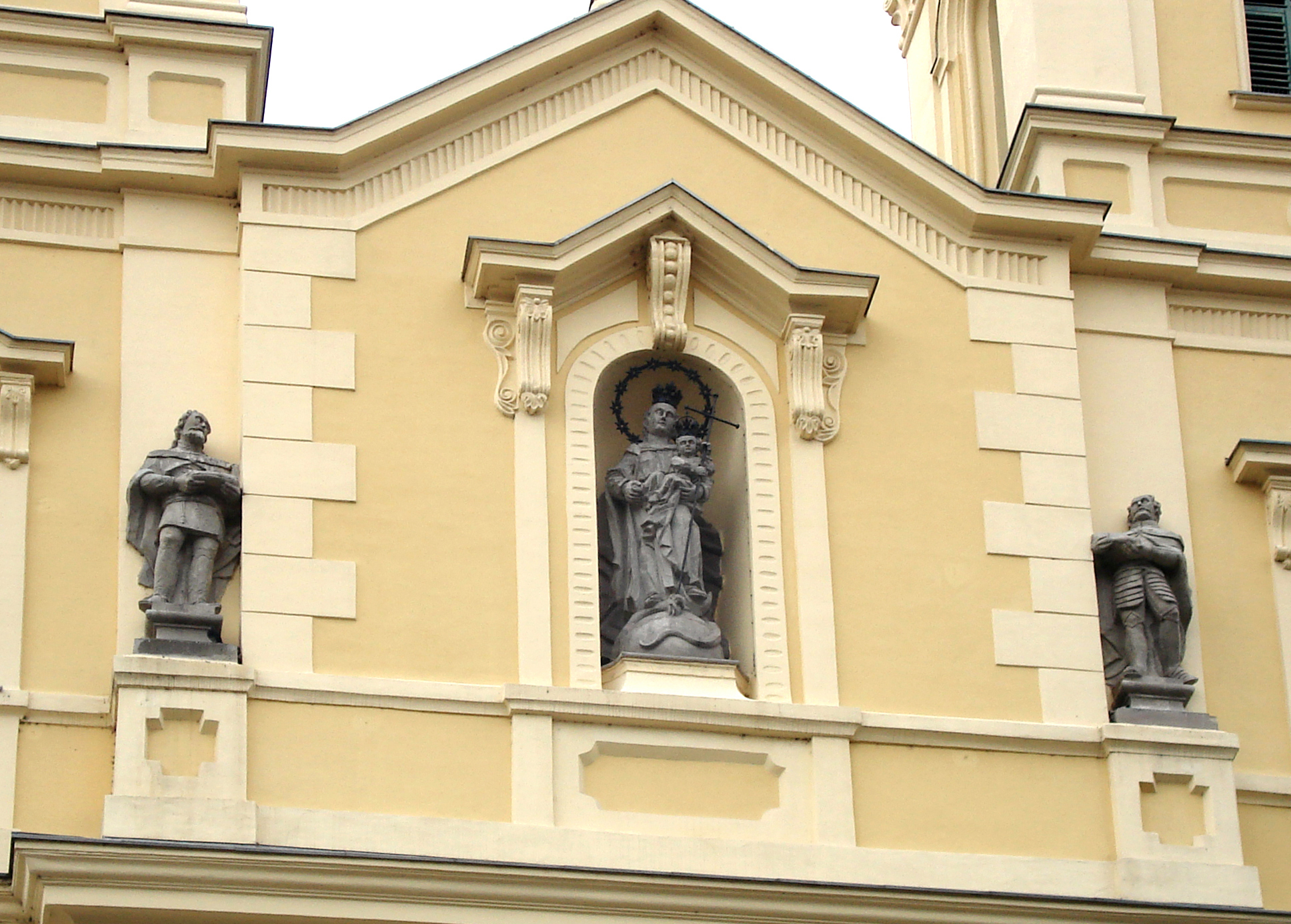

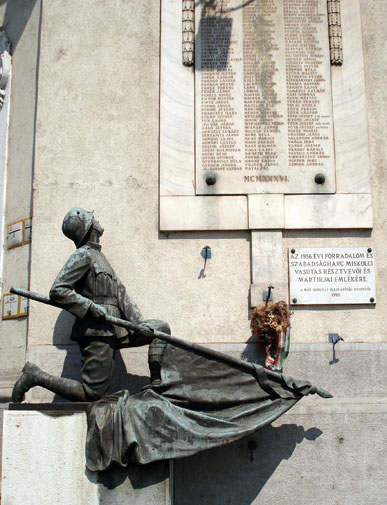

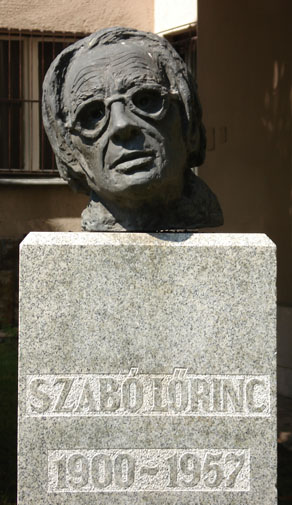

| | Aszalay Gyula: Vasutas hősök emlékműve Az emlékmű a Mindszent téren, a MÁV Központ épülete sarkánál áll. A tábla felirata: Felirat: „A M. Kir. Államvasutak miskolci üzletvezetősége hősi halottainak emlékére, 1914-1918”. Alatta pedig a nevek… Az emléktábla alatt egy 56-os megemlékezést is elhelyeztek: „Az 1956. évi forradalom és szabadságharc miskolci vasutas résztvevői és mártírjai emlékére”. | Aszalay Gyula: Vasutas hősök emlékműve Az emlékmű a Mindszent téren, a MÁV Központ épülete sarkánál áll. A tábla felirata: Felirat: „A M. Kir. Államvasutak miskolci üzletvezetősége hősi halottainak emlékére, 1914-1918”. Alatta pedig a nevek… Az emléktábla alatt egy 56-os megemlékezést is elhelyeztek: „Az 1956. évi forradalom és szabadságharc miskolci vasutas résztvevői és mártírjai emlékére”. | | Borsos Miklós: Szabó Lőrinc A miskolci születésű költő portrészobrát 1980-ban avatták –akkor még másik helyszínen. Most a Szabó Lőrinc Városi Könyvtár udvarán lehet megtalálni (Mindszent tér 2.).                                                 | Borsos Miklós: Szabó Lőrinc A miskolci születésű költő portrészobrát 1980-ban avatták –akkor még másik helyszínen. Most a Szabó Lőrinc Városi Könyvtár udvarán lehet megtalálni (Mindszent tér 2.).                                                 |
| Makrisz Agamemnon: Zászlóvivők A Mindszent téren, a Munkaügyi Központ előtt áll, 1965-ben állították. Az alkotás neveként a Felszabadulás és 20 év is előfordul.                                          | Makrisz Agamemnon: Zászlóvivők A Mindszent téren, a Munkaügyi Központ előtt áll, 1965-ben állították. Az alkotás neveként a Felszabadulás és 20 év is előfordul. | | Kiss Sándor: Fiúk Az Erste Bank és a Rónai Sándor Művelődési Ház korábbi épületeelőtt található.                                                                                         | Kiss Sándor: Fiúk Az Erste Bank és a Rónai Sándor Művelődési Ház korábbi épületeelőtt található. | |

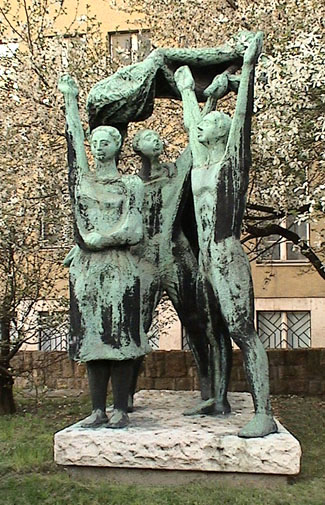

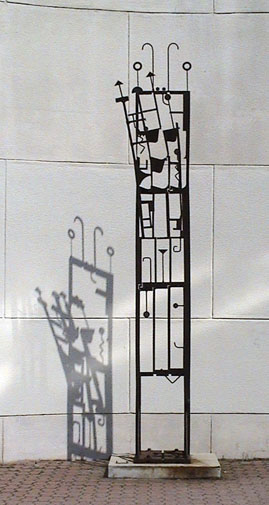

| | Kovács Ferenc: Díszkút A II. Rákóczi Ferenc Megyei Könyvtár előtt található. | Kovács Ferenc: Díszkút A II. Rákóczi Ferenc Megyei Könyvtár előtt található. | | Drozsnyik István: A nappalok és éjszakák elválása tücsökzenére A kompozíció a Tudomány és Technika Háza (Görgey u. 5.) előtt áll. | Drozsnyik István: A nappalok és éjszakák elválása tücsökzenére A kompozíció a Tudomány és Technika Háza (Görgey u. 5.) előtt áll. |

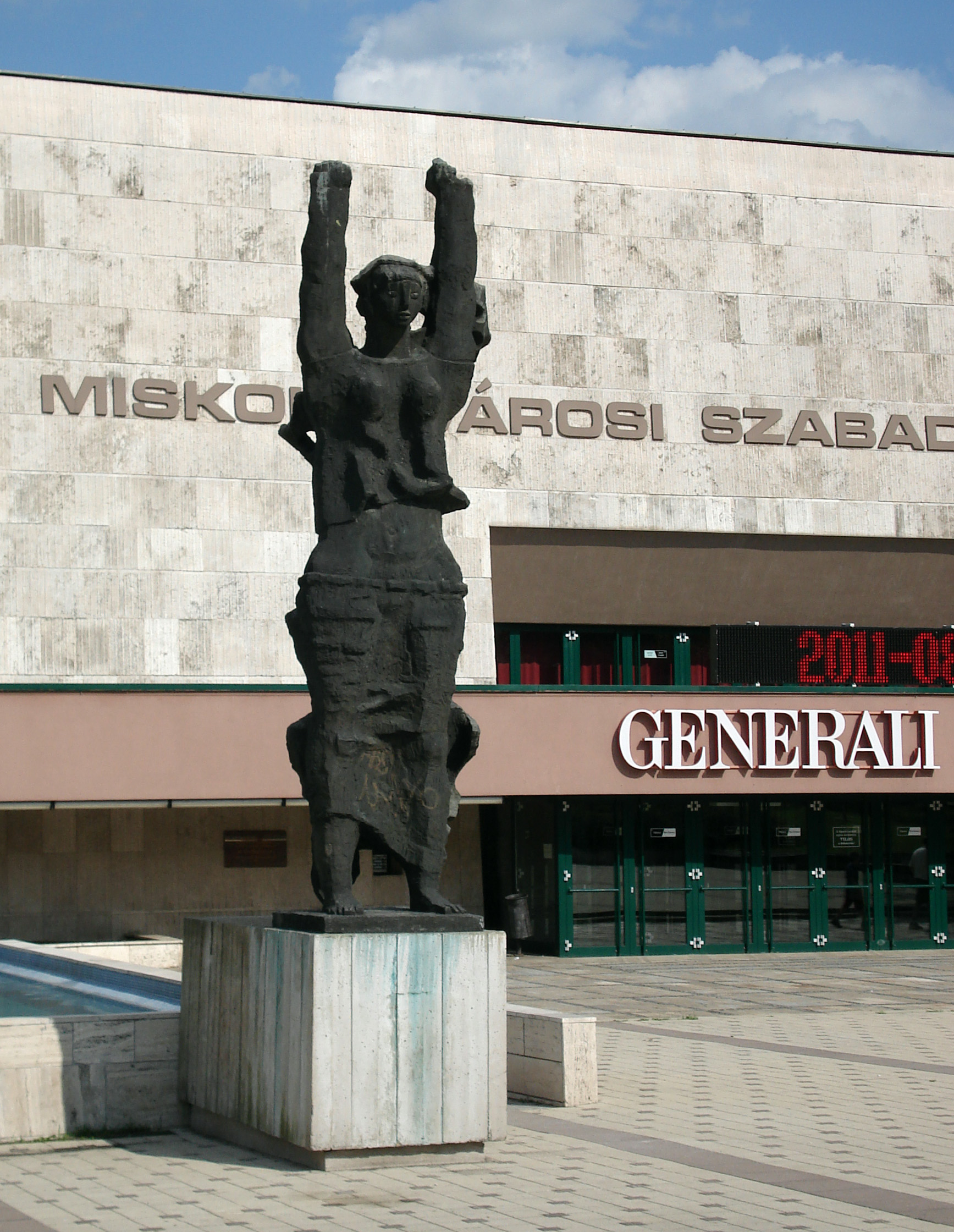

| Kerényi Jenő: Géniusz A szobrot 1969-ben állították fel a Népkert Görgey utcai oldalán, szemben a Herman Ottó Múzeum Képtárával. 2011-ben áthelyezték a Sportcsarnok elé.                                 | Kerényi Jenő: Géniusz A szobrot 1969-ben állították fel a Népkert Görgey utcai oldalán, szemben a Herman Ottó Múzeum Képtárával. 2011-ben áthelyezték a Sportcsarnok elé. | | Gádor István: Térplasztika A pirogránit anyagú ipari alapformákból készült alkotás a Városi Sportcsarnok előtt áll. 2011-ben tették át a szökőkút mellé (addig a szökőkút vízében állt). | Gádor István: Térplasztika A pirogránit anyagú ipari alapformákból készült alkotás a Városi Sportcsarnok előtt áll. 2011-ben tették át a szökőkút mellé (addig a szökőkút vízében állt).                                                            | |

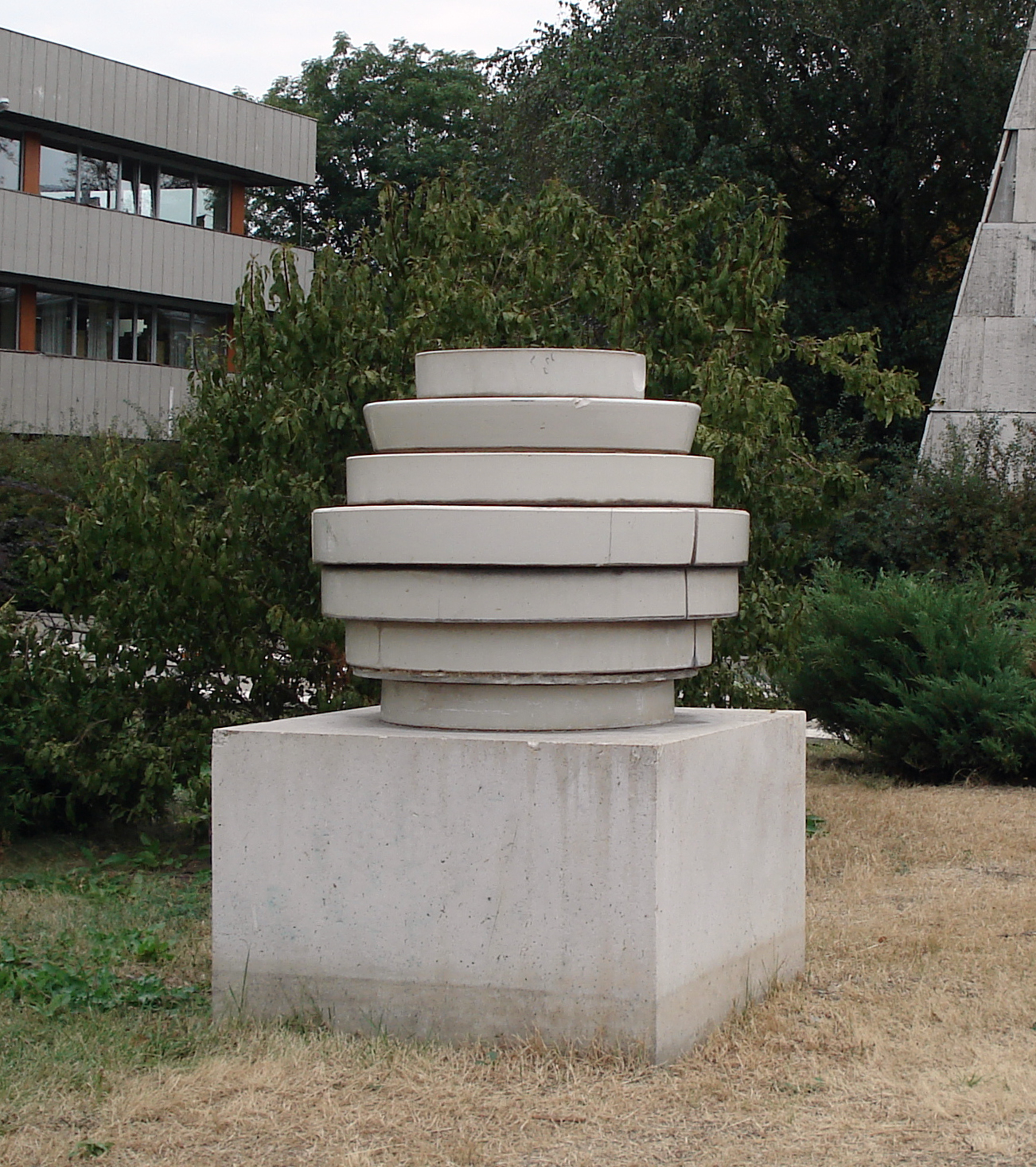

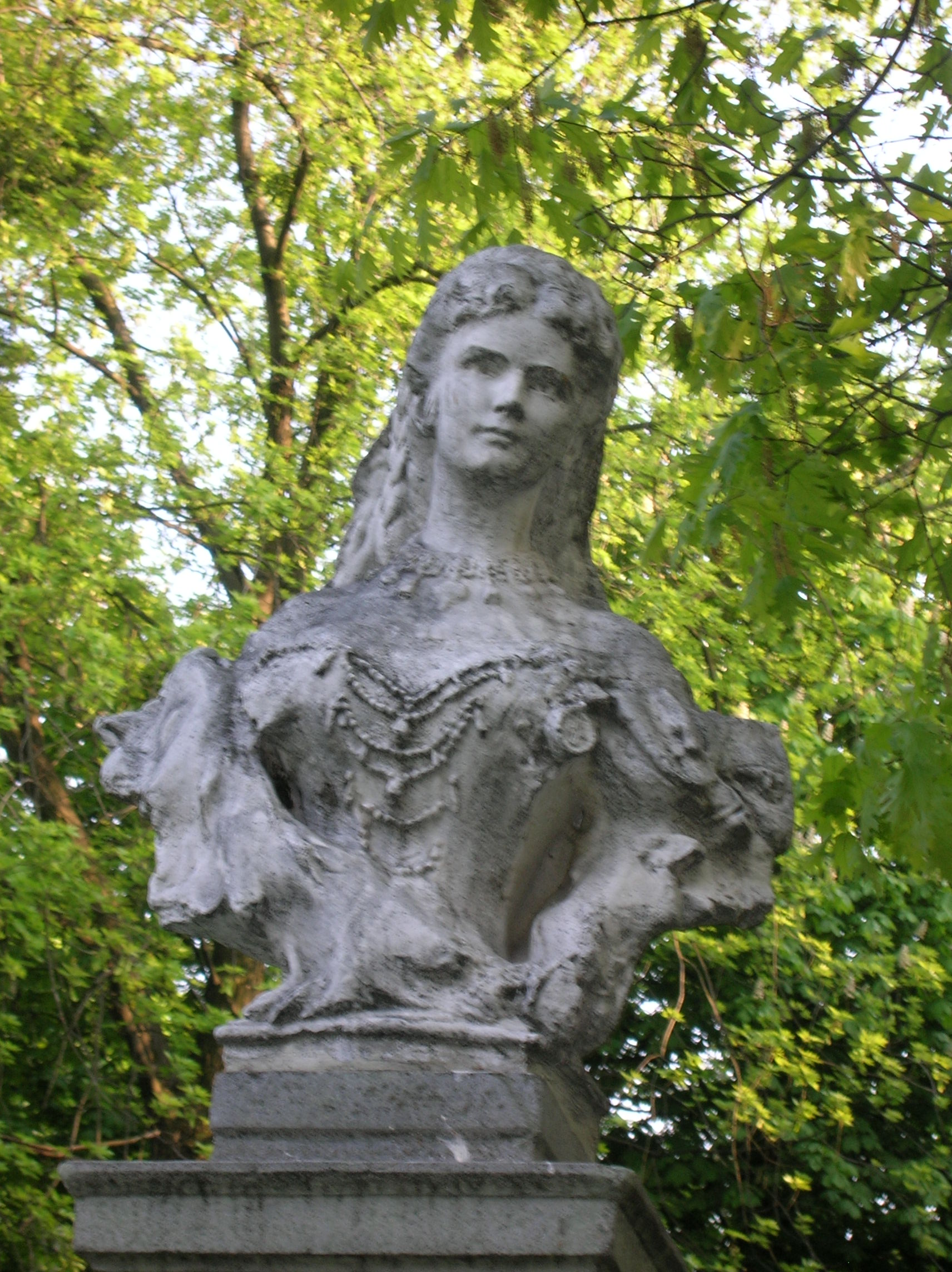

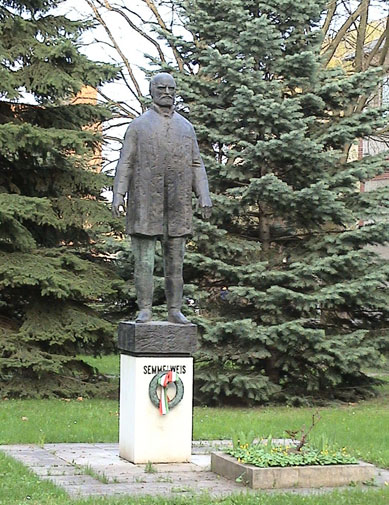

| | Strobl Alajos: Erzsébet királyné A szobrot 1899-ben avatták fel, alig egy évvel a magyarok között rendkívül népszerű királyné halála után. Ez volt az ország első Sissi-szobra. A Népkertben áll. A szobor másolat, eredetije a Herman Ottó Múzeumban található. | | | | |
| Kissunyi István: Tompa Mihály A költő (1817–1868) szobra a Népkertben volt (jelenlegi helye ismeretlen).                                                                                                  | Kissunyi István: Tompa Mihály A költő (1817–1868) szobra a Népkertben volt (jelenlegi helye ismeretlen). | | Varga Éva: Jókai Mór Az író (1825–1904) szobra a Népkertben volt található, eltűnt. | Varga Éva: Jókai Mór Az író (1825–1904) szobra a Népkertben volt található, eltűnt. | |

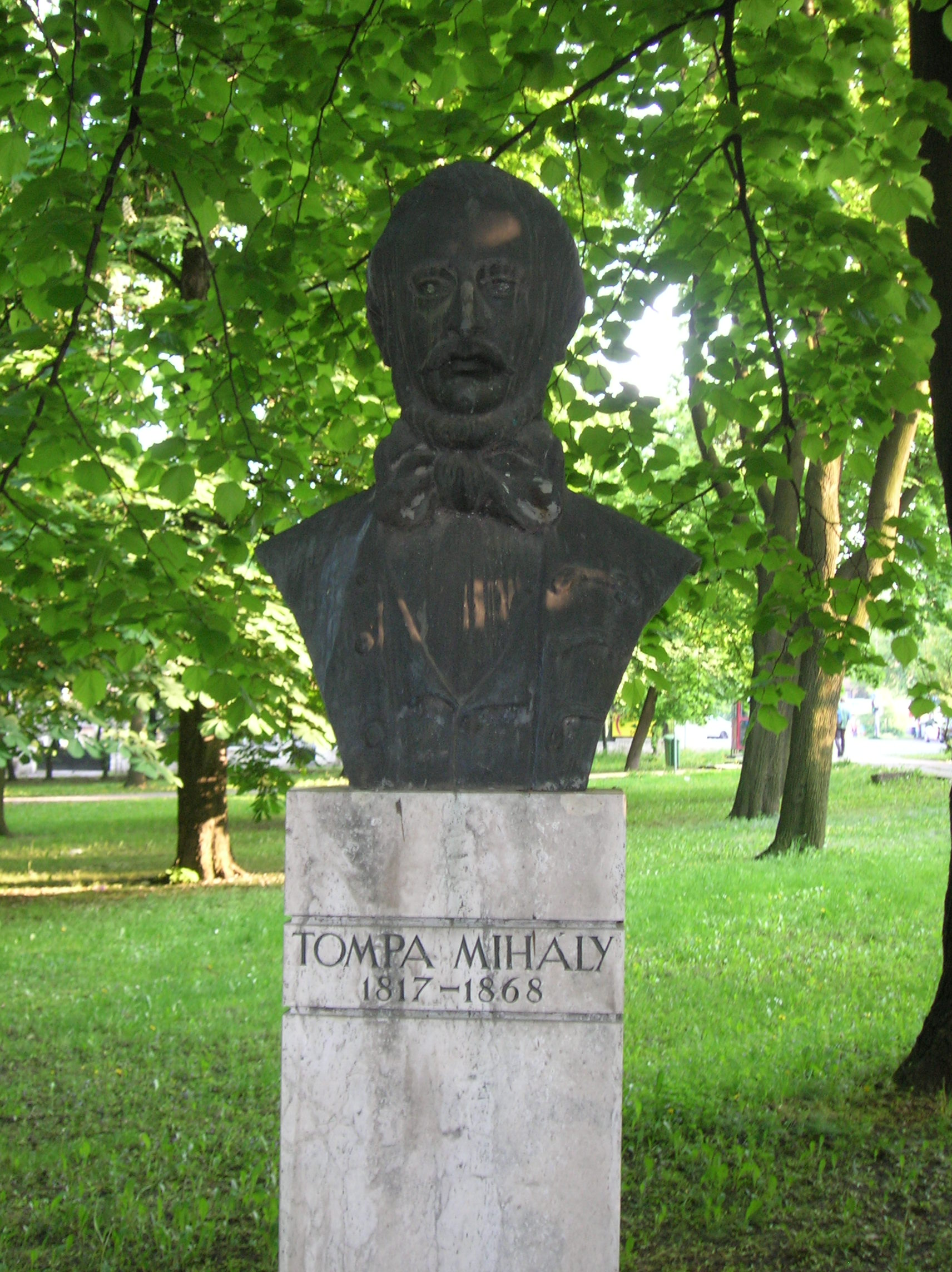

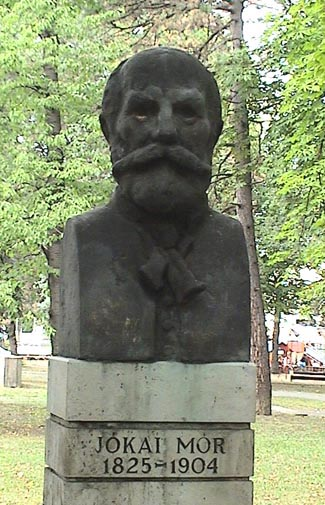

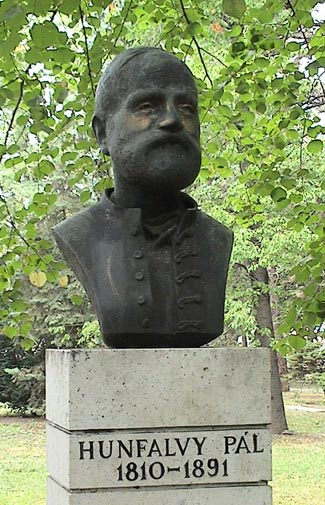

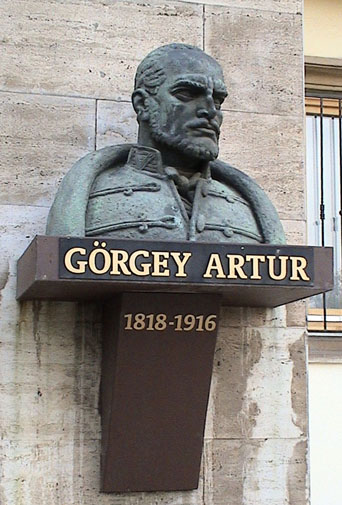

| | Szanyi Péter: Hunfalvy Pál A nyelvész, néprajzkutató (1810–1891) szobra a Népkertben volt, mai helye bizonytalan (felújítás után talán ez került át a Diósgyőri Gimnáziumba). | Szanyi Péter: Hunfalvy Pál A nyelvész, néprajzkutató (1810–1891) szobra a Népkertben volt, mai helye bizonytalan (felújítás után talán ez került át a Diósgyőri Gimnáziumba). | | Sidló Ferenc: Görgey Artúr A szobrot a Herman Ottó Múzeum Képtára bejárata mellett helyezték el. Korábban a róla elnevezett téren állt, és 1934-ben avatták.                                                                                        | Sidló Ferenc: Görgey Artúr A szobrot a Herman Ottó Múzeum Képtára bejárata mellett helyezték el. Korábban a róla elnevezett téren állt, és 1934-ben avatták.                                                                                        |
| Tar István: Semmelweis Ignác A szobor a Semmelweis Kórház (a helyiek Erzsébet Kórháznak is hívják) parkjában áll.                                                                                         | Tar István: Semmelweis Ignác A szobor a Semmelweis Kórház (a helyiek Erzsébet Kórháznak is hívják) parkjában áll. | | Strobl Alajos: Erzsébet királyné A szobor a Semmelweis (vagy Erzsébet) Kórház parkjában áll, másolat.                                                                                    | Strobl Alajos: Erzsébet királyné A szobor a Semmelweis (vagy Erzsébet) Kórház parkjában áll, másolat. | |

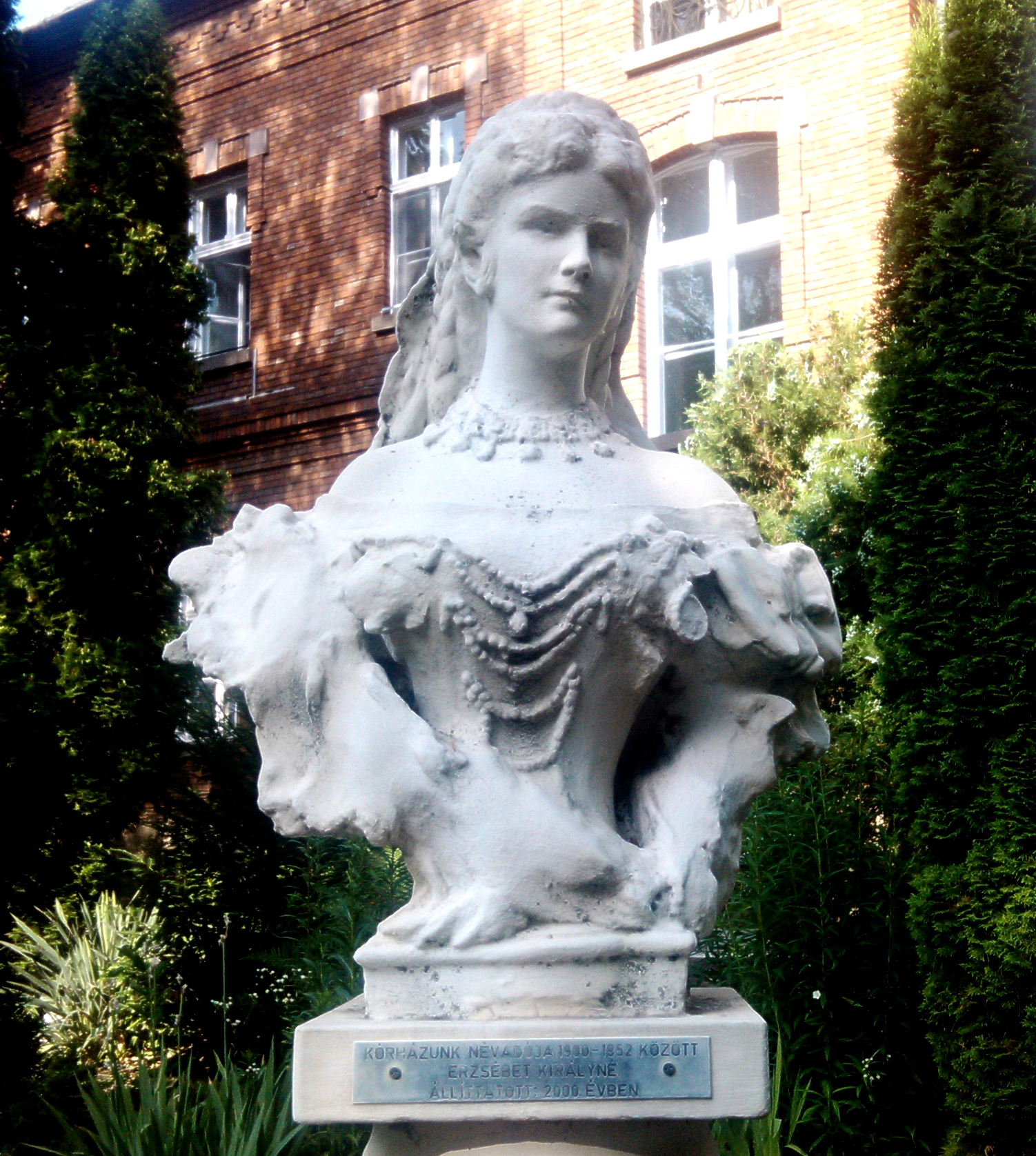

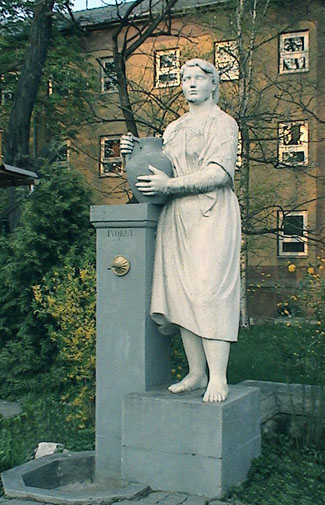

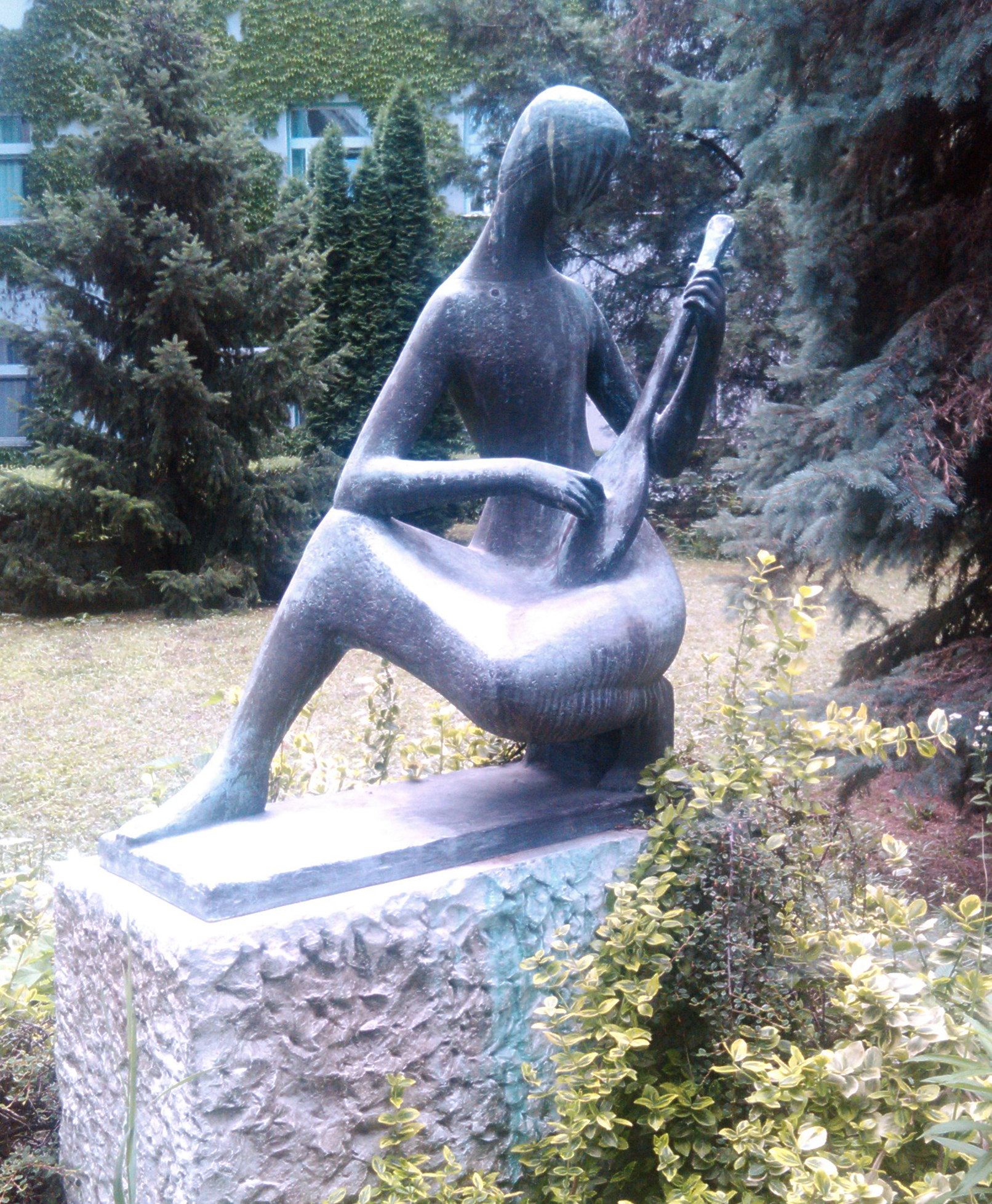

| | Marosán László: Nő korsóval A szobrot 1960-ban állították a Csabai kapuban, az SZTK (Rendelőintézet) előtt. Eredetileg ivókútként szolgált. | Marosán László: Nő korsóval A szobrot 1960-ban állították a Csabai kapuban, az SZTK (Rendelőintézet) előtt. Eredetileg ivókútként szolgált. | | Andrássy Kurta János: Zenélő A szobor Szent Ferenc Kórház parkjában áll, fák között. | Andrássy Kurta János: Zenélő A szobor Szent Ferenc Kórház parkjában áll, fák között. |
| Somogyi József: Felszabadulási emlékmű A szobor jelenleg a Vörösmarty-lakótelep parkjában áll. Eredetileg 1976-ban állították fel a Hősök terén, majd a rendszerváltás után helyezték át mostani helyére. | Somogyi József: Felszabadulási emlékmű A szobor jelenleg a Vörösmarty-lakótelep parkjában áll. Eredetileg 1976-ban állították fel a Hősök terén, majd a rendszerváltás után helyezték át mostani helyére. | | Varga Miklós: Vaddisznó A szobor a Belvárosi óvoda udvarán áll. | Varga Miklós: Vaddisznó A szobor a Belvárosi óvoda udvarán áll. | |

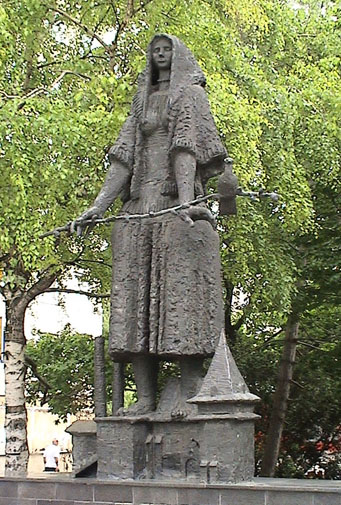

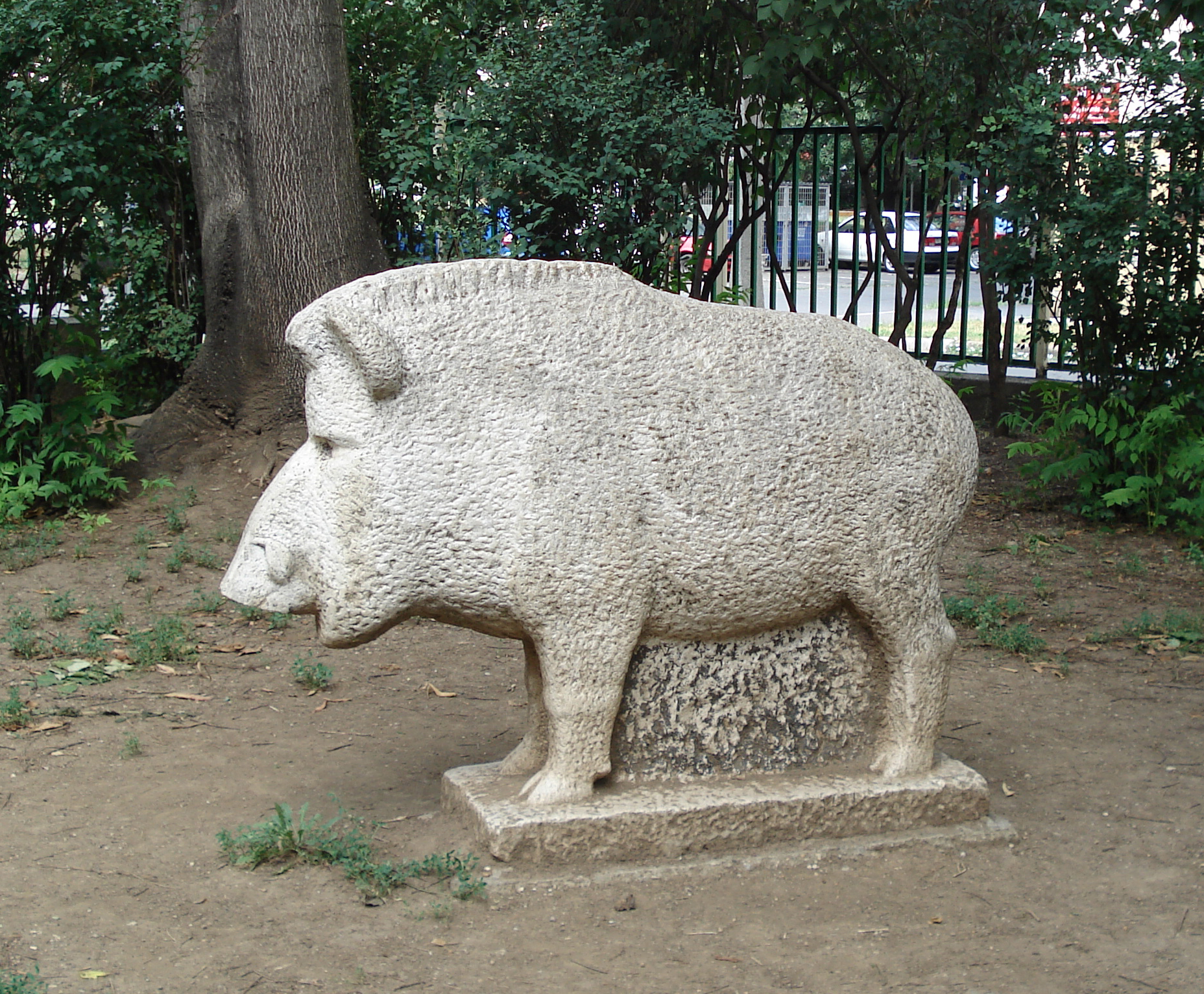

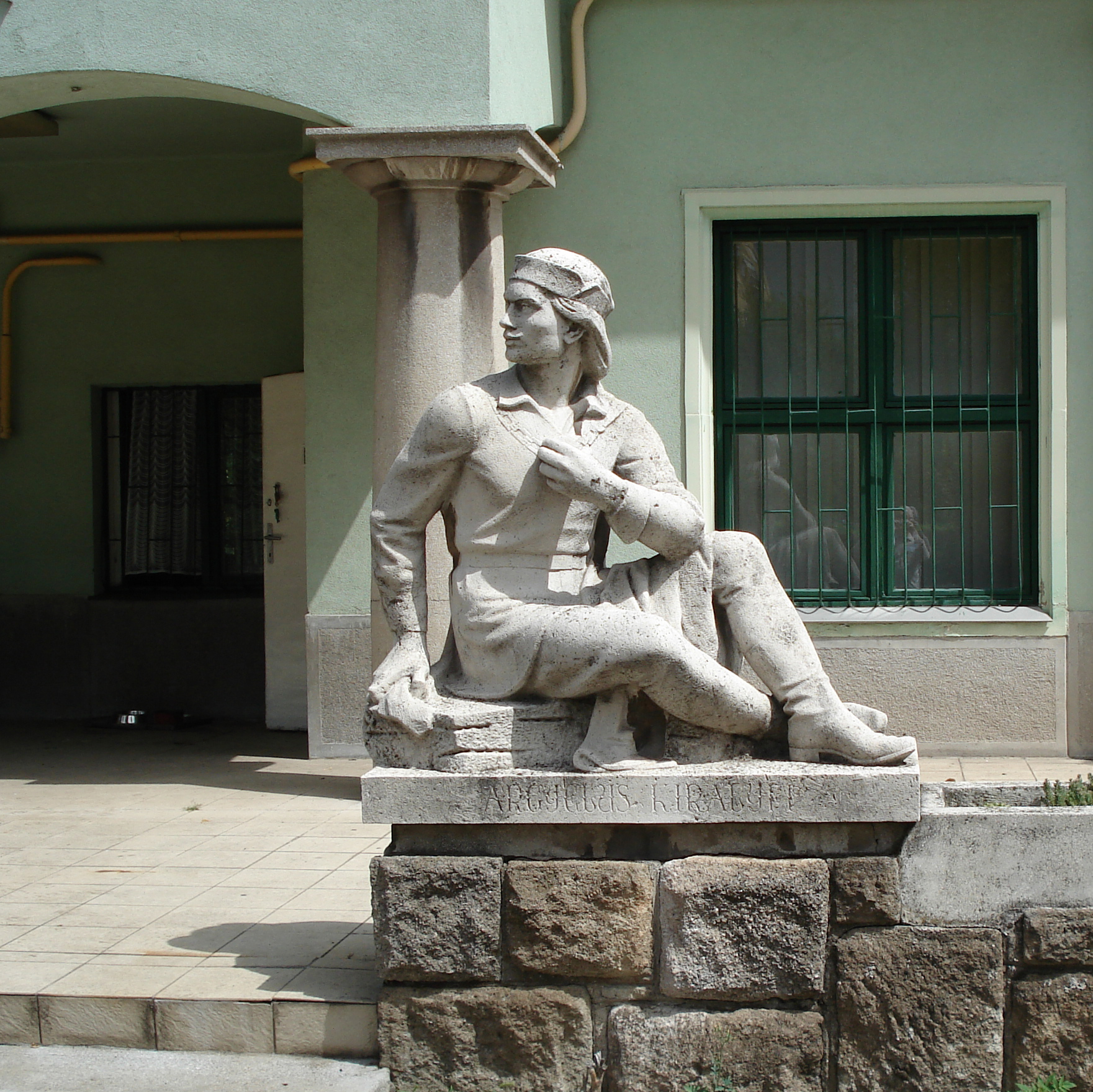

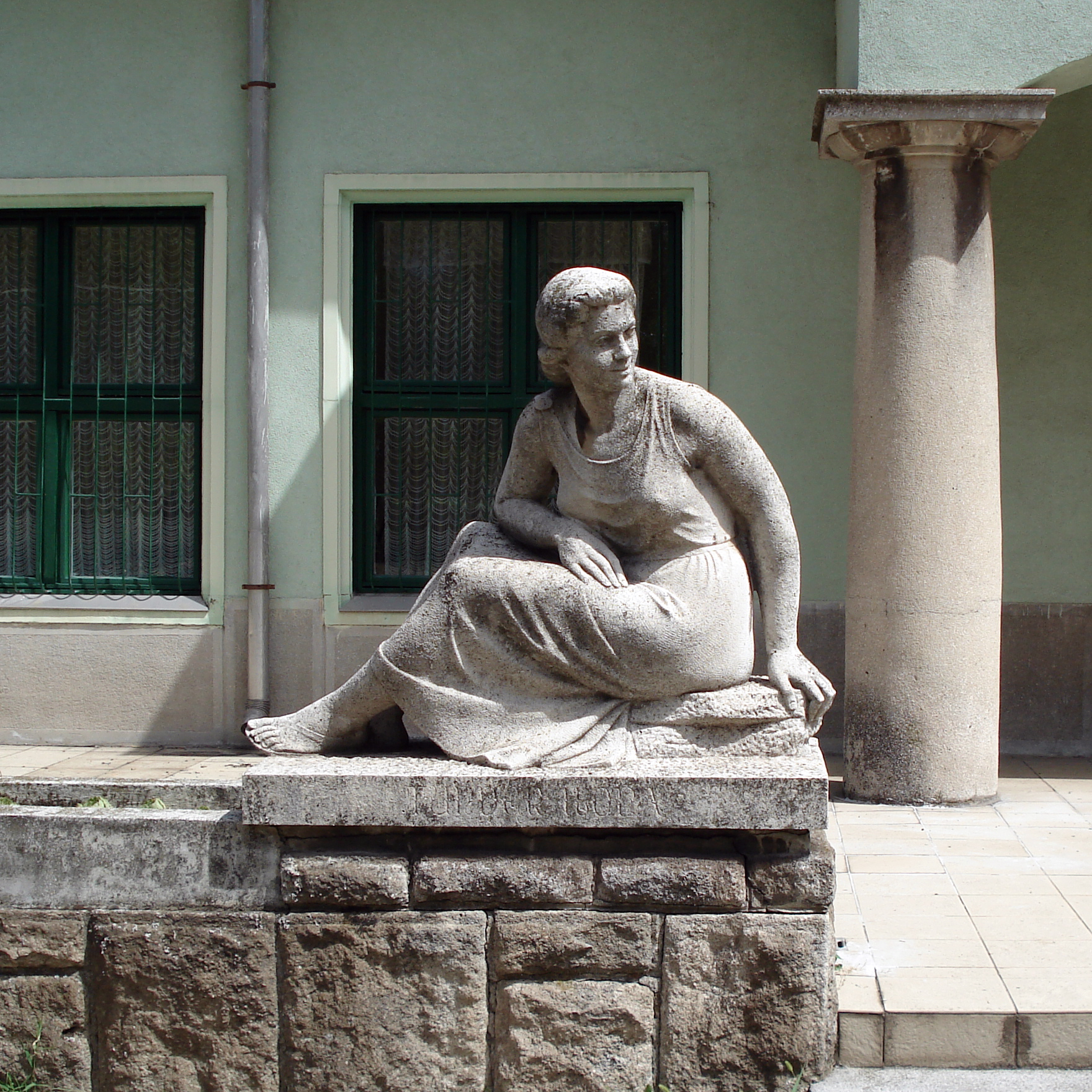

| | Varga Miklós: Árgyélus királyfi A szobor a mára megszűnt MÁV óvoda, a mai Mentor gimnázium és szakképző iskola udvarán található, 1955-ben állították fel párjával, Lesenyei Tündérszép Ilonájával együtt. | Varga Miklós: Árgyélus királyfi A szobor a mára megszűnt MÁV óvoda, a mai Mentor gimnázium és szakképző iskola udvarán található, 1955-ben állították fel párjával, Lesenyei Tündérszép Ilonájával együtt. | | Lesenyi Márta: Tündérszép Ilona A szobor a Mentor gimnázium és szakképző iskola udvarán látható. | Lesenyi Márta: Tündérszép Ilona A szobor a Mentor gimnázium és szakképző iskola udvarán látható. |
| Varga Miklós: Bláthy Ottó A kő mellszobor a Bláthy Ottó Villamosipari Műszaki Szakközépiskola aulájában áll.                                                                                              | Varga Miklós: Bláthy Ottó A kő mellszobor a Bláthy Ottó Villamosipari Műszaki Szakközépiskola aulájában áll. | | Borsos Miklós: Petőfi Sándor A költő mellszobra a Petőfi kollégium előcsarnokában található.                                                                                             | Borsos Miklós: Petőfi Sándor A költő mellszobra a Petőfi kollégium előcsarnokában található. | |

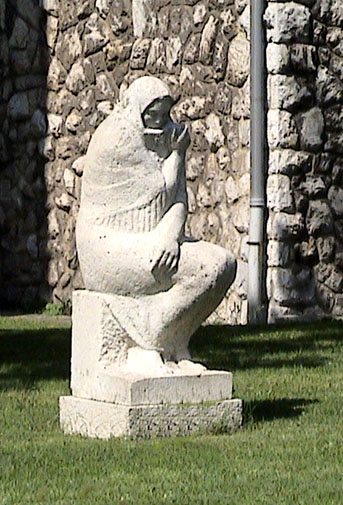

| | Jószay Zsolt: Teleki Zsófia A Tehetséggondozó Kollégium előcsarnokában áll. Felirata: Báró Vay Béláné sz. gróf Teleki Zsófia 1836–1898 | Jószay Zsolt: Teleki Zsófia A Tehetséggondozó Kollégium előcsarnokában áll. Felirata: Báró Vay Béláné sz. gróf Teleki Zsófia 1836–1898 | | Kovács Ferenc: Parasztasszony A Petőfi kollégium előtti parkban áll.Kendős asszony címen is említik. | Kovács Ferenc: Parasztasszony A Petőfi kollégium előtti parkban áll.Kendős asszony címen is említik. |
| Halmágyi István: Anya gyermekével A szobor a MÁV Rendelőintézet előtt, az Augusztus 20. Strandfürdővel szemben áll.                                                                                       | Halmágyi István: Anya gyermekével A szobor a MÁV Rendelőintézet előtt, az Augusztus 20. Strandfürdővel szemben áll. | | Két fiú A Szilágyi Dezső Általános Iskola előtt áll. | Két fiú A Szilágyi Dezső Általános Iskola előtt áll. | |

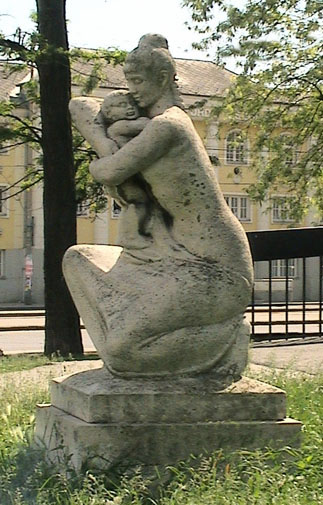

| | Pásztor Pál: Kós Károly A fa mellszobor a Kós Károly Építőipari Szakközépiskola aulájában áll, a lépcsők előtt. | Pásztor Pál: Kós Károly A fa mellszobor a Kós Károly Építőipari Szakközépiskola aulájában áll, a lépcsők előtt. | | Nagy Róbert: Kós Károly A bronz mellszobor a Kós Károly Építőipari Szakközépiskola udvarán áll. | Nagy Róbert: Kós Károly A bronz mellszobor a Kós Károly Építőipari Szakközépiskola udvarán áll. |
| Antal Károly: Kandó Kálmán A szobor a Tiszai pályaudvar előtt, a Kandó Kálmán téren áll. | | | | | |

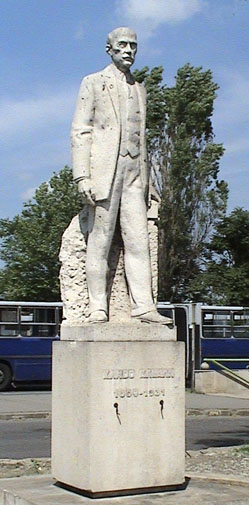

## Nyugati irány, Diósgyőr, Lillafüred

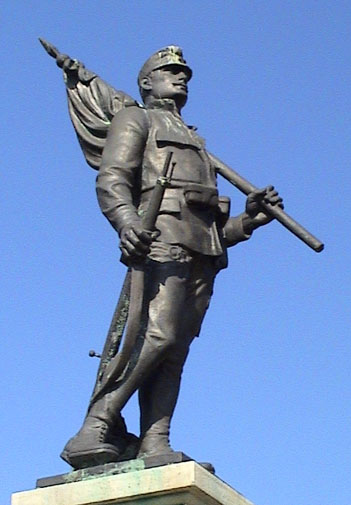

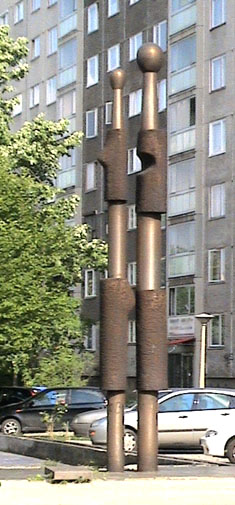

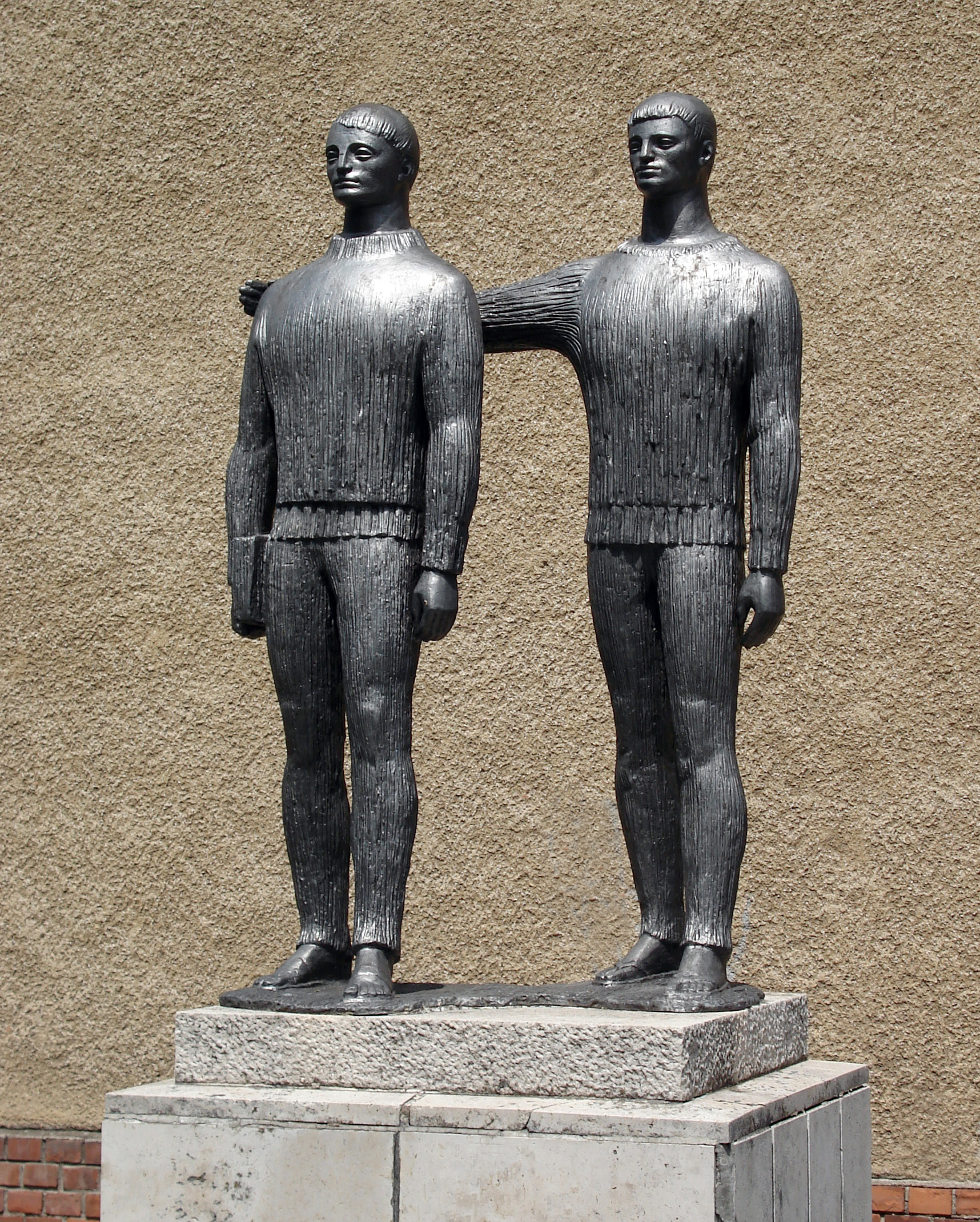

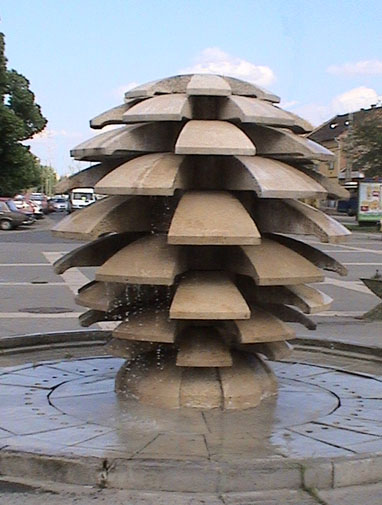

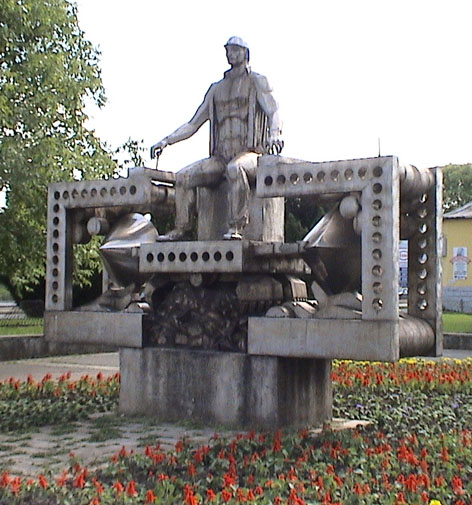

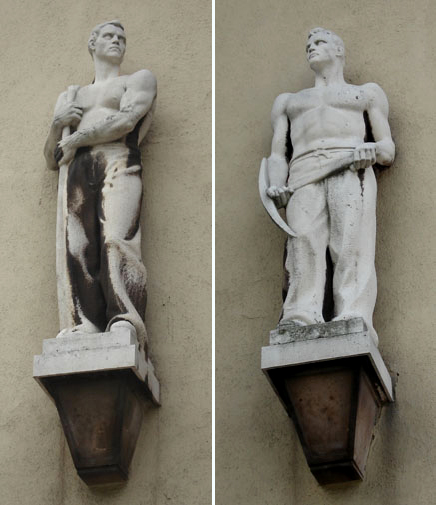

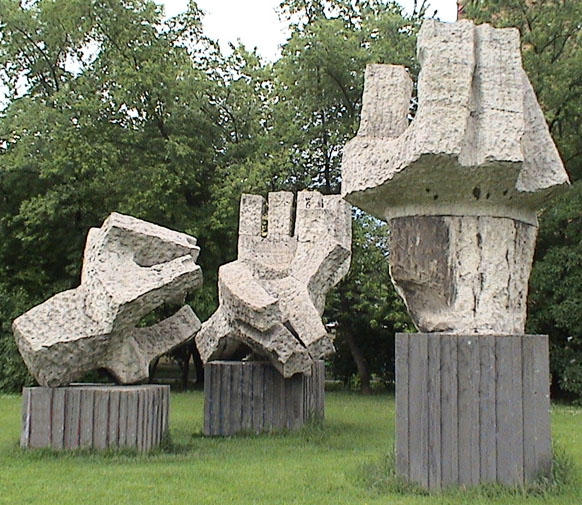

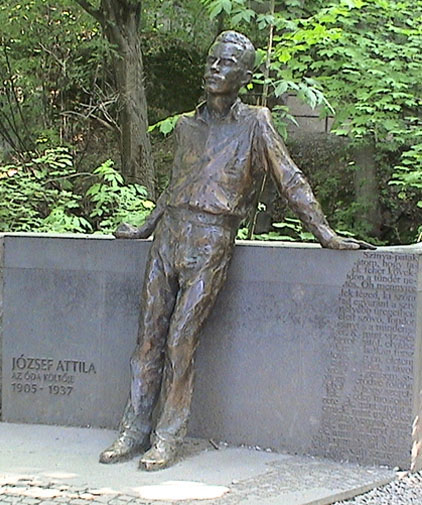

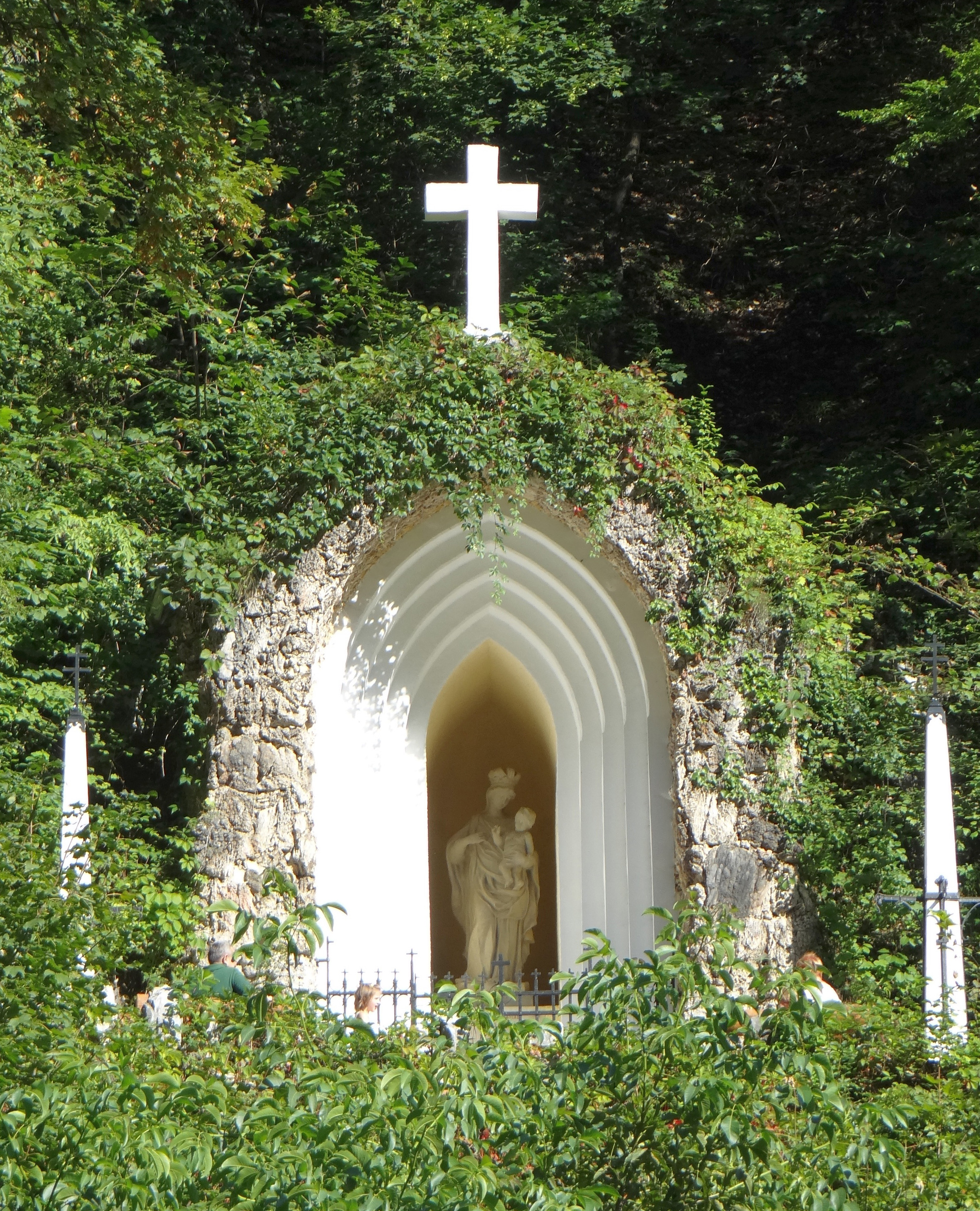

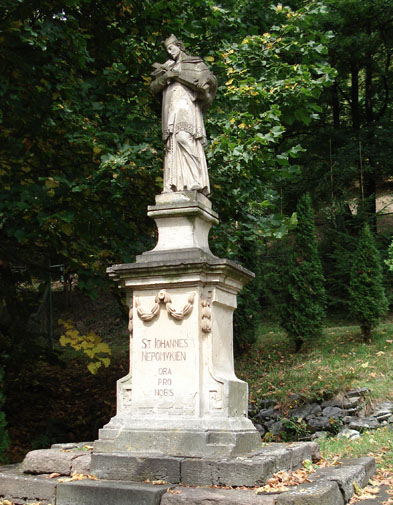

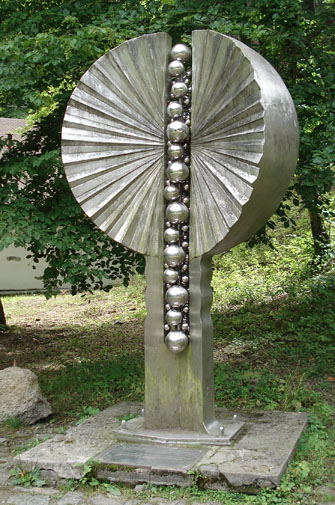

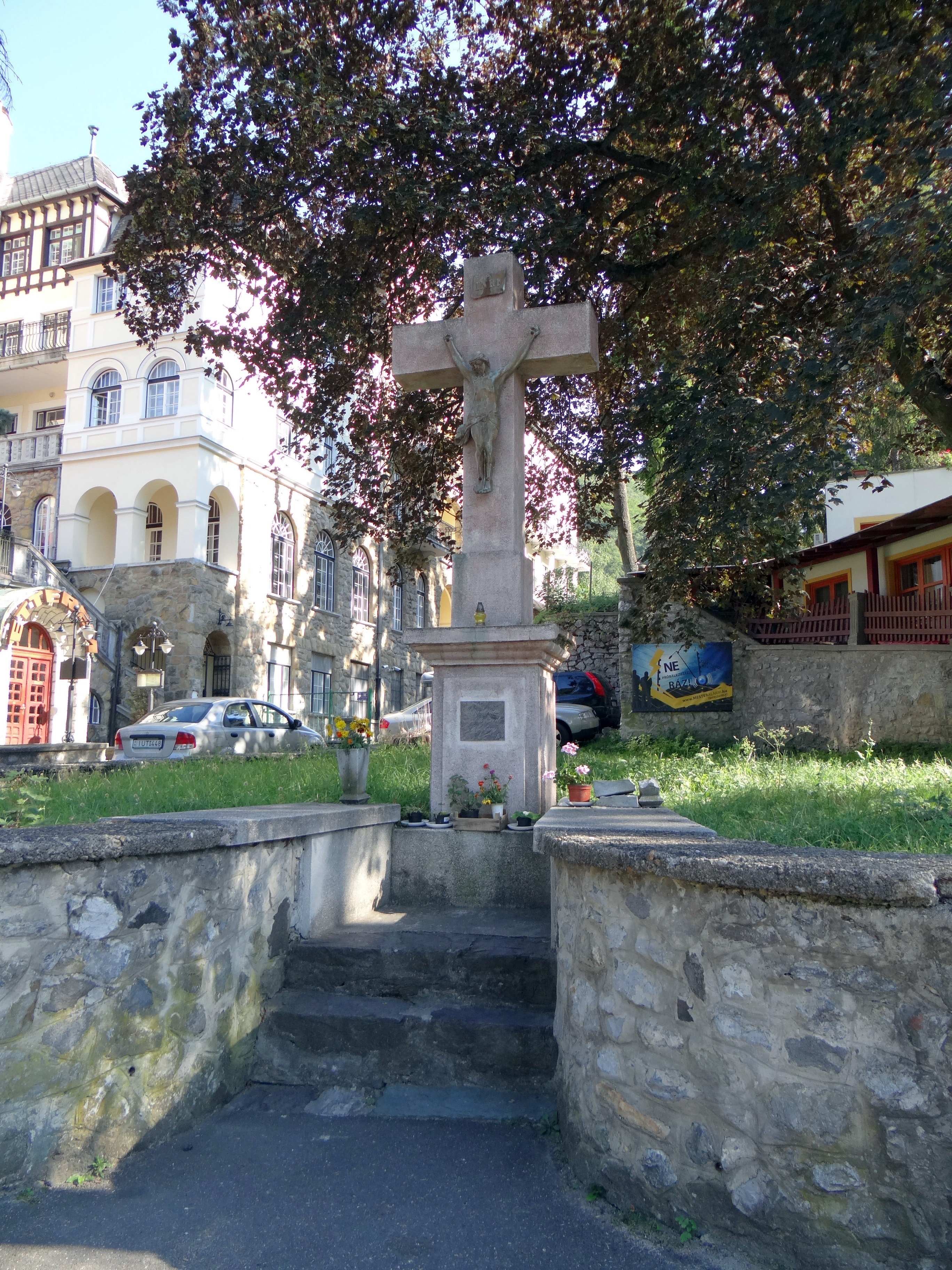

| | Vass Viktor: Tízes honvéd emlékmű A szobor a Tízes honvéd utcán, a Herman Ottó Gimnázium tornaterme mellett látható. A talapzat felirata: „A hősi halált halt Tizes-honvédek emlékére”. | Vass Viktor: Tízes honvéd emlékmű A szobor a Tízes honvéd utcán, a Herman Ottó Gimnázium tornaterme mellett látható. A talapzat felirata: „A hősi halált halt Tizes-honvédek emlékére”.                                                                                     | | Varga Éva: Zrínyi Ilona Az alkotás a Zrínyi Ilona Gimnázium aulájában található. | Varga Éva: Zrínyi Ilona Az alkotás a Zrínyi Ilona Gimnázium aulájában található. |
| Varga Miklós: Emberpár Az alkotás az egykori Lenin Kohászati Művek és a DIGÉP segítségével készült. 1976-ban avatták, a Győri kapuban áll. | Varga Miklós: Emberpár Az alkotás az egykori Lenin Kohászati Művek és a DIGÉP segítségével készült. 1976-ban avatták, a Győri kapuban áll. | | Szandai Sándor: Diákok A szobor a Baross Gábor Közlekedési és Postaforgalmi Szakközépiskola előtt áll (Rácz Ádám utca 54.). | Szandai Sándor: Diákok A szobor a Baross Gábor Közlekedési és Postaforgalmi Szakközépiskola előtt áll (Rácz Ádám utca 54.). | |
| | Nagy Géza: Toboz A toboz alakú csurgó az Újgyőri főtéren áll. | Nagy Géza: Toboz A toboz alakú csurgó az Újgyőri főtéren áll. | | Kiss István: Munkástrón A teljes egészében rozsdamentes acélból készült alkotást 1979-ben avatták fel. Az Újgyőri főtéren áll. | Kiss István: Munkástrón A teljes egészében rozsdamentes acélból készült alkotást 1979-ben avatták fel. Az Újgyőri főtéren áll. |
| Munkásszobrok A kőszobrok a diósgyőr-vasgyári Vendégház homlokzatát díszítik. | Munkásszobrok A kőszobrok a diósgyőr-vasgyári Vendégház homlokzatát díszítik. | | Farkas Pál: Martinász A szobor 1979-től 2023-ig Diósgyőr-Vasgyárban, a DAM Vendégház előtti parkban állt. 2023-ban áthelyezték a Vasas Művelődési Ház elé. | Farkas Pál: Martinász A szobor 1979-től 2023-ig Diósgyőr-Vasgyárban, a DAM Vendégház előtti parkban állt. 2023-ban áthelyezték a Vasas Művelődési Ház elé. | |

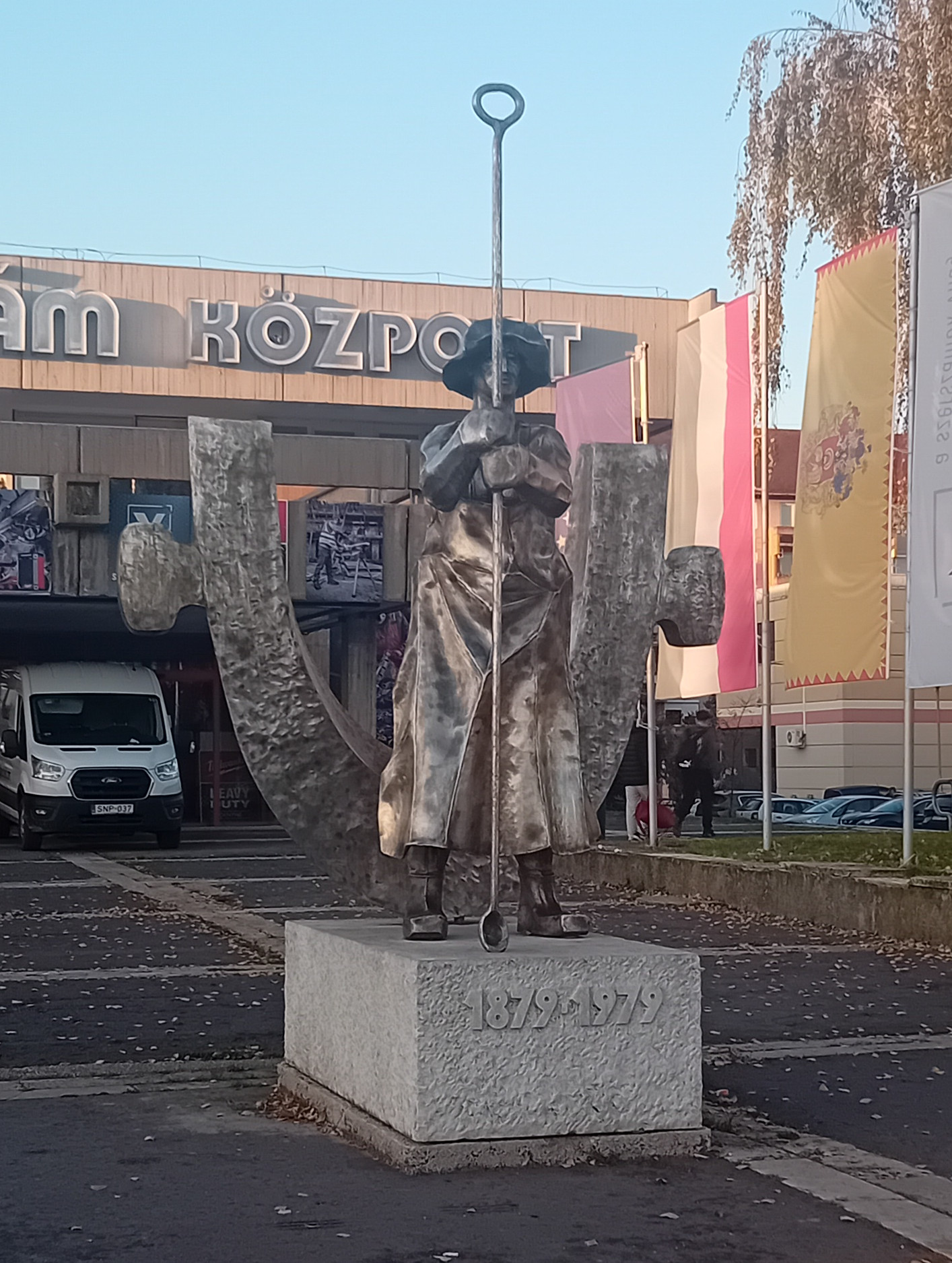

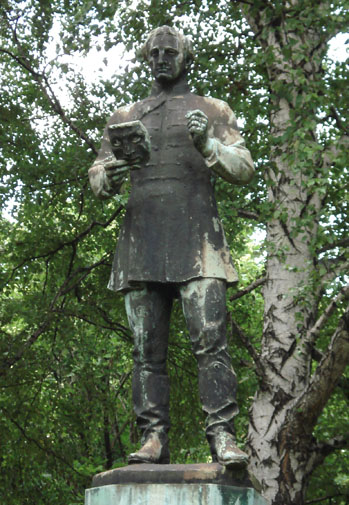

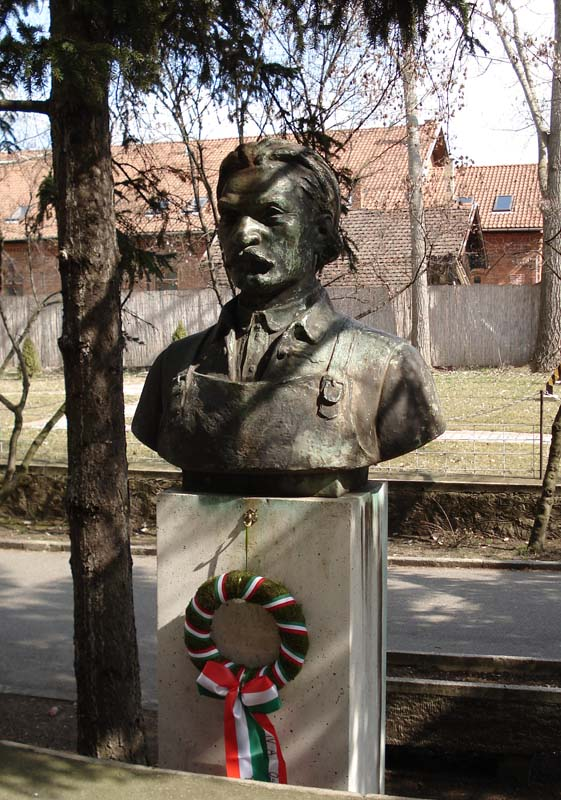

| | Várady Sándor: Egressy Gábor Egressy Gábor korának legnagyobb színésze volt. A Bánk bán ősbemutatójának részese, 1848. március 15-én a Nemzeti Színházban ő szavalta el a Nemzeti dalt. A szobor Diósgyőr-Vasgyárban, a DAM Vendégház előtti parkban áll, 1958-ban avatták. | Várady Sándor: Egressy Gábor Egressy Gábor korának legnagyobb színésze volt. A Bánk bán ősbemutatójának részese, 1848. március 15-én a Nemzeti Színházban ő szavalta el a Nemzeti dalt. A szobor Diósgyőr-Vasgyárban, a DAM Vendégház előtti parkban áll, 1958-ban avatták. | | Dabóczy Mihály: Gábor Áron Gábor Áron (1814–1849) az 1848–49-es forradalom és szabadságharc legendás ágyúöntője és tüzértisztje volt. A bronzszobor a Gábor Áron Művészeti Iskola Szakközépiskola udvarán áll. Az 1960-as évek elején avatták fel, anyagának egy részét az iskola diákjainak fémgyűjtése biztosította. | Dabóczy Mihály: Gábor Áron Gábor Áron (1814–1849) az 1848–49-es forradalom és szabadságharc legendás ágyúöntője és tüzértisztje volt. A bronzszobor a Gábor Áron Művészeti Iskola Szakközépiskola udvarán áll. Az 1960-as évek elején avatták fel, anyagának egy részét az iskola diákjainak fémgyűjtése biztosította. |

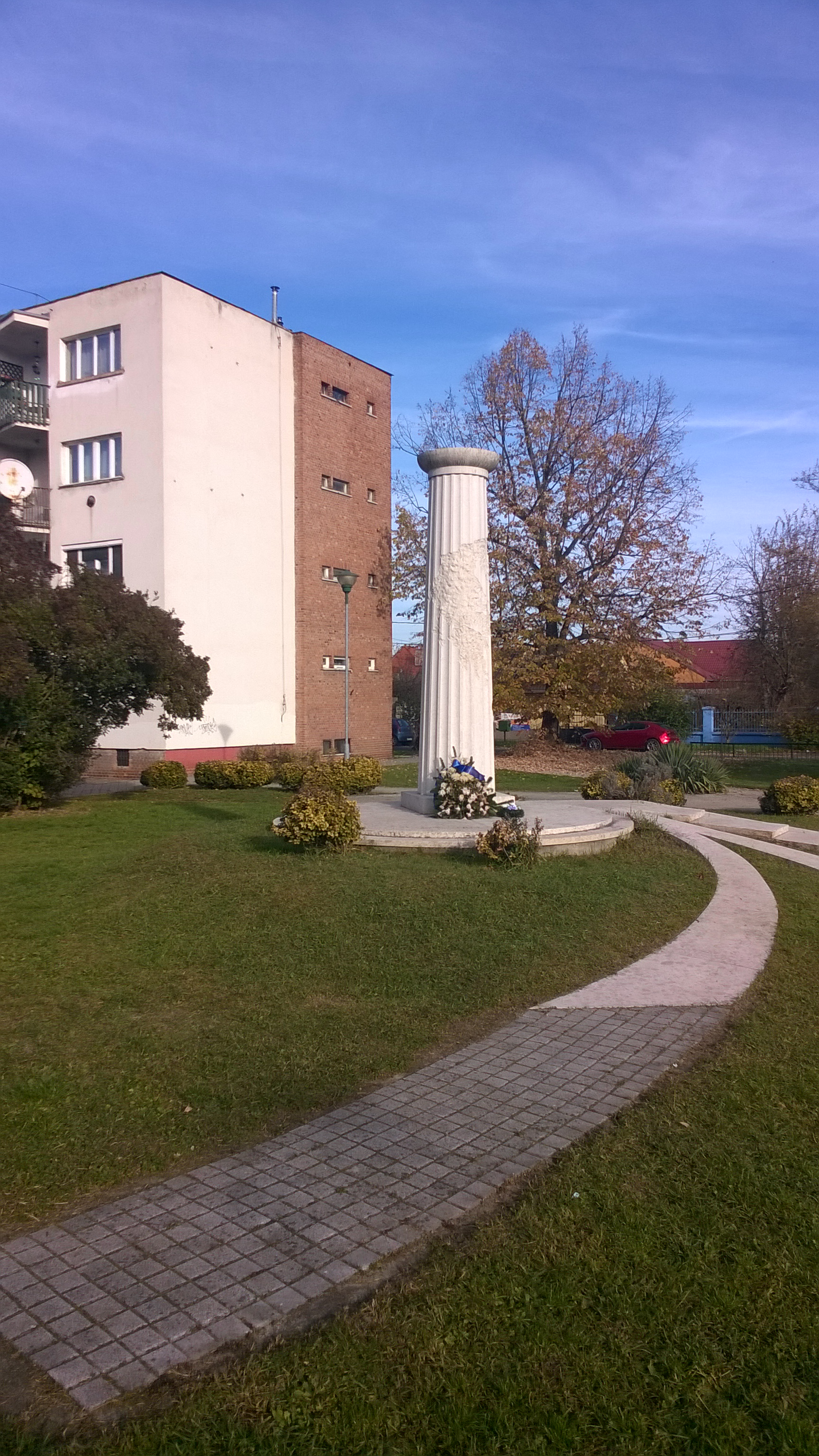

| Szabó Virág, Fáskerti István: Dór oszlop A klasszikus dór oszlopot idéző emlékművet 2008-ban állították fel, tervezője Szabó Virág, kivitelezője Fáskerti István kőfaragó volt. Az oszlop oldalán lévő töredezett foltban Görögország térképére lehet ráismerni. Az emlékmű talpazatán spirálvonalban a következő szöveg olvasható: „Hála Magyarország és Miskolc népének! A polgárháború idején 1948–1949-ben menekült görögök ezen a földön leltek új hazára.” A Torontáli–Tátra–Andrássy utcák közti parkban áll. | Szabó Virág, Fáskerti István: Dór oszlop A klasszikus dór oszlopot idéző emlékművet 2008-ban állították fel, tervezője Szabó Virág, kivitelezője Fáskerti István kőfaragó volt. Az oszlop oldalán lévő töredezett foltban Görögország térképére lehet ráismerni. Az emlékmű talpazatán spirálvonalban a következő szöveg olvasható: „Hála Magyarország és Miskolc népének! A polgárháború idején 1948–1949-ben menekült görögök ezen a földön leltek új hazára.” A Torontáli–Tátra–Andrássy utcák közti parkban áll. | | Szanyi Péter: Hunfalvy Pál Ez a szobor – feltehetően – azonos a népkerti szoborsétányon állt alkotással, amit a rongálások és a lopások miatt a Diósgyőri Gimnázium bejáratánál helyezték el. | Szanyi Péter: Hunfalvy Pál Ez a szobor – feltehetően – azonos a népkerti szoborsétányon állt alkotással, amit a rongálások és a lopások miatt a Diósgyőri Gimnázium bejáratánál helyezték el. | |

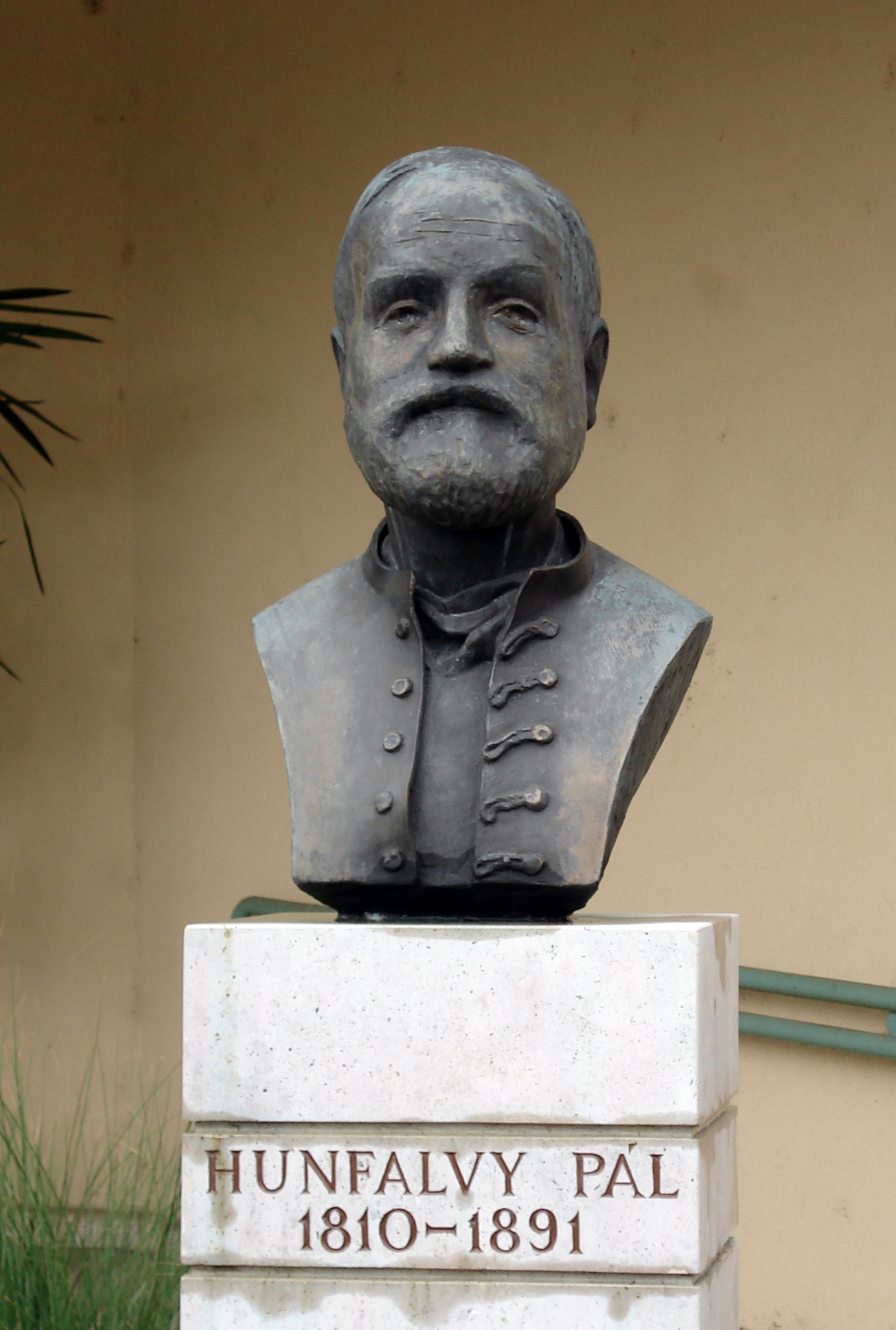

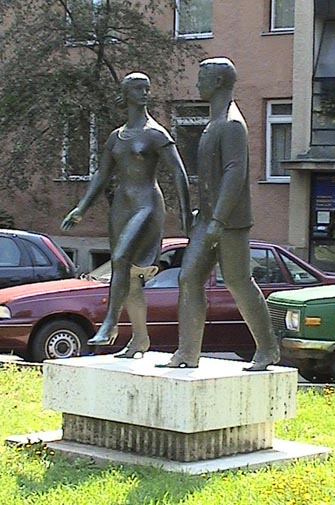

| | Mikus Sándor: Fiatalok A szobor Diósgyőr Kilián-déli városrészében, a Gagarin utcában áll. | Mikus Sándor: Fiatalok A szobor Diósgyőr Kilián-déli városrészében, a Gagarin utcában áll. | | Kerényi Jenő: Kezek A hatalmas kőtömbökből faragott szoborcsoport a Kilián-déli városrész nagy parkjában látható. | Kerényi Jenő: Kezek A hatalmas kőtömbökből faragott szoborcsoport a Kilián-déli városrész nagy parkjában látható. |

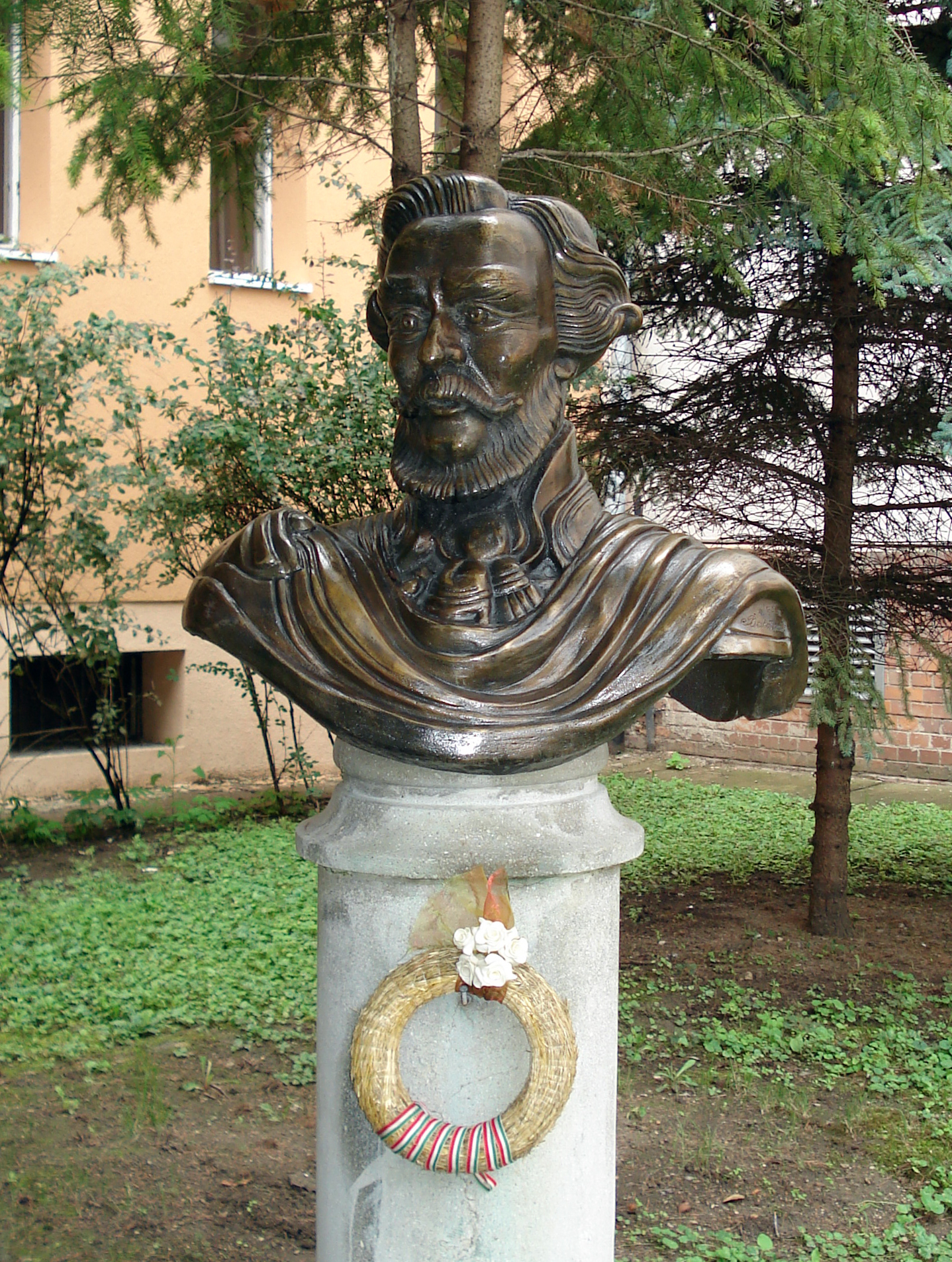

| Balatoni Klára: Eötvös József A mellszobor Diósgyőrben, az Eötvös József építőipari, művészeti szakképző iskola udvarán áll. | Balatoni Klára: Eötvös József A mellszobor Diósgyőrben, az Eötvös József építőipari, művészeti szakképző iskola udvarán áll. | | Kamotsay István: Építész lány Az Eötvös-inga allegóriájaként értelmezhető szobor az Eötvös József építőipari, művészeti szakképző iskola homlokzatán látható. | Kamotsay István: Építész lány Az Eötvös-inga allegóriájaként értelmezhető szobor az Eötvös József építőipari, művészeti szakképző iskola homlokzatán látható. | |

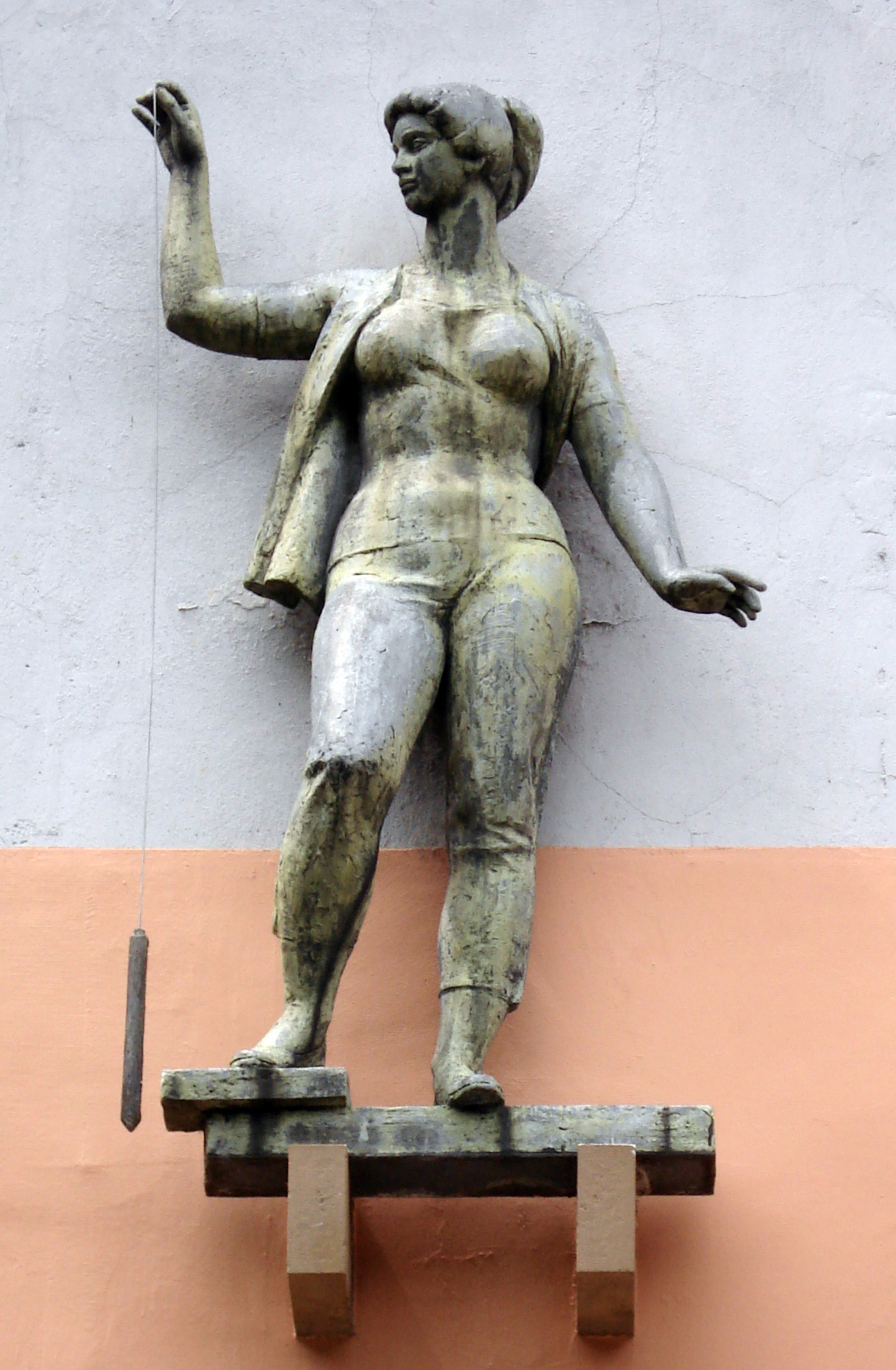

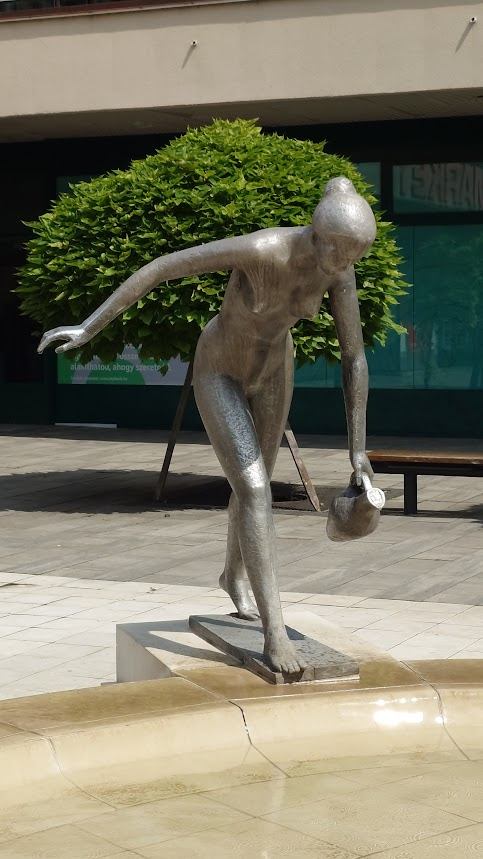

| | Varga Miklós: Korsós lány Diósgyőrben, az Ady Endre Művelődési Ház melletti téren áll, szökőkút mellett. | Varga Miklós: Korsós lány Diósgyőrben, az Ady Endre Művelődési Ház melletti téren áll, szökőkút mellett. | | Jószay Zsolt: Kocsis Pál Kocsis Pál szőlőnemesítő szobra az Ady Endre Művelődési Házban található. A talapzat felirata: „Kocsis Pál világhírű szőlőnemesítő (1884–1967). A diósgyőri kertbarátmozgalom 85 éves és a diósgyőri Kocsis Pál Kertbarátkör 40 éves évfordulója alkalmából állíttatták a Kertbarátkör tagjai 2001. évben.” | Jószay Zsolt: Kocsis Pál Kocsis Pál szőlőnemesítő szobra az Ady Endre Művelődési Házban található. A talapzat felirata: „Kocsis Pál világhírű szőlőnemesítő (1884–1967). A diósgyőri kertbarátmozgalom 85 éves és a diósgyőri Kocsis Pál Kertbarátkör 40 éves évfordulója alkalmából állíttatták a Kertbarátkör tagjai 2001. évben.” |

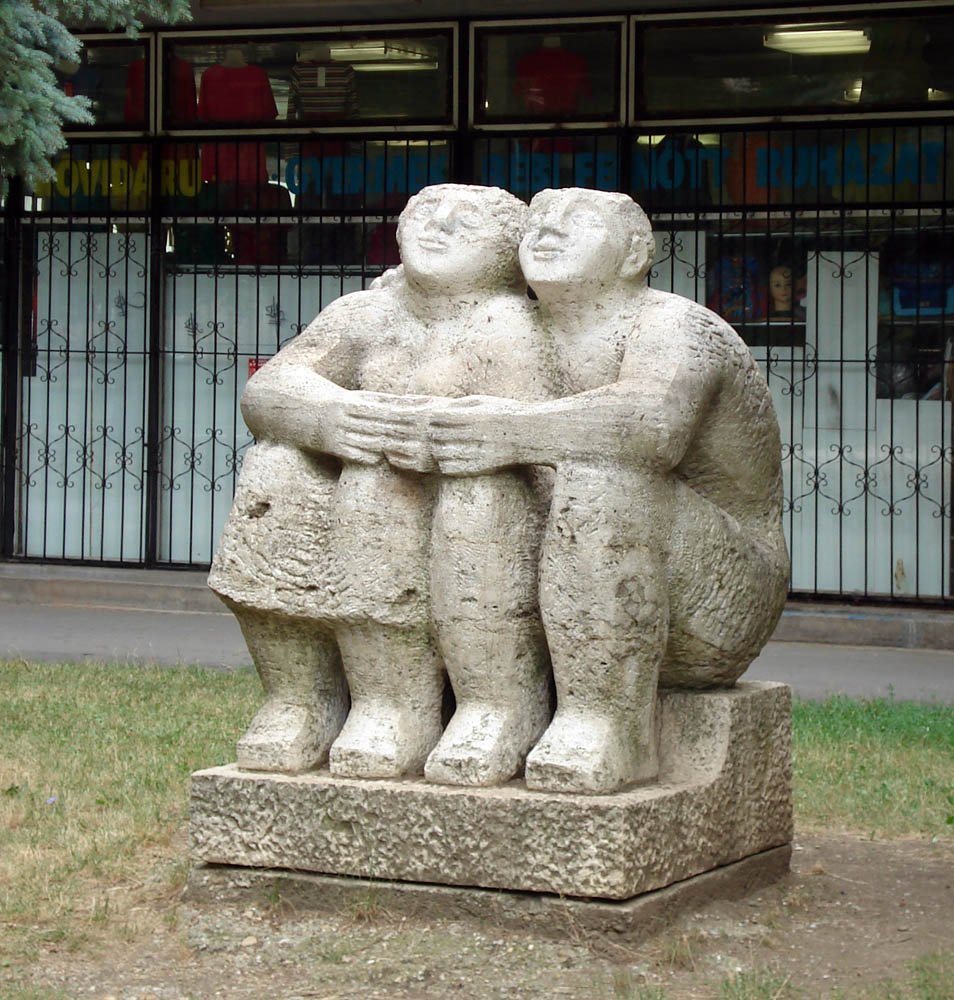

| Seregi József: Csillagnézők A kőszobor a diósgyőri lakótelep (Árpád utca) parkjában áll. | Seregi József: Csillagnézők A kőszobor a diósgyőri lakótelep (Árpád utca) parkjában áll. | | Gabai Sándor: Diósgyőr hősi halottjainak emlékműve Diósgyőrben, a Táncsics téren áll, 1928-ban avatták. A szobor felirata: „Diósgyőr község hazáért halt hős fiainak 1914–1918”. Egy kiegészítő táblán: „Szétrombolta a második világháború, helyreállították a diósgyőri MÁVAG dolgozói, 1948. Szabó László, Holló Antal”. | Gabai Sándor: Diósgyőr hősi halottjainak emlékműve Diósgyőrben, a Táncsics téren áll, 1928-ban avatták. A szobor felirata: „Diósgyőr község hazáért halt hős fiainak 1914–1918”. Egy kiegészítő táblán: „Szétrombolta a második világháború, helyreállították a diósgyőri MÁVAG dolgozói, 1948. Szabó László, Holló Antal”. | |

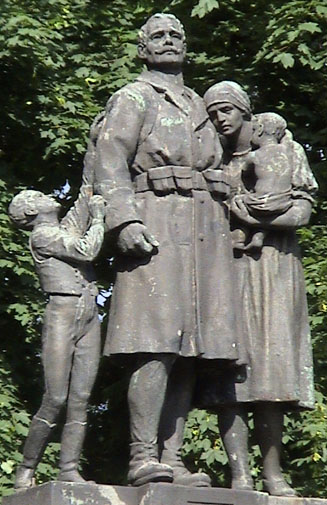

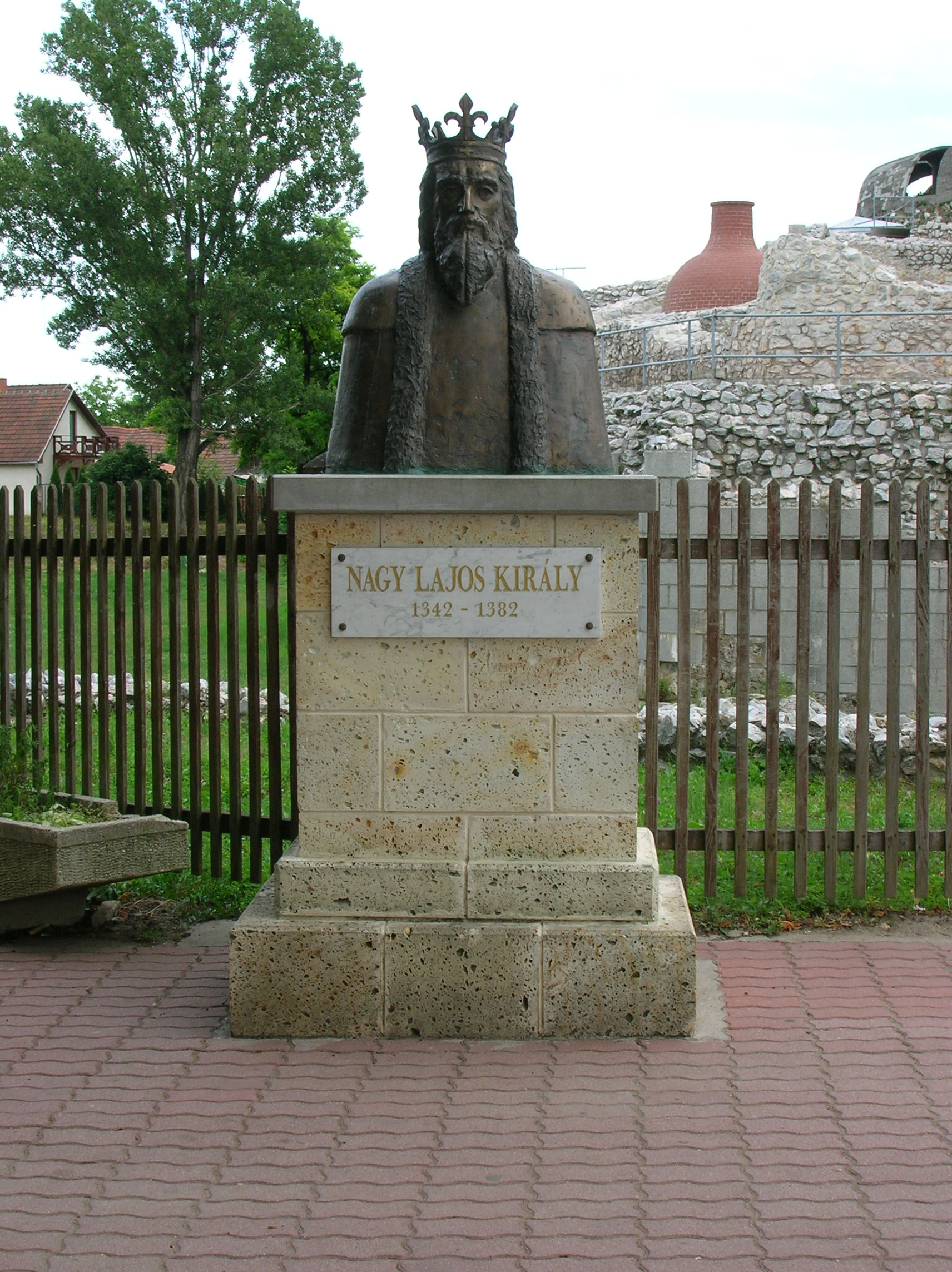

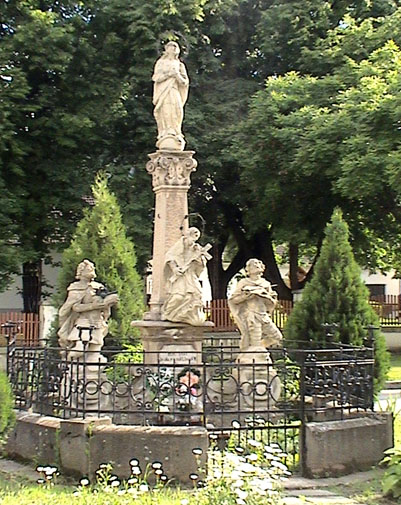

| | Varga Éva: Nagy Lajos király A diósgyőri vár előtt áll. | Varga Éva: Nagy Lajos király A diósgyőri vár előtt áll. | | Szeplőtelen fogantatás (Immaculata) A szobor 1739-ből származik. A mellékalakok: bal oldalon Szent István, jobb oldalon Szent László, középen pedig Nepomuki Szent János (utóbbi csak később, 1747-ben került ide). A szobor Diósgyőrben, a Nagy Lajos király utcáról átívelő Szinva-hídnál, a római katolikus („Szűz Mária neve”) templom előtti téren áll.                                                                                 | Szeplőtelen fogantatás (Immaculata) A szobor 1739-ből származik. A mellékalakok: bal oldalon Szent István, jobb oldalon Szent László, középen pedig Nepomuki Szent János (utóbbi csak később, 1747-ben került ide). A szobor Diósgyőrben, a Nagy Lajos király utcáról átívelő Szinva-hídnál, a római katolikus („Szűz Mária neve”) templom előtti téren áll.                                                                                 |

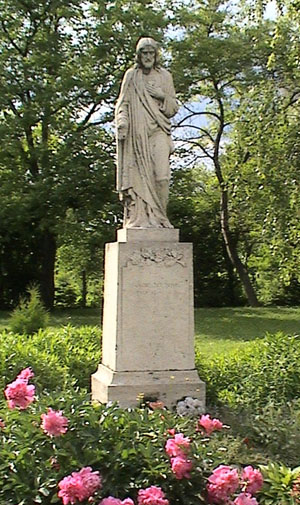

| Jézus A szobor a diósgyőri római katolikus templom udvarán áll, közel az Immaculata szoborhoz. | Jézus A szobor a diósgyőri római katolikus templom udvarán áll, közel az Immaculata szoborhoz. | | Kovács Jenő: II. János Pál pápa A szobor a diósgyőri római katolikus templom mellett áll, a II. János Pál pápa tér részeként. | Kovács Jenő: II. János Pál pápa A szobor a diósgyőri római katolikus templom mellett áll, a II. János Pál pápa tér részeként. | |

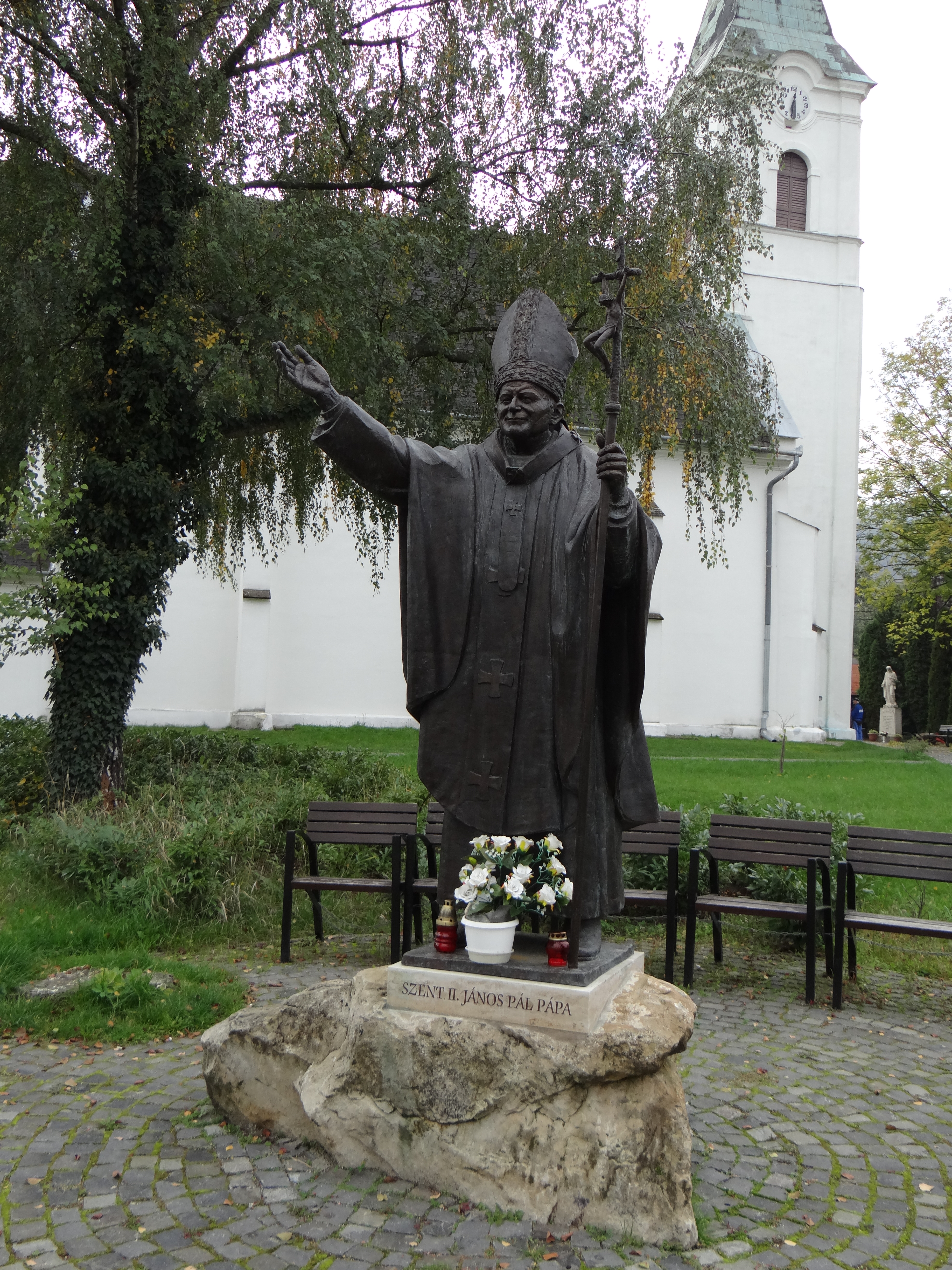

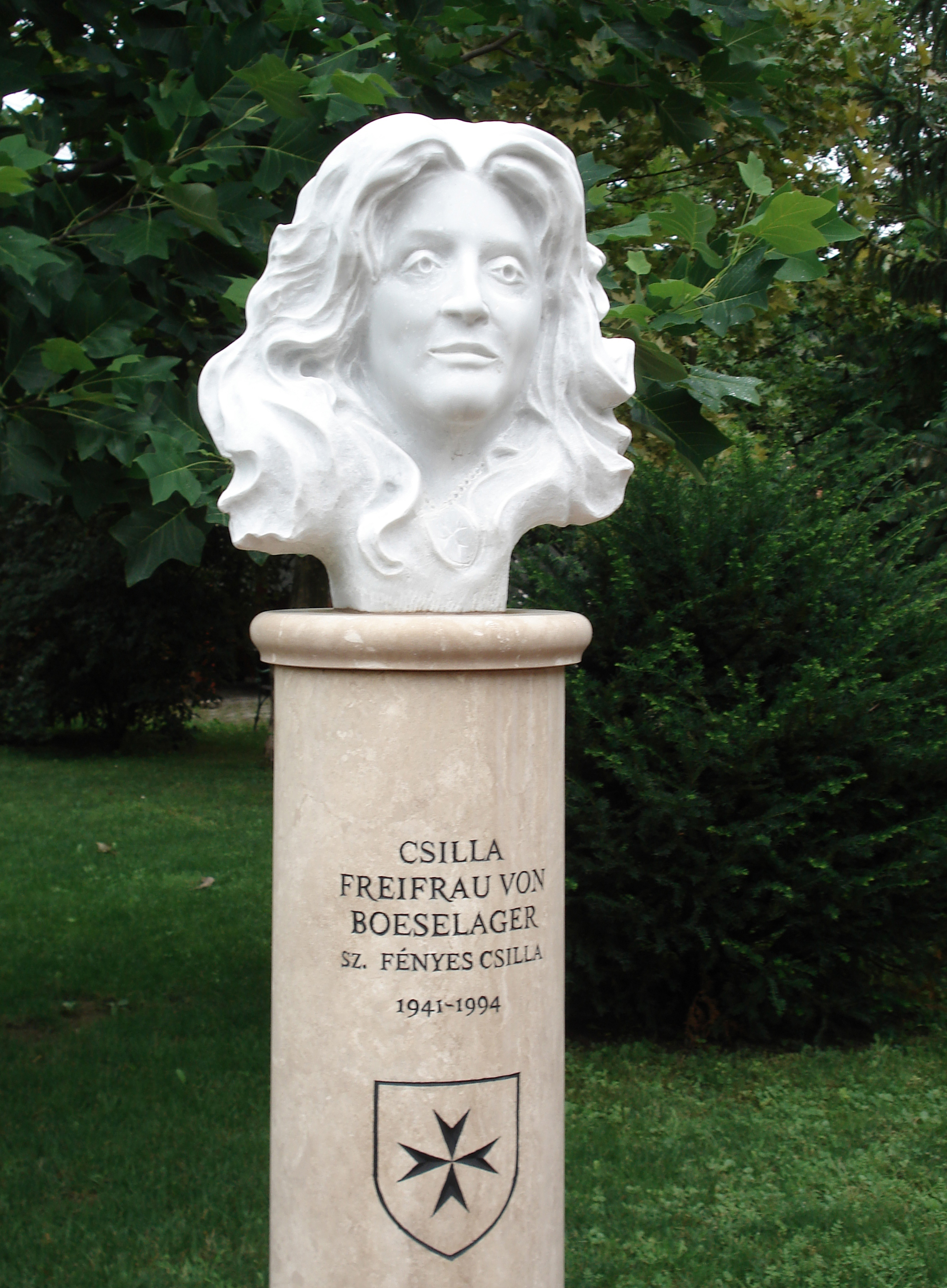

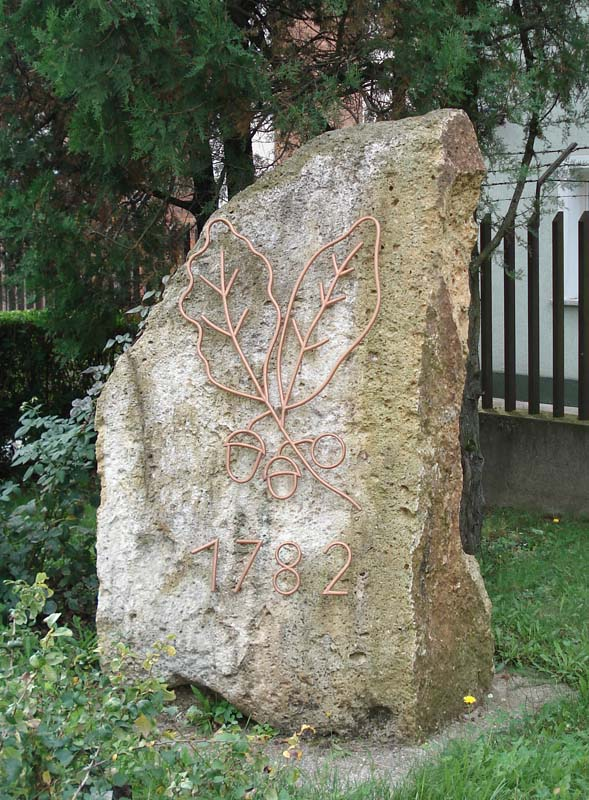

| | Csák Attila: Csilla von Boeselager A szobor Melocco Miklós bronzszobrának hófehér márványból faragott másolata, és a Máltai szeretetszolgálat (Köln utca) udvarán áll. | Csák Attila: Csilla von Boeselager A szobor Melocco Miklós bronzszobrának hófehér márványból faragott másolata, és a Máltai szeretetszolgálat (Köln utca) udvarán áll. | | A diósgyőri papír vízjele A vízjel-szobor a Diósgyőri Papírgyár előtt található. | A diósgyőri papír vízjele A vízjel-szobor a Diósgyőri Papírgyár előtt található. |

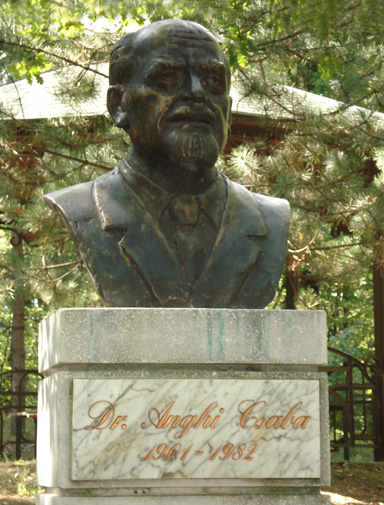

| Jószay Zsolt: Dr. Anghi Csaba A Miskolci Állatkertben (korábban Vadaspark) 2001-ben avatták fel dr. Anghi Csaba (1901–1982) természettudós, egyetemi tanár, a Fővárosi Állat- és Növénykert egykori igazgatója portrészobrát. | Jószay Zsolt: Dr. Anghi Csaba A Miskolci Állatkertben (korábban Vadaspark) 2001-ben avatták fel dr. Anghi Csaba (1901–1982) természettudós, egyetemi tanár, a Fővárosi Állat- és Növénykert egykori igazgatója portrészobrát. | | Jószay Zsolt: Konrad Lorenz Konrad Lorenz (1903–1989) Nobel-díjas természettudós, író portrészobrát a Miskolci Állatkertben 1999-ben avatták fel. | Jószay Zsolt: Konrad Lorenz Konrad Lorenz (1903–1989) Nobel-díjas természettudós, író portrészobrát a Miskolci Állatkertben 1999-ben avatták fel. | |

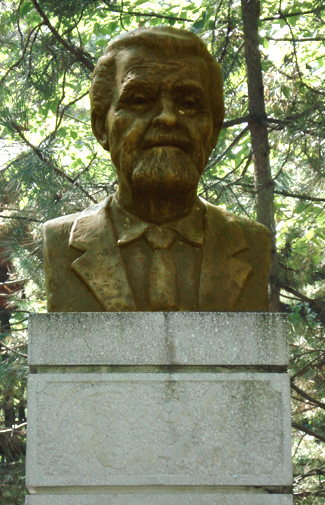

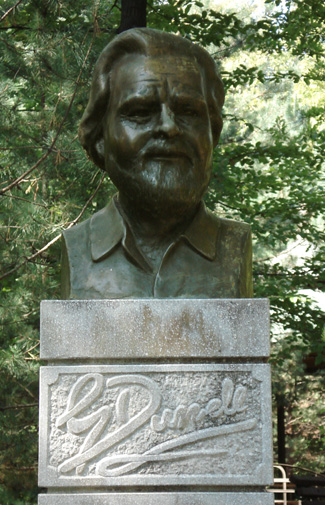

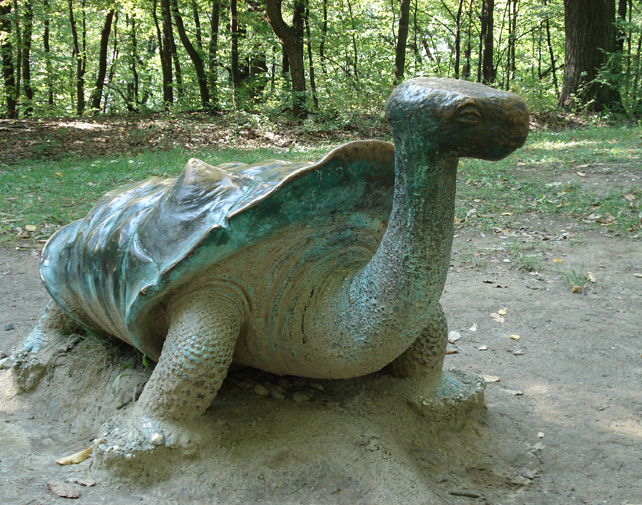

| | Jószay Zsolt: Gerald Durrell Gerald Durrell (1925–1995) angol természetkutató, író volt. Portrészobrát 1998-ban avatták fel a Miskolci Állatkertben. | Jószay Zsolt: Gerald Durrell Gerald Durrell (1925–1995) angol természetkutató, író volt. Portrészobrát 1998-ban avatták fel a Miskolci Állatkertben. | | Szelekovszky Magdolna: Óriásteknős A felirat szerint az óriásteknős (Geochelone phantastica) Galápagos-szigeteken élt. 1906-ban halt ki. A szobor a Miskolci Állatkertben található, a kihalt állatok szoborparkjában. | Szelekovszky Magdolna: Óriásteknős A felirat szerint az óriásteknős (Geochelone phantastica) Galápagos-szigeteken élt. 1906-ban halt ki. A szobor a Miskolci Állatkertben található, a kihalt állatok szoborparkjában. |

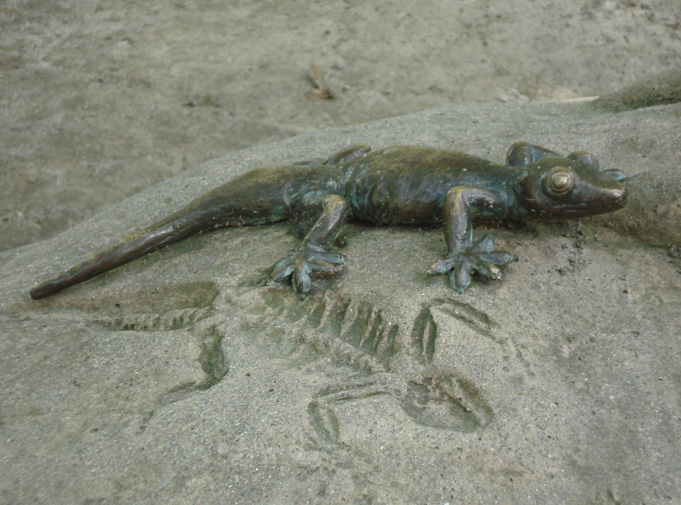

| Miklós Zsuzsanna: Rodriguezi pálmagekkó A felirat szerint a pálmagekkó (Phelsuma edwardnewtoni) 1920-ban halt ki Rodriguez szigetéről. Hely: Miskolci Állatkert. | Miklós Zsuzsanna: Rodriguezi pálmagekkó A felirat szerint a pálmagekkó (Phelsuma edwardnewtoni) 1920-ban halt ki Rodriguez szigetéről. Hely: Miskolci Állatkert. | | Rodriguezi örvös arapapagáj és szélescsőrű papagáj Az örvös arapapagáj (Rodriguez Ring-necked Parakeet) Rodriguez szigetén élt, és 1880-ban halt ki. A szélescsőrű papagáj (Broad-billed Parrot) 1650-ben halt ki, Mascarene szigetén (Mauritius) élt. Hely: Miskolci Állatkert.                                            | Rodriguezi örvös arapapagáj és szélescsőrű papagáj Az örvös arapapagáj (Rodriguez Ring-necked Parakeet) Rodriguez szigetén élt, és 1880-ban halt ki. A szélescsőrű papagáj (Broad-billed Parrot) 1650-ben halt ki, Mascarene szigetén (Mauritius) élt. Hely: Miskolci Állatkert. | |

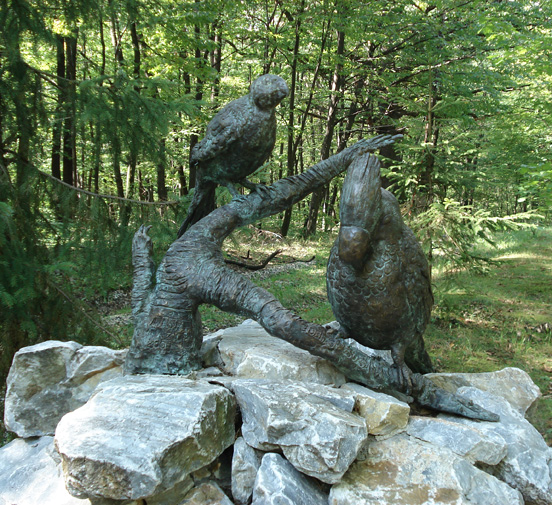

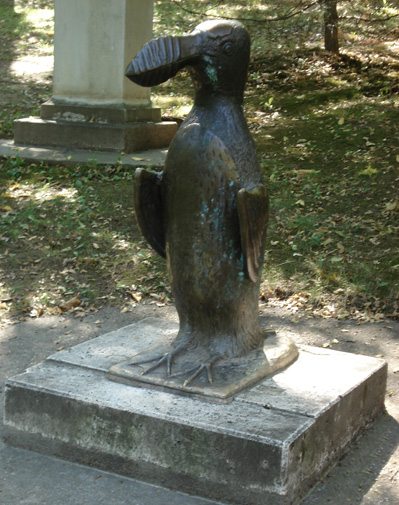

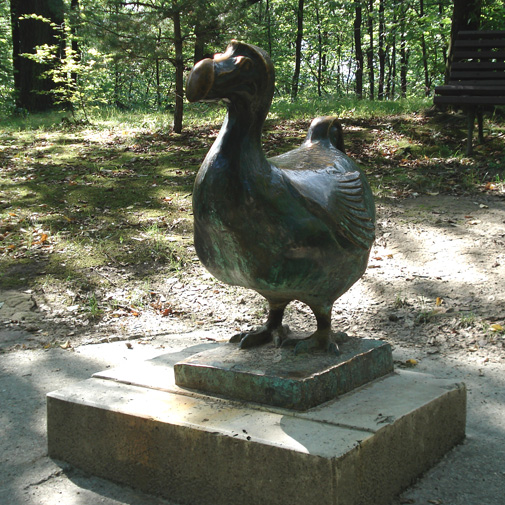

| | Frankó Anna: Óriásalka Hely: Miskolci Állatkert, kihalt állatok szoborparkja. A felirat szerint az óriásalka (Pinguinus impennis) 1844-ben halt ki az Észak-atlanti szigetről (Antarktisz). | Frankó Anna: Óriásalka Hely: Miskolci Állatkert, kihalt állatok szoborparkja. A felirat szerint az óriásalka (Pinguinus impennis) 1844-ben halt ki az Észak-atlanti szigetről (Antarktisz).                                                                                 | | Szelekovszky Magdolna: Dodó madár A dodó (Raphus cucullatus) Mauritius szigetén élt, és 1680-ban halt ki. Hely: Miskolci Állatkert. | Szelekovszky Magdolna: Dodó madár A dodó (Raphus cucullatus) Mauritius szigetén élt, és 1680-ban halt ki. Hely: Miskolci Állatkert. |

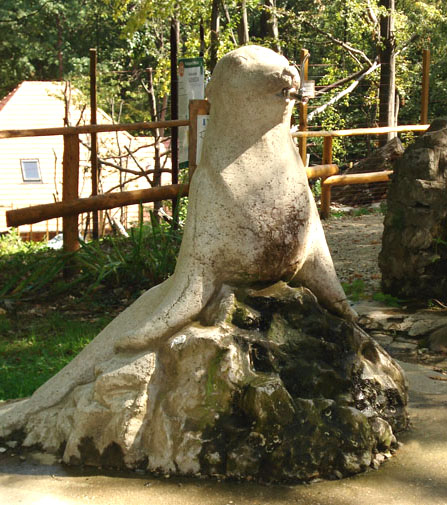

| Kozma Julianna: Fókás ivókút Az ivókút-szobor a Vadasparkban található, és egy művészeti iskola diákja terve alapján készült. | Kozma Julianna: Fókás ivókút Az ivókút-szobor a Vadasparkban található, és egy művészeti iskola diákja terve alapján készült. | | Kókai Katalin: Elefántos ivókút A Vadasparkban lévő ivókúton bevésett felirat szerint alkotója egy művészeti iskola diákja. | Kókai Katalin: Elefántos ivókút A Vadasparkban lévő ivókúton bevésett felirat szerint alkotója egy művészeti iskola diákja. | |

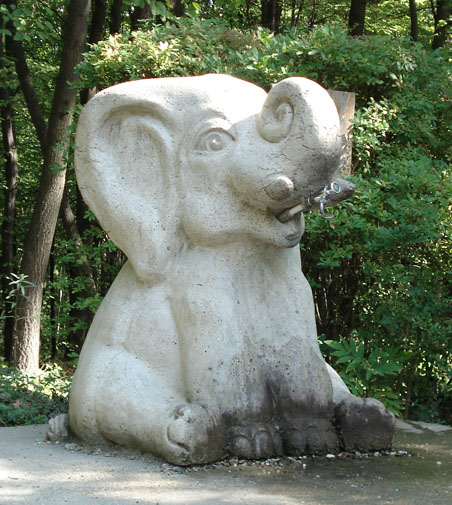

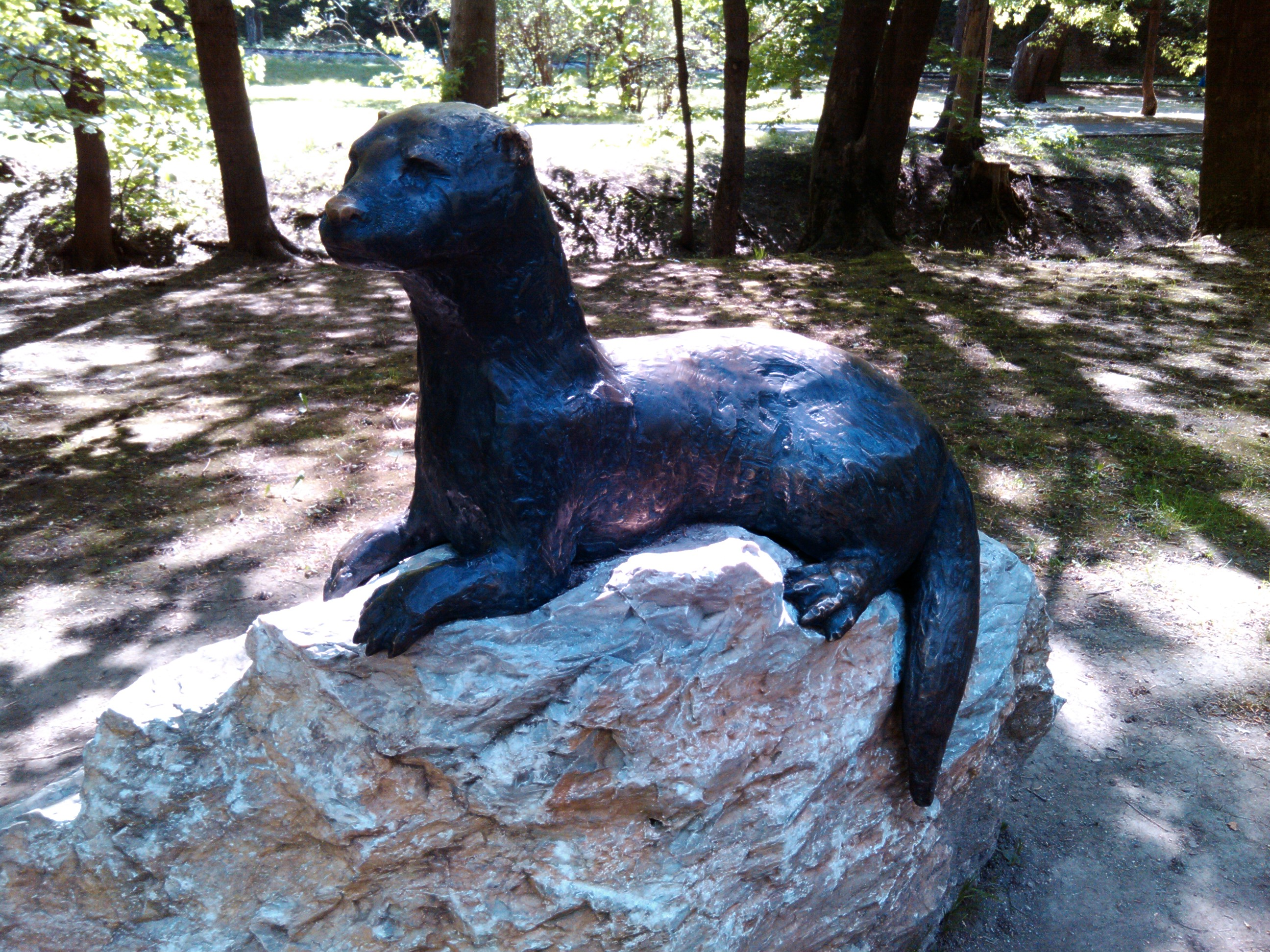

| | Lutra szobra A szobor Lillafüred parkjában található, és Fekete István kedves állathősét ábrázolja. Az író környékbeli élményei alapján írta meg a vidra történetét. | Lutra szobra A szobor Lillafüred parkjában található, és Fekete István kedves állathősét ábrázolja. Az író környékbeli élményei alapján írta meg a vidra történetét. | | Varga Éva: József Attila A szobor József Attila születésének 100. évfordulójára készült, avatása 2005. április 10-én volt. A költő alakja mellett egyik legszebb szerelmes versének, az Ódának töredezett sorai olvashatók, ugyanis József Attila Lillafüreden írta az IGE, az Írók Gazdasági Egyesülete által szervezett első, 1933-as írótalálkozó idején a költeményt. A szobor a Palotaszálló függőkertjében, a vízesés mellett látható. | Varga Éva: József Attila A szobor József Attila születésének 100. évfordulójára készült, avatása 2005. április 10-én volt. A költő alakja mellett egyik legszebb szerelmes versének, az Ódának töredezett sorai olvashatók, ugyanis József Attila Lillafüreden írta az IGE, az Írók Gazdasági Egyesülete által szervezett első, 1933-as írótalálkozó idején a költeményt. A szobor a Palotaszálló függőkertjében, a vízesés mellett látható. |
| Borsodi Bindász Dezső: Szent István A kőszobrot – ami Felső-Hámorban, a Kohászati Múzeum közelében áll – Szent István király halálának 900. évfordulóján, 1938-ban állították. | Borsodi Bindász Dezső: Szent István A kőszobrot – ami Felső-Hámorban, a Kohászati Múzeum közelében áll – Szent István király halálának 900. évfordulóján, 1938-ban állították. | | Madonna a gyermekkel A szobor Lillafüreden található. | Madonna a gyermekkel A szobor Lillafüreden található. | |

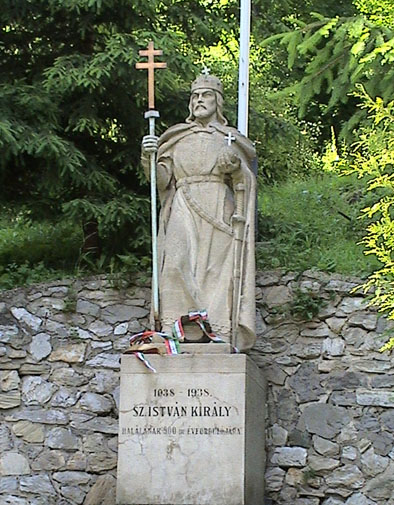

| | Nepomuki Szent János A szobor Felső-Hámorban, a templom mellett áll. | Nepomuki Szent János A szobor Felső-Hámorban, a templom mellett áll. | | Vaskohászati emlékmű A rozsdamentes acélból készült alkotás Újmassán, az Őskohó mellett áll. Felirata magyar nyelven: „A csehszlovák és a magyar vaskohászok évszázados együttműködésének emlékére, 1988”. | Vaskohászati emlékmű A rozsdamentes acélból készült alkotás Újmassán, az Őskohó mellett áll. Felirata magyar nyelven: „A csehszlovák és a magyar vaskohászok évszázados együttműködésének emlékére, 1988”. |

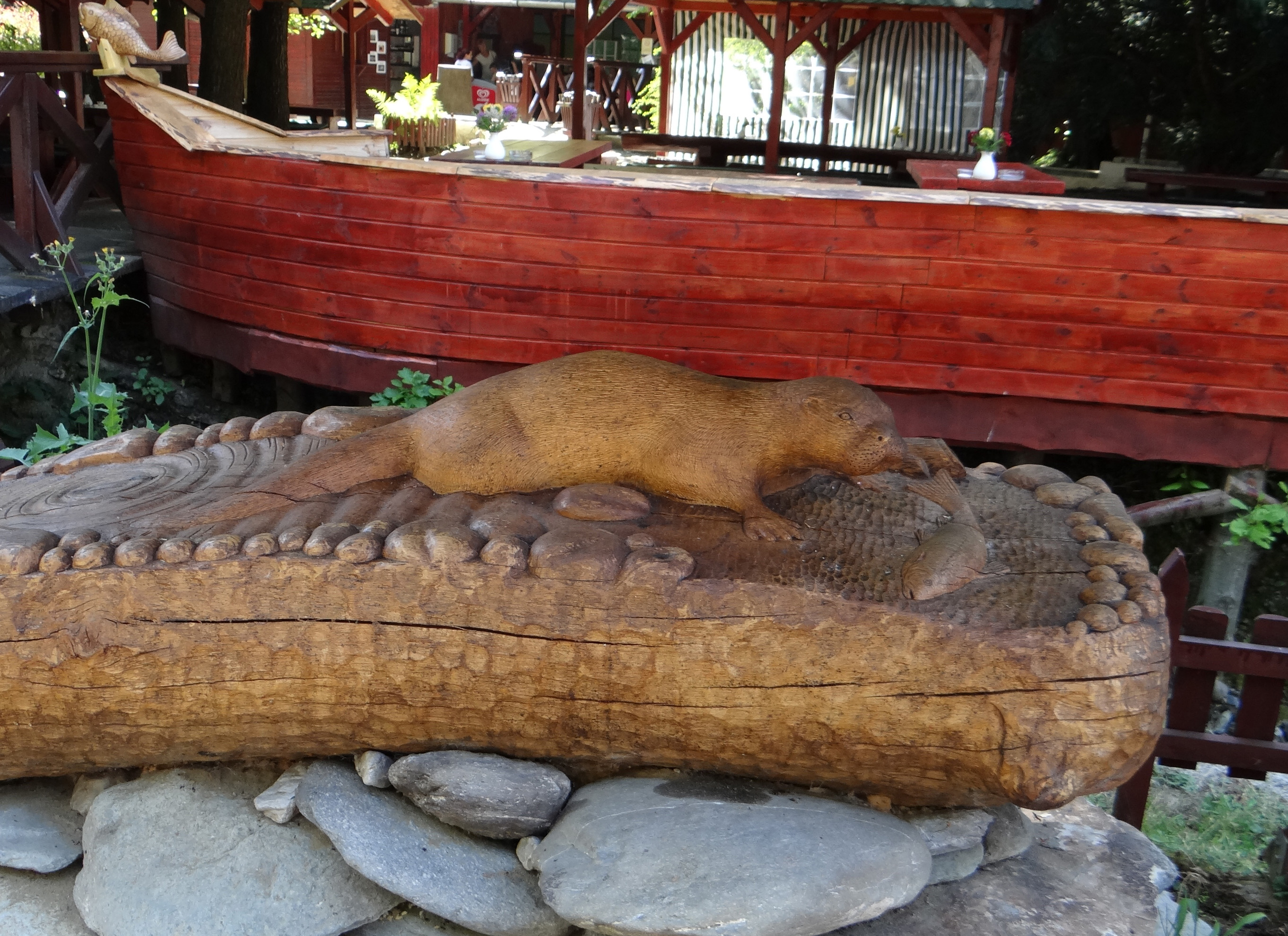

| Szondy Sándor: Lutra A fából készült szobrot 2011-ben avatták fel a lillafüredi pisztrángtelepen. | Szondy Sándor: Lutra A fából készült szobrot 2011-ben avatták fel a lillafüredi pisztrángtelepen. | | Kraitz Gusztáv: Kohászati emlékmű A salaküstöt formázó alkotás az Újgyőri főtéren áll 2023-óta. | Kraitz Gusztáv: Kohászati emlékmű A salaküstöt formázó alkotás az Újgyőri főtéren áll 2023-óta. | |

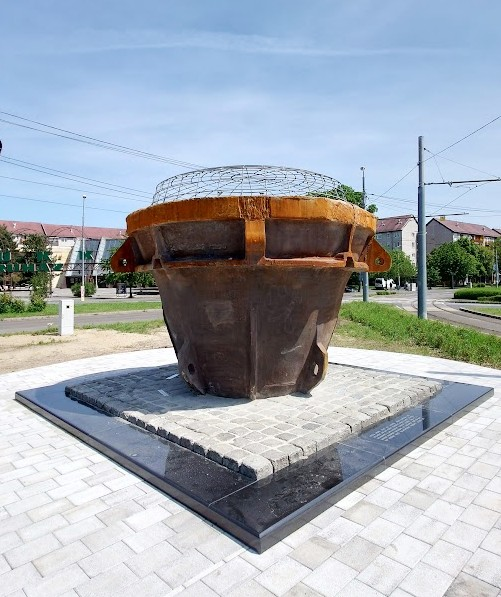

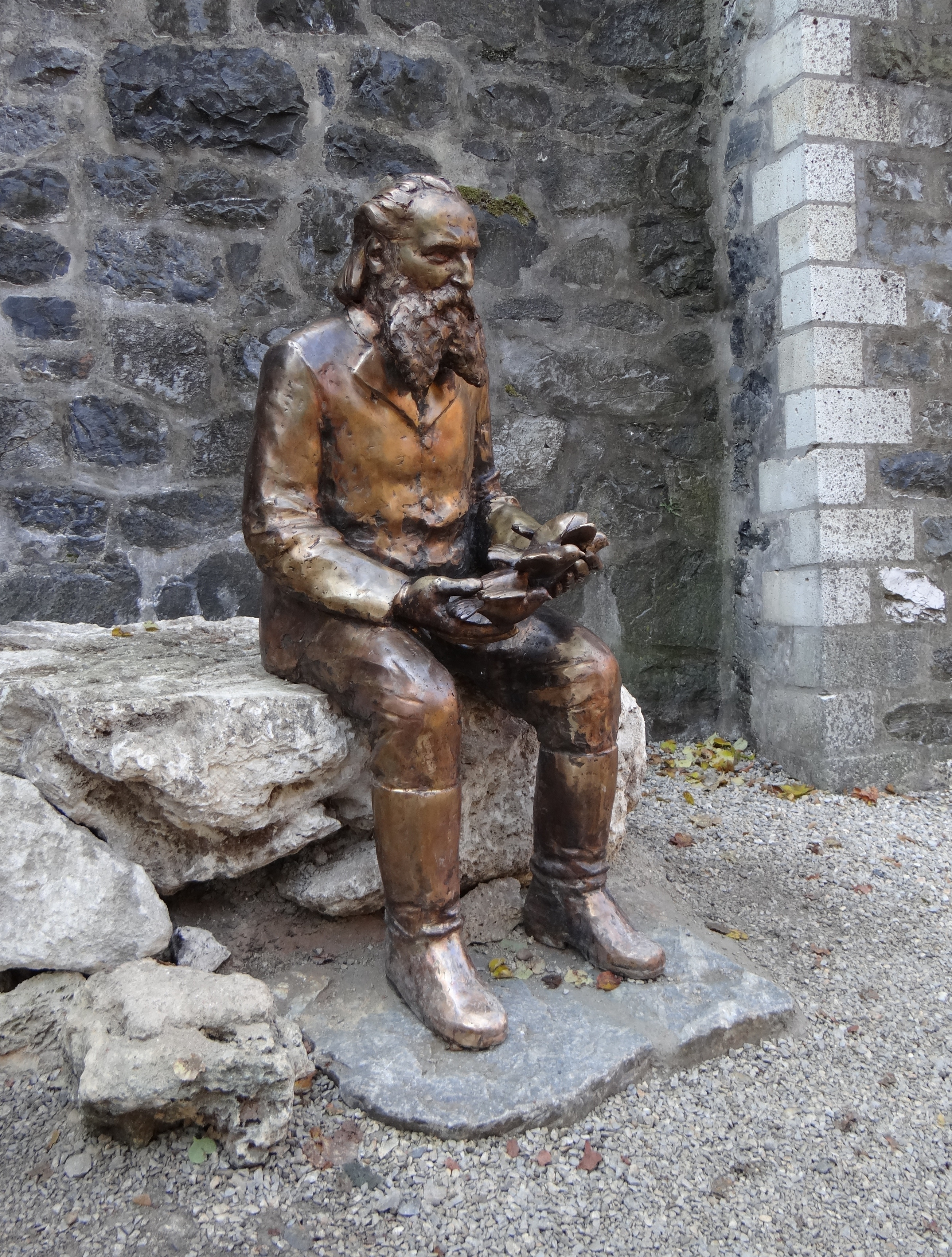

| | Varga Éva: Herman Ottó A bronzszobor a lillafüredi Palotaszálló függőkertjében áll, 2013-ban állították fel. | Varga Éva: Herman Ottó A bronzszobor a lillafüredi Palotaszálló függőkertjében áll, 2013-ban állították fel. | | Fogadalmi kereszt A kereszt Lillafüreden, a Palotaszállóhoz közel, a Vadas Jenő utcán áll. Az eredeti 1833-ban készült, az 1831-es kolerajárvány emlékére állították, Eredetileg a Hámori-tó partján állt. Az új, mai fogadalmi kereszt 2018-ban került a helyére. | Fogadalmi kereszt A kereszt Lillafüreden, a Palotaszállóhoz közel, a Vadas Jenő utcán áll. Az eredeti 1833-ban készült, az 1831-es kolerajárvány emlékére állították, Eredetileg a Hámori-tó partján állt. Az új, mai fogadalmi kereszt 2018-ban került a helyére. |

## Avas, Miskolctapolca és más városrészek

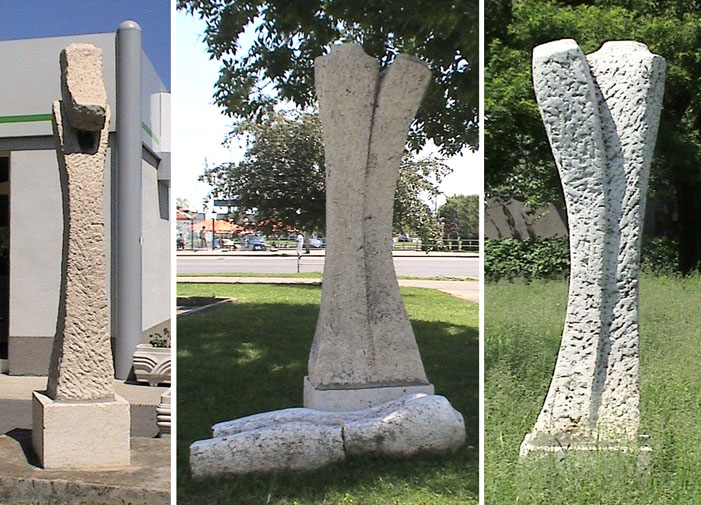

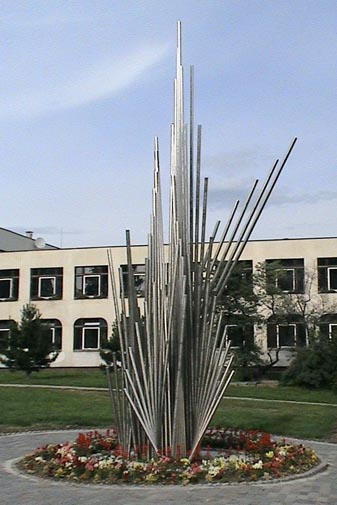

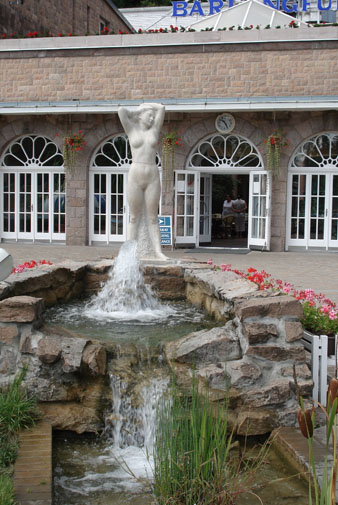

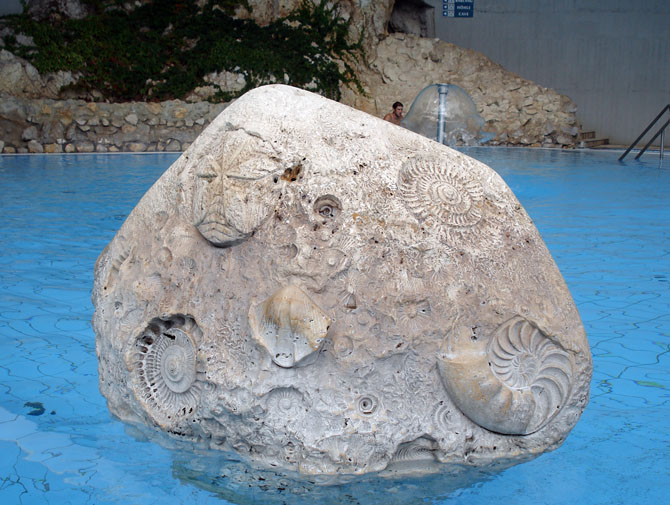

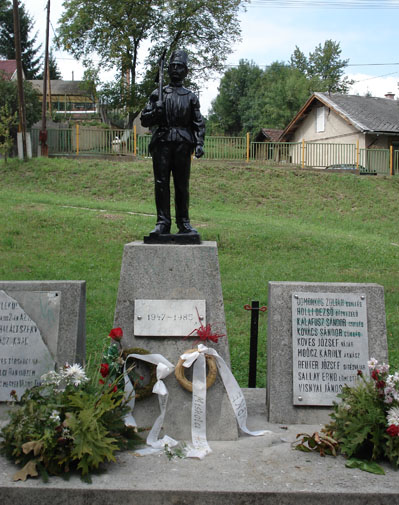

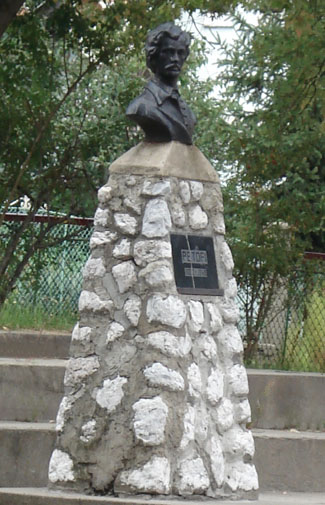

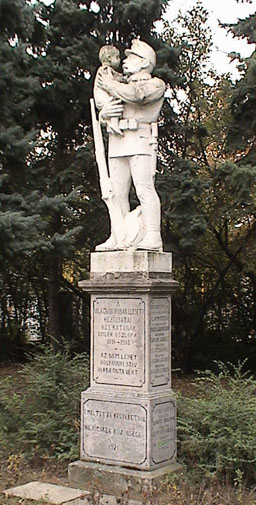

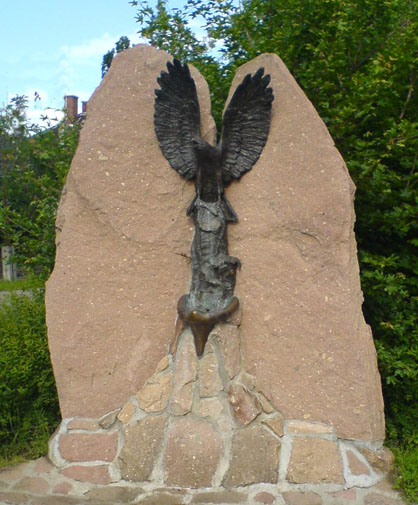

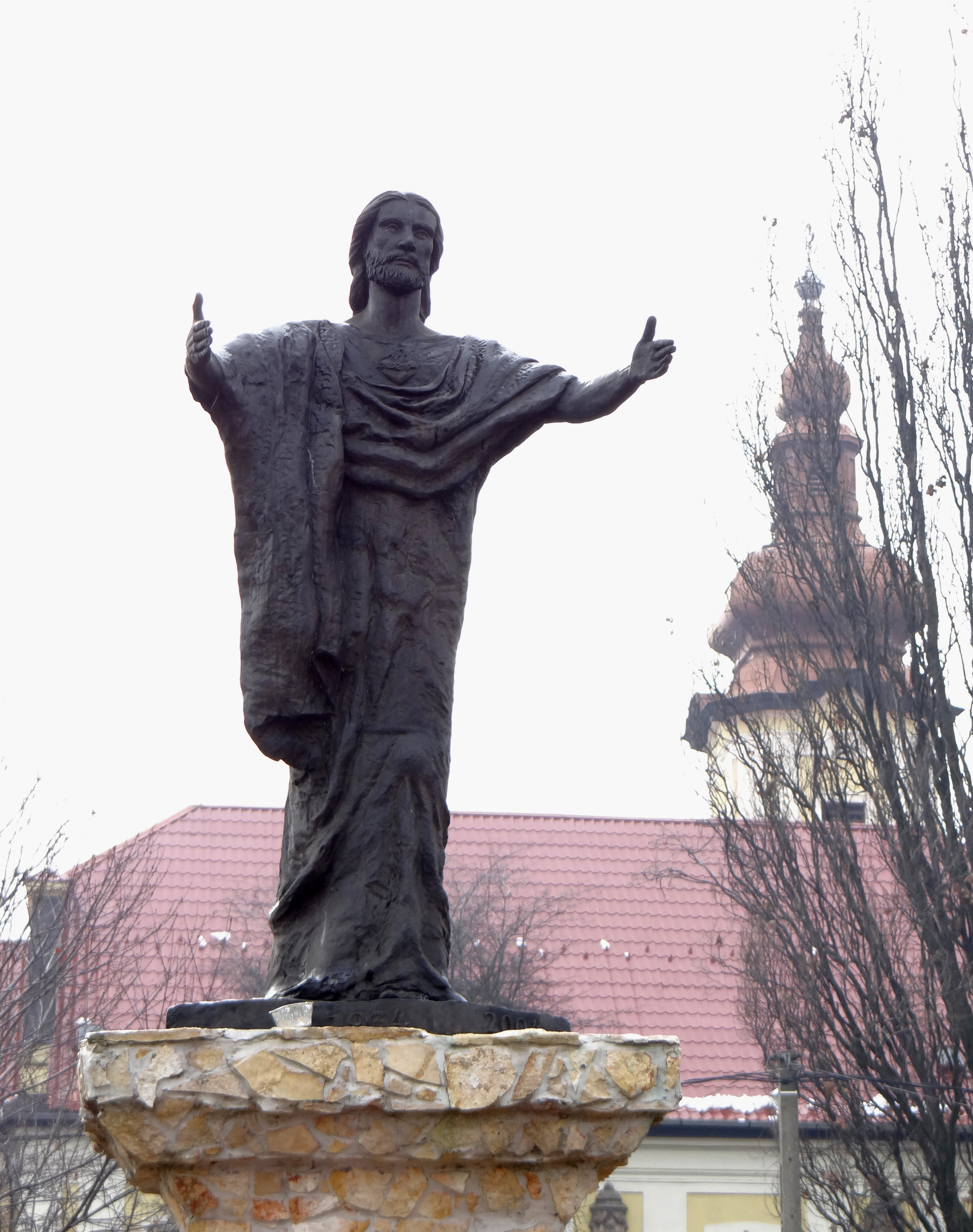

| | Mészáros Dezső: Kőszobrok A szobrok a Csabai kapui OMV benzinkút mellett vannak (az egyik törött). | Mészáros Dezső: Kőszobrok A szobrok a Csabai kapui OMV benzinkút mellett vannak (az egyik törött). | | Varga Éva: Madár A szobor helye: Avasi városrész, a Középszer utcai szolgáltatóház előtti tér. | Varga Éva: Madár A szobor helye: Avasi városrész, a Középszer utcai szolgáltatóház előtti tér.                                                                                       |

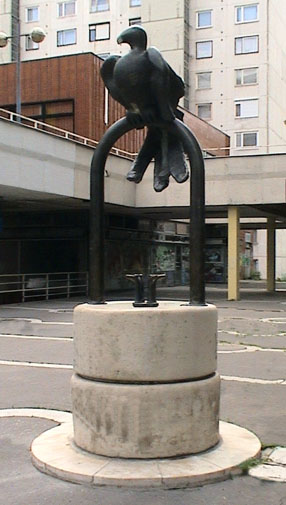

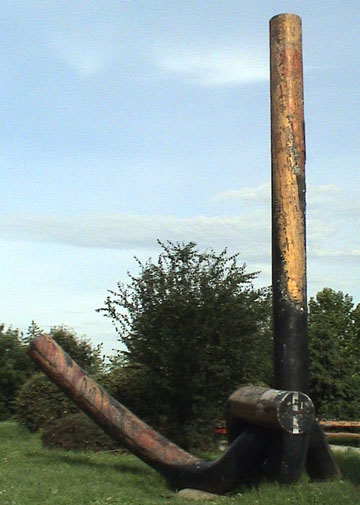

| Paizs László: Térplasztika A Szent György úton, a 23. számú avasi posta közelében állt 2011-ig. Ekkor építkezés miatt lebontották és tönkretették. | Paizs László: Térplasztika A Szent György úton, a 23. számú avasi posta közelében állt 2011-ig. Ekkor építkezés miatt lebontották és tönkretették.                                                                                       | | Németh Györgyi: Descanso (Pihenés) Hely: Avas-Dél, a Platán étterem mögötti pihenőpark. Az alkotás egy, a város művészeti középiskolái számára kiírt pályázat nyomán született. A számos pályamű közül a zsűri Németh Györgyi, az Eötvös József Építőipari, Művészeti Szakképző Iskola és Kollégium akkori diákjának tervét fogadta el. 2006-ban avatták. | Németh Györgyi: Descanso (Pihenés) Hely: Avas-Dél, a Platán étterem mögötti pihenőpark. Az alkotás egy, a város művészeti középiskolái számára kiírt pályázat nyomán született. A számos pályamű közül a zsűri Németh Györgyi, az Eötvös József Építőipari, Művészeti Szakképző Iskola és Kollégium akkori diákjának tervét fogadta el. 2006-ban avatták. | |

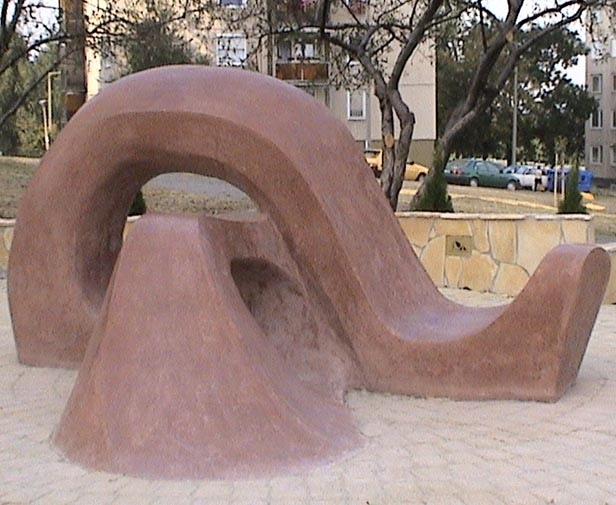

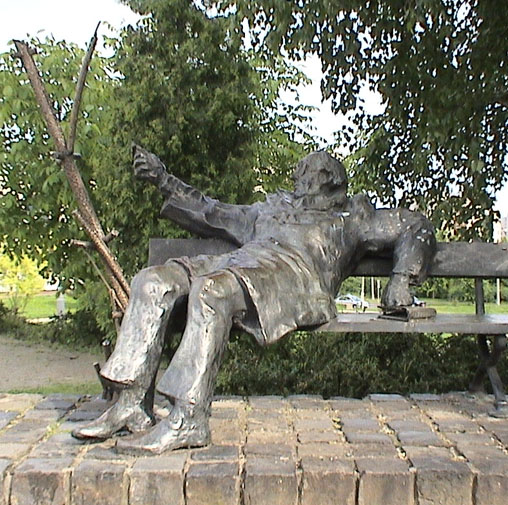

| | Varga Imre: Szabó Lőrinc Az Egy téli bodzabokorhoz című költeményt idéző kompozíciót 1988. március 28-án avatták fel. Az Avasi Gimnázium előtt található.                                                                                | Varga Imre: Szabó Lőrinc Az Egy téli bodzabokorhoz című költeményt idéző kompozíciót 1988. március 28-án avatták fel. Az Avasi Gimnázium előtt található.                                                                                | | Tilles Béla: Sugárzás Az alkotás az Avasi Gimnázium előtt áll. | Tilles Béla: Sugárzás Az alkotás az Avasi Gimnázium előtt áll. |

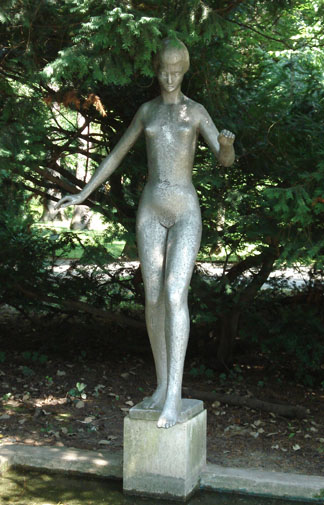

| Varga Miklós: Vízbelépő A törékeny, karcsú lányalakot ábrázoló kedves szobor Miskolctapolcán, a csónakázó tó mellett állt. Eltűnt.                 | Varga Miklós: Vízbelépő A törékeny, karcsú lányalakot ábrázoló kedves szobor Miskolctapolcán, a csónakázó tó mellett állt. Eltűnt. | | Németh Mihály: Anya és fia A kőszobor Miskolctapolcán, fák árnyában, a csónakázó tó mellett áll. | Németh Mihály: Anya és fia A kőszobor Miskolctapolcán, fák árnyában, a csónakázó tó mellett áll. | |

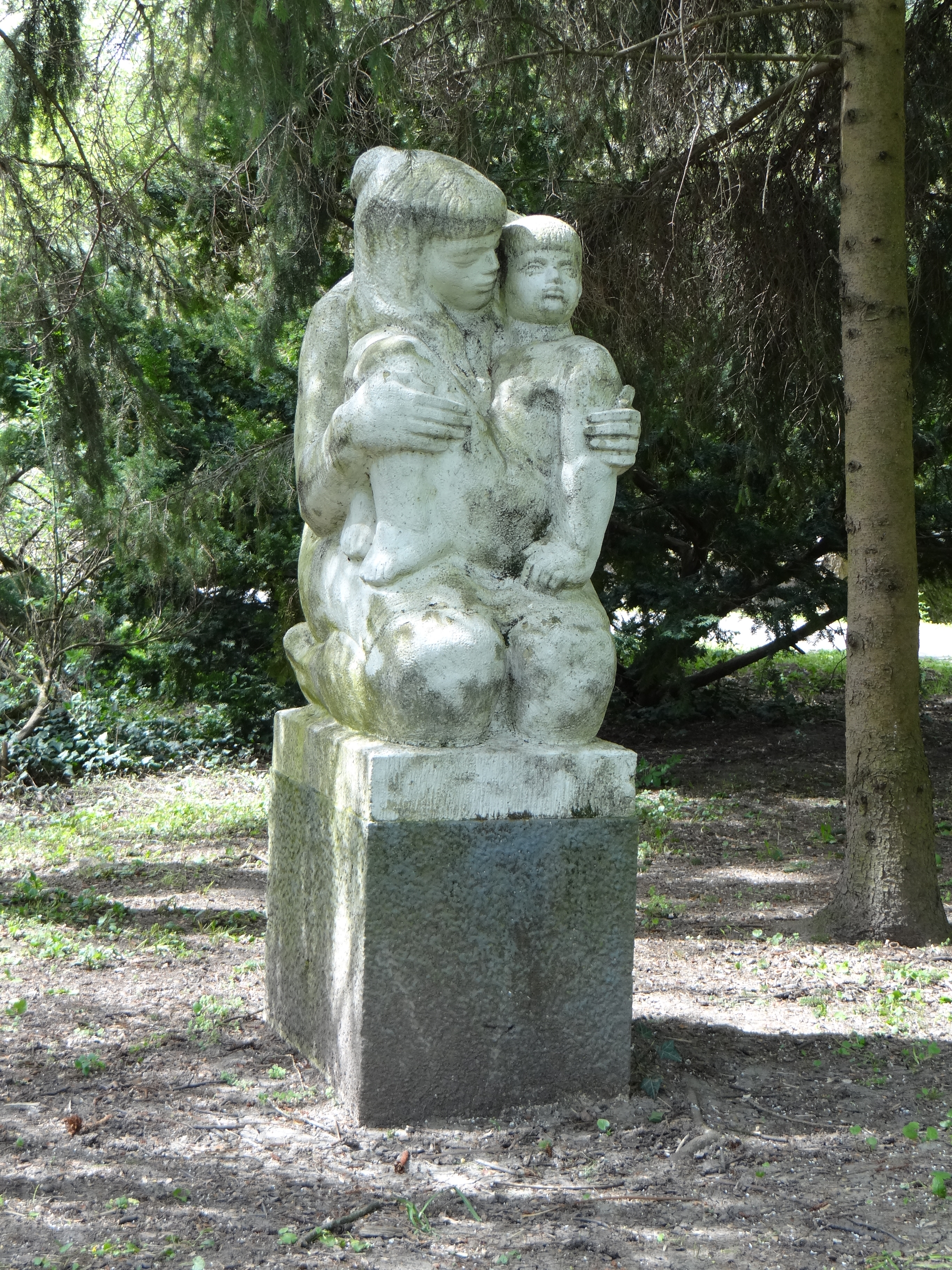

| | Fürdőző nő A szobor Miskolctapolcán, a Barlangfürdő kupolacsarnokában áll. | Fürdőző nő A szobor Miskolctapolcán, a Barlangfürdő kupolacsarnokában áll. | | Női alak A szobor Miskolctapolcán, a Barlangfürdő területén áll. | Női alak A szobor Miskolctapolcán, a Barlangfürdő területén áll. |
| Szőke Lajos: Ősélőlények A szobor Miskolctapolcán, a Barlangfürdő „kagylója” alatt látható.                                                        | Szőke Lajos: Ősélőlények A szobor Miskolctapolcán, a Barlangfürdő „kagylója” alatt látható. | | Máriahegyi János szobrai Sziklakápolna, Miskolctapolca | Máriahegyi János szobrai Sziklakápolna, Miskolctapolca | |

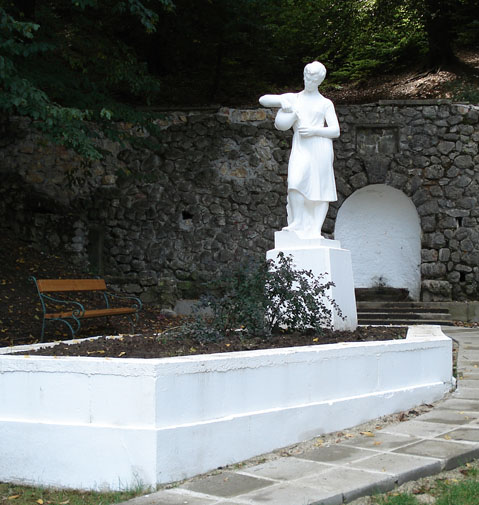

| | Csontos László: Pihenő Az erenyői általános oskola udvara. | Csontos László: Pihenő Az erenyői általános oskola udvara. | | Herczeg Klára: Vizet öntő nő (Vilma) A szobor Perecesen, a Vilma-forrás előtt áll. A forrás és a szobor Benedek Elek író Perecesen tevékenykedő tanítónő unokahúgáról kapta a nevét. | Herczeg Klára: Vizet öntő nő (Vilma) A szobor Perecesen, a Vilma-forrás előtt áll. A forrás és a szobor Benedek Elek író Perecesen tevékenykedő tanítónő unokahúgáról kapta a nevét. |
| Markup Béla: Bányász Markup Béla szobrának másolata Perecesen áll, és az emlékmű egy 1947-es bányaszerencsétlenségre emlékeztet.                   | Markup Béla: Bányász Markup Béla szobrának másolata Perecesen áll, és az emlékmű egy 1947-es bányaszerencsétlenségre emlékeztet. | | Petőfi Sándor A szobor Perecesen, az egykori Kuti István Általános Iskola udvarán áll. | Petőfi Sándor A szobor Perecesen, az egykori Kuti István Általános Iskola udvarán áll. | |

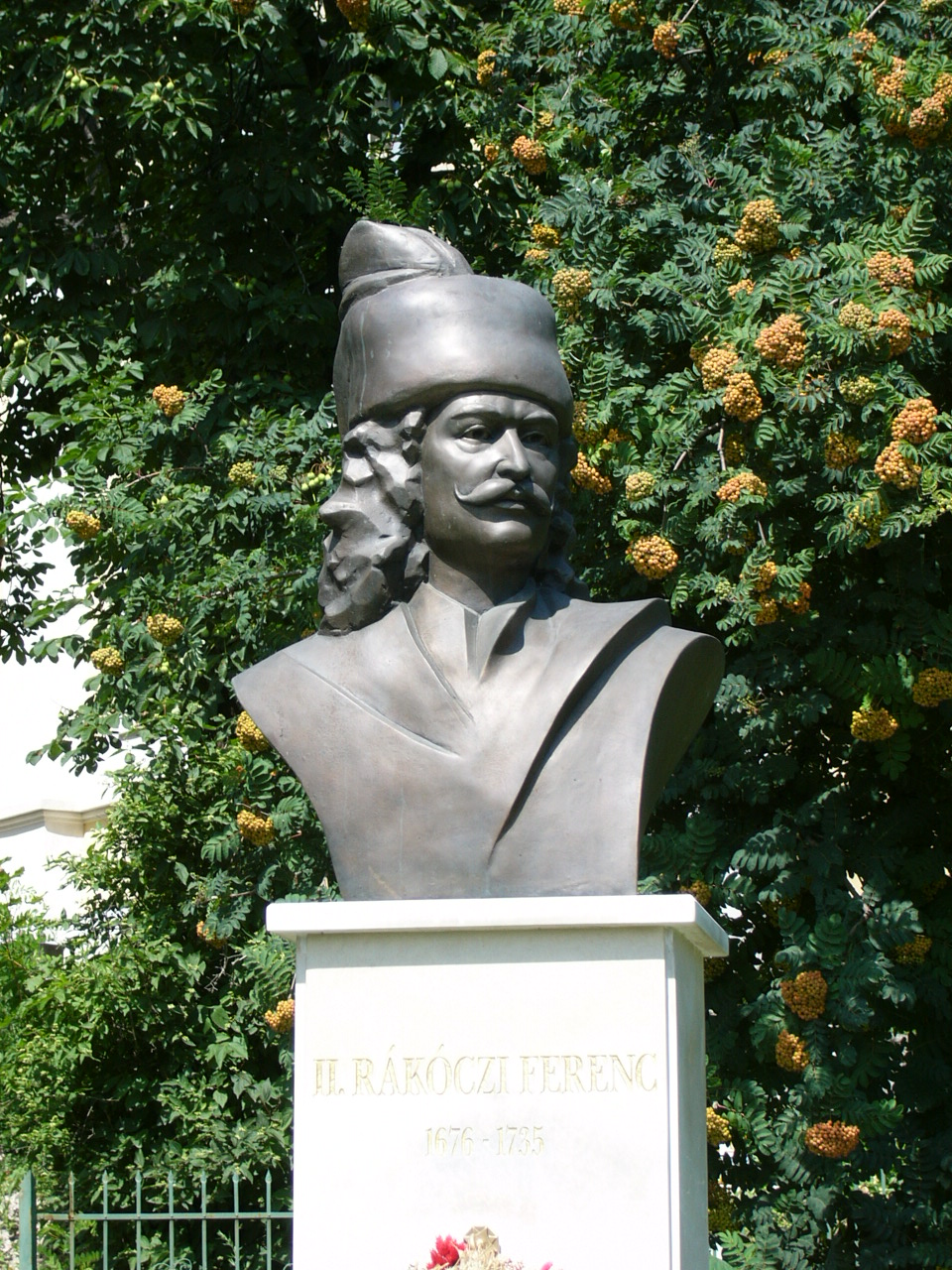

| | I. világháborús emlékmű Az emlékmű Hejőcsabán áll. Felirata: „A világháborúban elesett hejőcsabai hős katonák emlék oszlopa, 1914–1918. Az nem lehet, hogy annyi szív hiába onta vért. Emeltette kegyeletből Hejőcsaba közönsége, 1921”. | I. világháborús emlékmű Az emlékmű Hejőcsabán áll. Felirata: „A világháborúban elesett hejőcsabai hős katonák emlék oszlopa, 1914–1918. Az nem lehet, hogy annyi szív hiába onta vért. Emeltette kegyeletből Hejőcsaba közönsége, 1921”. | | Boros Péter: II. Rákóczi Ferenc A szobor Görömbölyön, a görögkatolikus templom előtt áll. | Boros Péter: II. Rákóczi Ferenc A szobor Görömbölyön, a görögkatolikus templom előtt áll.                                                                                            |
| Lengyel Tibor: Emlékmű A kő-bronz kompozíció a Martinkertvárosban áll.                                                                             | Lengyel Tibor: Emlékmű A kő-bronz kompozíció a Martinkertvárosban áll. | | Kozma Julianna: Jézus A magas talapzaton álló bronzszobor Martinkertvárosban, a katolikus templom melletti Templom téren áll. 2004-ben állították fel. | Kozma Julianna: Jézus A magas talapzaton álló bronzszobor Martinkertvárosban, a katolikus templom melletti Templom téren áll. 2004-ben állították fel. | |

## Miskolc miniszobrai
A 21. század elején népszerűvé váló miniszobrok Miskolcon is megjelentek. Más városoktól (Kolodko Mihály miniszobrai Budapesten és Ungváron, wrocławi törpék) eltérően nem elszórtan bukkannak fel a városban, hanem két helyen csoportosulnak: az avasi kilátóban, illetve a miskolctapolcai parkban.

### Avasi kilátó
A miniszobrok a kilátó korlátján találhatók, az épület 2023 decemberében befejeződött felújítása során kerültek oda. Az összesen 13 kis bronzszobor Országh Gábor iparművész, Csernok Tibor szobrász és Papp Lóránt dekoratőr alkotása; az Első Miskolci Lions Clubnak, mint a vakok és gyengénlátók jószolgálati támogatójának kezdeményezésére készültek el, az önkormányzat támogatásával. A szobrocskák jelzik az egyes híres épületek irányát, valamint tapintható formában a vakoknak is segítenek elképzelni őket. Az eredetileg 20 tervből költségvetési okok miatt csak 13 készült el. A miniszobrok a következő épületeket ábrázolják: a zsinagóga, a színház, az ortodox templom, a belvárosi református templom („Kakastemplom”), a minorita templom, az avasi református templom, a húszemeletes bérház, a Deszkatemplom, a diósgyőri vár (az egyetlen, amely mindkét helyen szerepel miniszoborként), a Diósgyőri Acélművek, az újmassai őskohó, a Palotaszálló, valamint a Barlangfürdő „Kagyló” épülete.

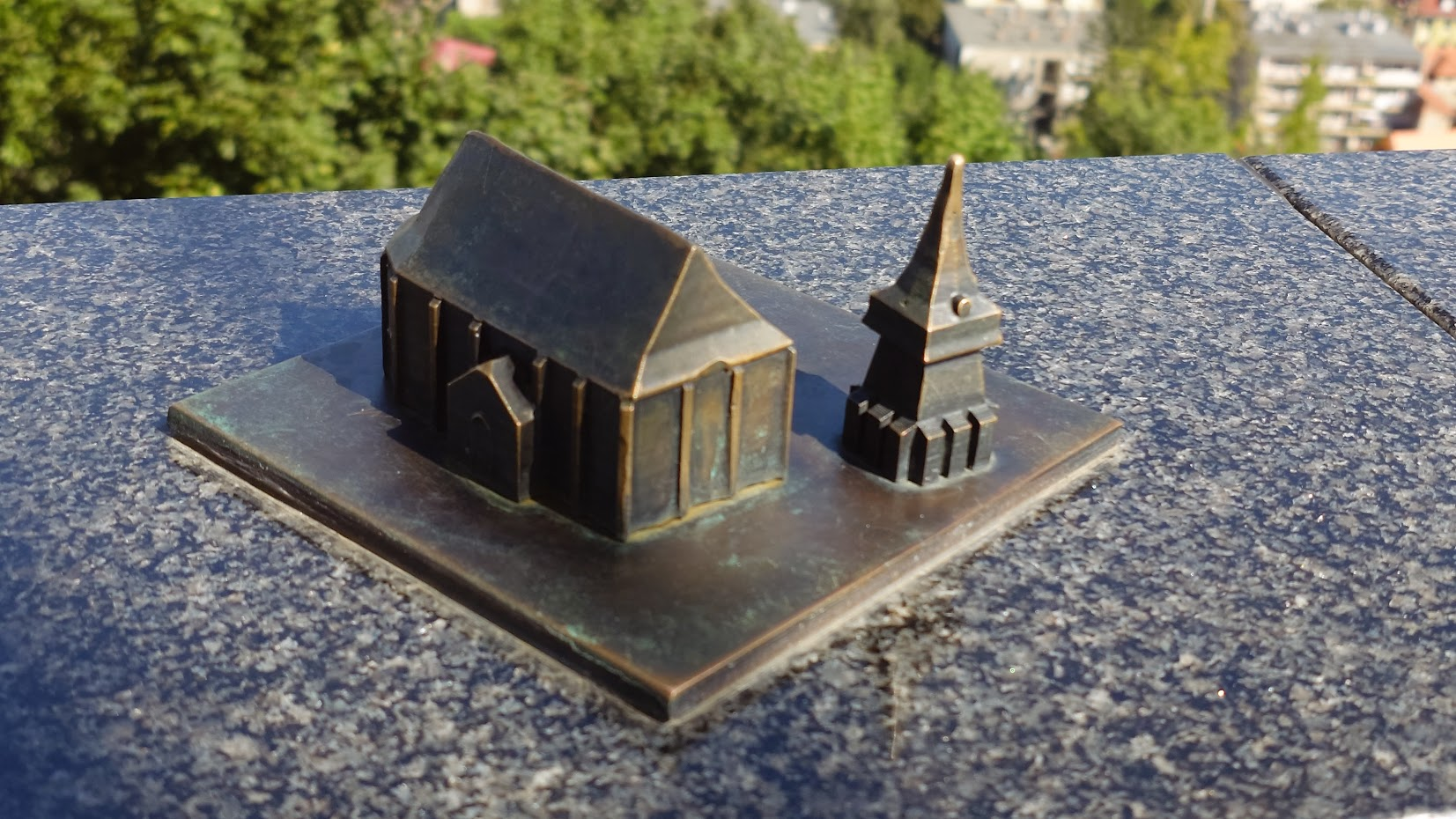
Avasi templom
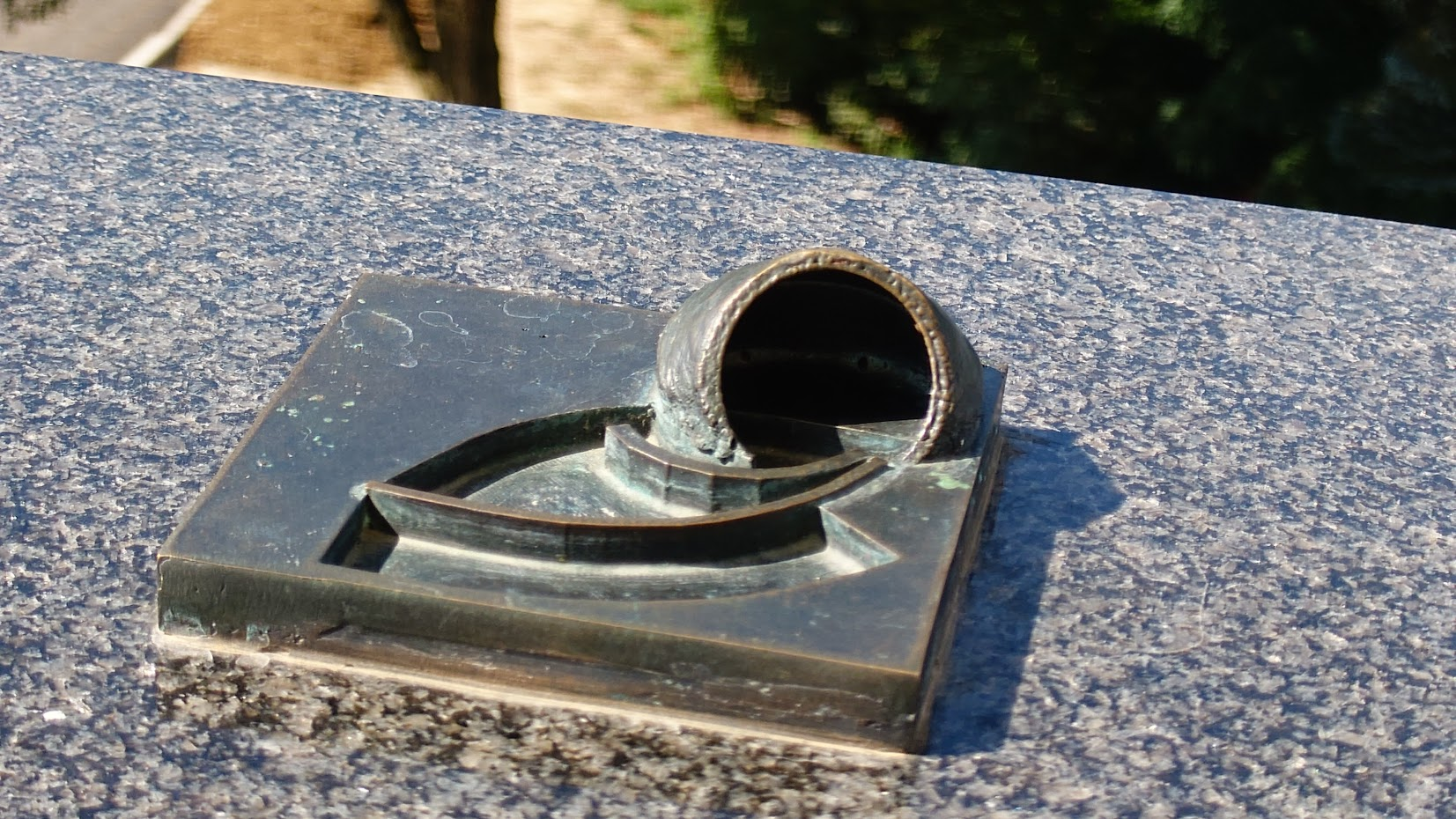
A Barlangfürdő „kagylója”
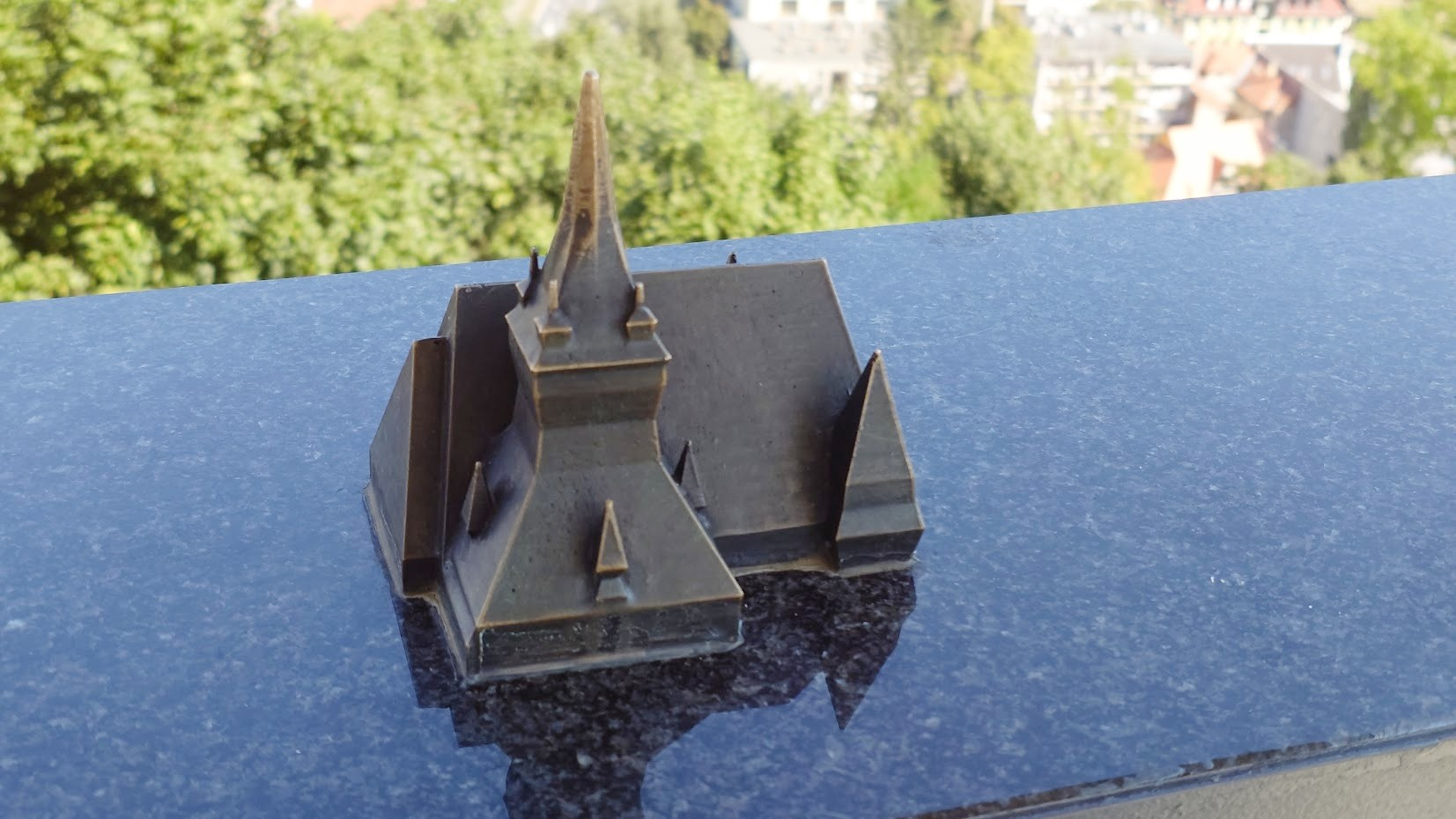
Deszkatemplom
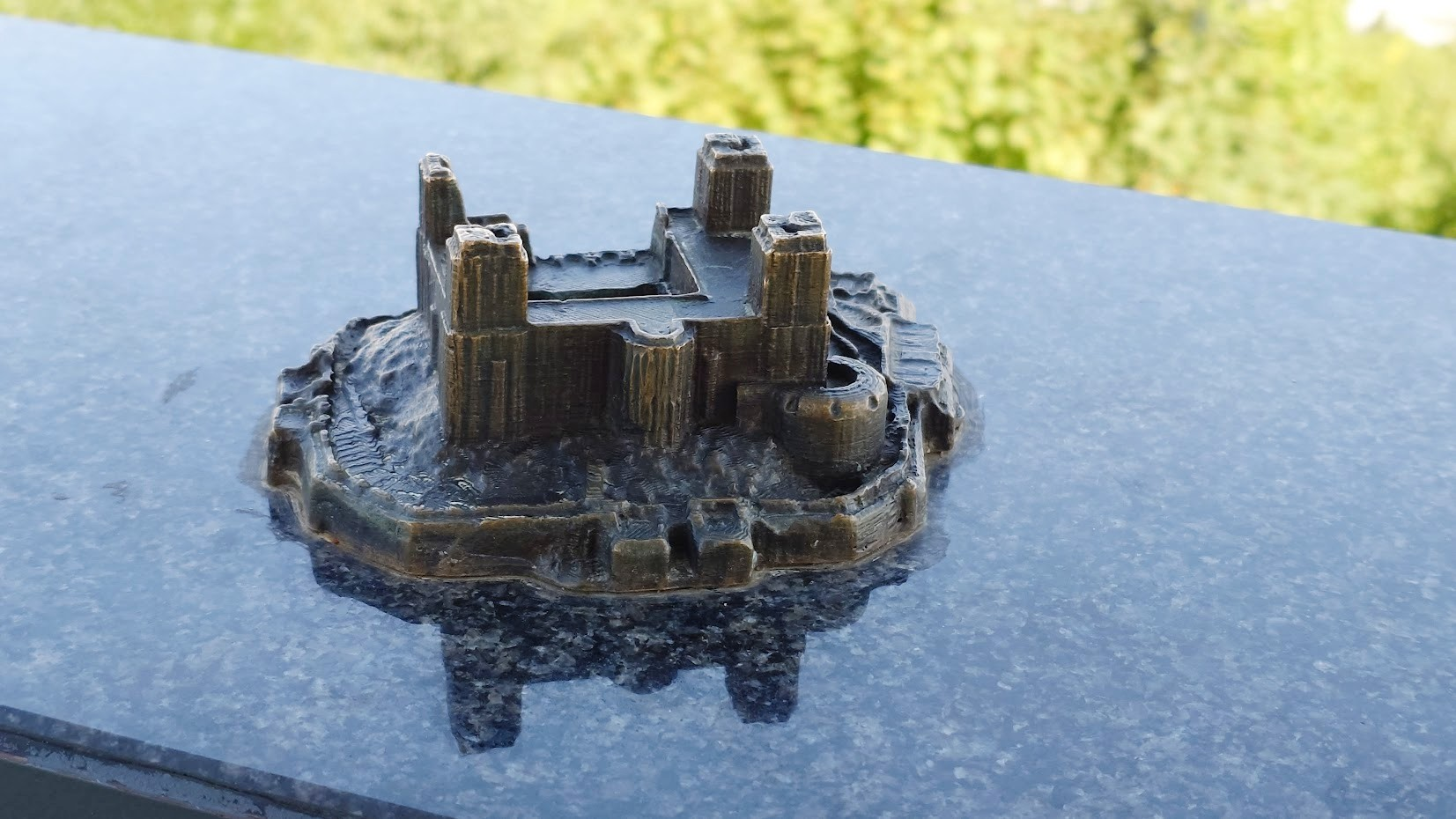
Diósgyőri vár
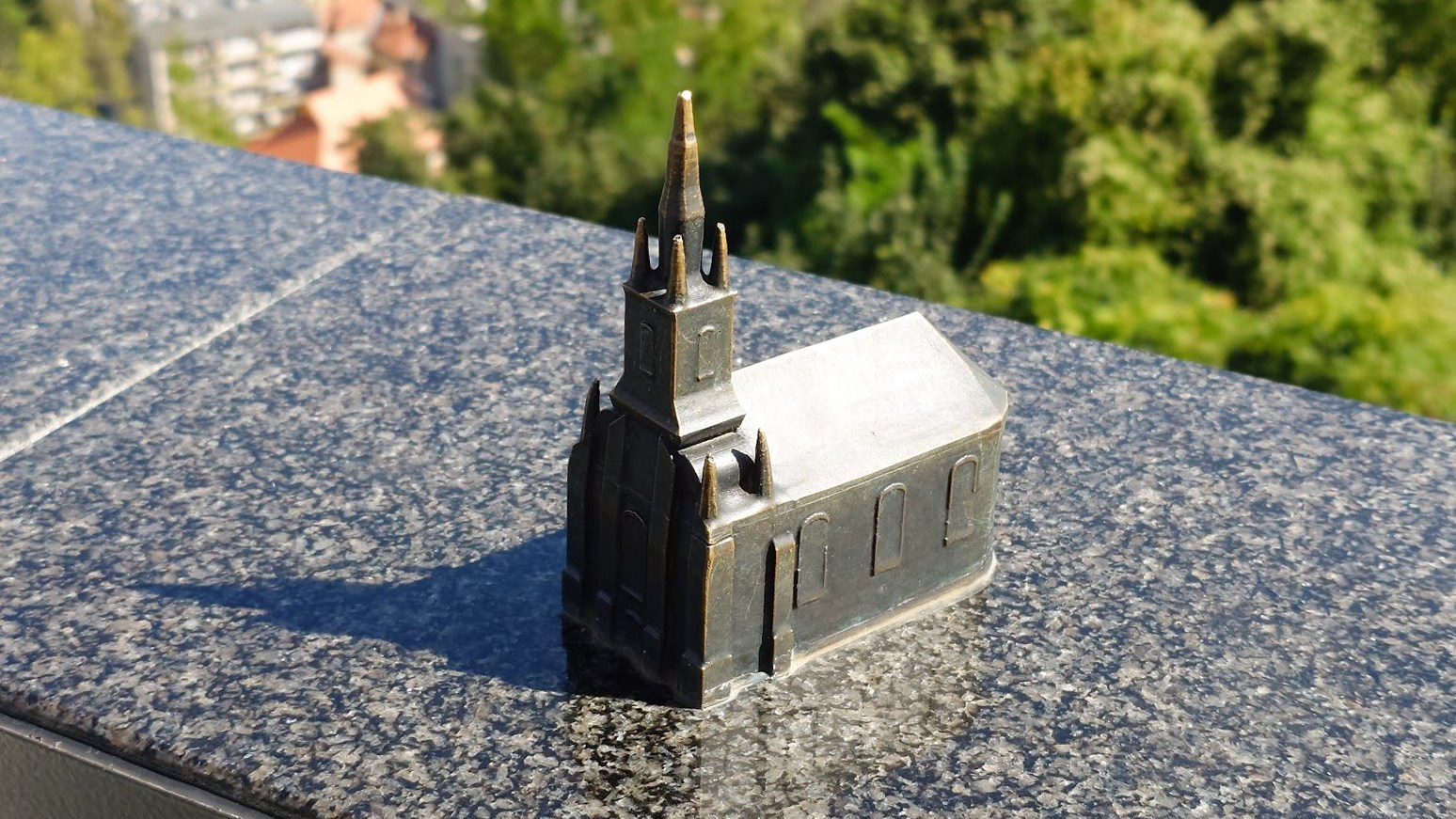
„Kakastemplom”
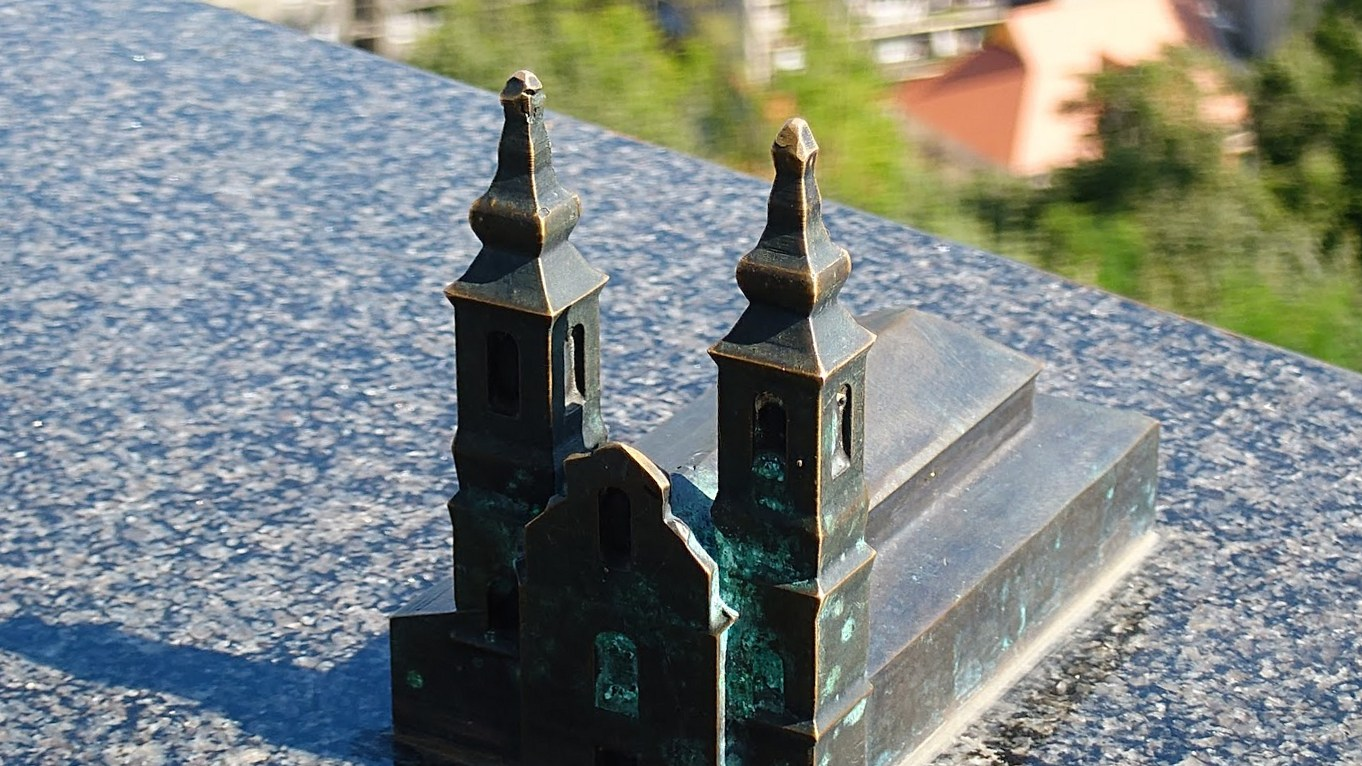
Minorita templom
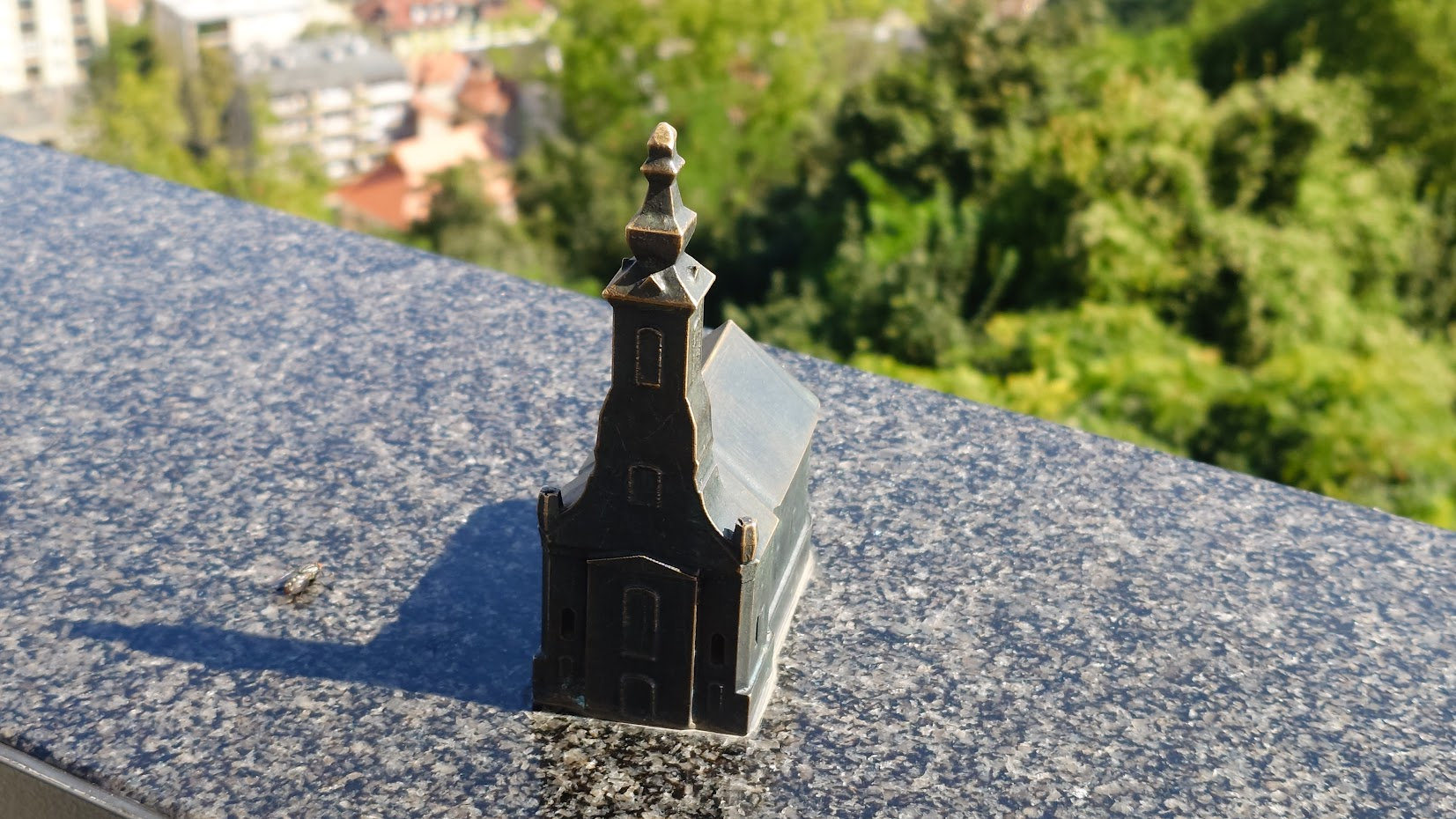
Ortodox templom
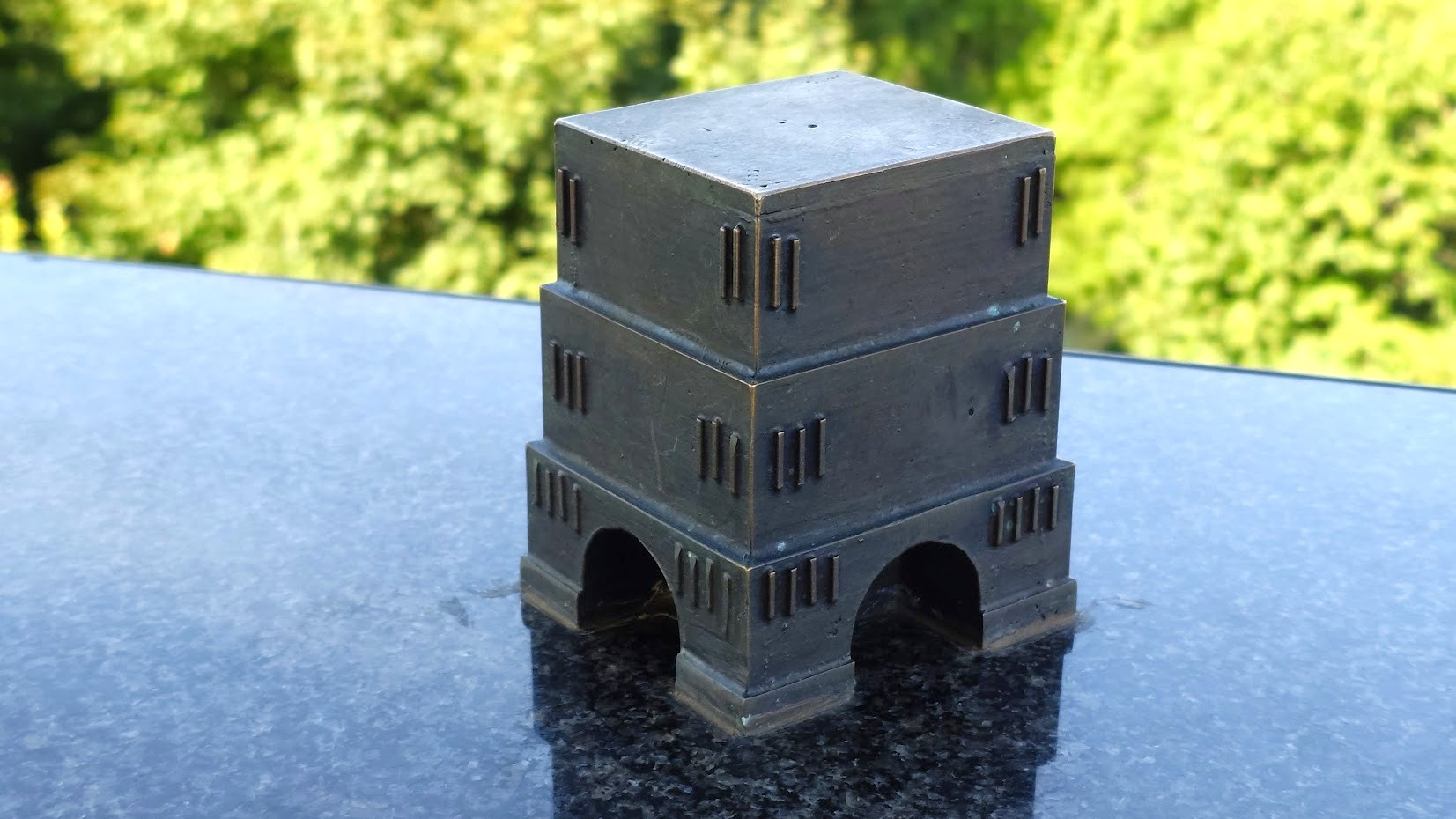
Újmassai Őskohó
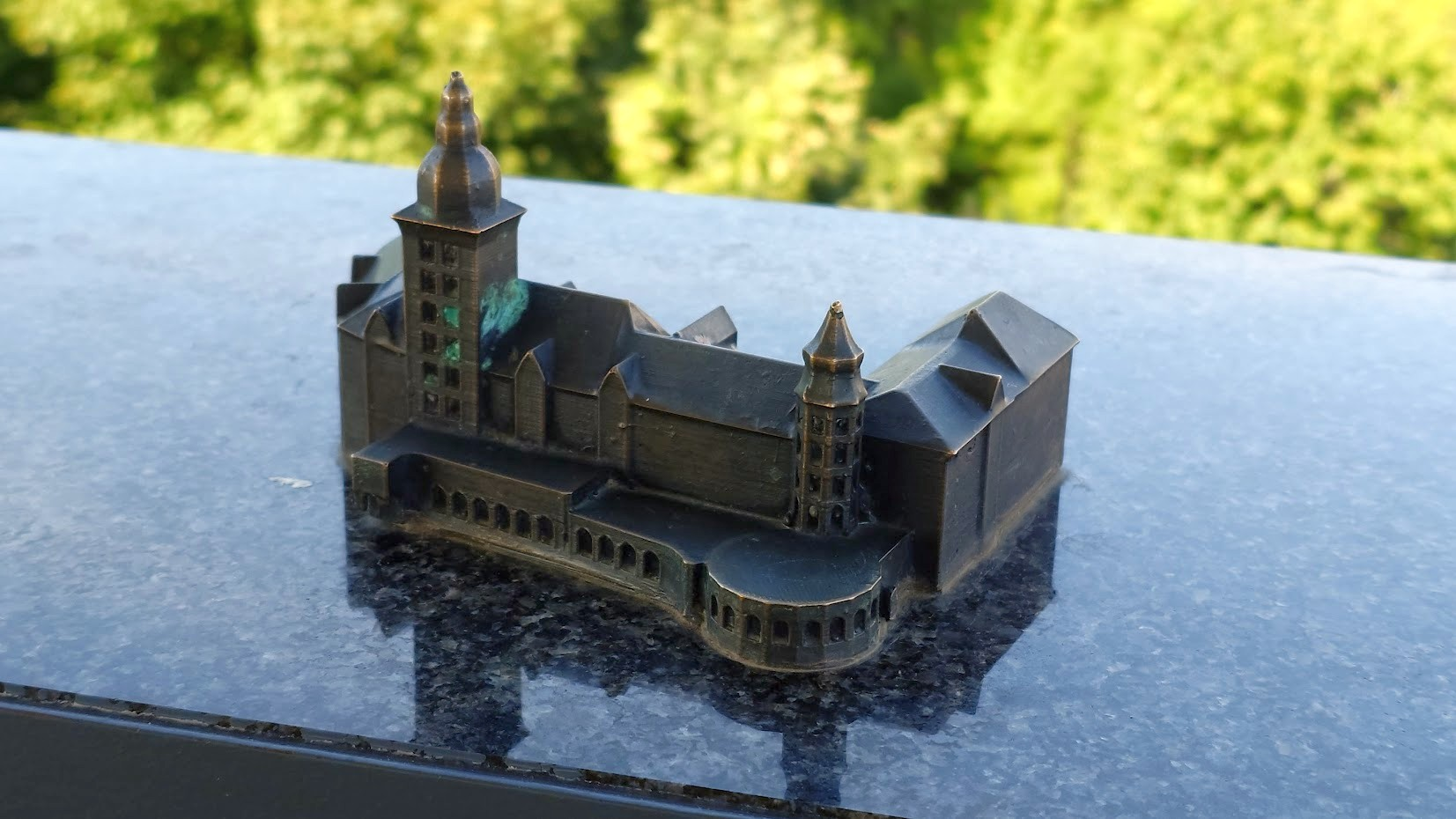
Lillafüredi Palotaszálló
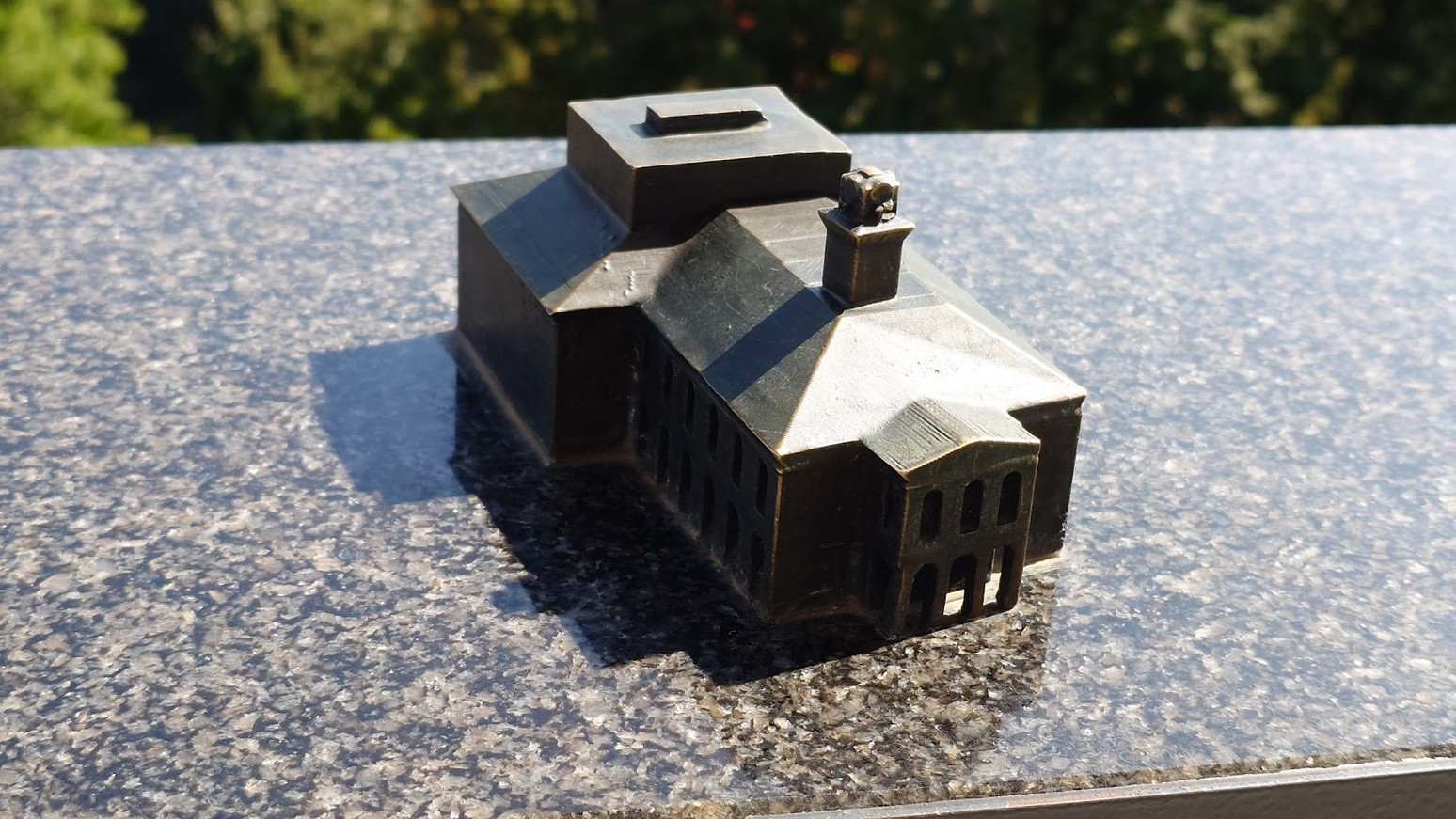
Miskolci Nemzeti Színház
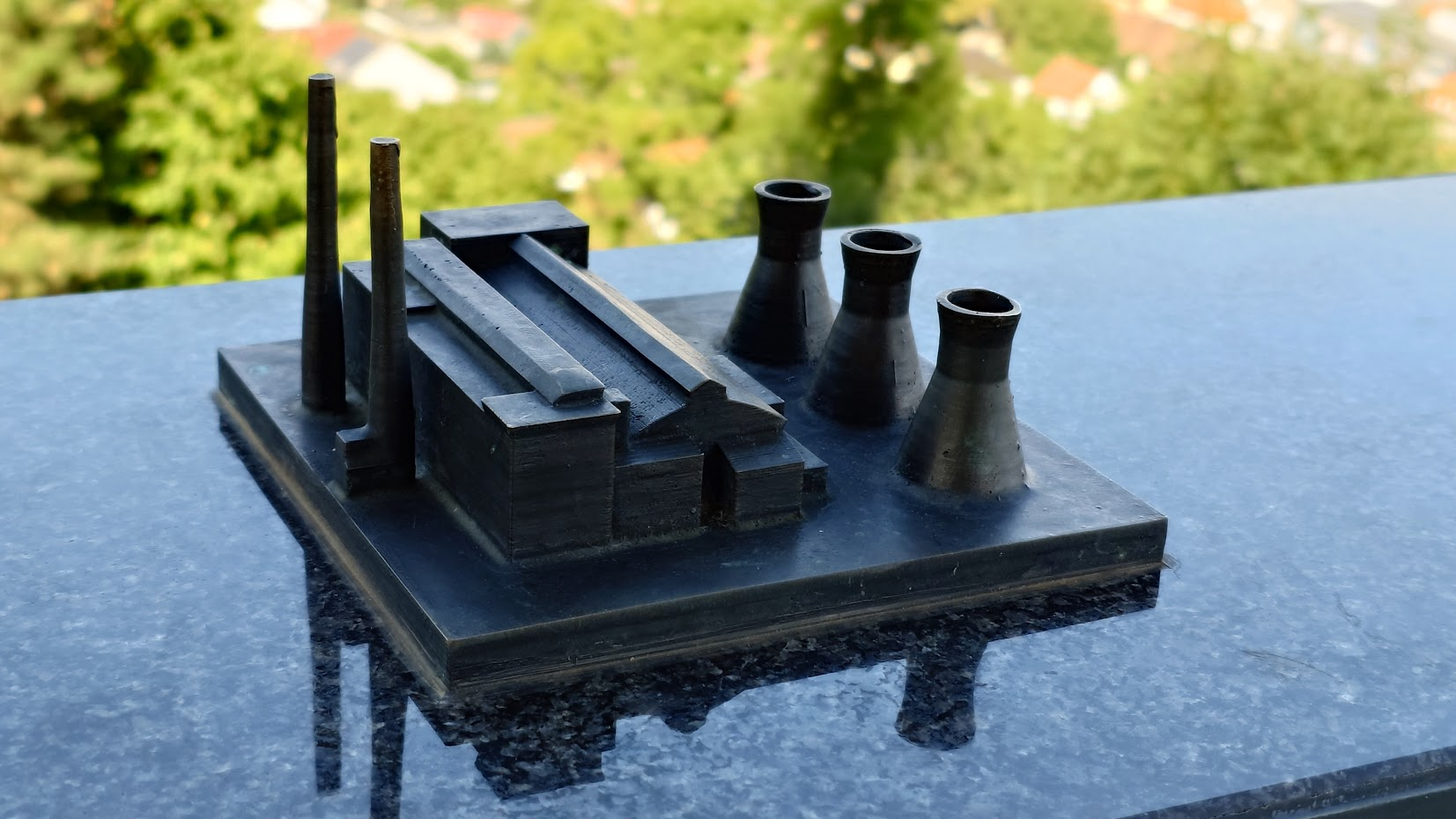
Diósgyőri Acélművek
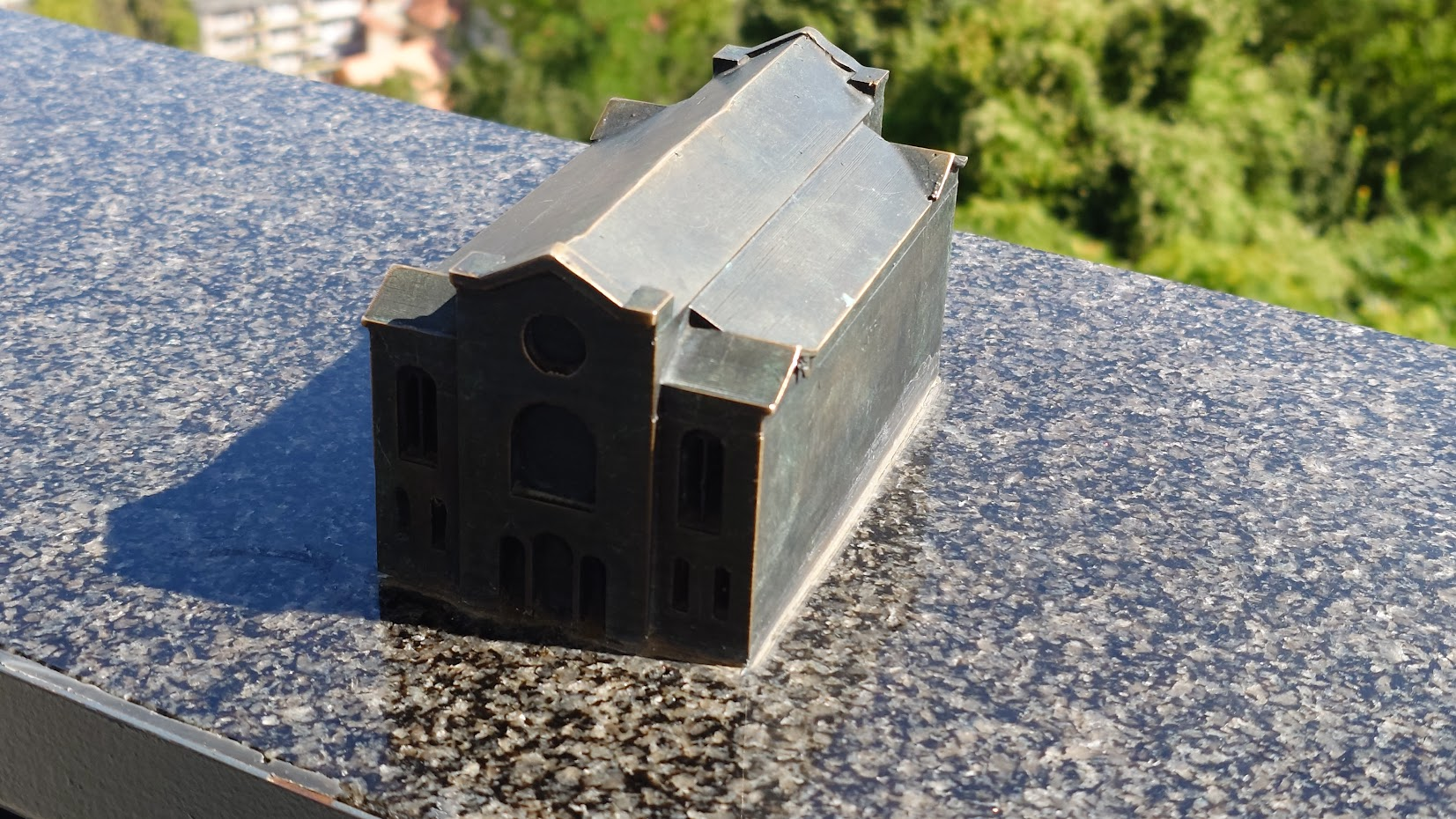
Zsinagóga
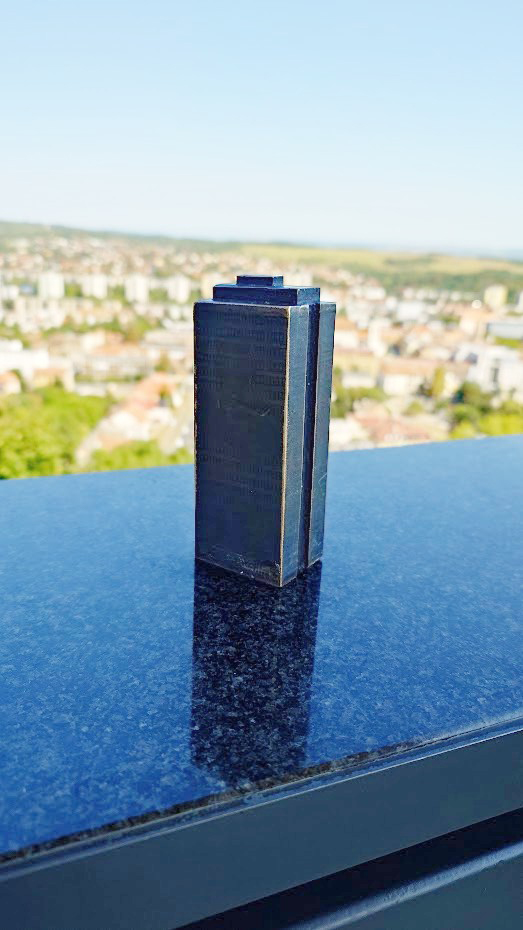
A „húszemeletes”

### Miskolctapolcai park
Ezek a miniszobrok szintén 2023-ban készültek el, a park felújítási munkálatainak részeként. A tizenöt miniszobor Plank Antal szobrász alkotása, és mind Miskolchoz kötődő témákat dolgoz fel. A Barlangfürdő előtt, az apátsági romoknál látható szobrok a városrész, illetve a város nevezetességeit mutatják be: a fürdőző, úszógumis kislány a miskolctapolcai fürdőket (Barlangfürdő és Ellipsum), a szerzetes pedig az apátságot jelképezi, a futballcipők a DVTK-t, a színházi álarcok a Miskolci Nemzeti Színházat és a város jelentőségét a színháztörténetben, emellett itt látható a diósgyőri vár, a lillafüredi kisvonat és Mancs mentőkutya miniszobra is. Mancsnak ez a városban a második, világszerte pedig a harmadik szobra. A csónakázótó környékén itt élő, illetve a városhoz kötődő állatfajok szobrai láthatóak: hattyúk, béka (a miskolci kocsonyafesztivál kabalája és egy helyi legenda főszereplője), foltos szalamandra, pisztráng (utalás a garadnai pisztrángtelepre), vidra (Fekete István regényhősét, Lutrát ábrázolja; az író Vásárhelyi István halbiológus meghívására töltött el pár napot a környéken, és ennek hatására írta a regényt, amelyben Vásárhelyiről is mintázott egy szereplőt). A sétány mentén látható még a Miskolci Állatkert két medvéje, Borka és Dorka, valamint egy mókus szobra is. A tizenötödik miniszobor valójában egy plakett, ami az avasi kilátót ábrázolja, ezzel mindkét miniszoborhelyszín utal a másikra.

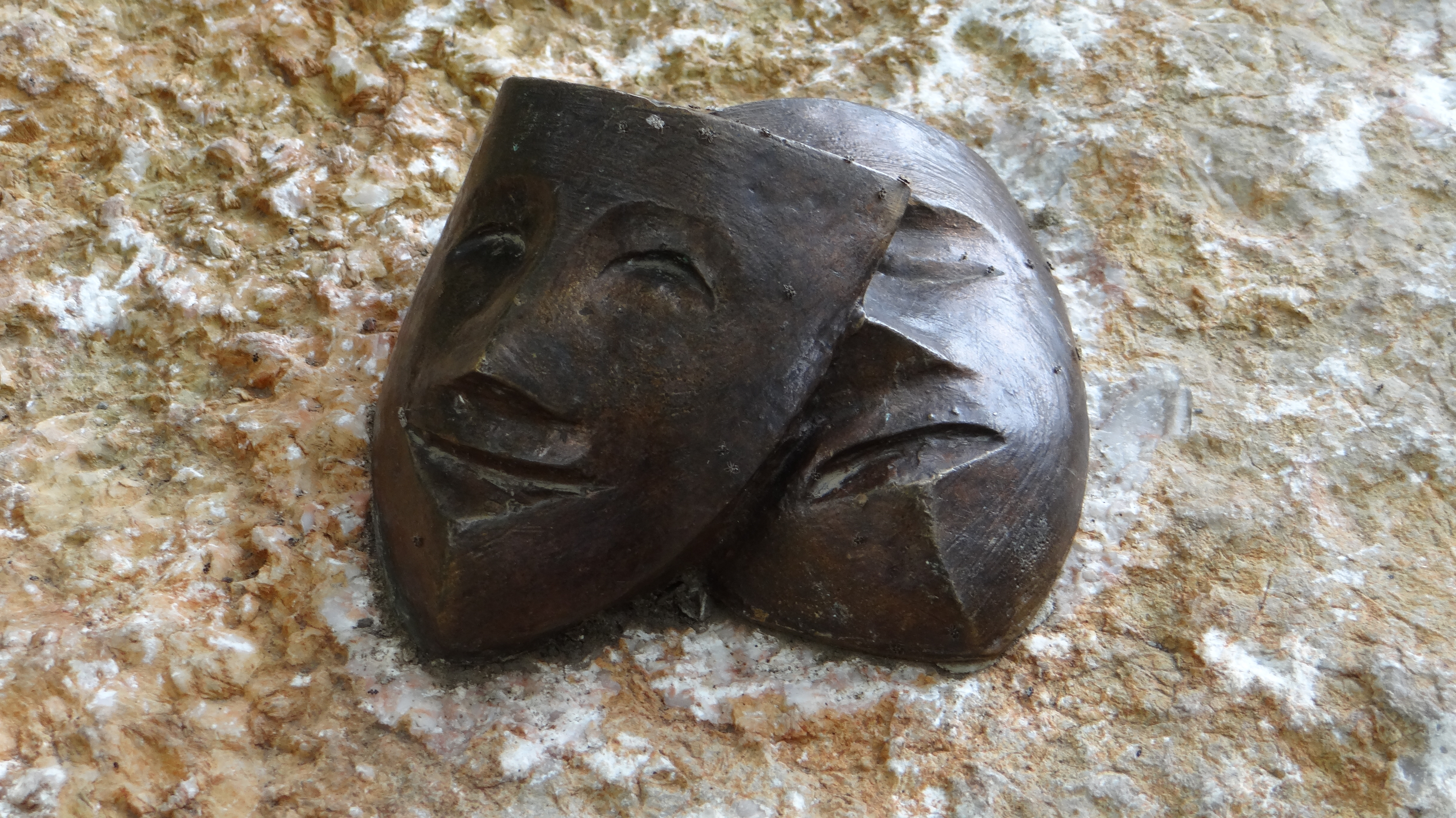
Álarcok
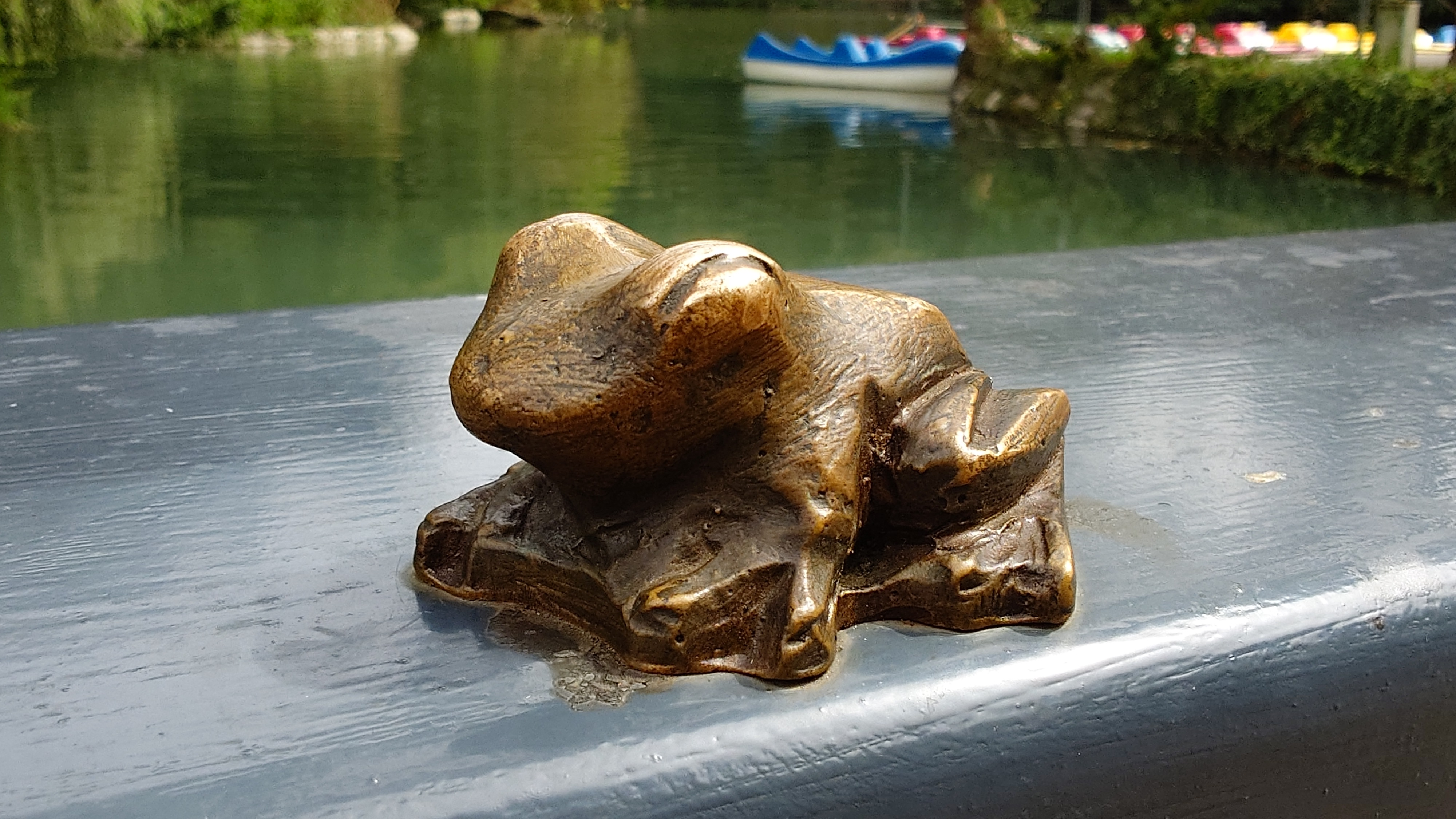
A miskolci béka
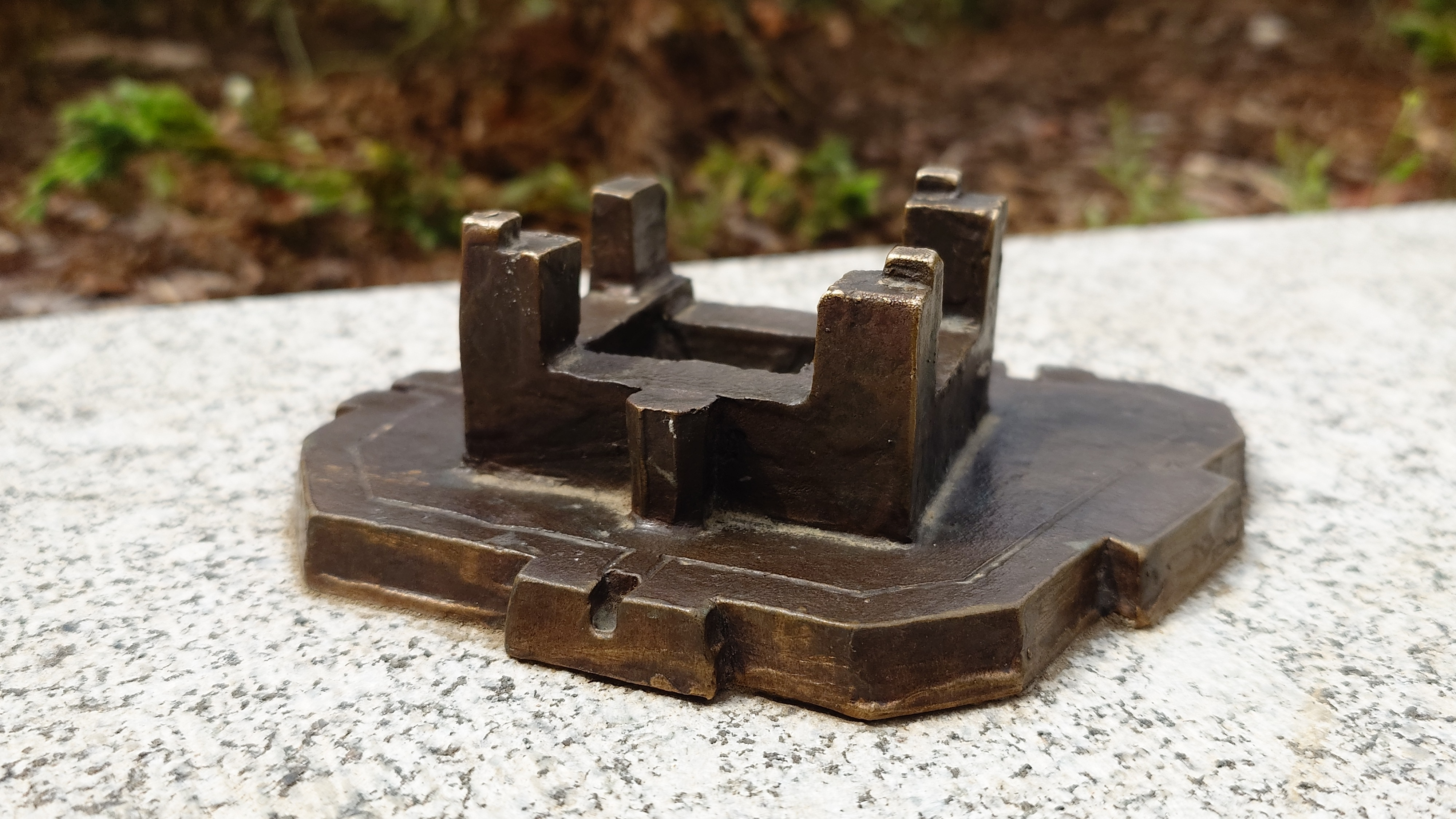
Diósgyőri vár
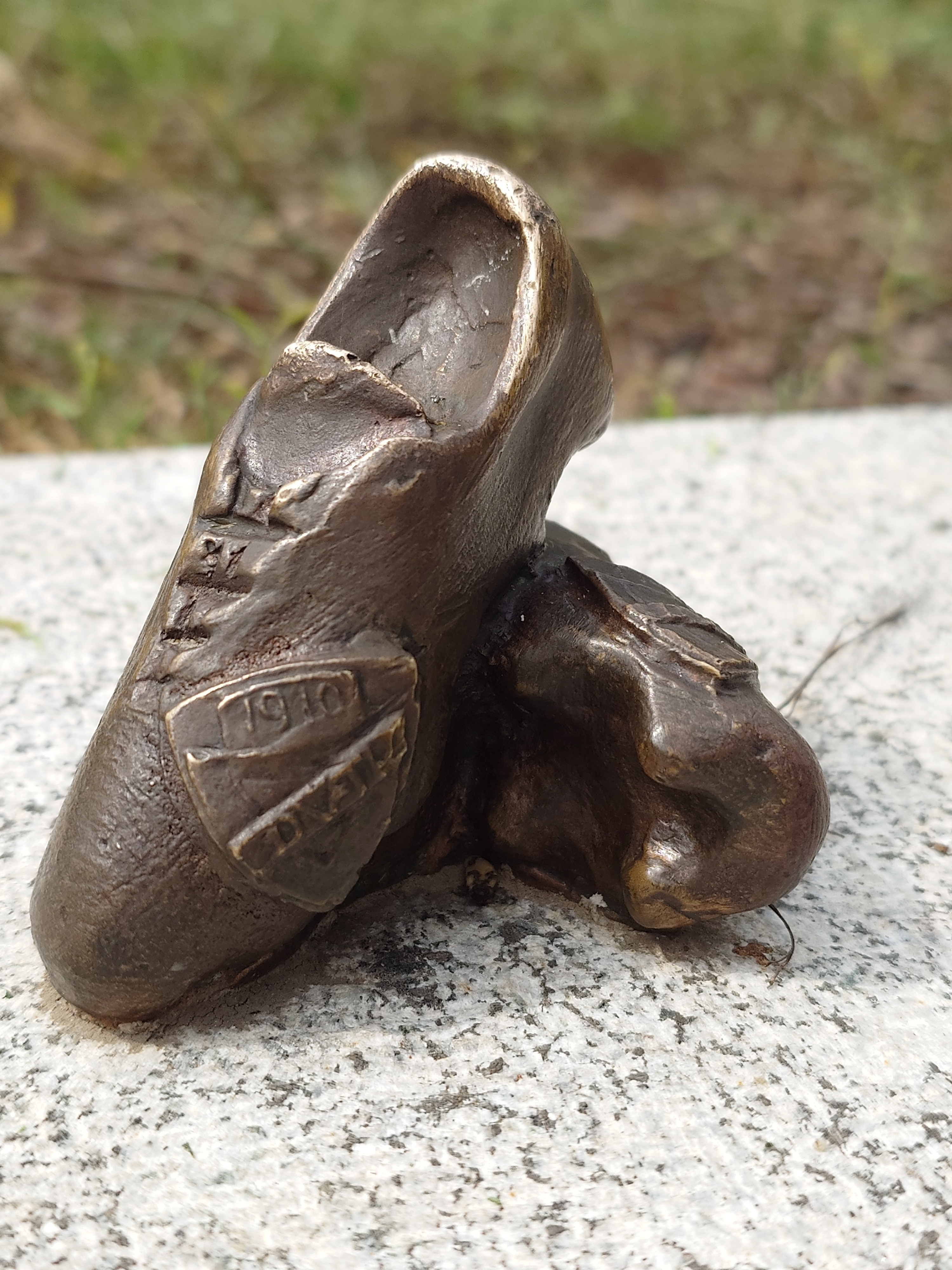
Futballcipők
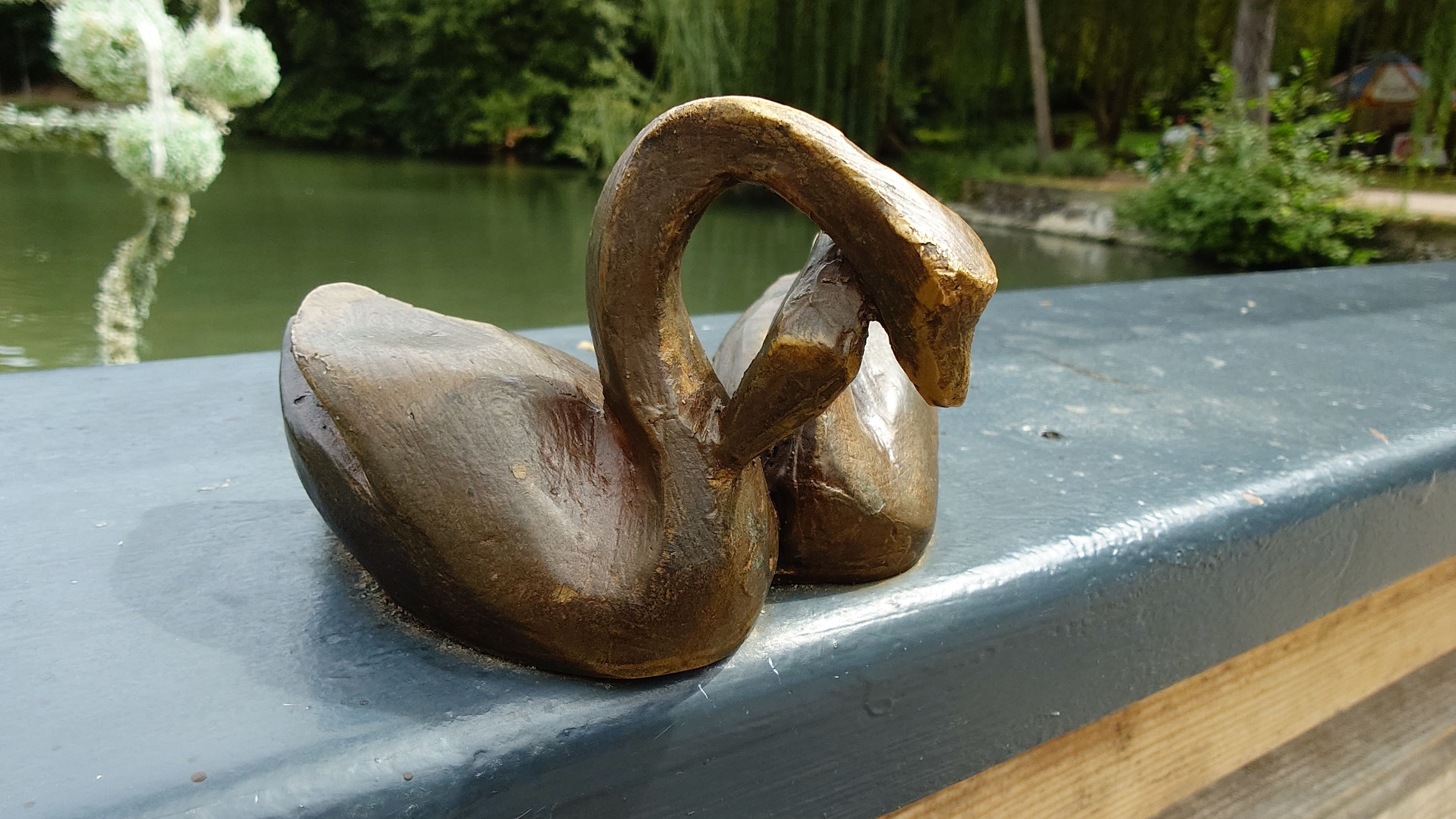
Hattyúk
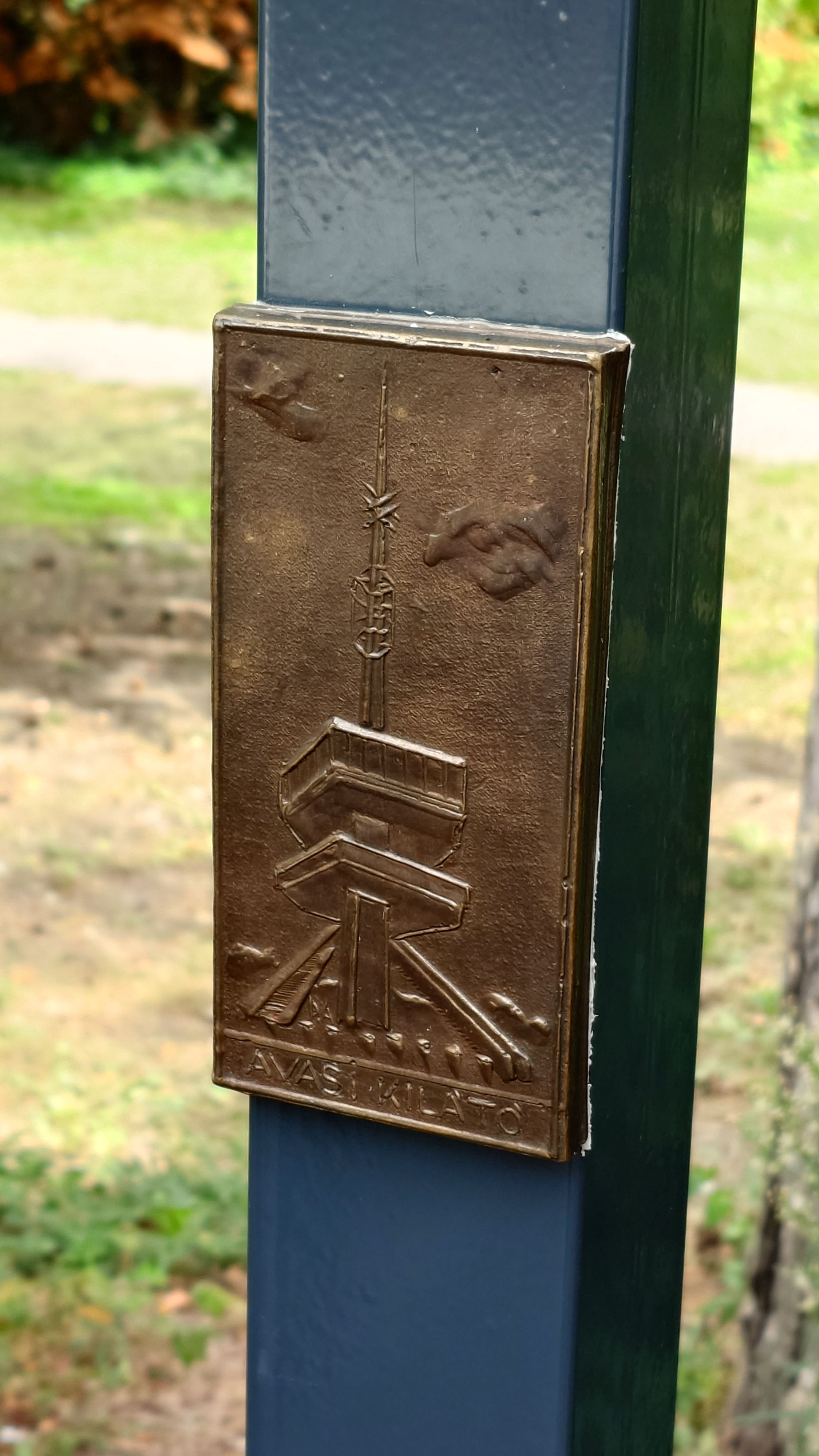
Avasi kilátó
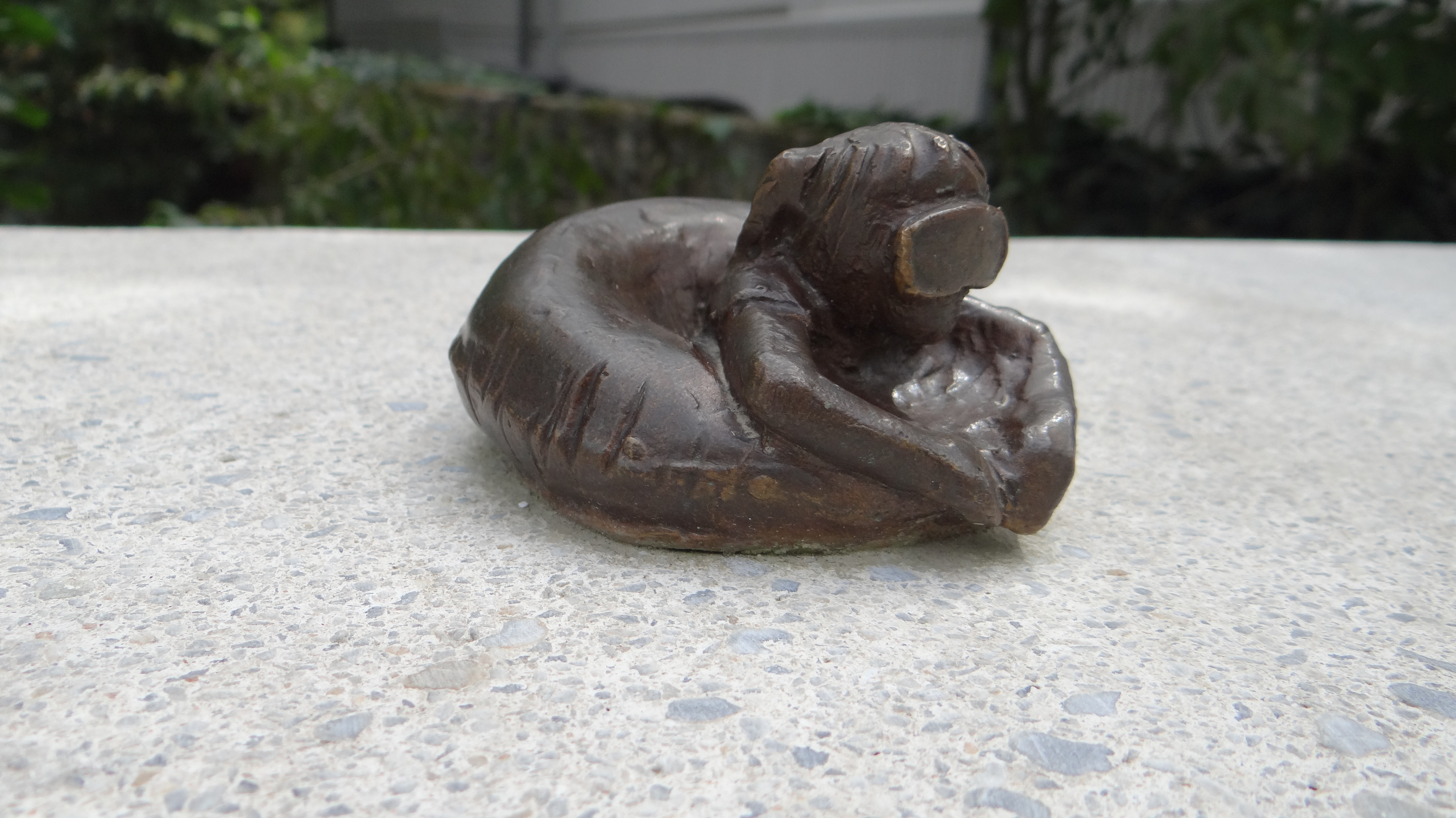
Kislány úszógumival
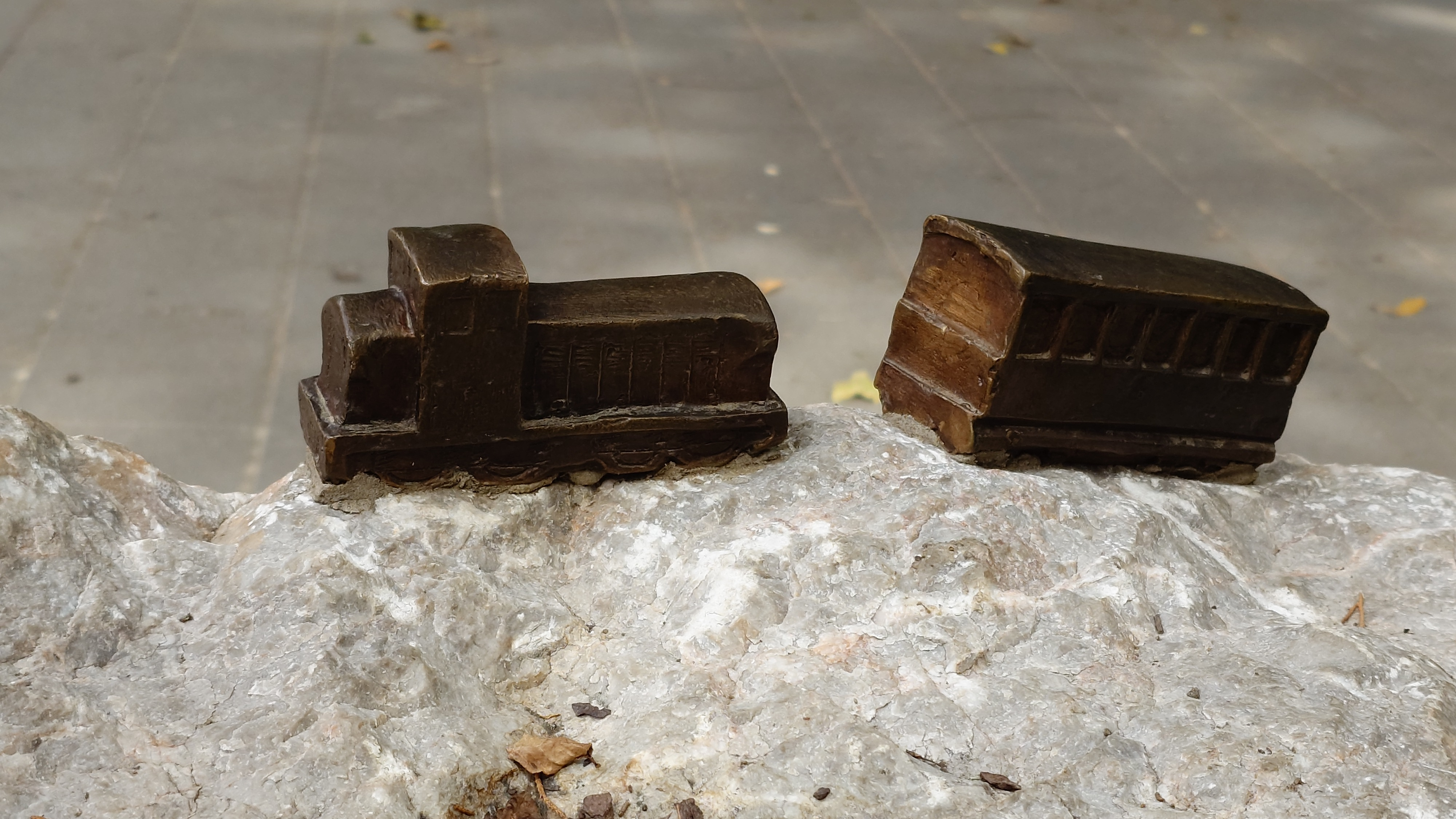
Lillafüredi kisvasút
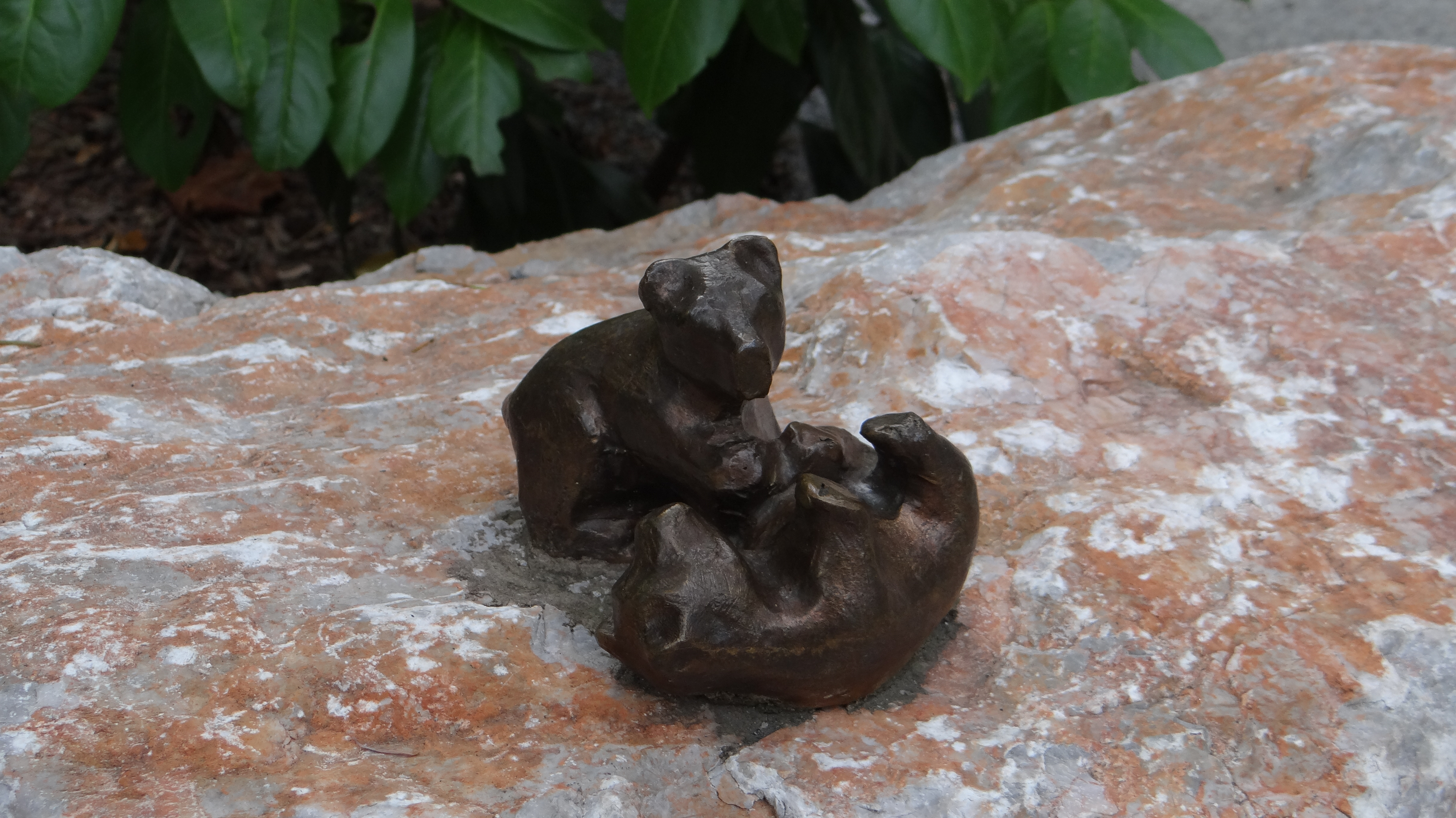
Birkózó medvék
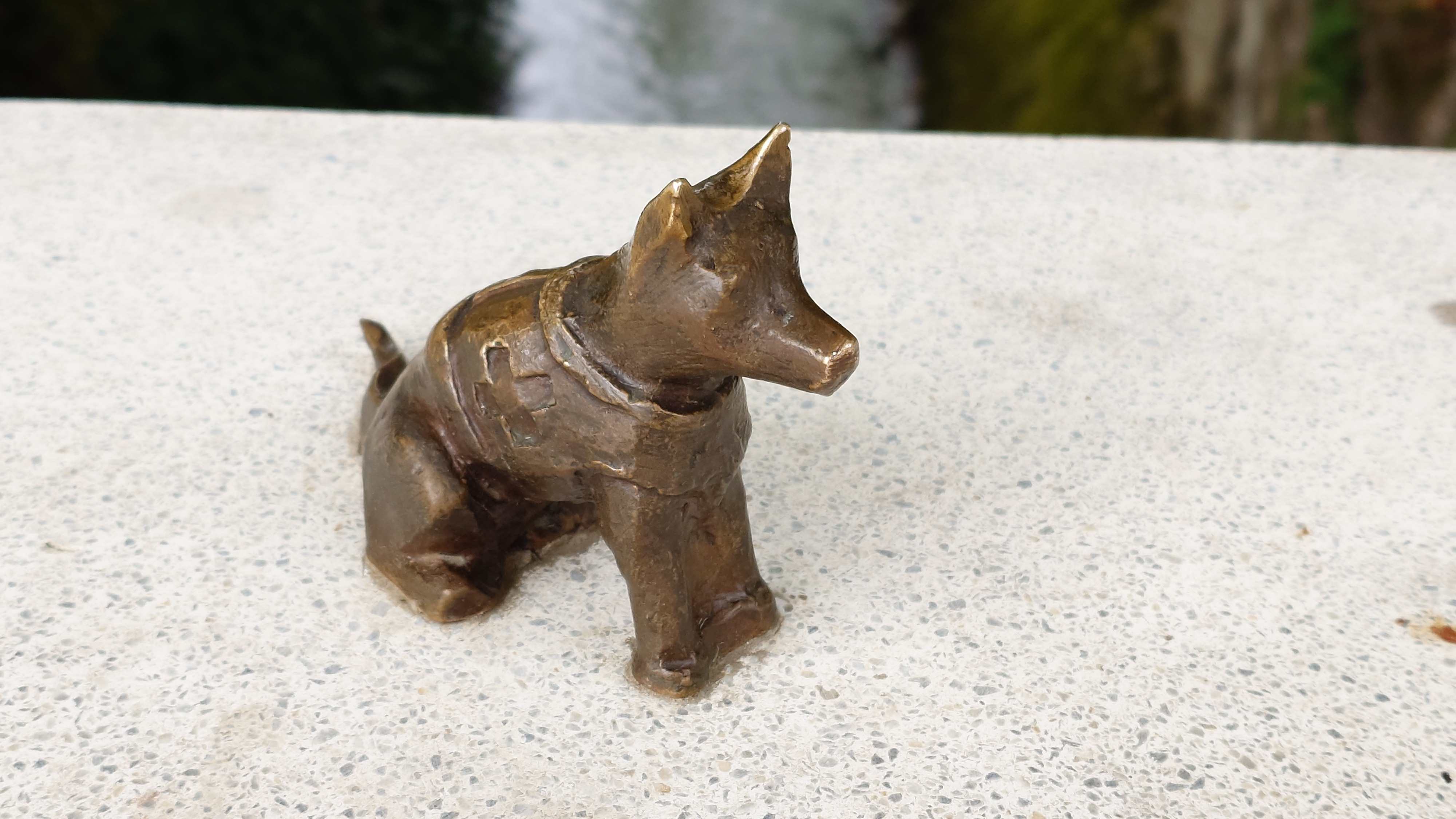
Mancs
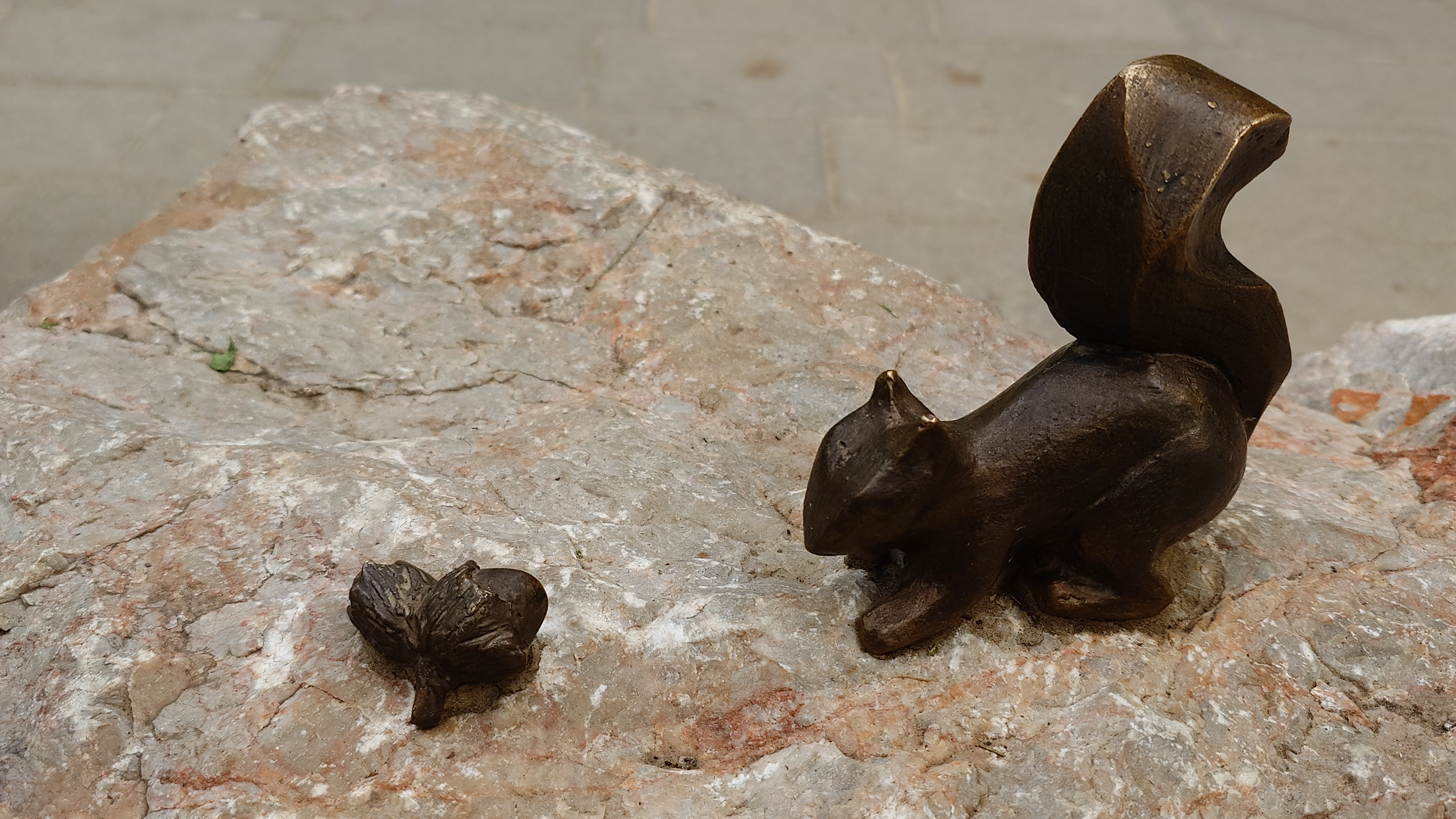
Mókus
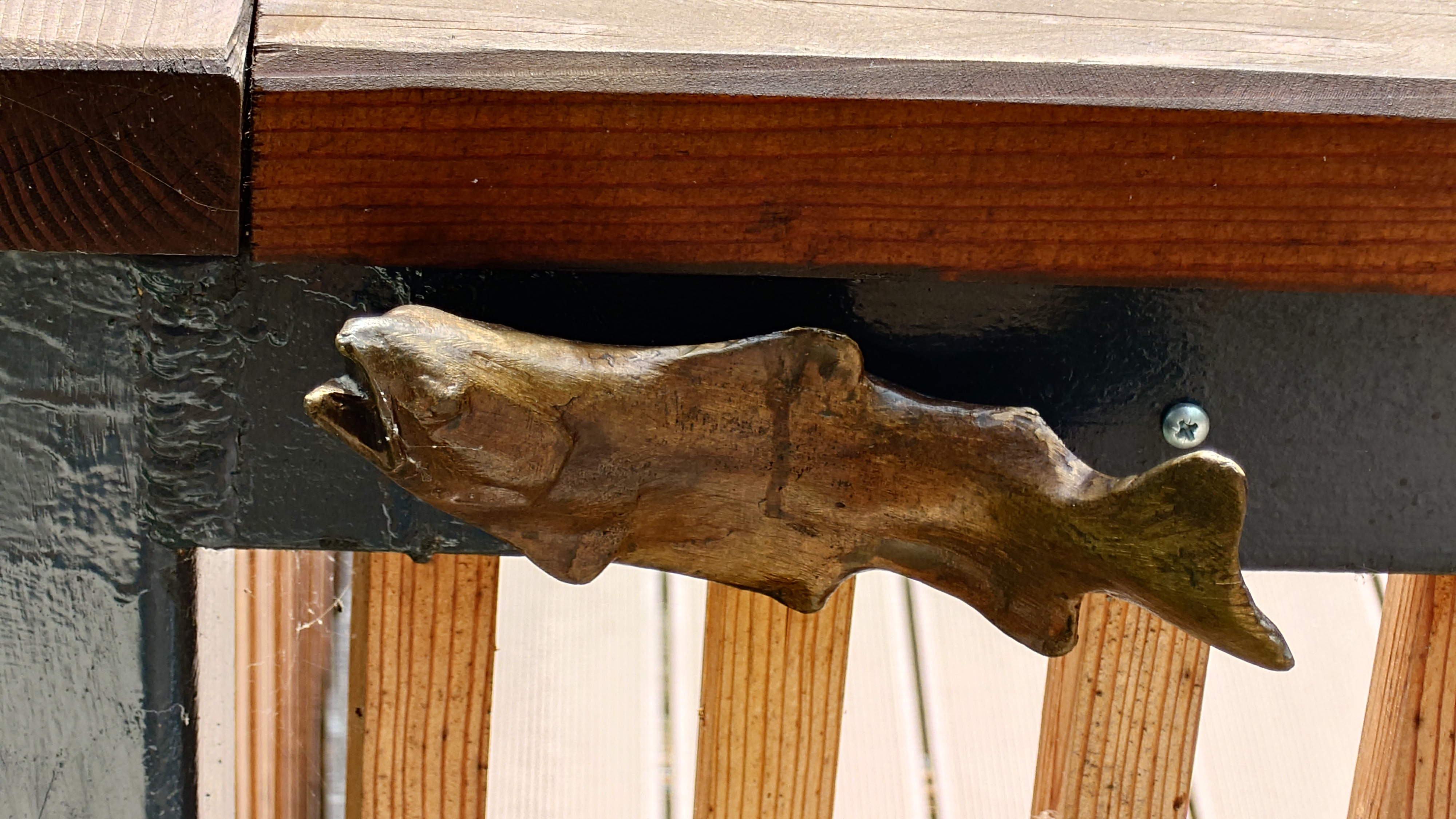
Pisztráng
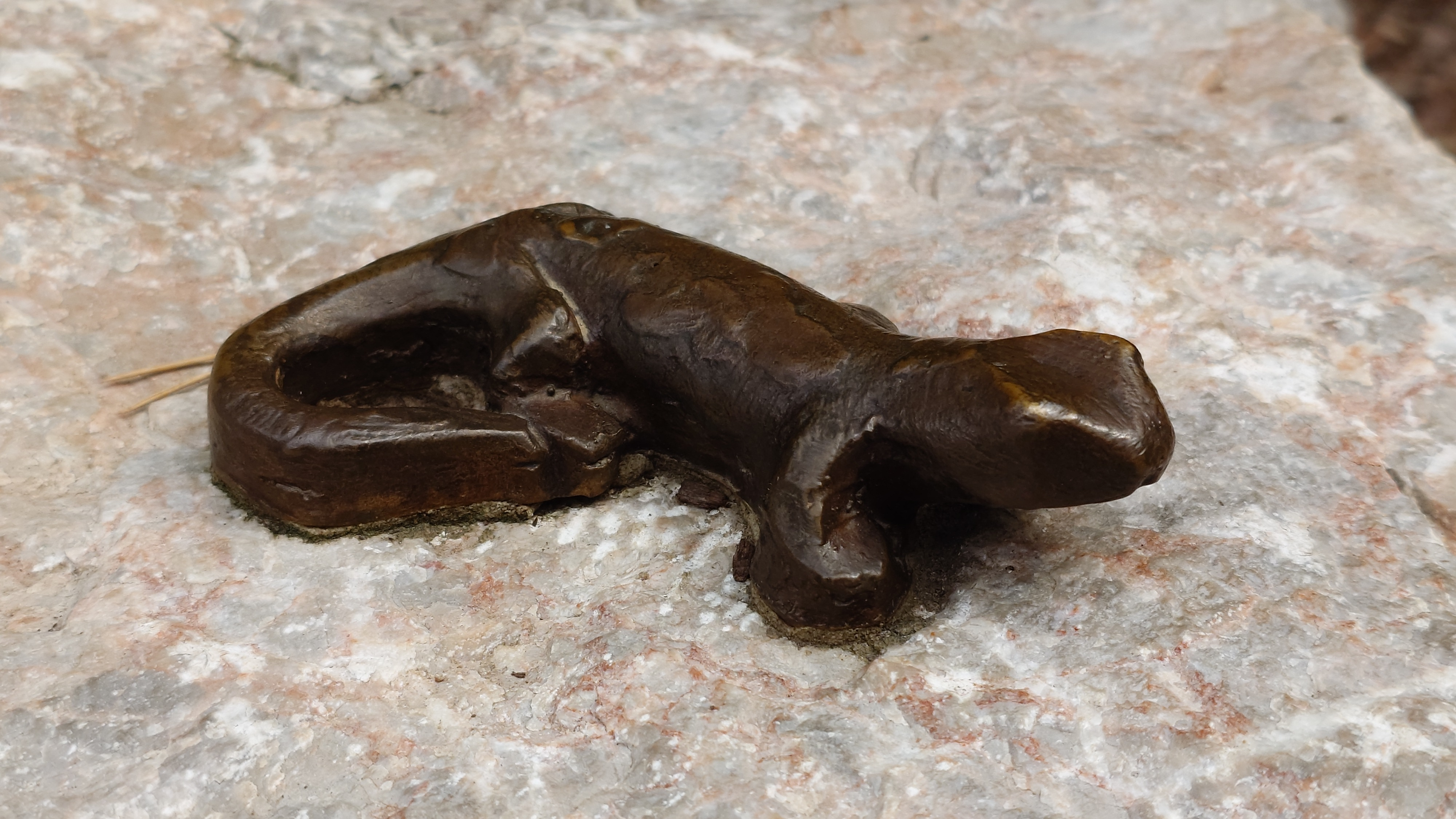
Szalamandra
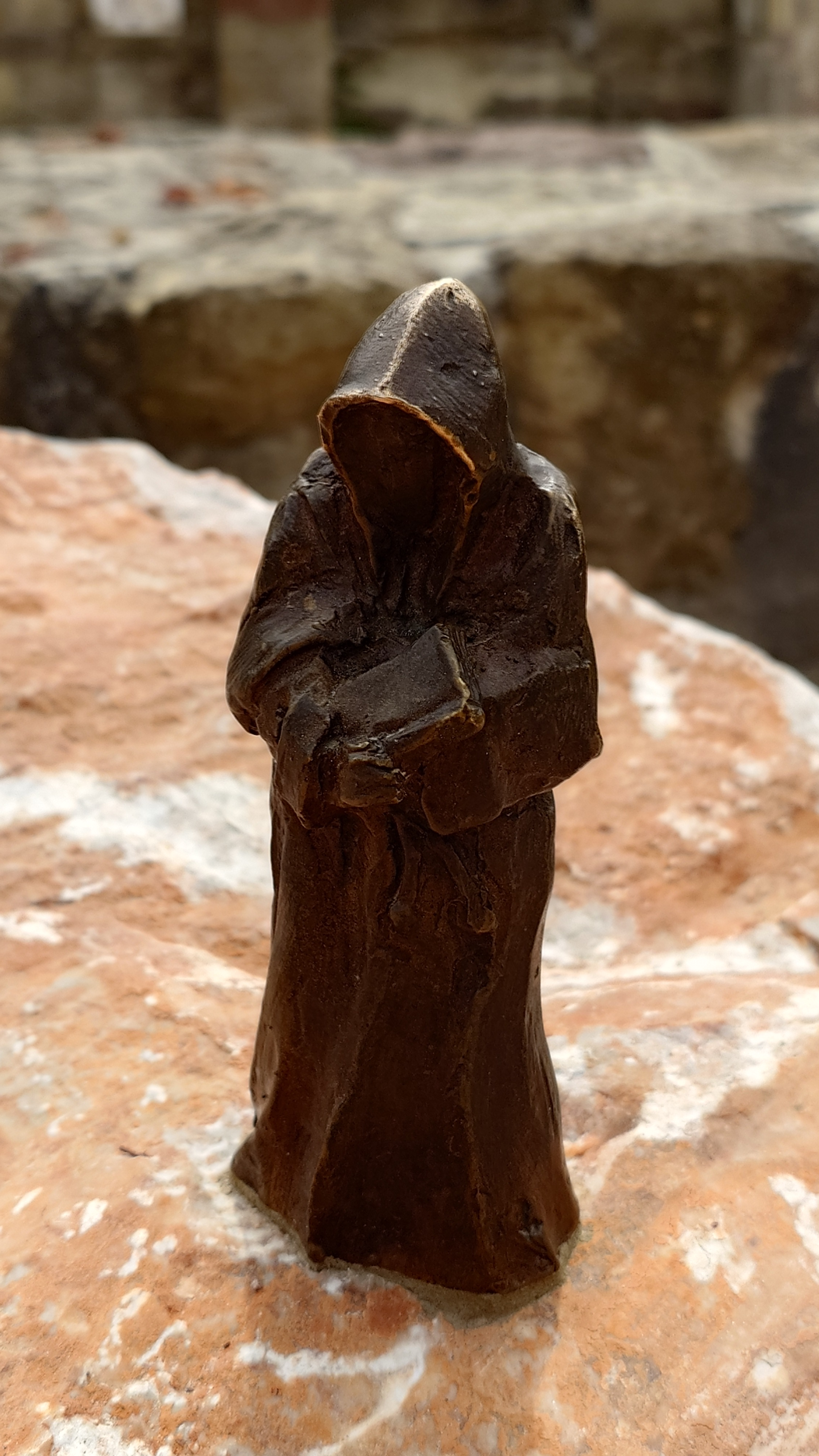
Szerzetes
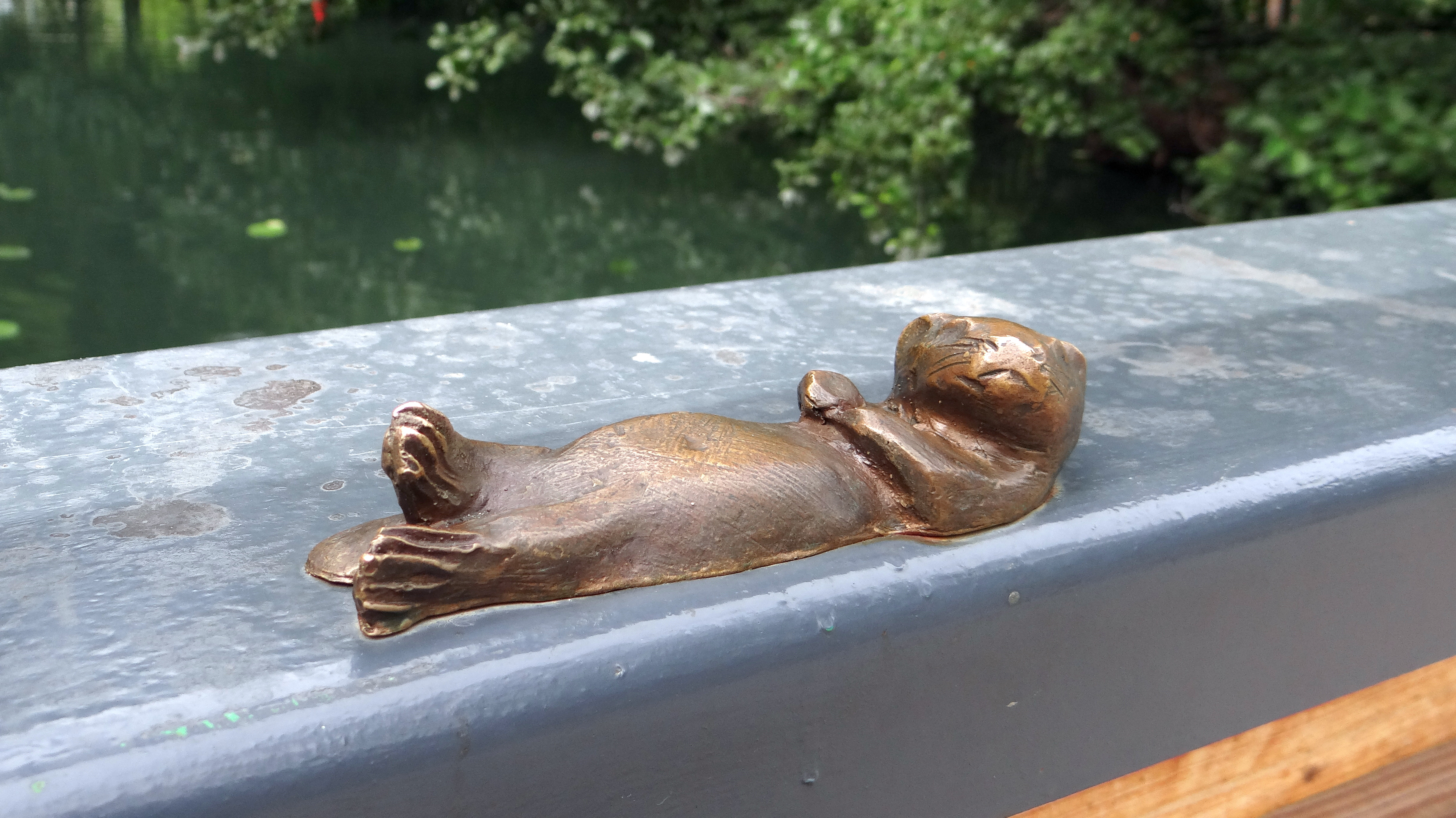
Vidra